# Bezirk (Schweiz)
In der föderalistisch aufgebauten Schweiz ist der Teilstaat (Kanton) völlig frei in seiner internen Organisation. So gibt es auch eine Vielfalt an Organisationsstrukturen und Bezeichnungen für eine Ebene zwischen Kanton und Gemeinde, die auch fehlen kann. Oft wird sie Bezirk, in gewissen Kantonen auch Verwaltungsregion, Verwaltungskreis, Wahlkreis, Amtei oder Amt, im französischsprachigen Landesteil district, im italienischen Landesteil distretto, im rätoromanischen Landesteil district genannt. Der Leiter eines Bezirksamtes heisst Bezirksammann, Bezirksamtmann, Statthalter oder Regierungsstatthalter.
Der Bezirk dient in der Regel lediglich der Dezentralisierung der kantonalen Verwaltung und der Gerichtsorganisation. Im Kanton Schwyz sind dagegen die Bezirke aus historischen Gründen eigene Rechtssubjekte mit Steuerhoheit und teilweise eigener Landsgemeinde. Eine vergleichbare Rolle spielten früher im Kanton Graubünden die Kreise (romanisch circul, Mz. circuls bzw. italienisch circolo, Mz. circoli). Im Kanton Appenzell Innerrhoden ist Bezirk die Bezeichnung für die unterste Verwaltungseinheit, also die politische Gemeinde.

## Übersicht
(Reihenfolge der Kantone nach Art. 1 der Bundesverfassung der Schweizerischen Eidgenossenschaft)

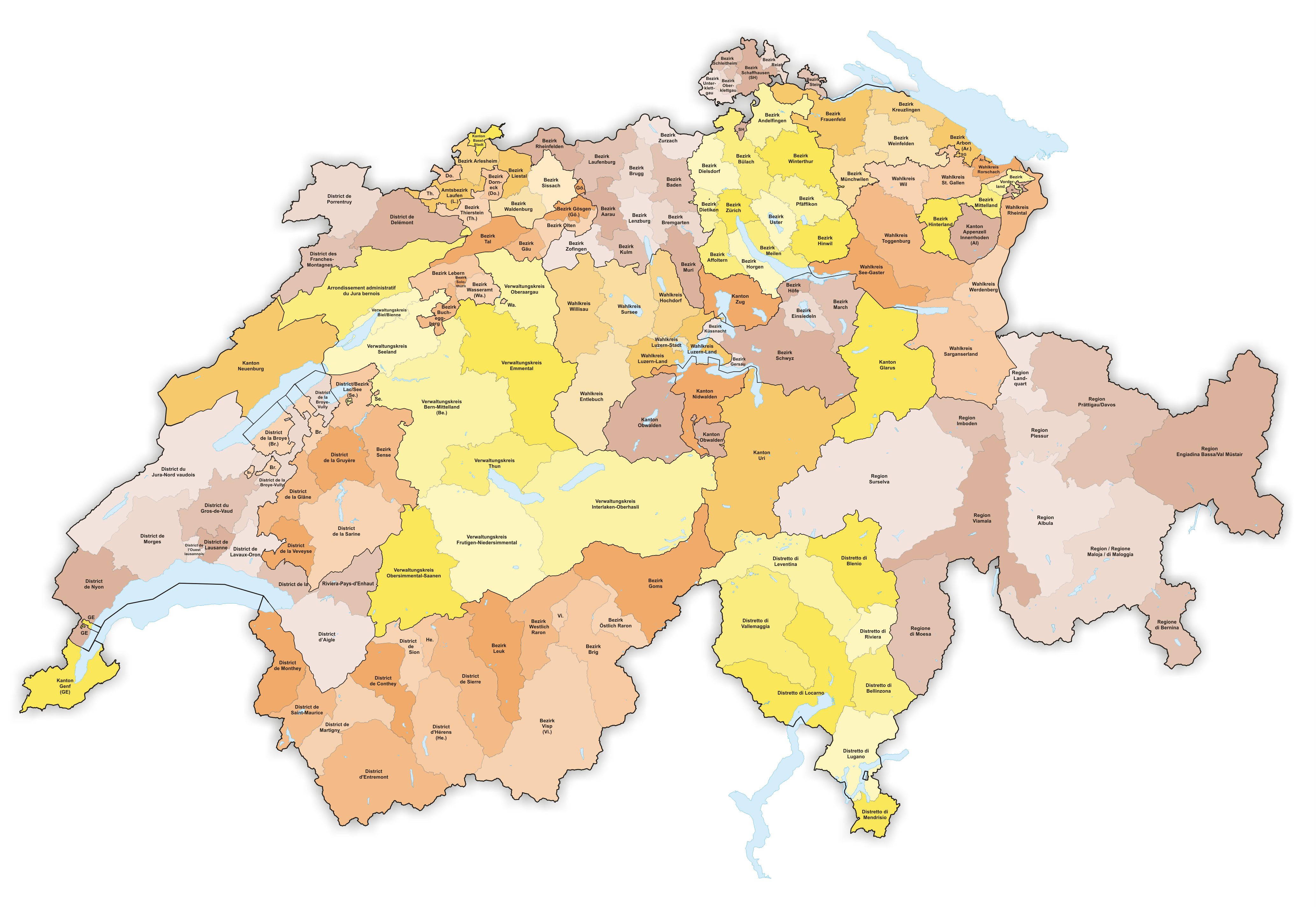
Bezirke der Schweiz gemäss BFS per 1. Januar 2022

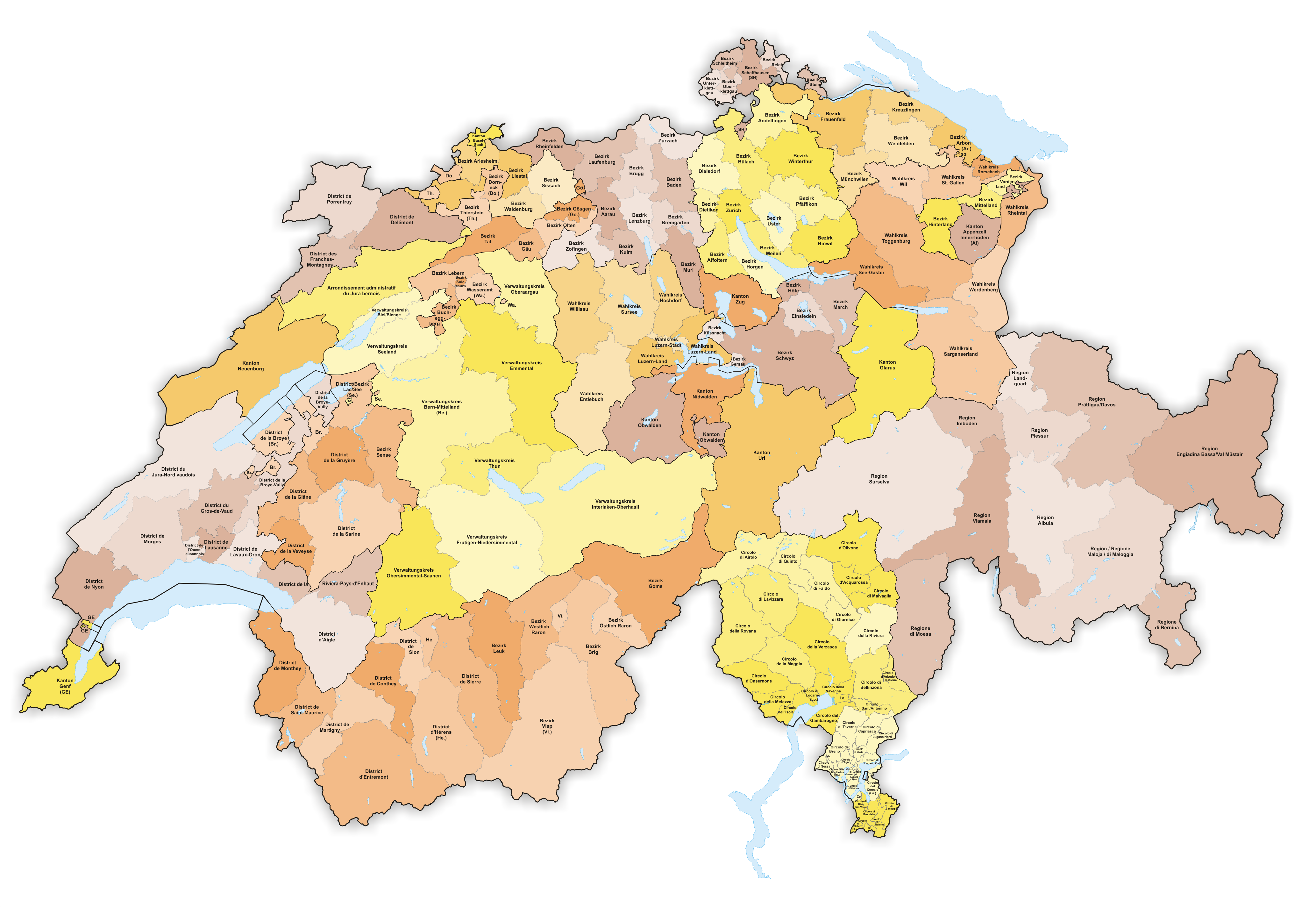
Bezirke und Kreise der Schweiz gemäss BFS per 1. Januar 2022

Stand: 1. Januar 2022
| Kanton                 | Verwaltungseinheit                            | Anzahl  |
| ---------------------- | --------------------------------------------- | ------- |
| Zürich                 | Bezirke                                       | 12      |
| Bern                   | Bezirke Verwaltungskreise Verwaltungsregionen | 26 10 5 |
| Luzern                 | – *)                                          | – *)    |
| Uri                    | –                                             | –       |
| Schwyz                 | Bezirke                                       | 6       |
| Obwalden               | –                                             | –       |
| Nidwalden              | –                                             | –       |
| Glarus                 | –                                             | –       |
| Zug                    | –                                             | –       |
| Freiburg               | Bezirke                                       | 7       |
| Solothurn              | Amteien *)                                    | 5 *)    |
| Basel-Stadt            | –                                             | –       |
| Basel-Landschaft       | Bezirke                                       | 5       |
| Schaffhausen           | – *)                                          | – *)    |
| Appenzell Ausserrhoden | – *)                                          | – *)    |
| Appenzell Innerrhoden  | –                                             | –       |
| St. Gallen             | – *)                                          | – *)    |
| Graubünden             | Regionen                                      | 11      |
| Aargau                 | Bezirke                                       | 11      |
| Thurgau                | Bezirke                                       | 5       |
| Tessin                 | Bezirke Kreise                                | 8 37    |
| Waadt                  | Bezirke                                       | 10      |
| Wallis                 | Bezirke                                       | 14      |
| Neuenburg              |                                               | – *)    |
| Genf                   | –                                             | –       |
| Jura                   | Bezirke                                       | 3       |

## Ehemalige Bezirke der Schweiz

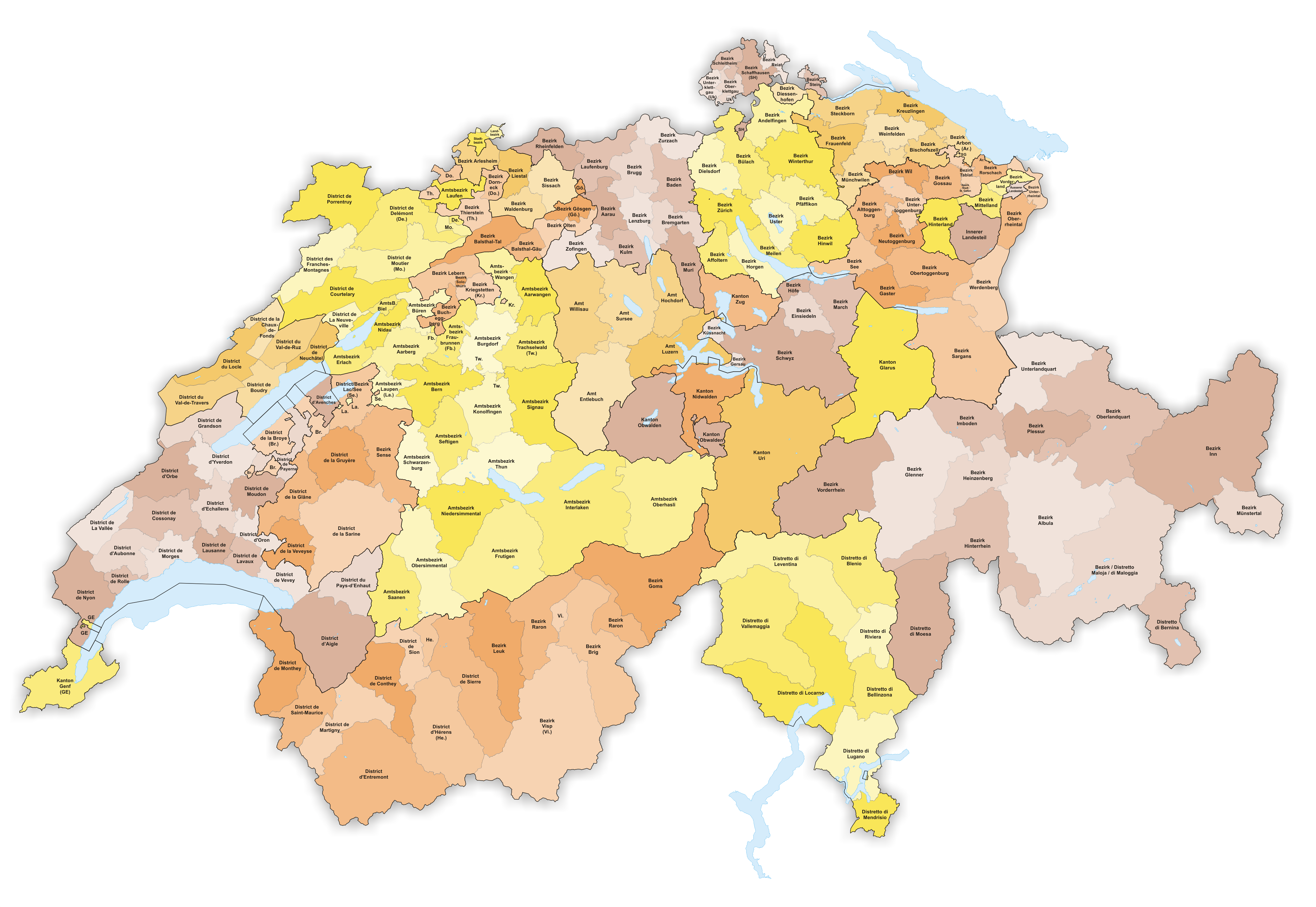
bis 31. Dezember 1849
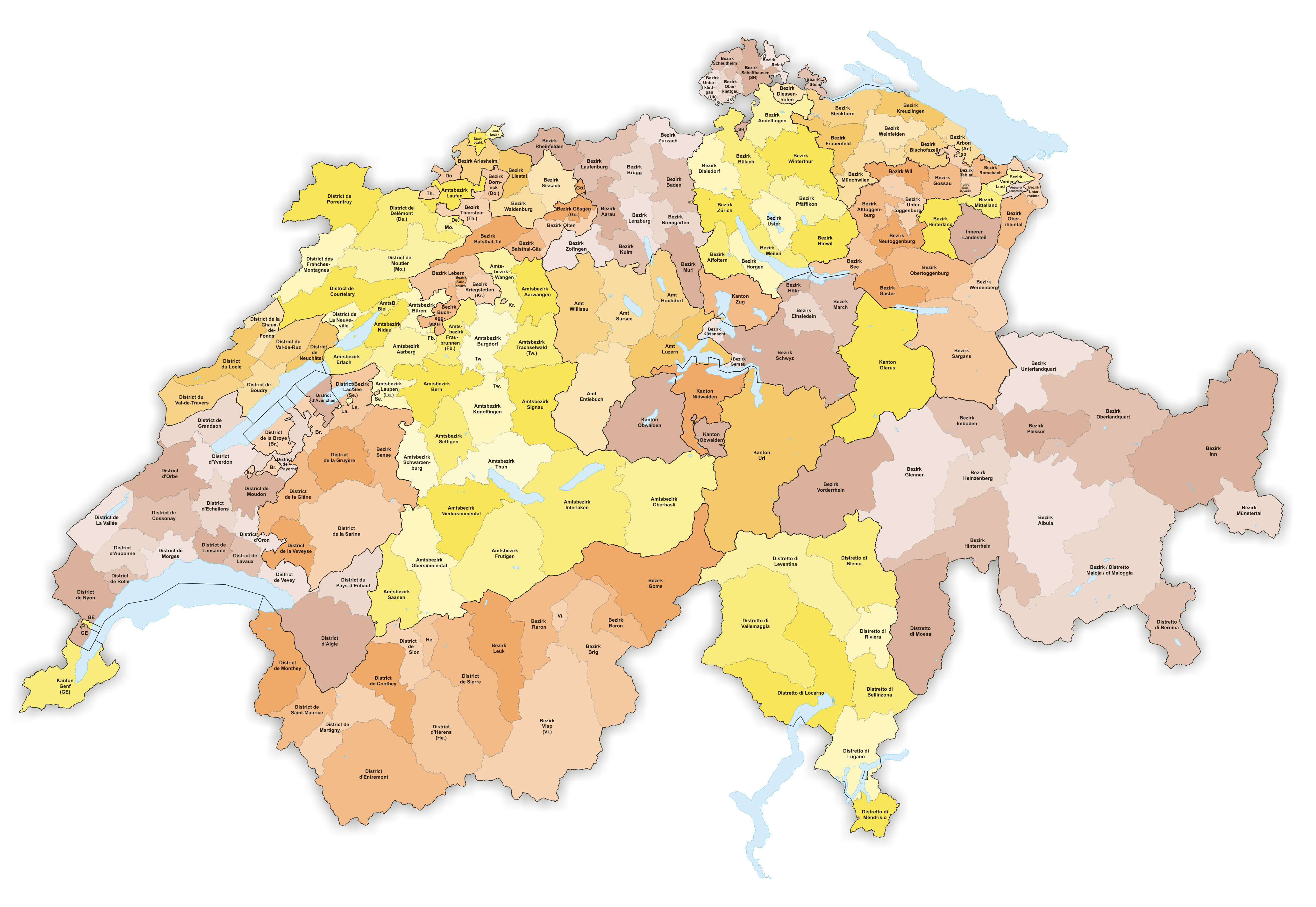
1. Januar 1850 – 31. Dezember 1850
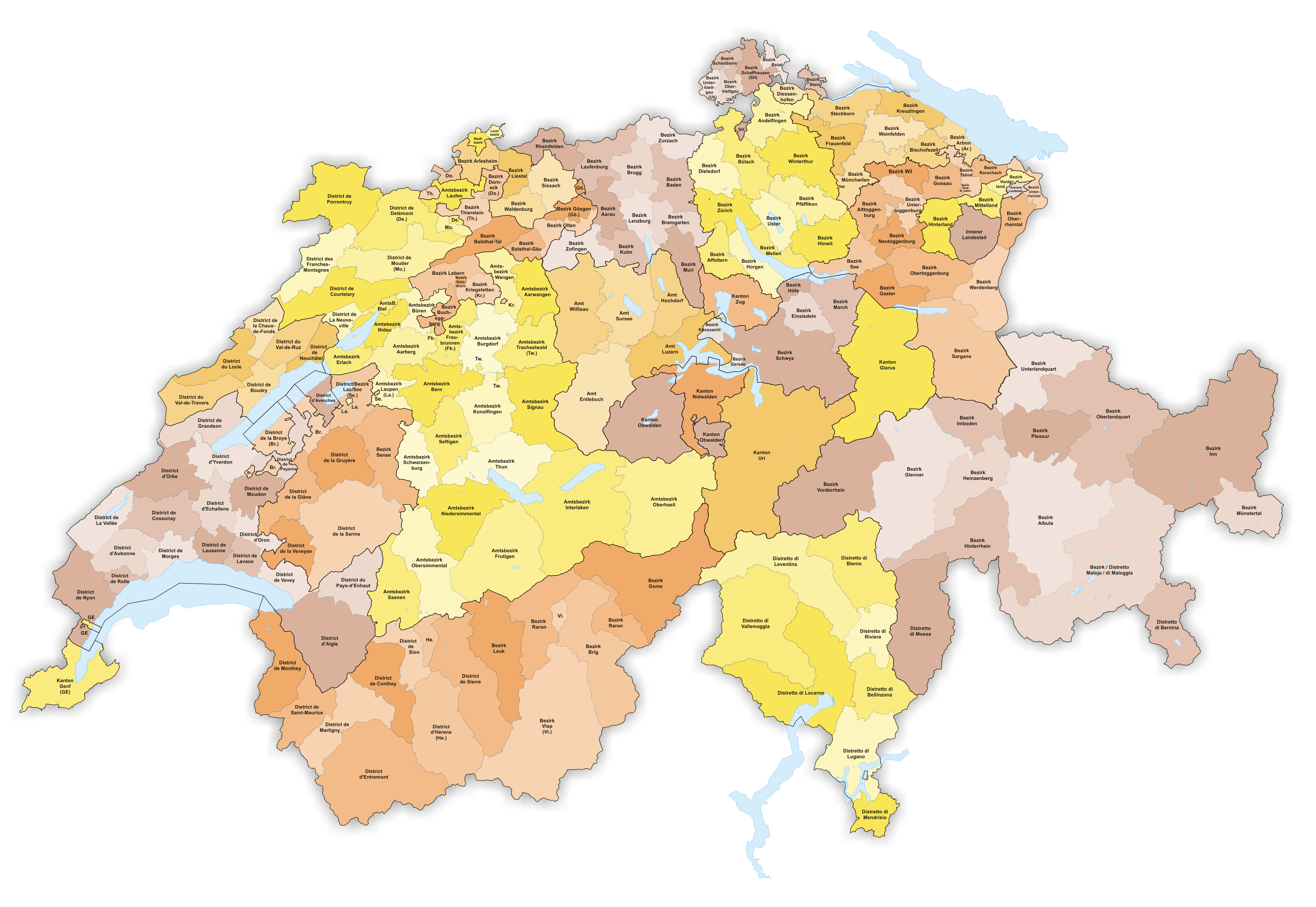
1. Januar 1851 – 31. Dezember 1861
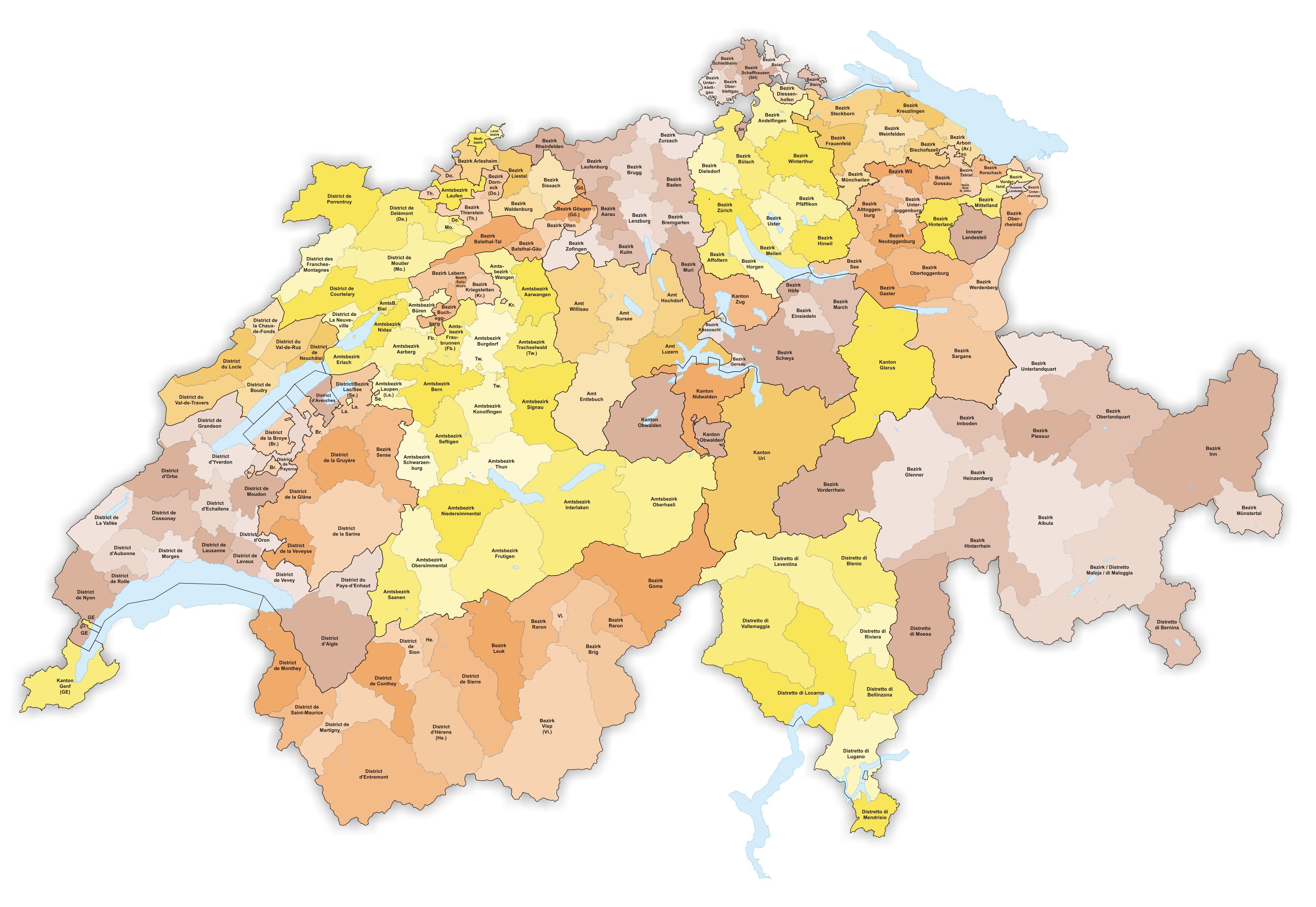
1. Januar 1862 – 31. Dezember 1865
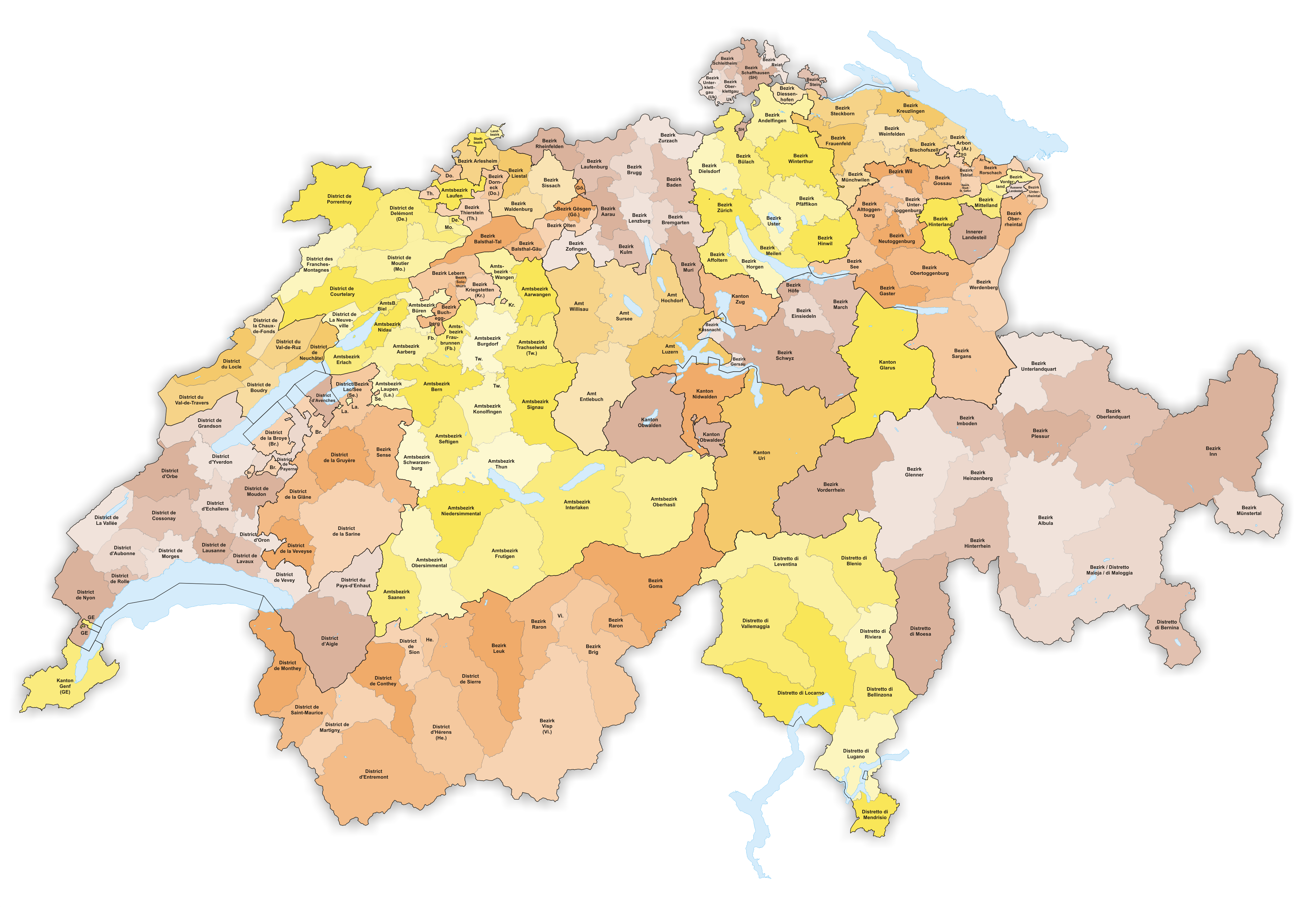
1. Januar 1866 – 31. Dezember 1873
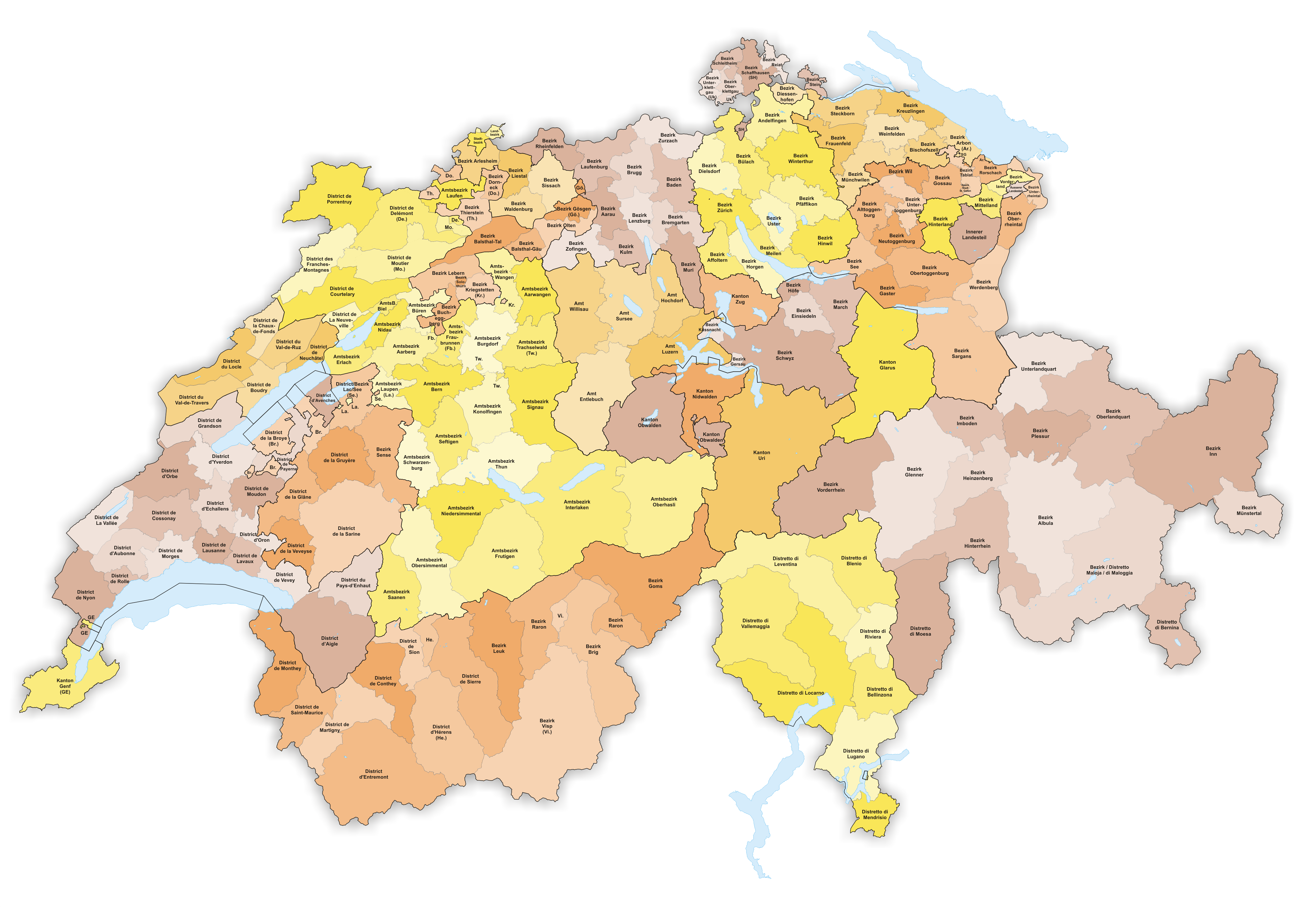
1. Januar 1874 – 31. Dezember 1874
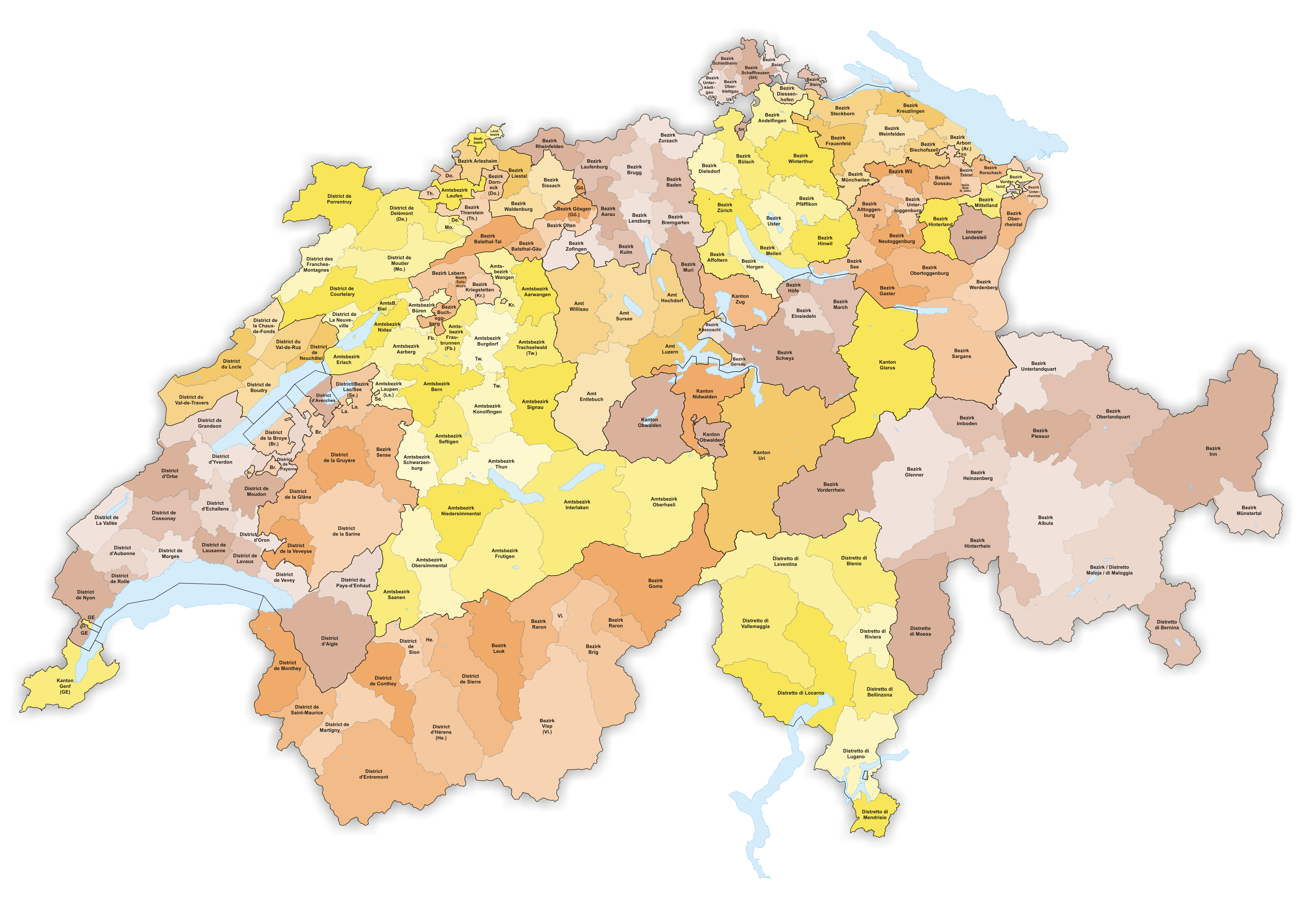
1. Januar 1875 – 31. Dezember 1888
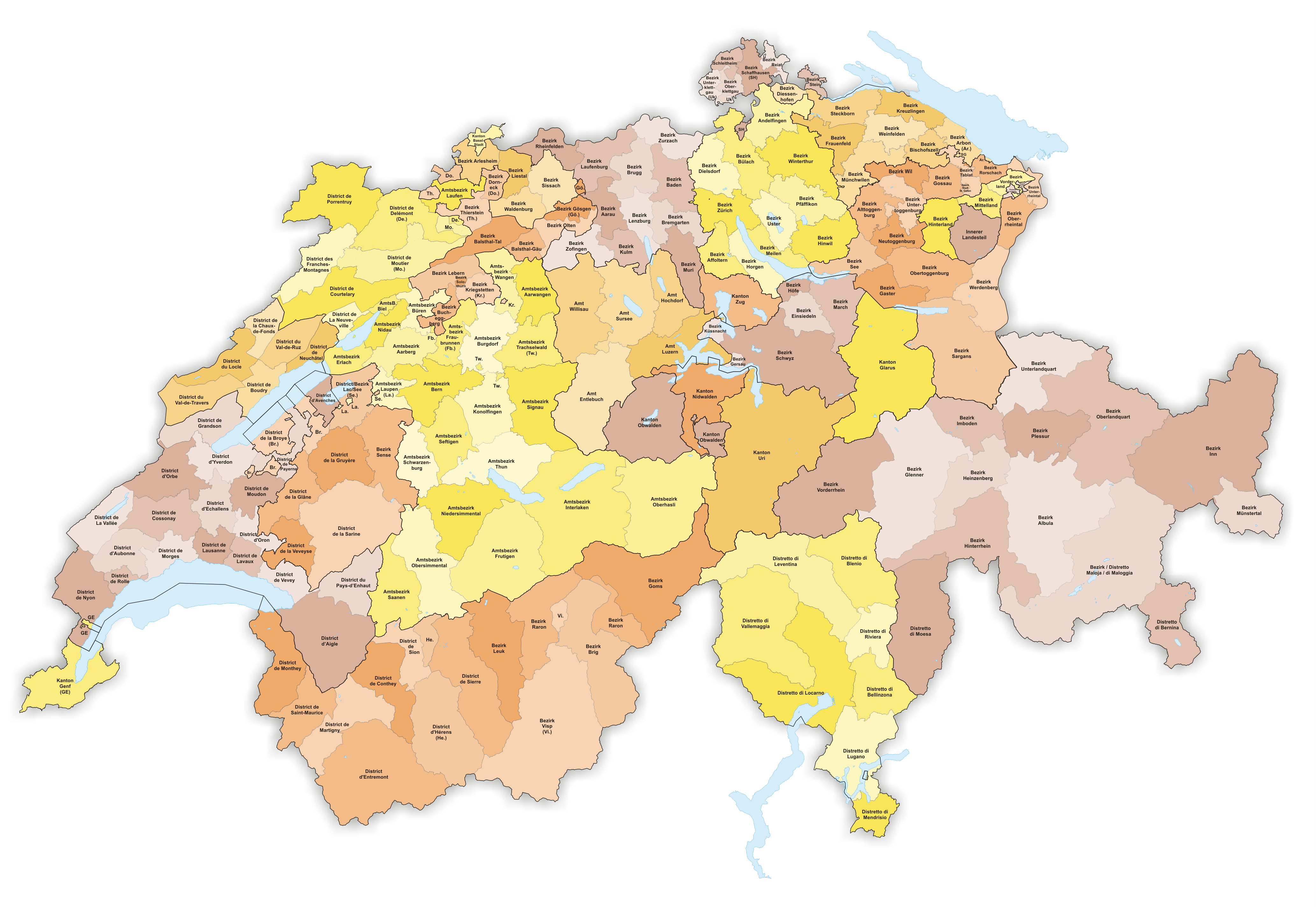
1. Januar 1889 – 31. Dezember 1892
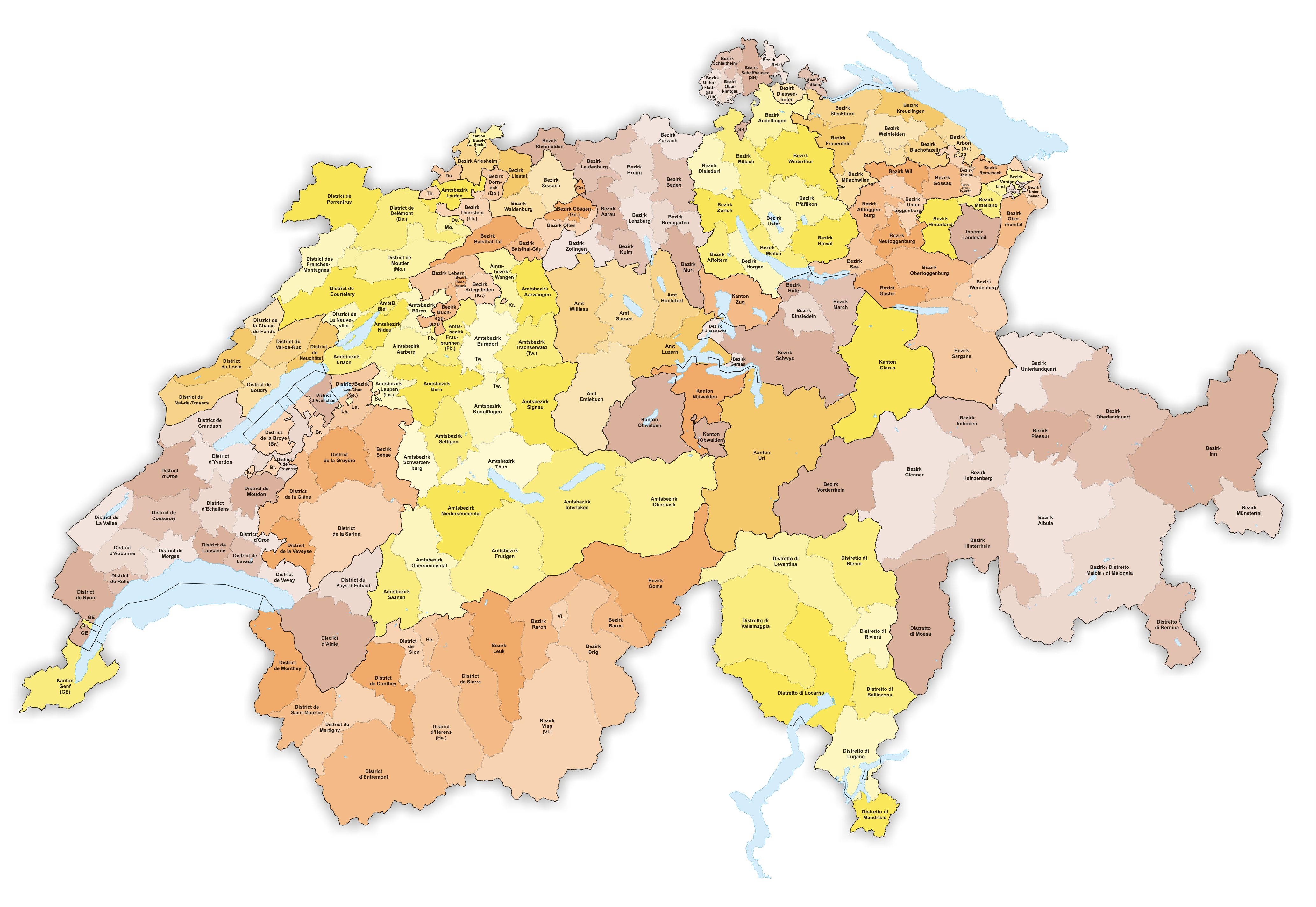
1. Januar 1893 – 31. Dezember 1899
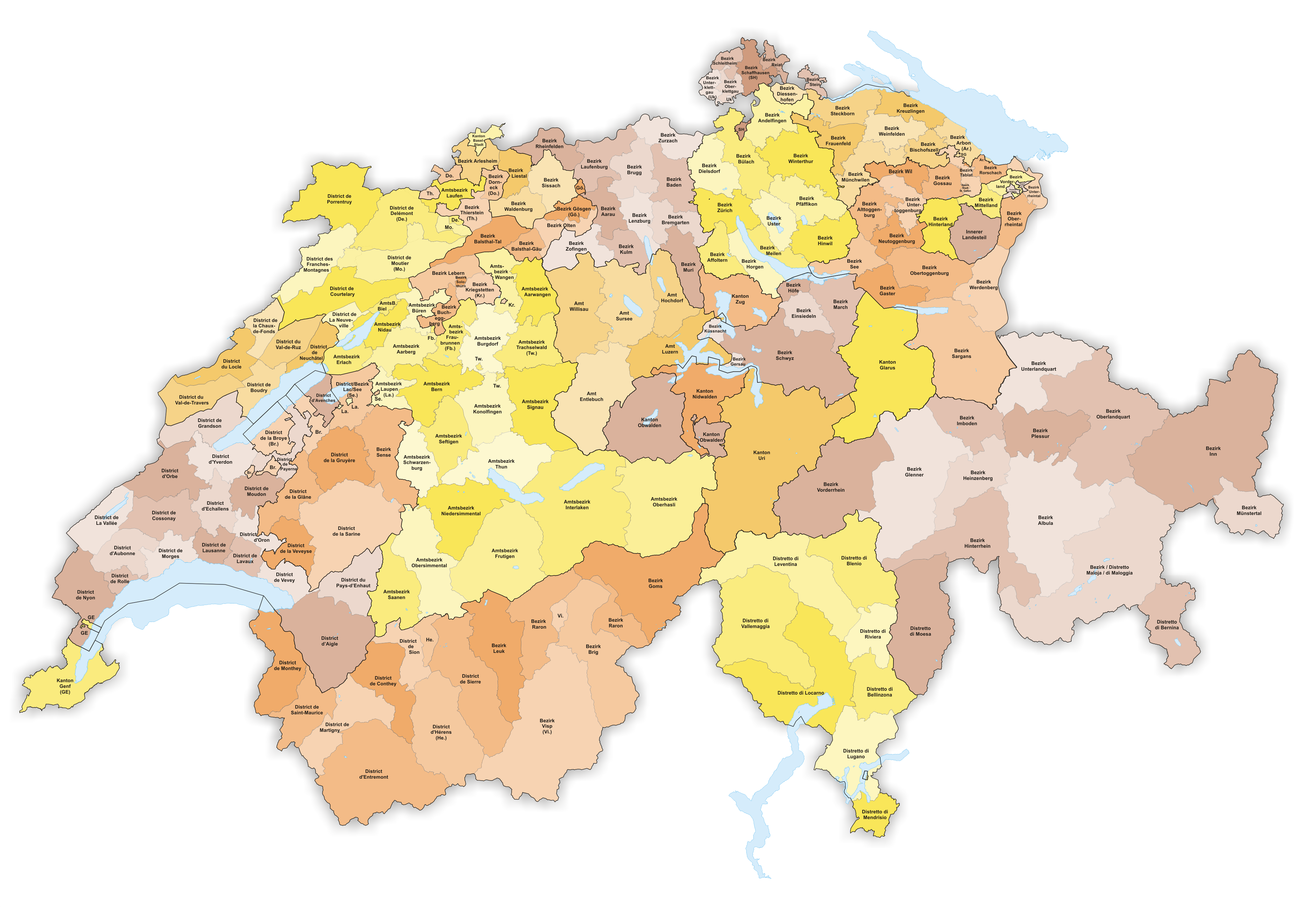
1. Januar 1900 – 31. Dezember 1917
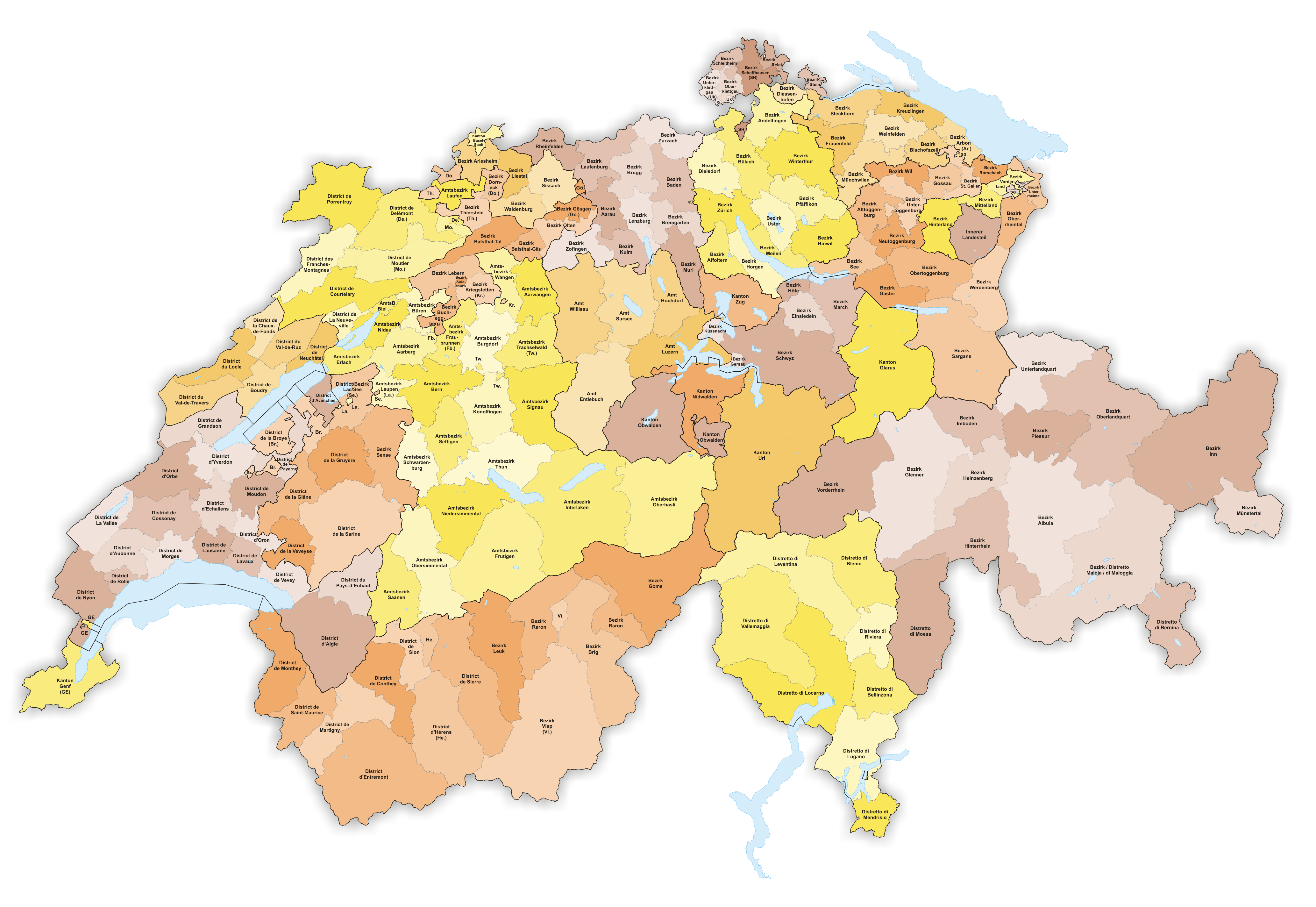
1. Januar 1918 – 31. Dezember 1924
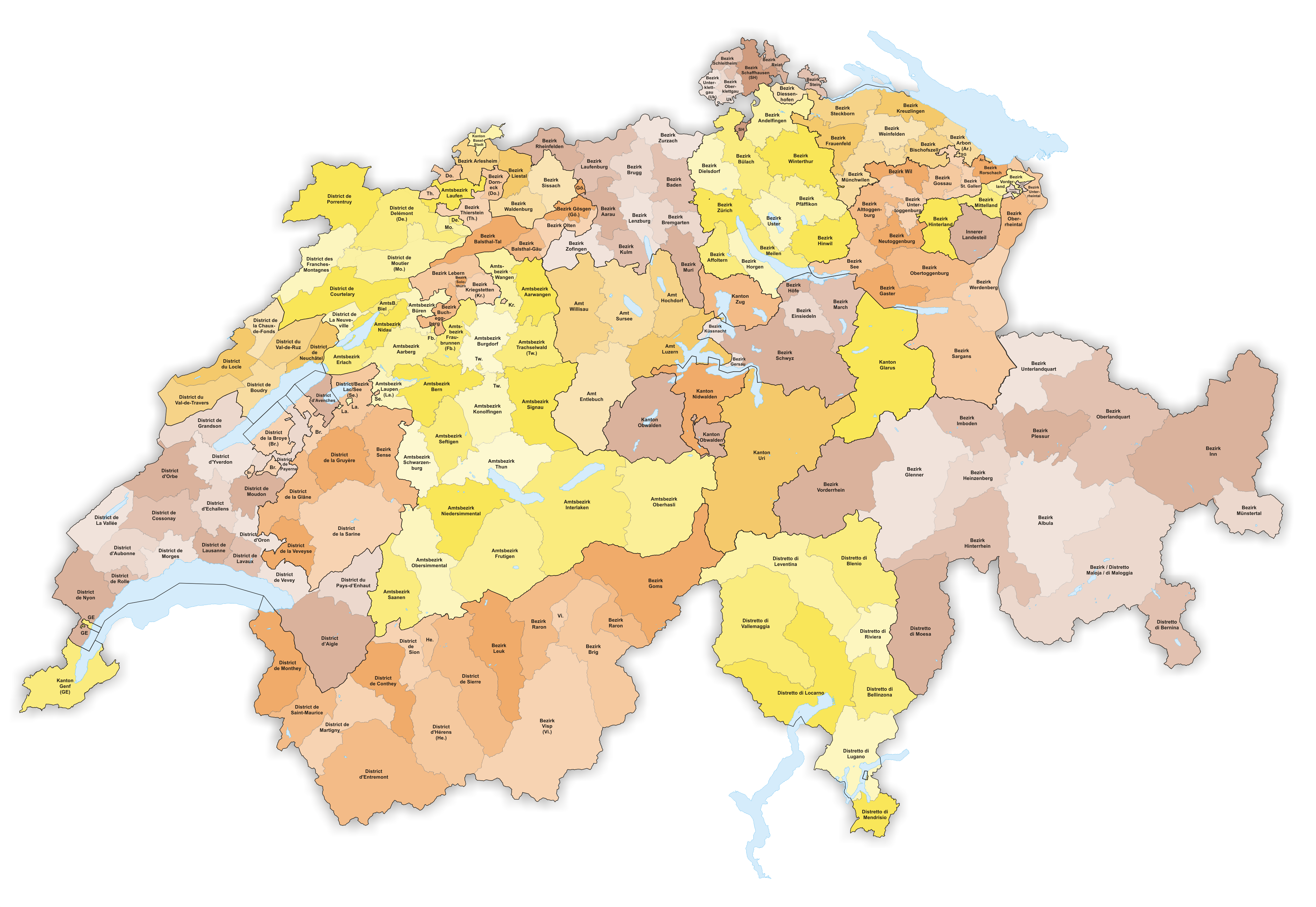
1. Januar 1925 – 31. Dezember 1933
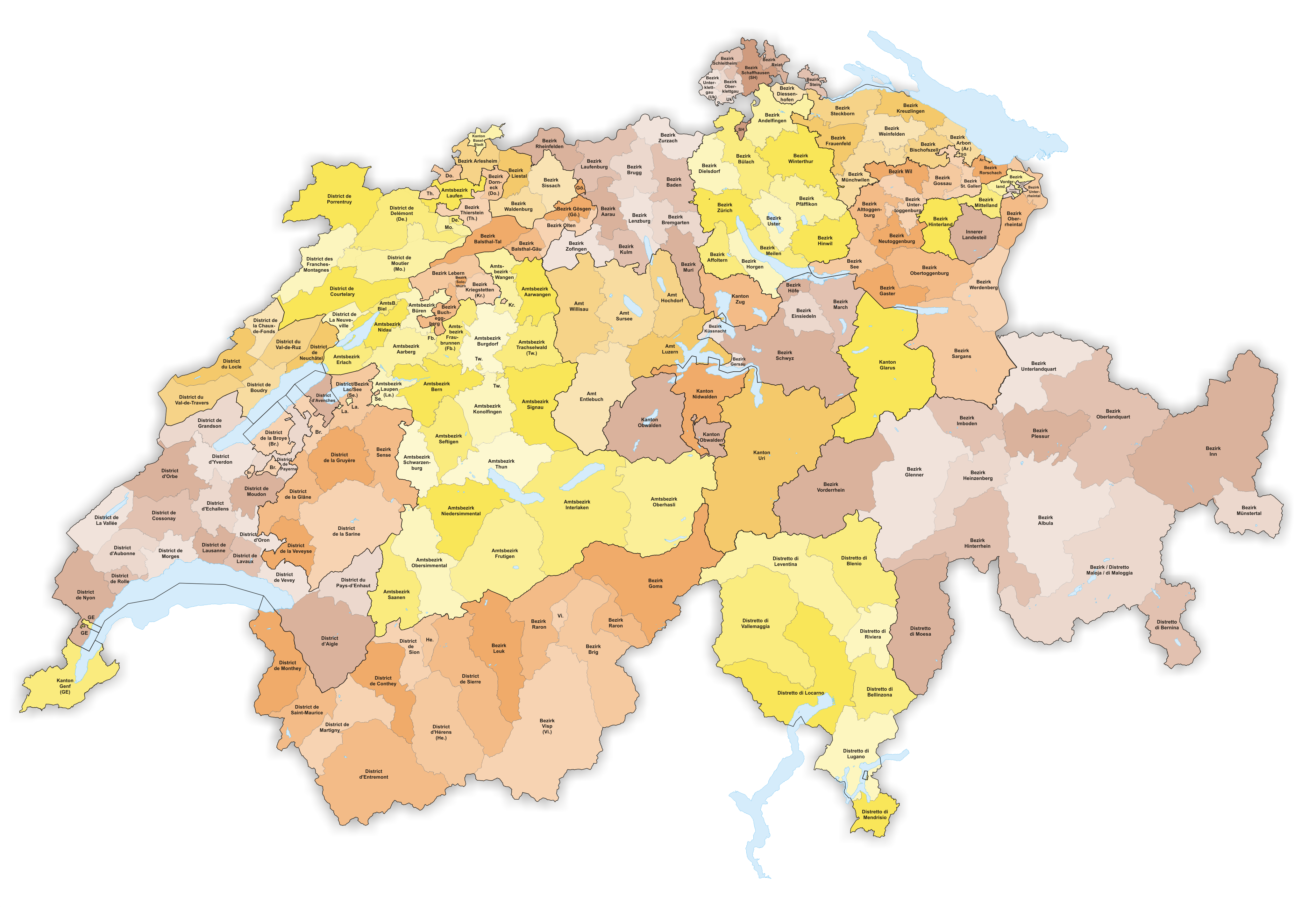
1. Januar 1925 – 31. Dezember 1936
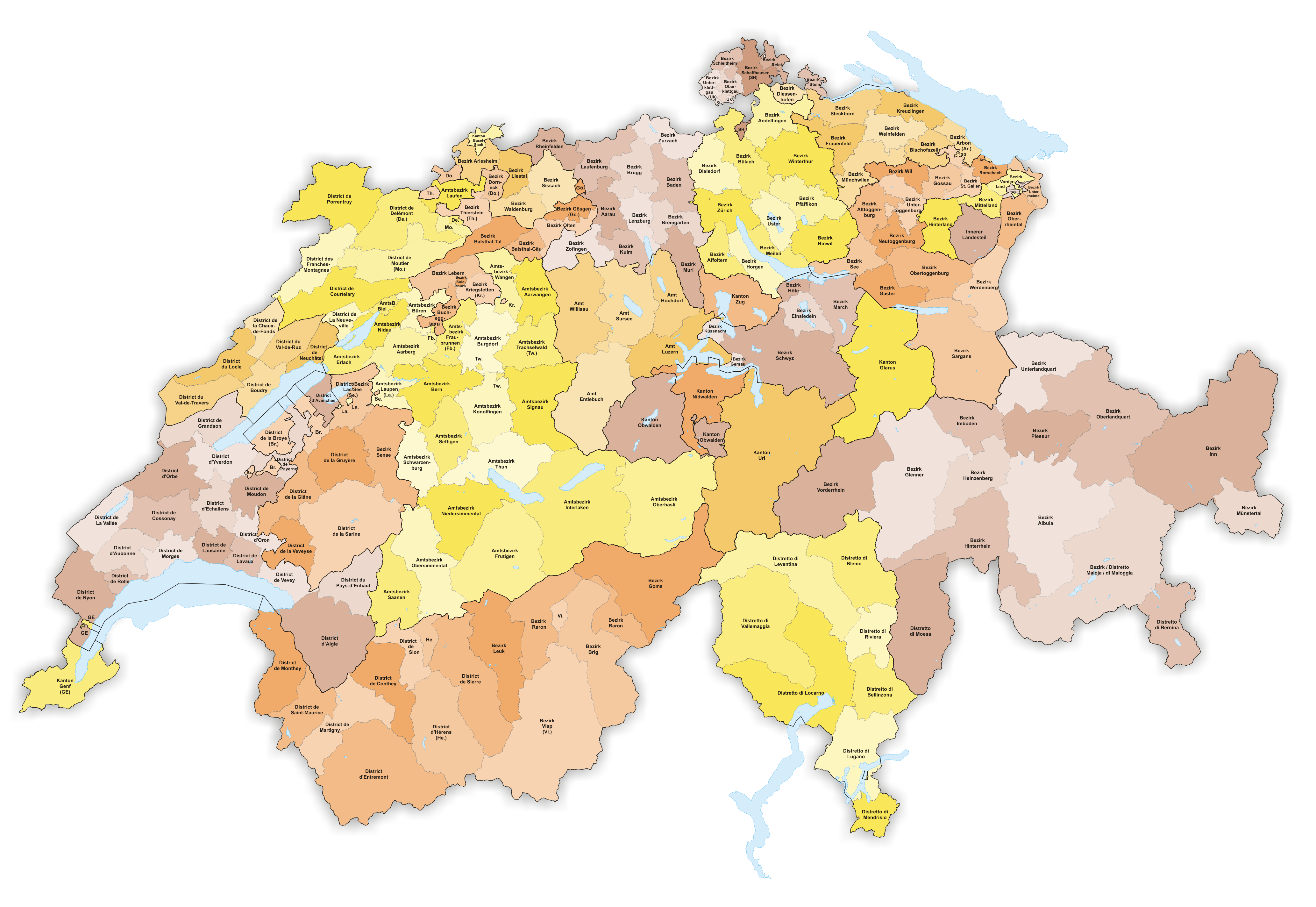
1. Januar 1937 – 31. Dezember 1960
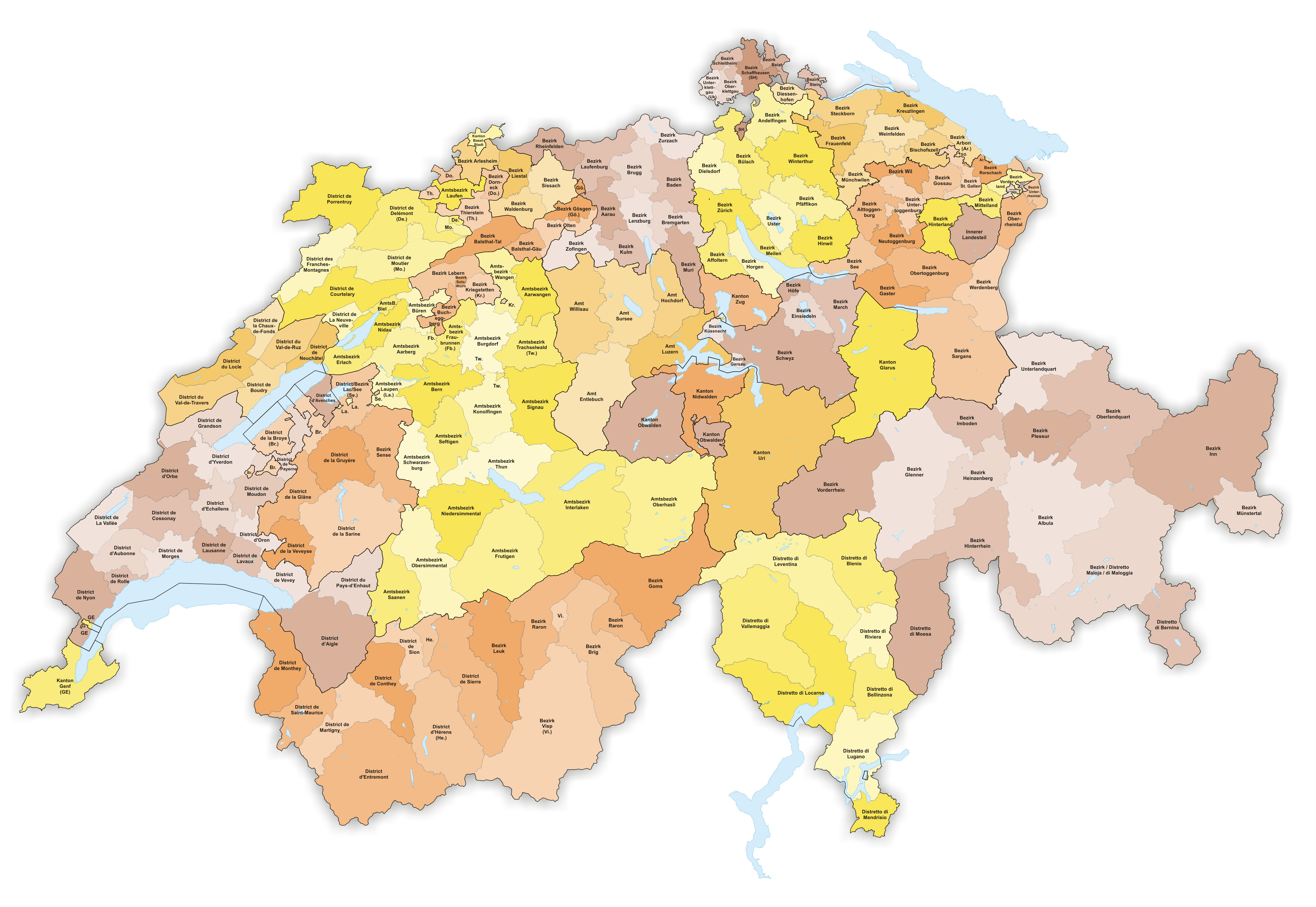
1. Januar 1961 – 31. Dezember 1962
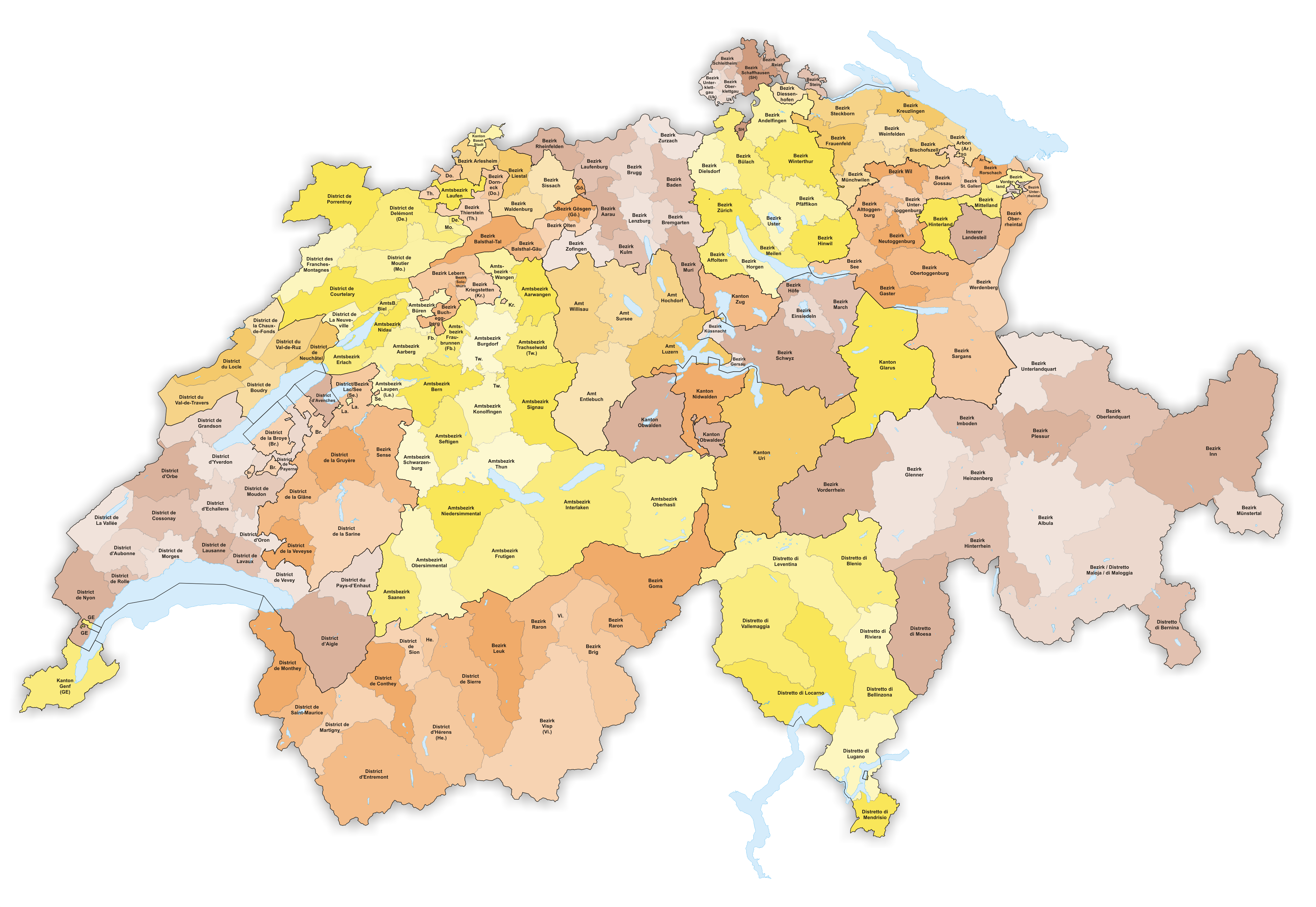
1. Januar 1963 – 31. Dezember 1975
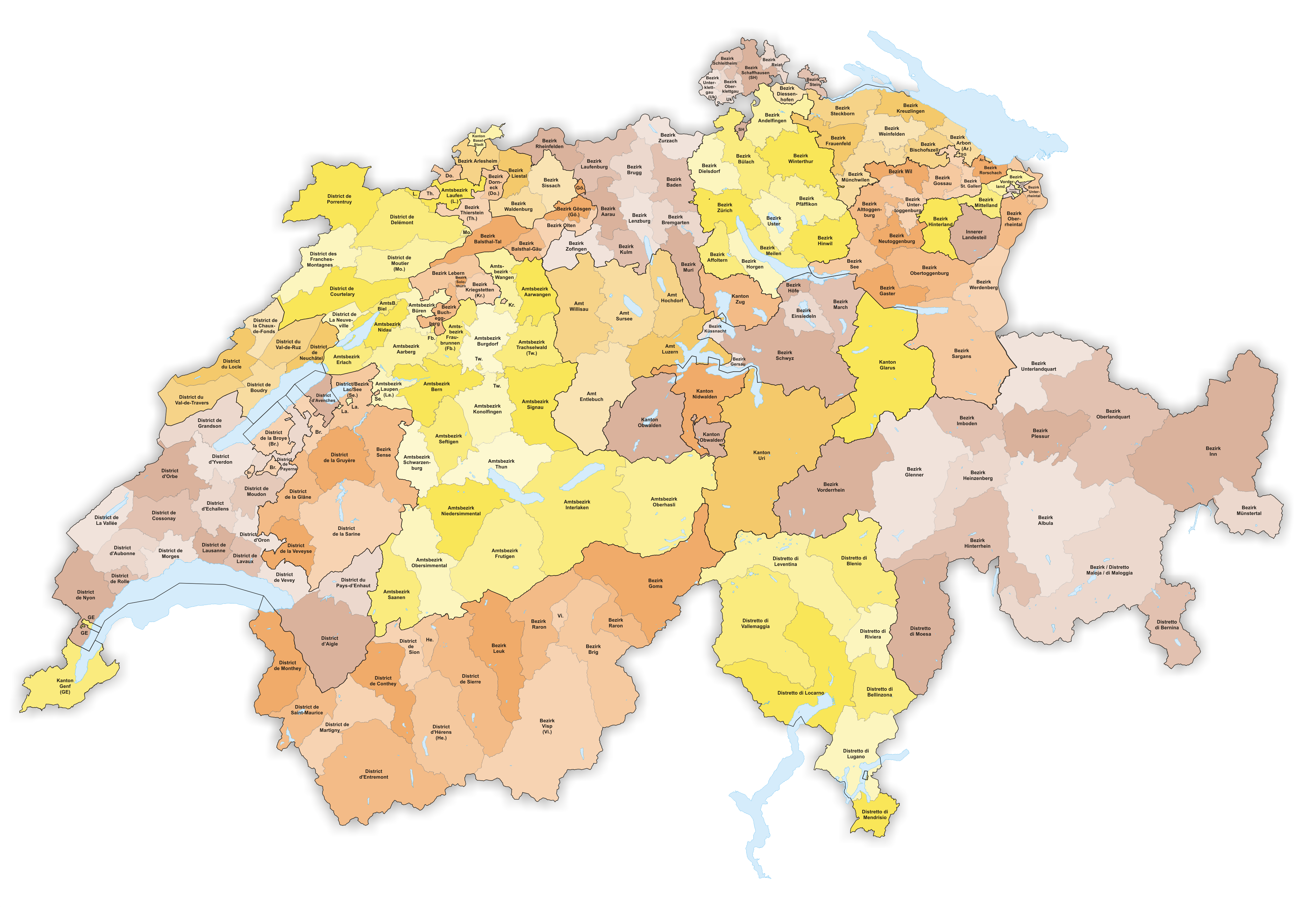
1. Januar 1976 – 31. Dezember 1978
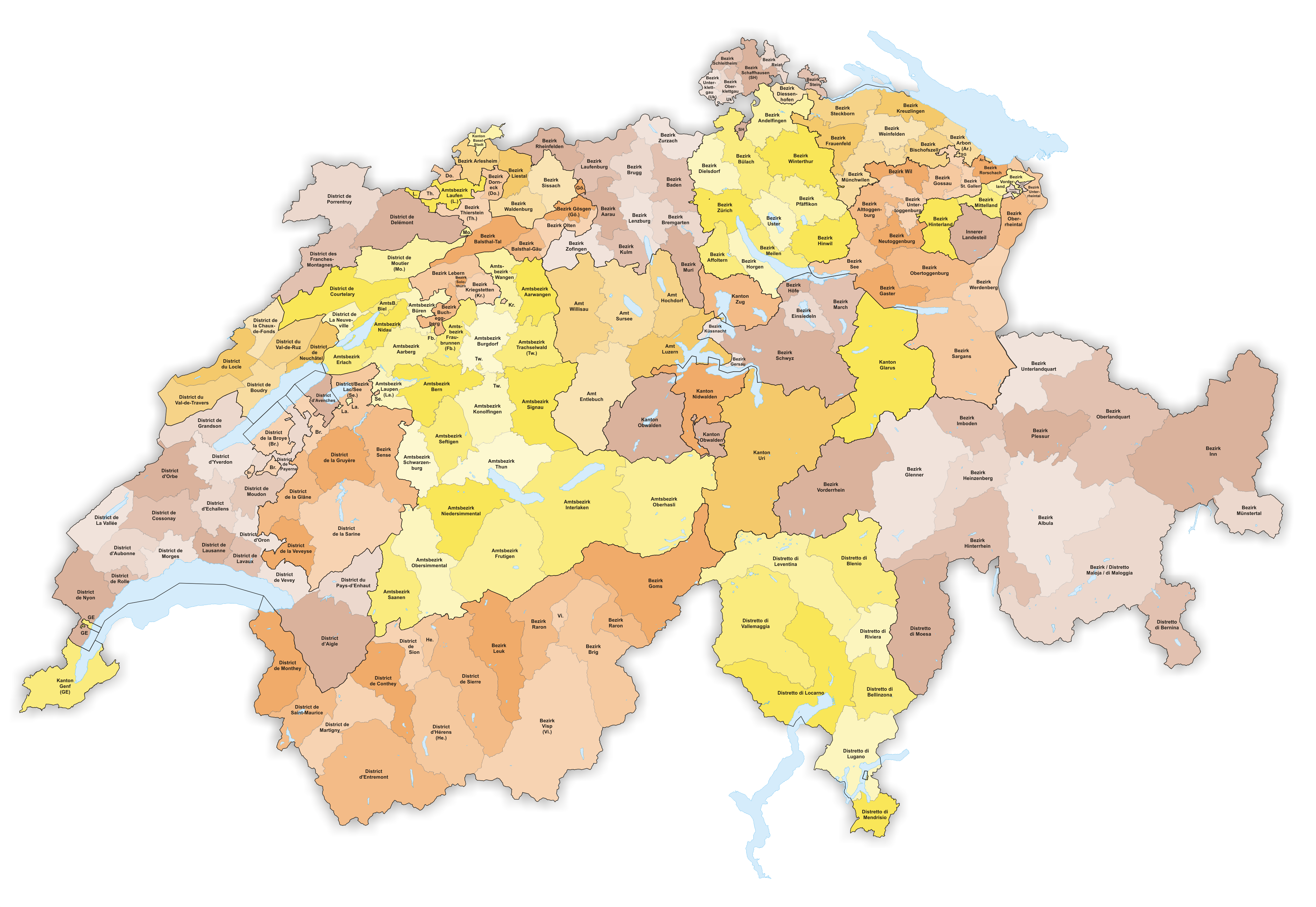
1. Januar 1979 – 31. Dezember 1983
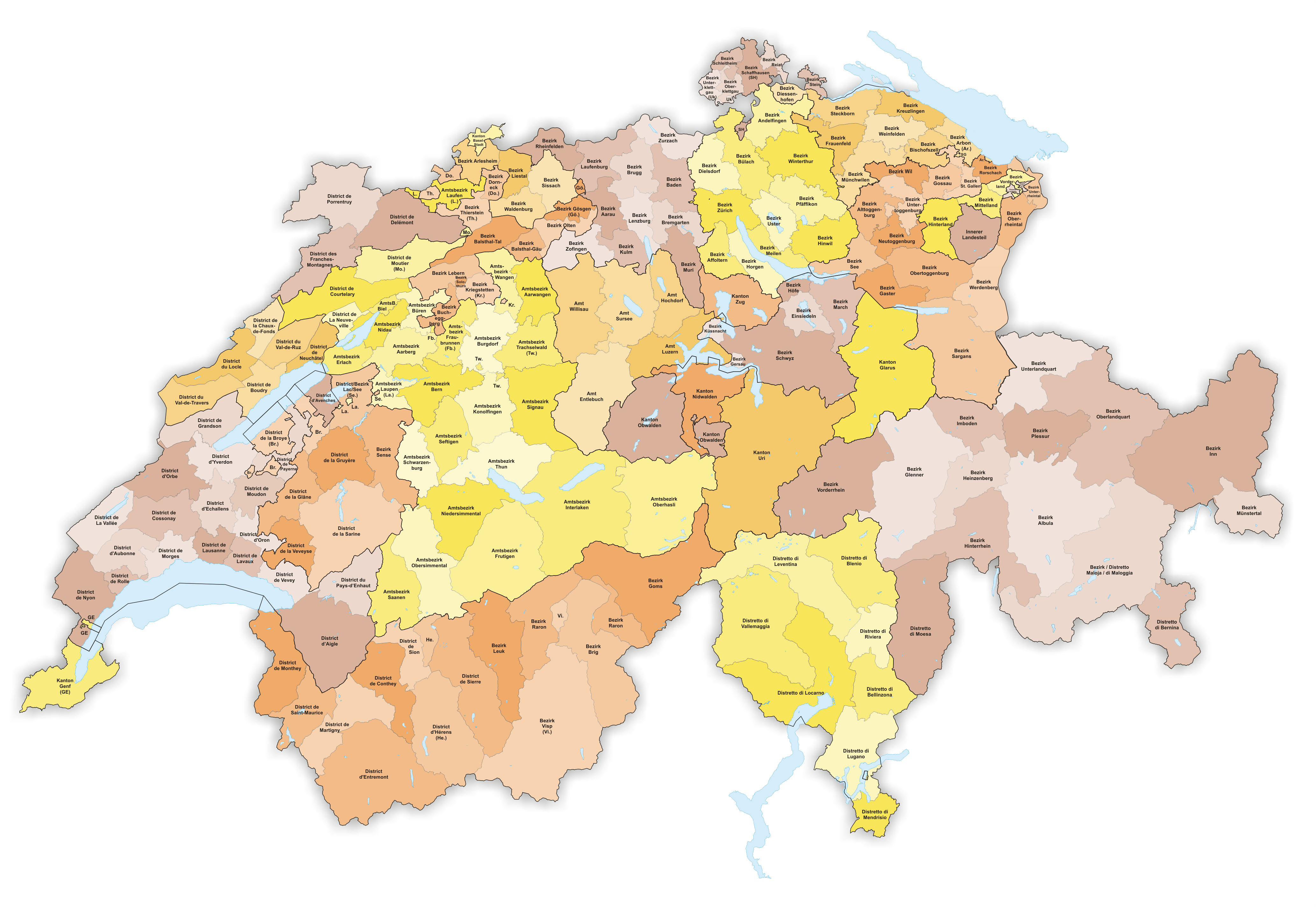
1. Januar 1984 – 31. Dezember 1985
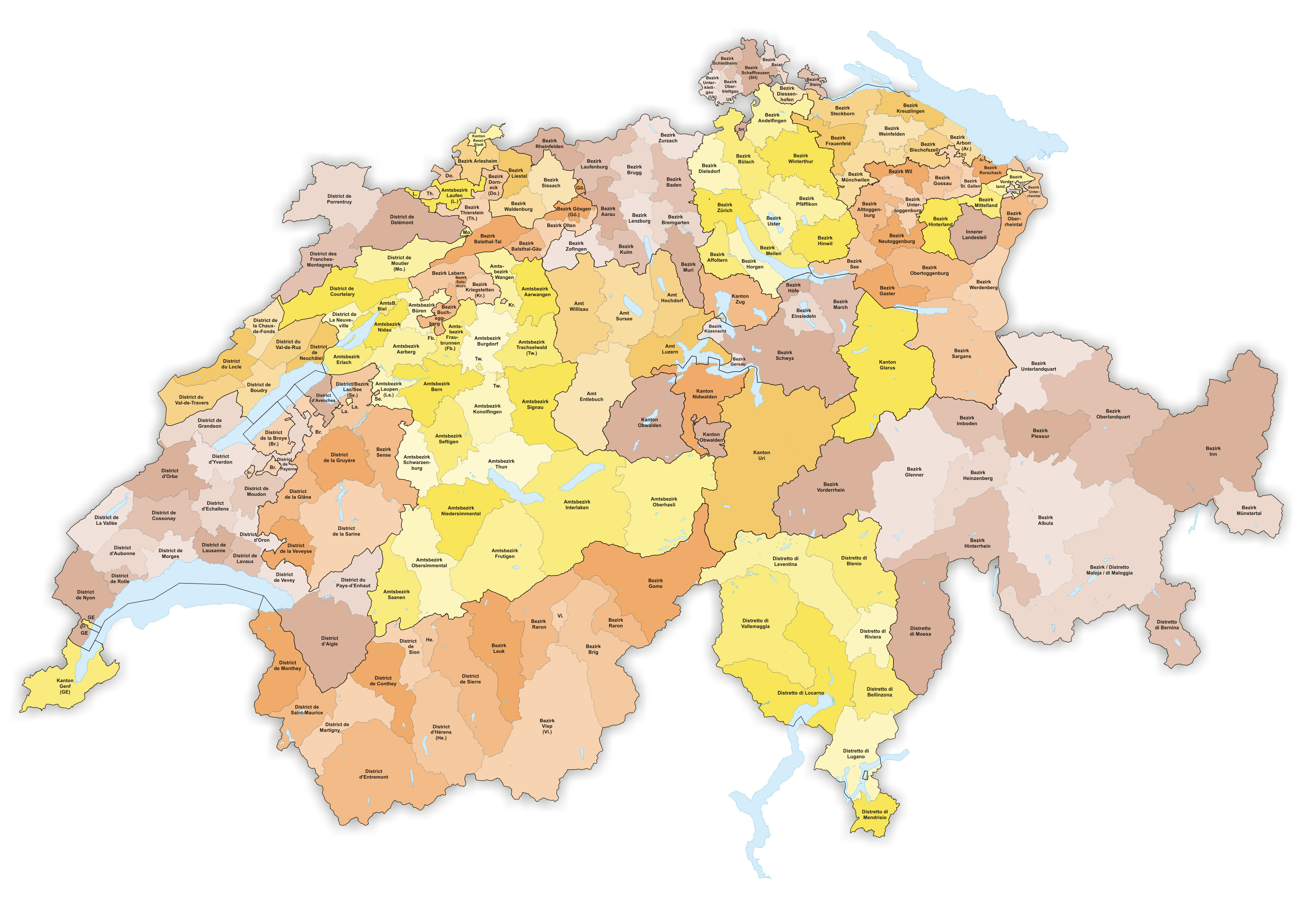
1. Januar 1986 – 31. Dezember 1986
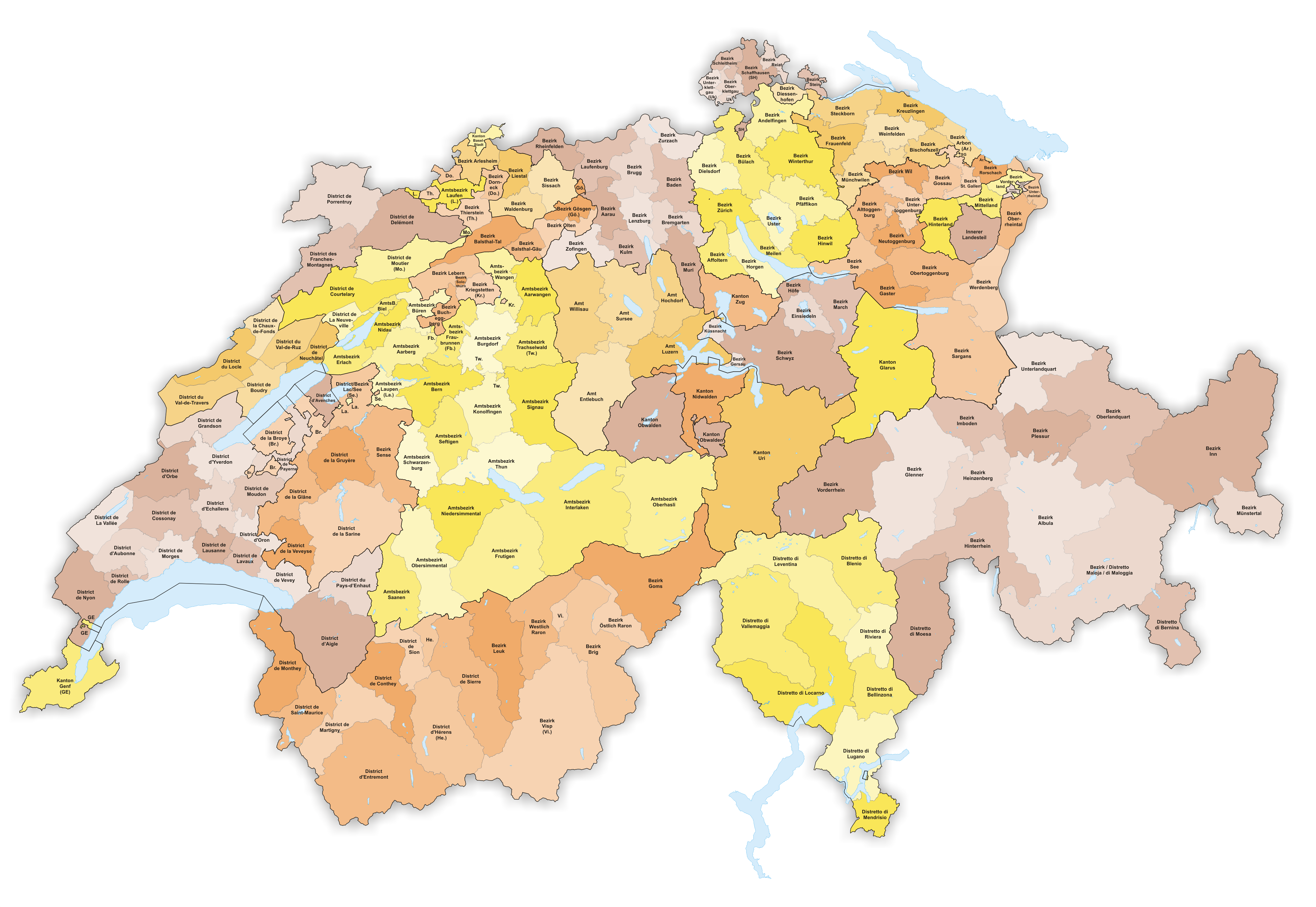
1. Januar 1987 – 31. Dezember 1989
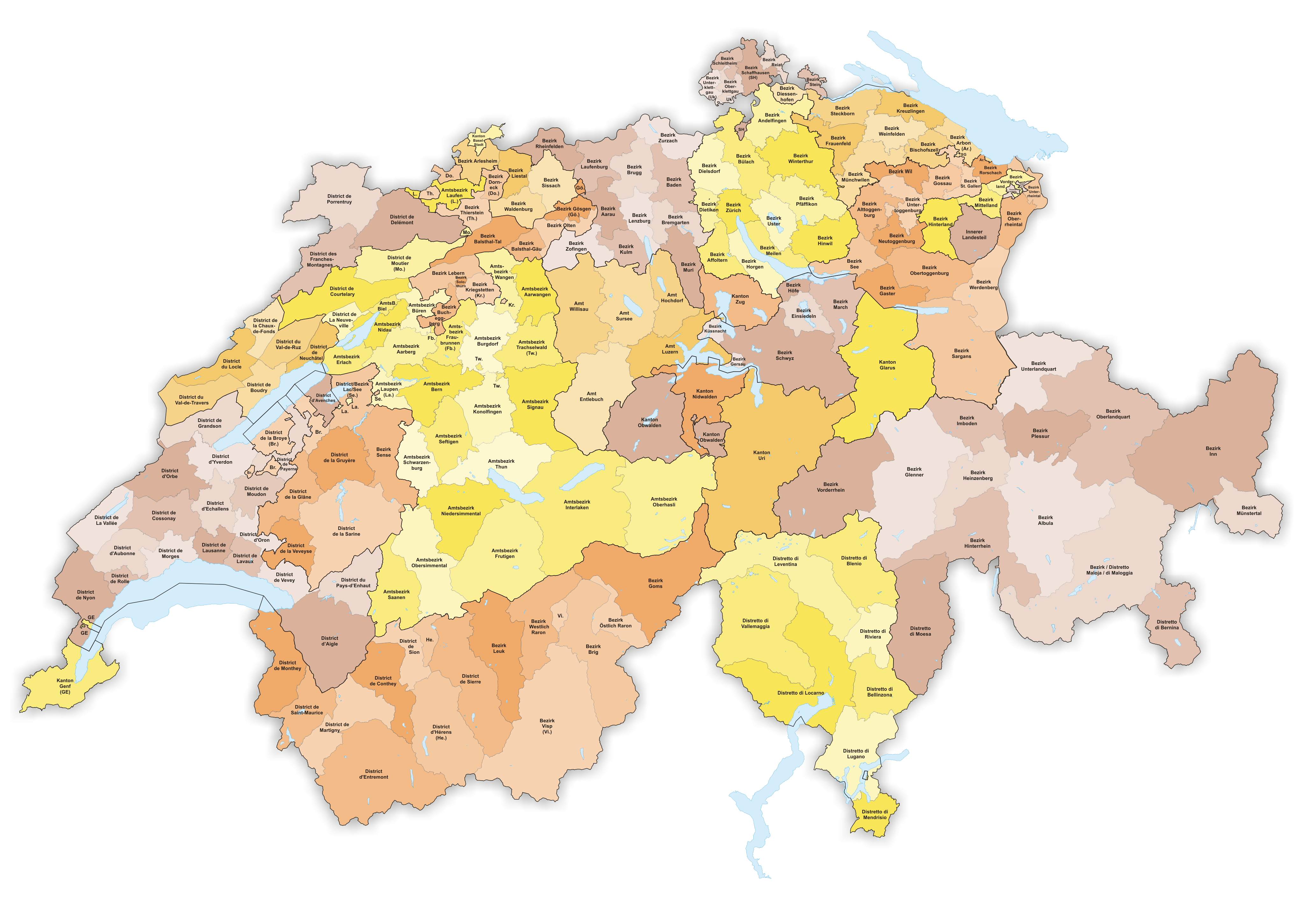
1. Januar 1990 – 31. Dezember 1990
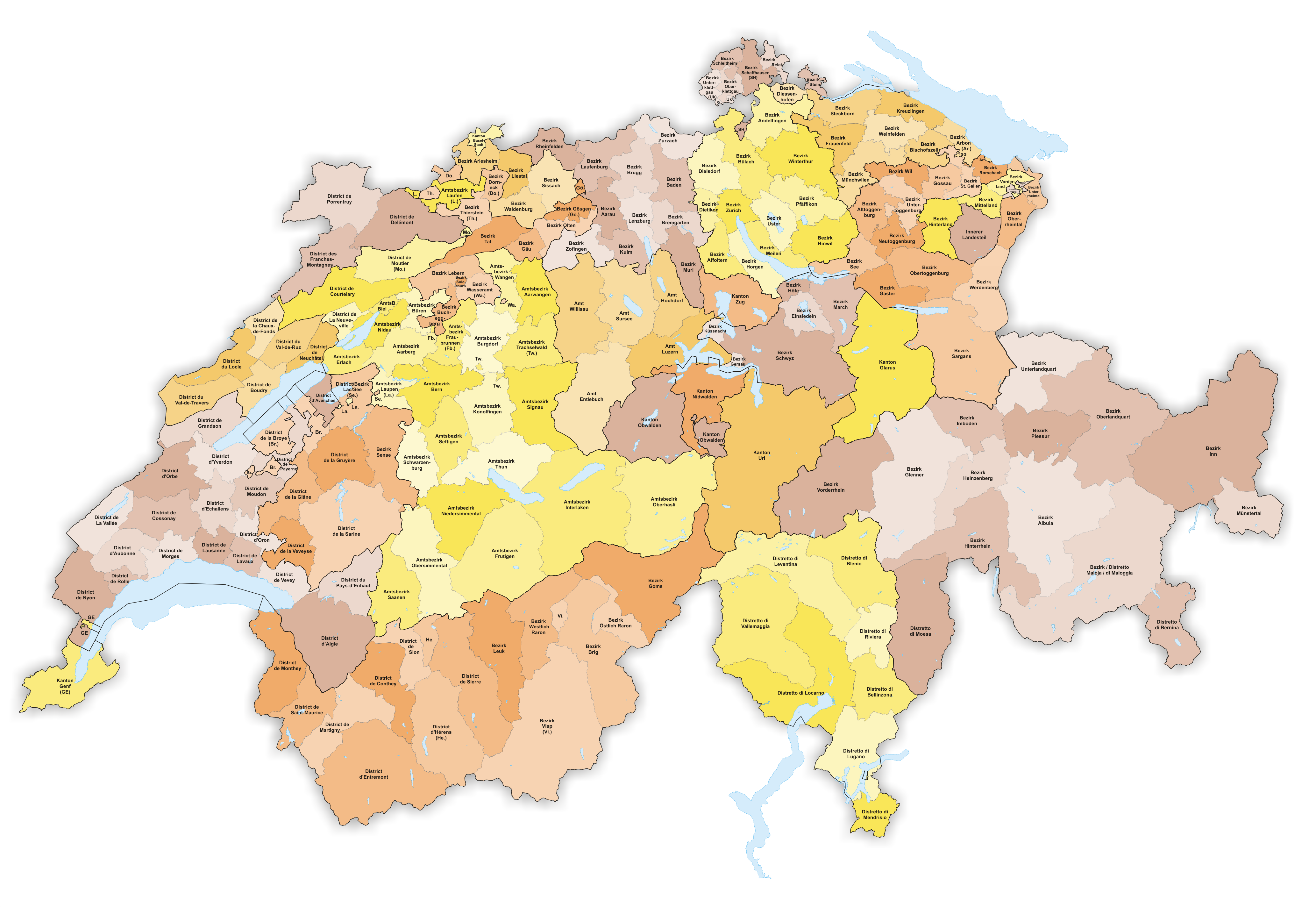
1. Januar 1991 – 31. Dezember 1991
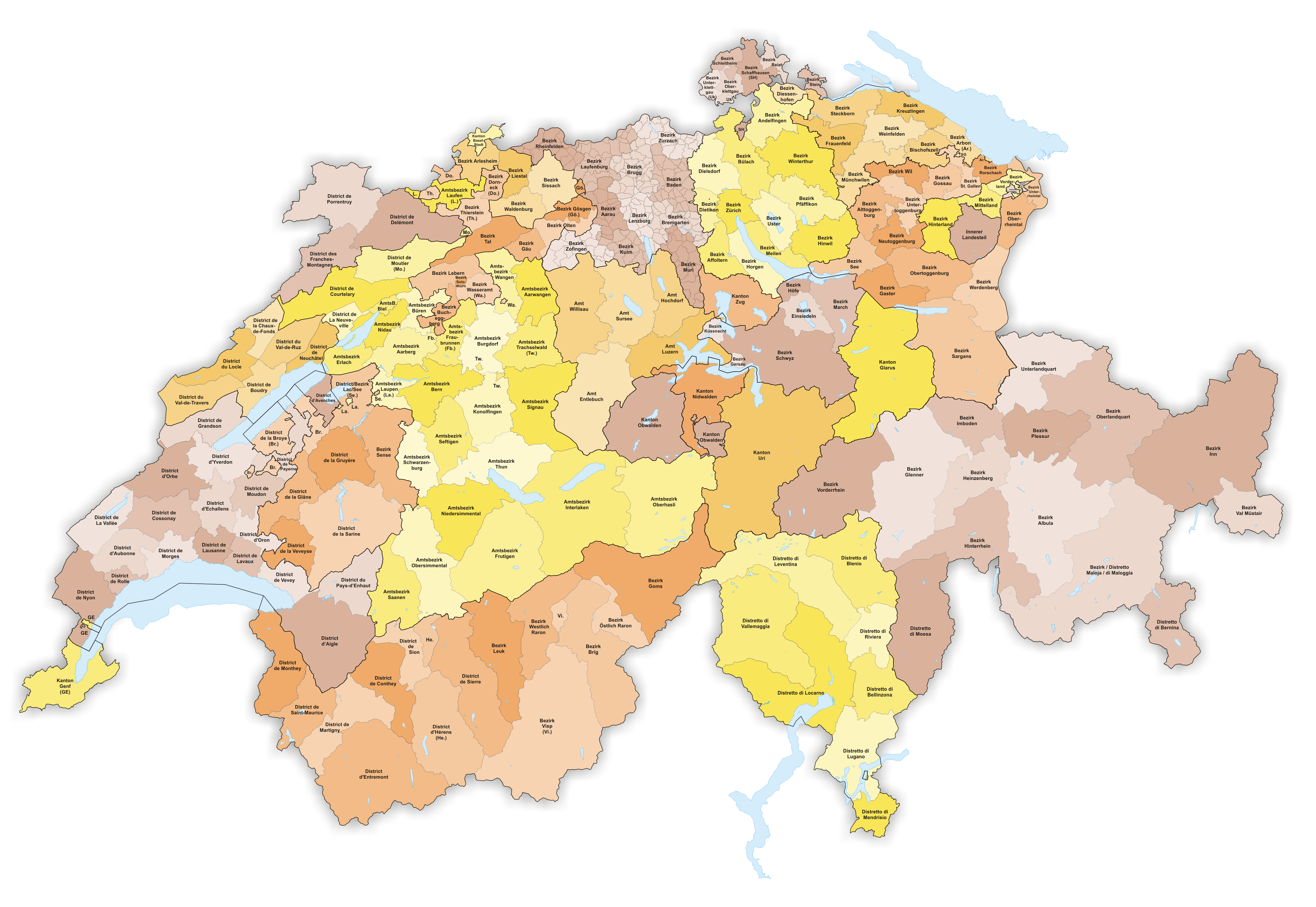
1. Januar 1992 – 31. Dezember 1993
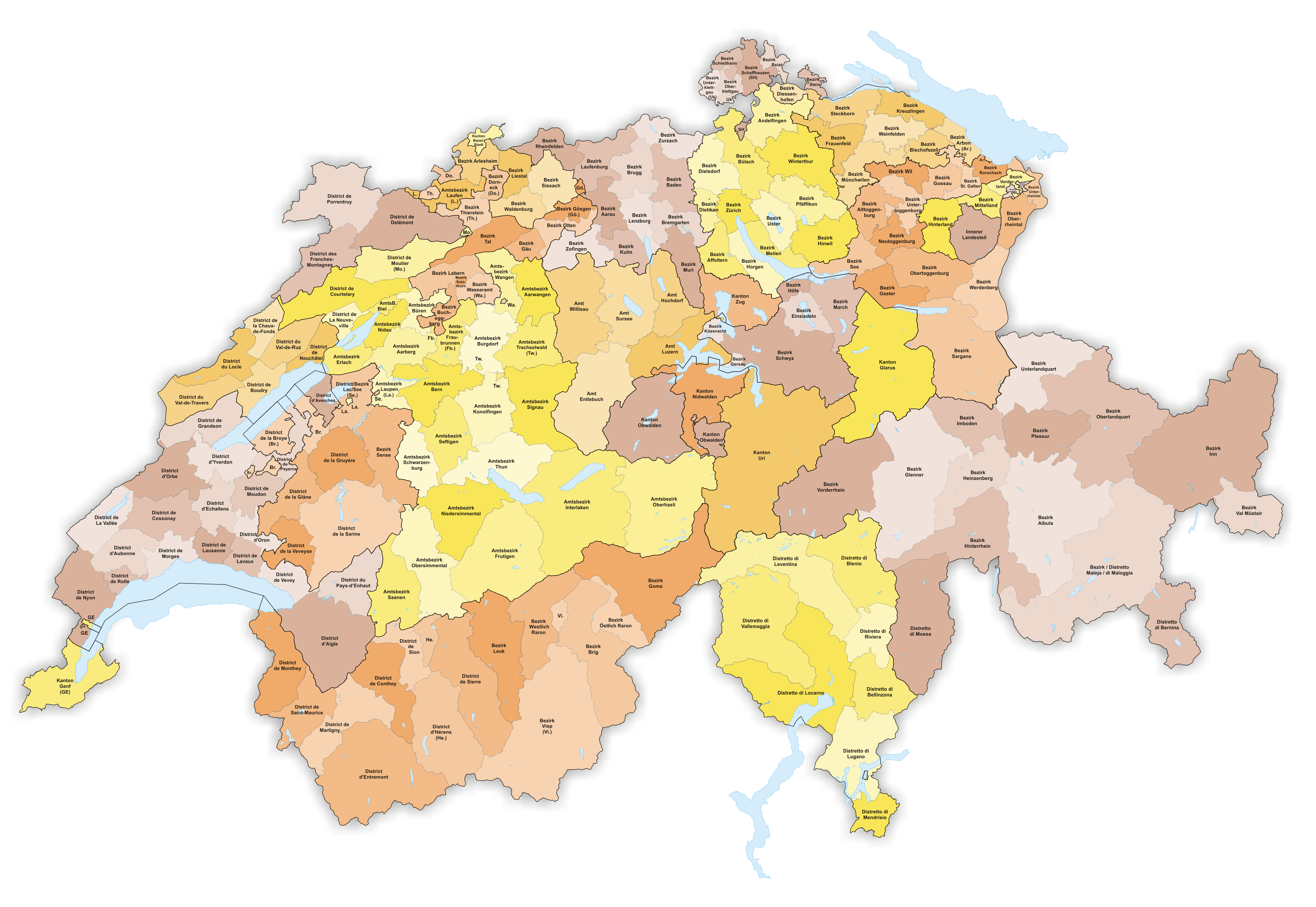
1. Januar 1994 – 31. Dezember 1994
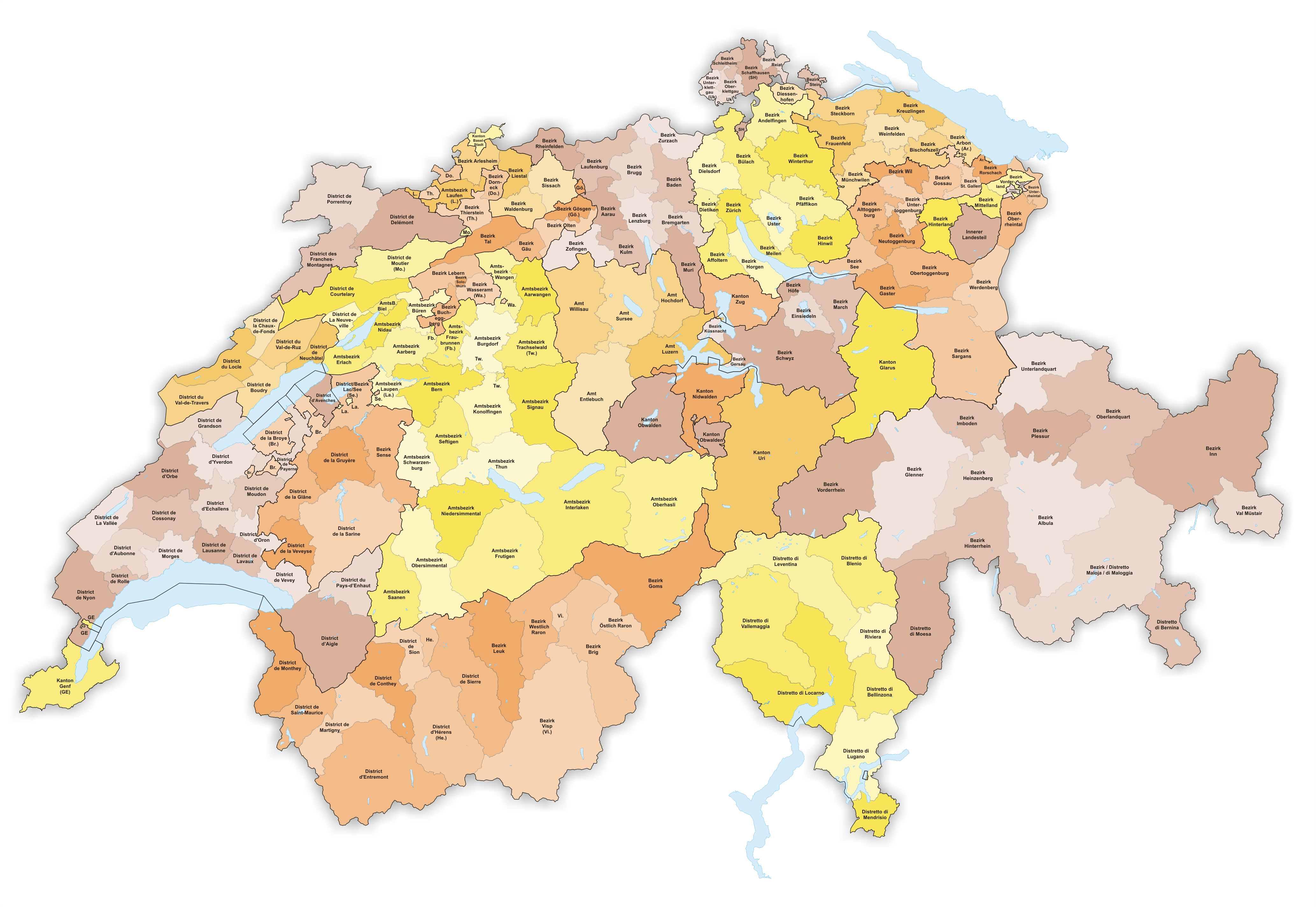
1. Januar 1995 – 31. Dezember 1995
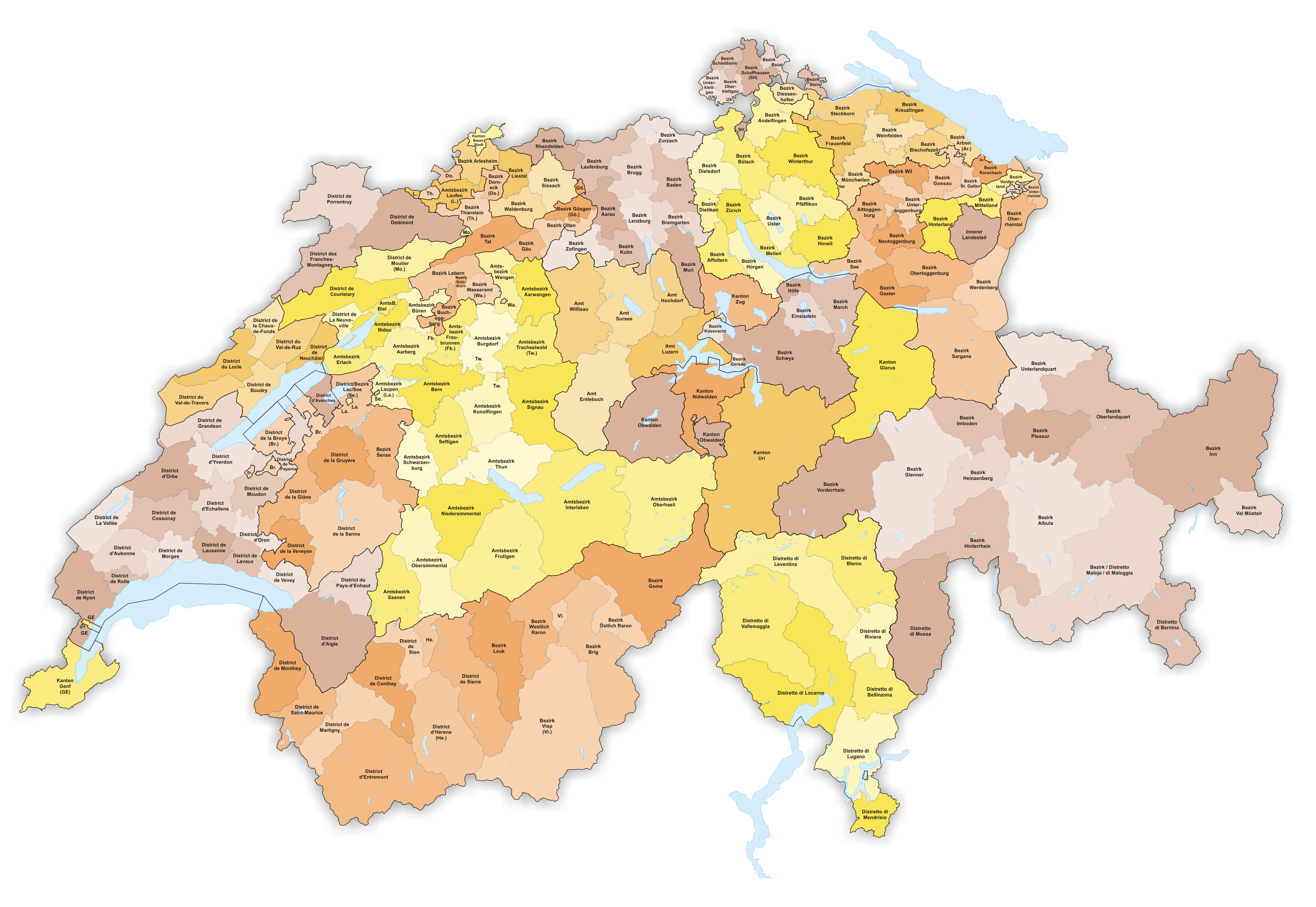
1. Januar 1996 – 30. Juni 1996
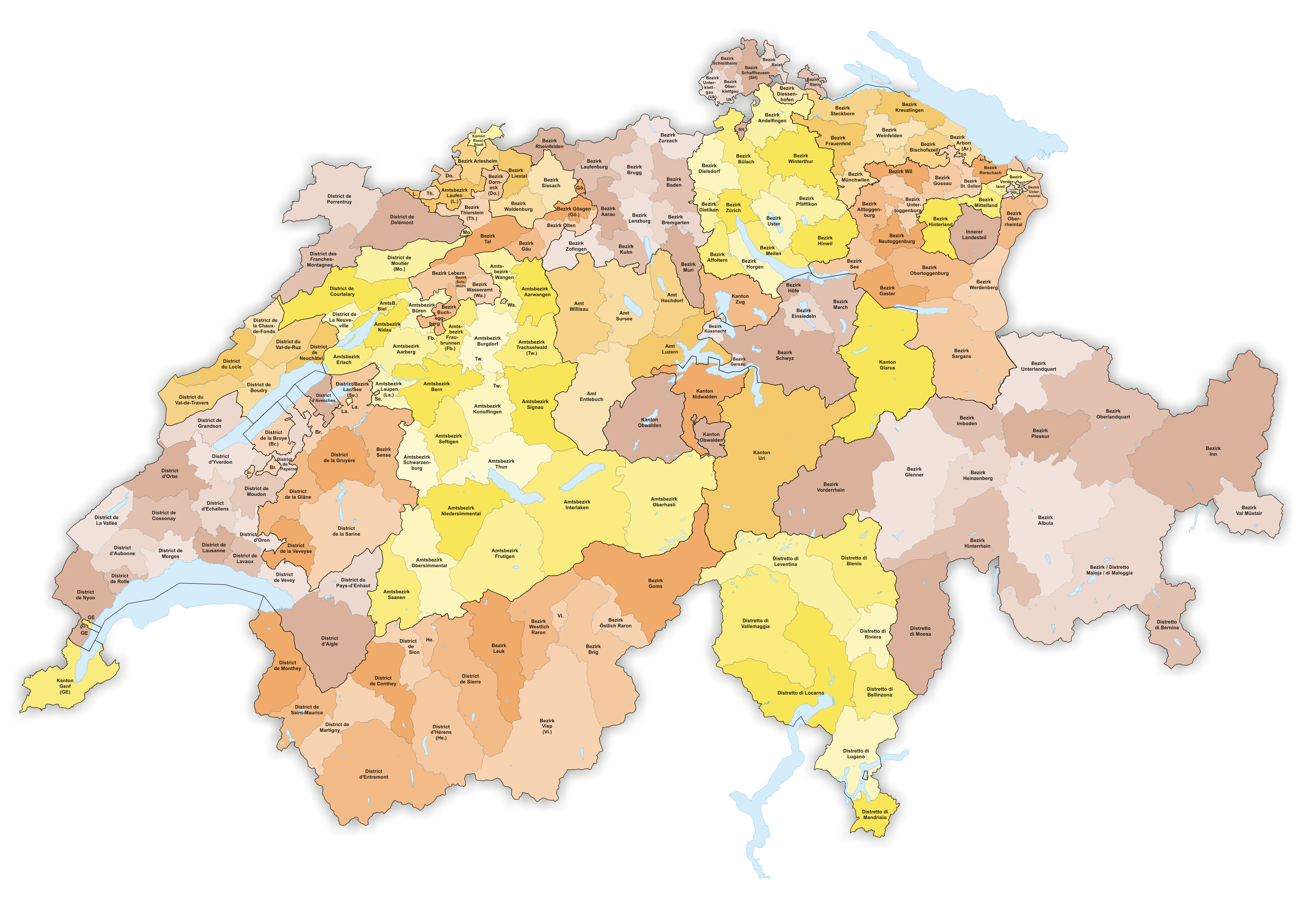
1. Juli 1996 – 31. Dezember 1996
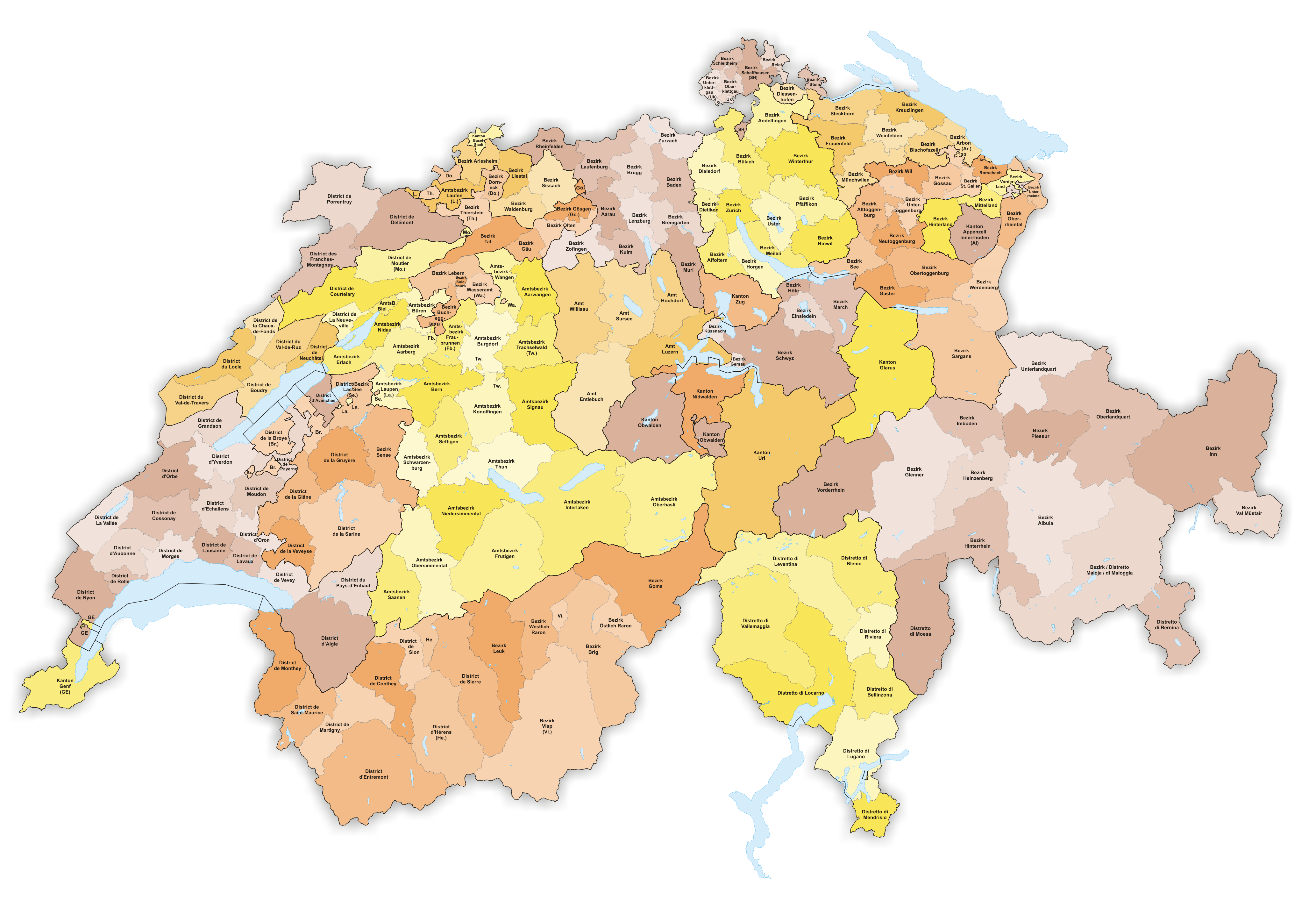
1. Januar 1997 – 31. Dezember 1997
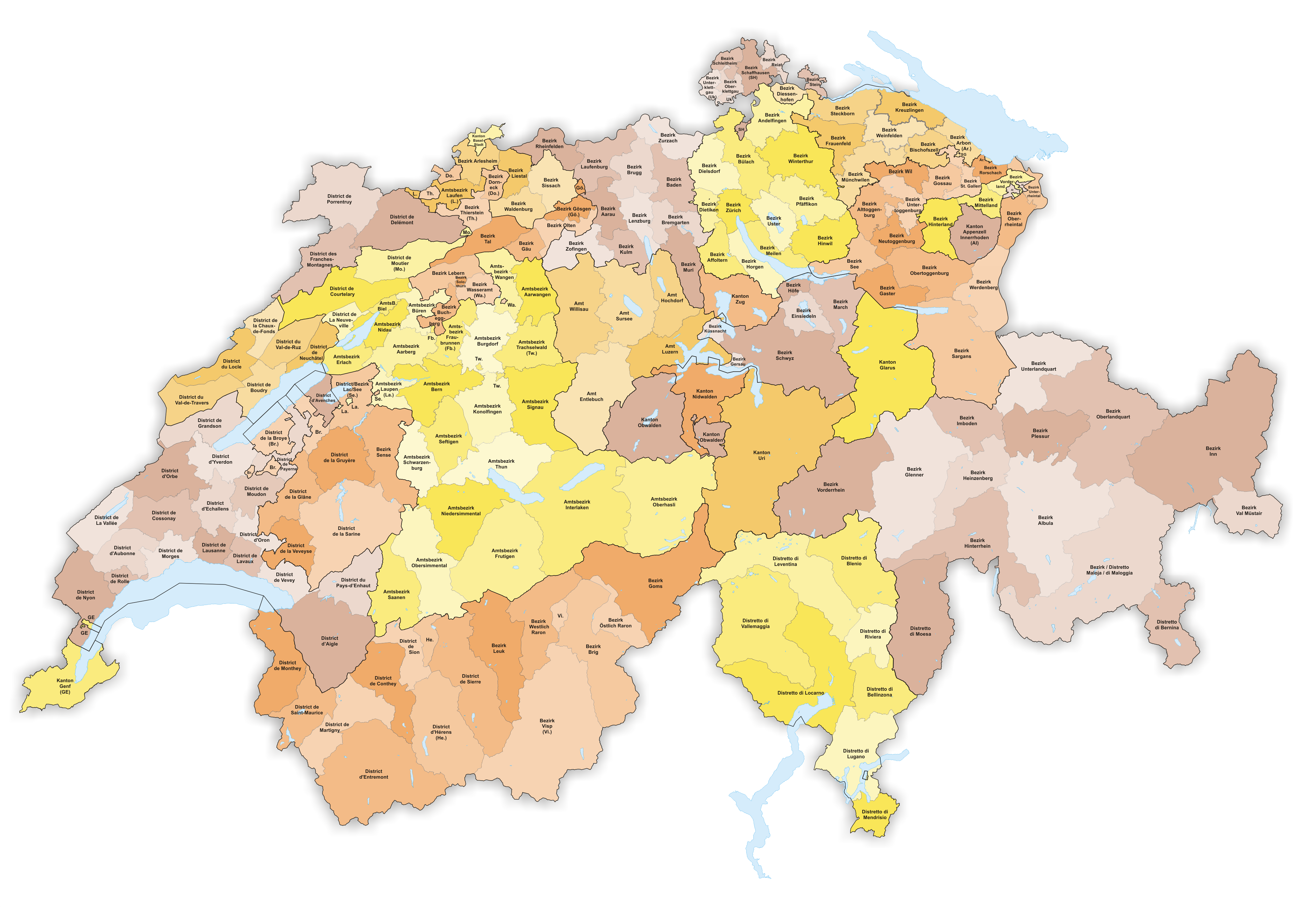
1. Januar 1998 – 31. Dezember 1999
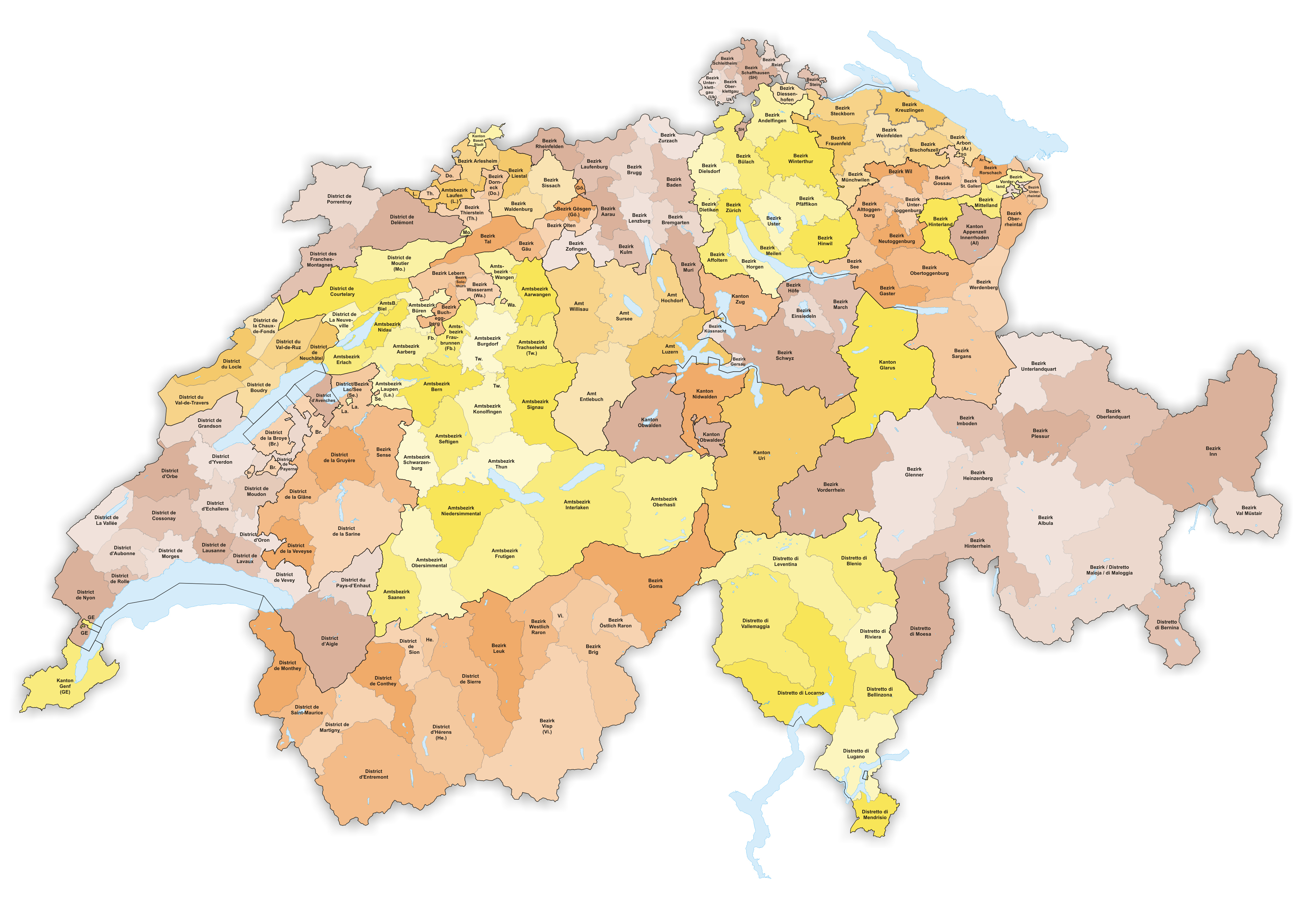
1. Januar 2000 – 31. Dezember 2000
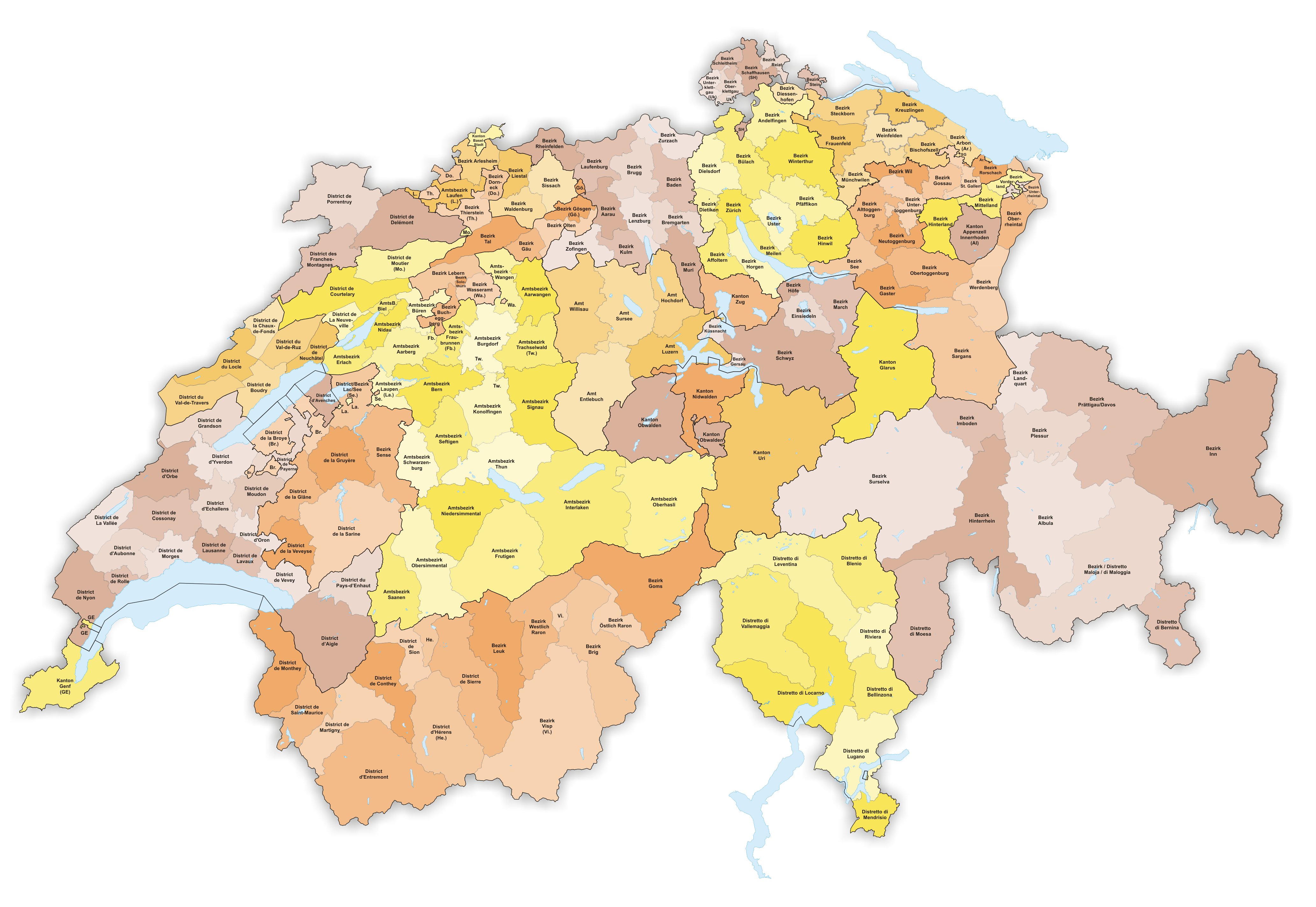
1. Januar 2001 – 31. Dezember 2002
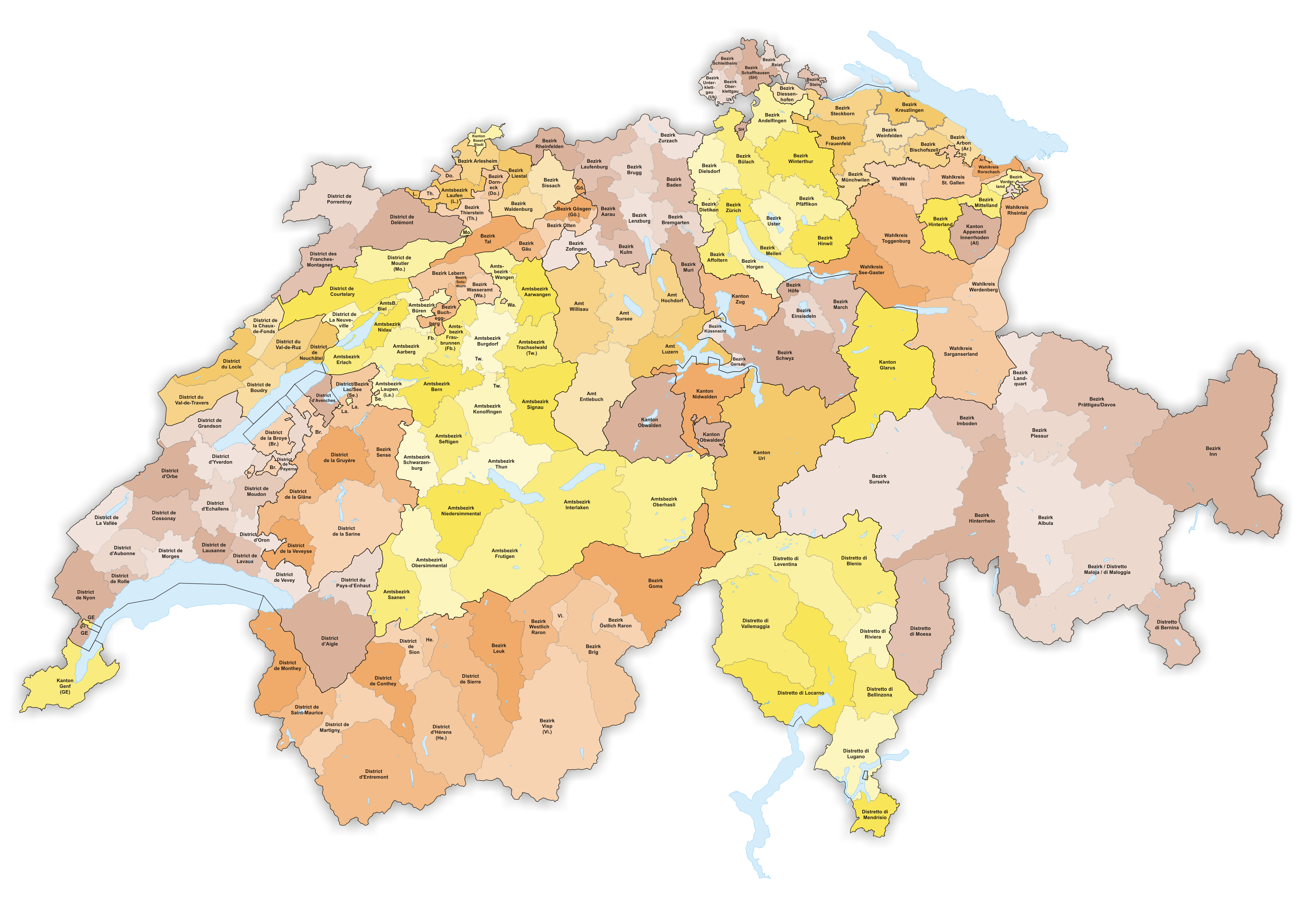
1. Januar 2003 – 31. Dezember 2004
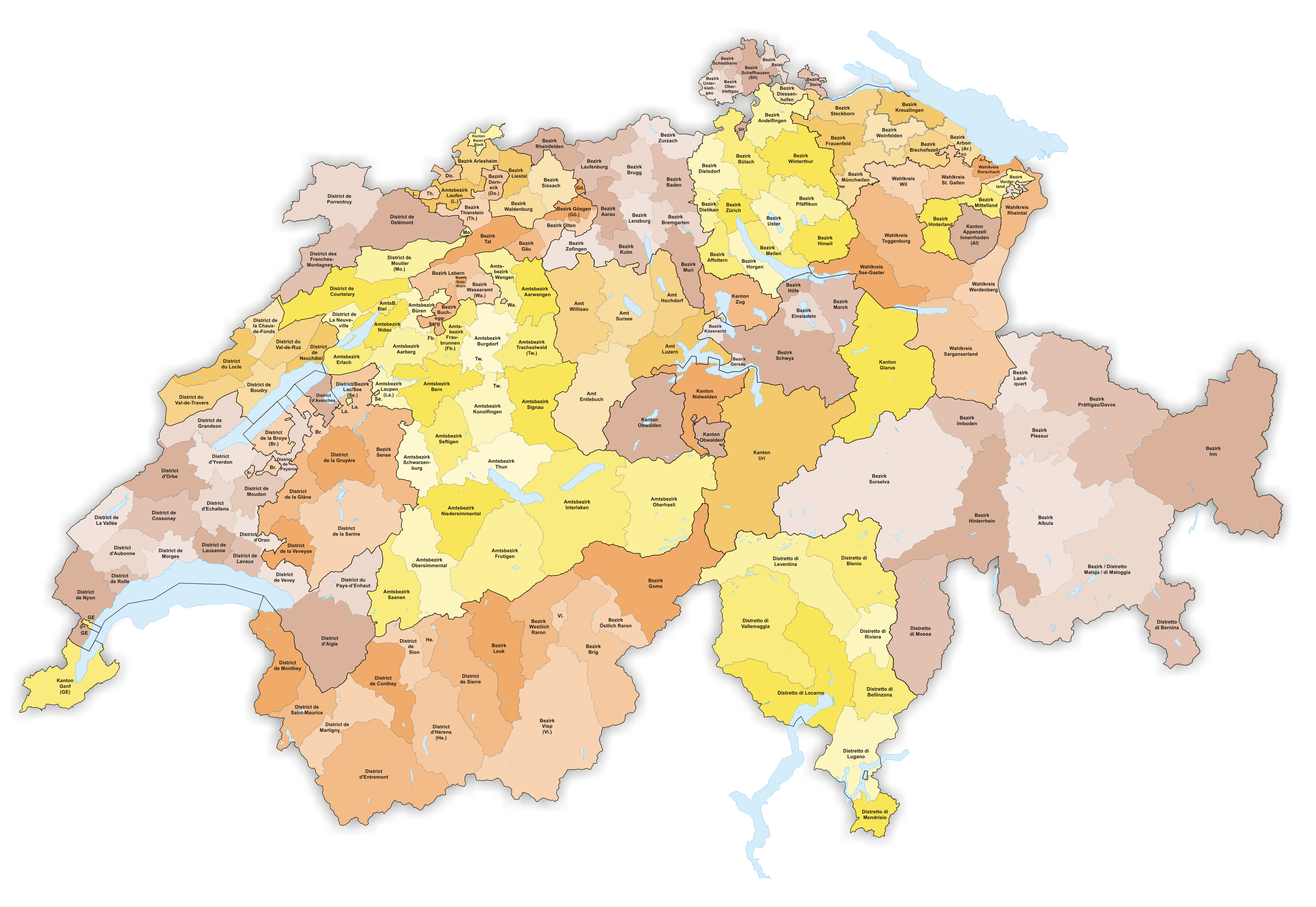
1. Januar 2005 – 31. August 2006
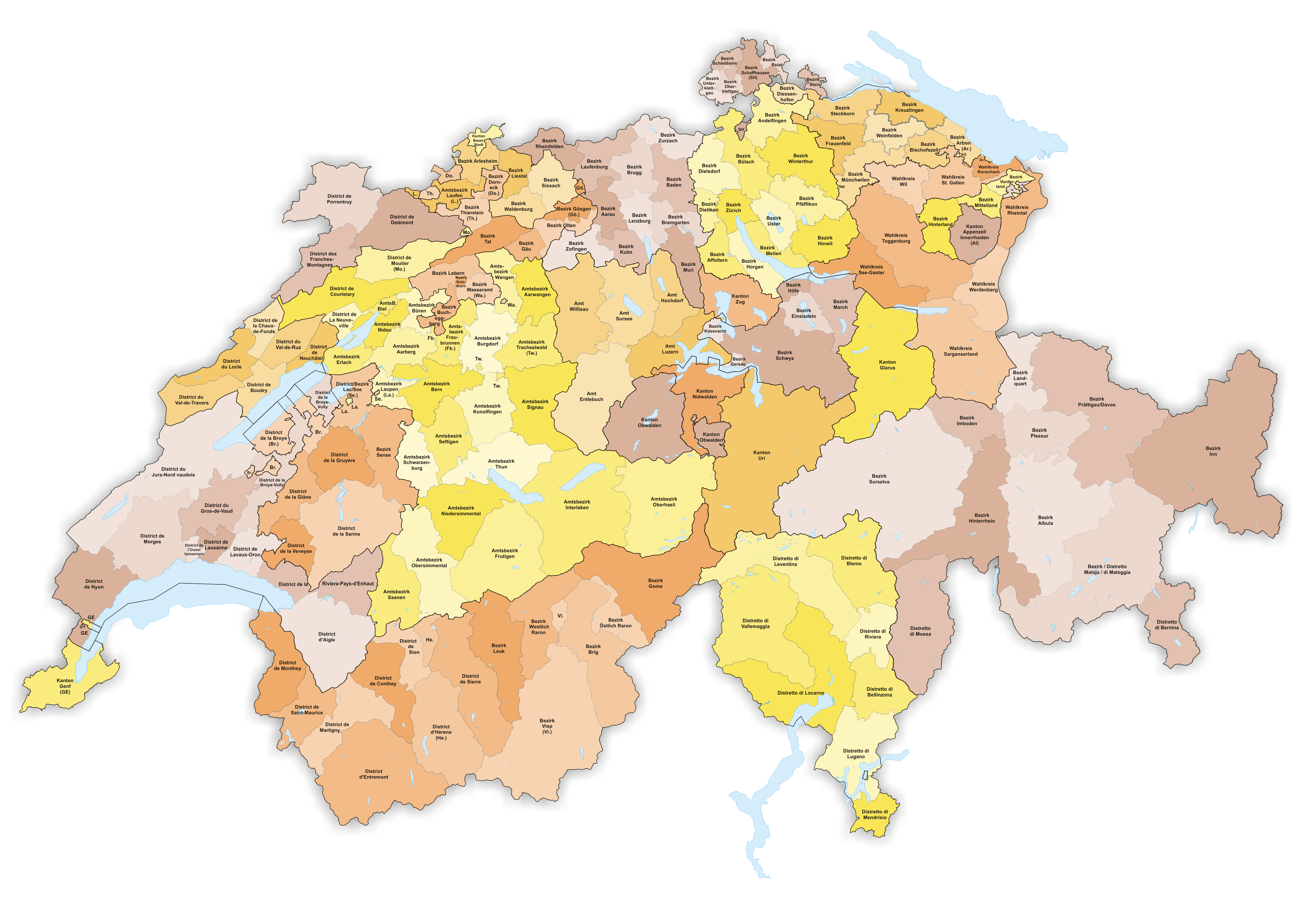
1. September 2006 – 19. April 2008
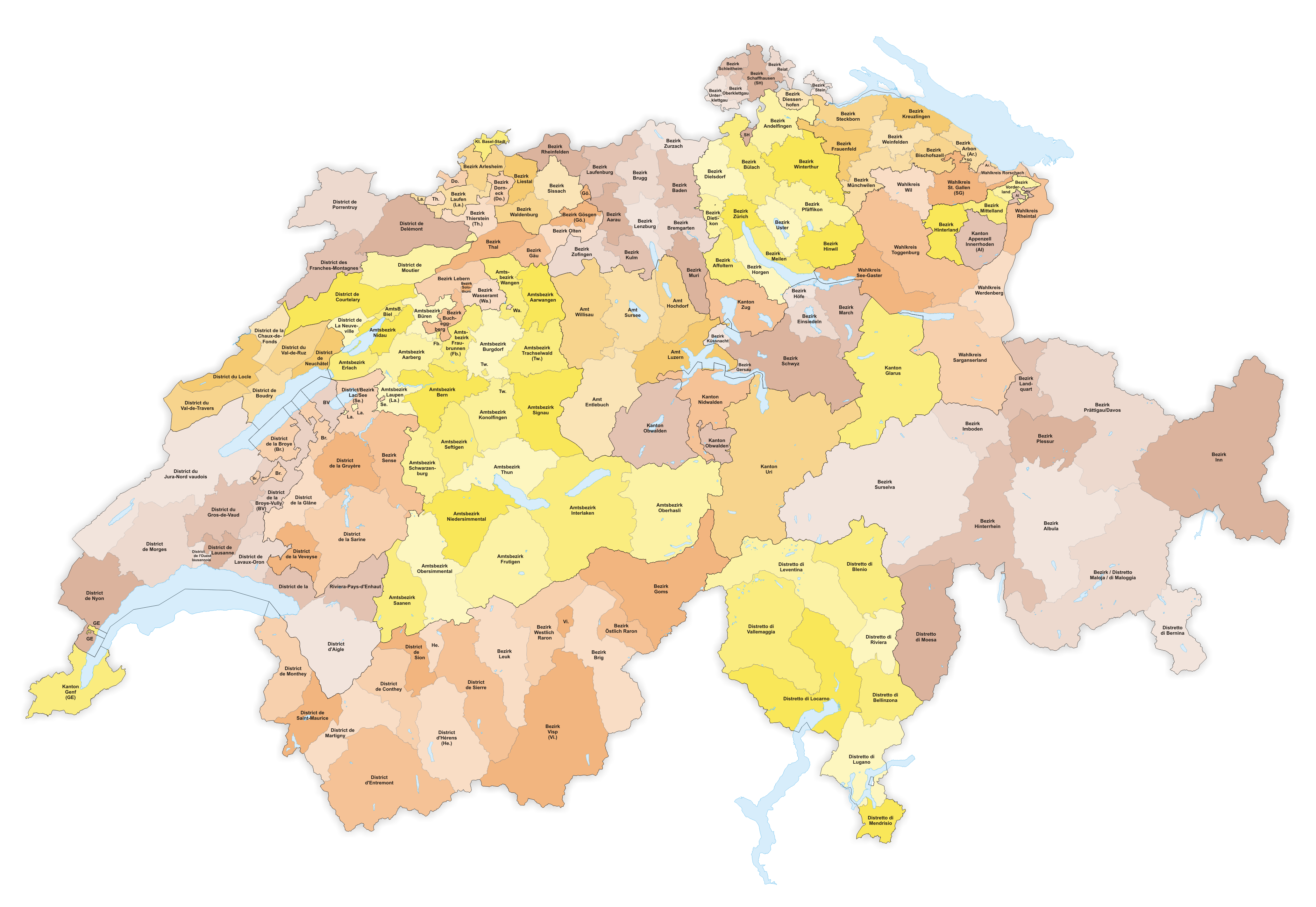
20. April 2008 – 31. Dezember 2008
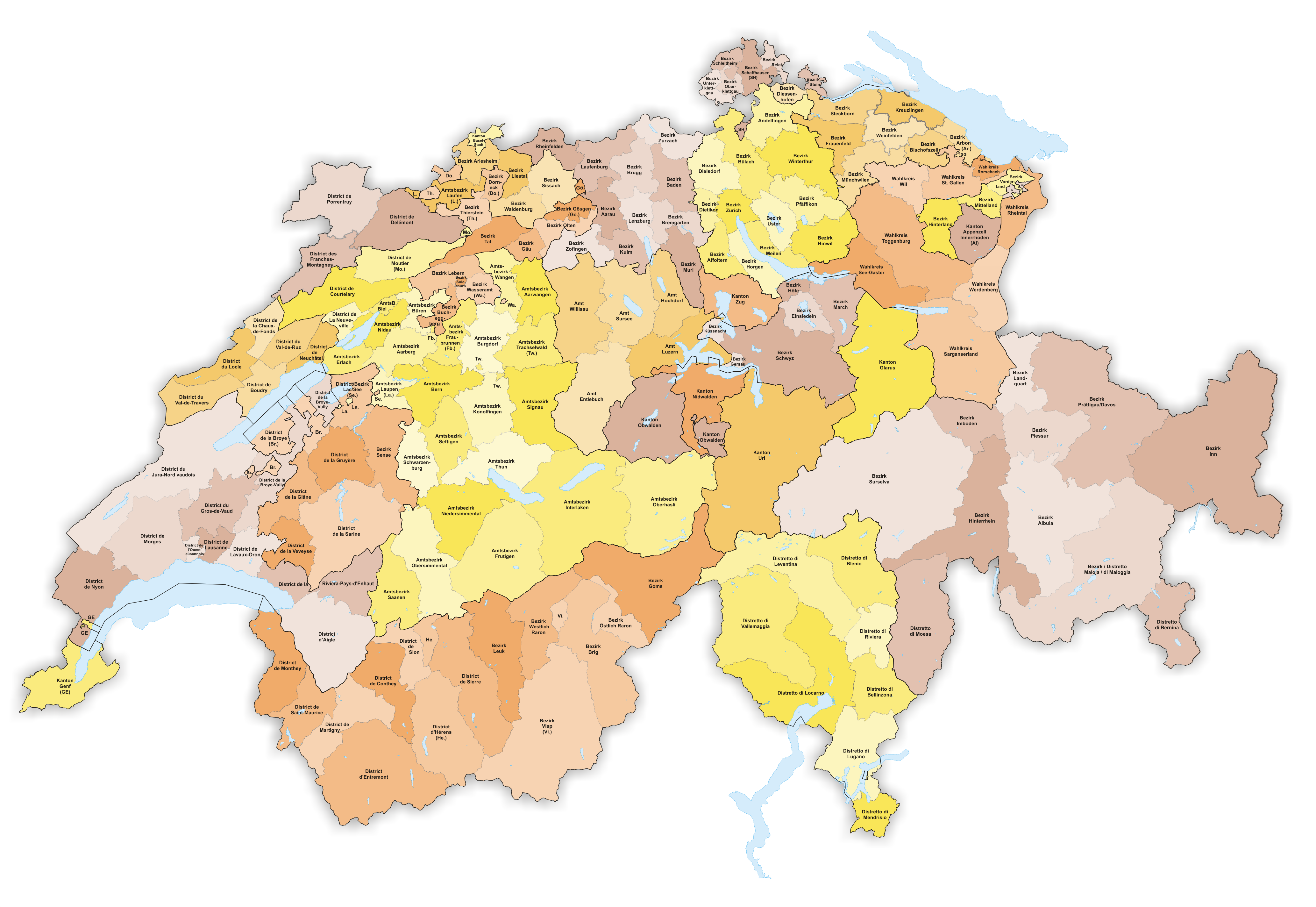
1. Januar 2009 – 31. Dezember 2009
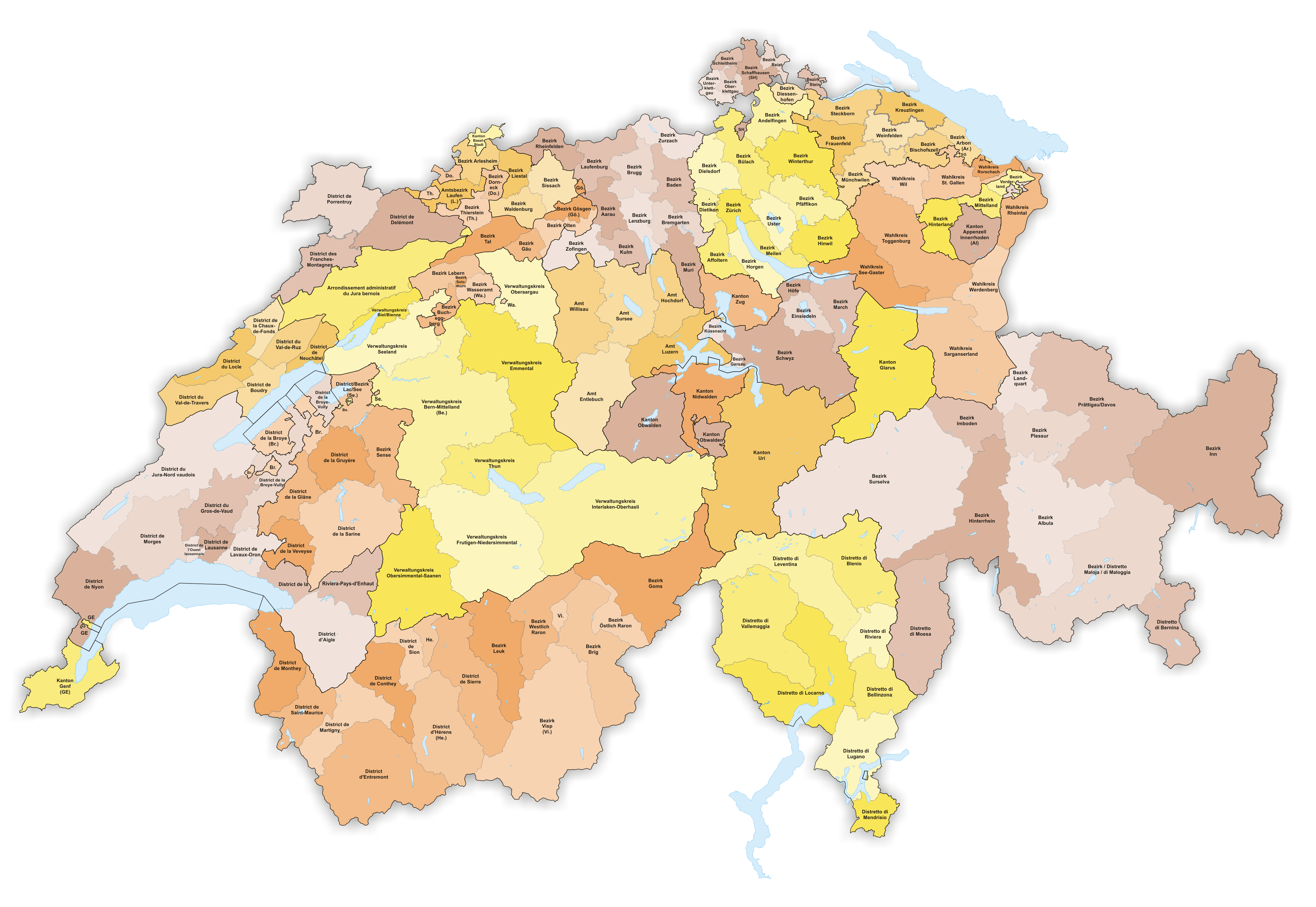
1. Januar 2010 – 20. November 2013
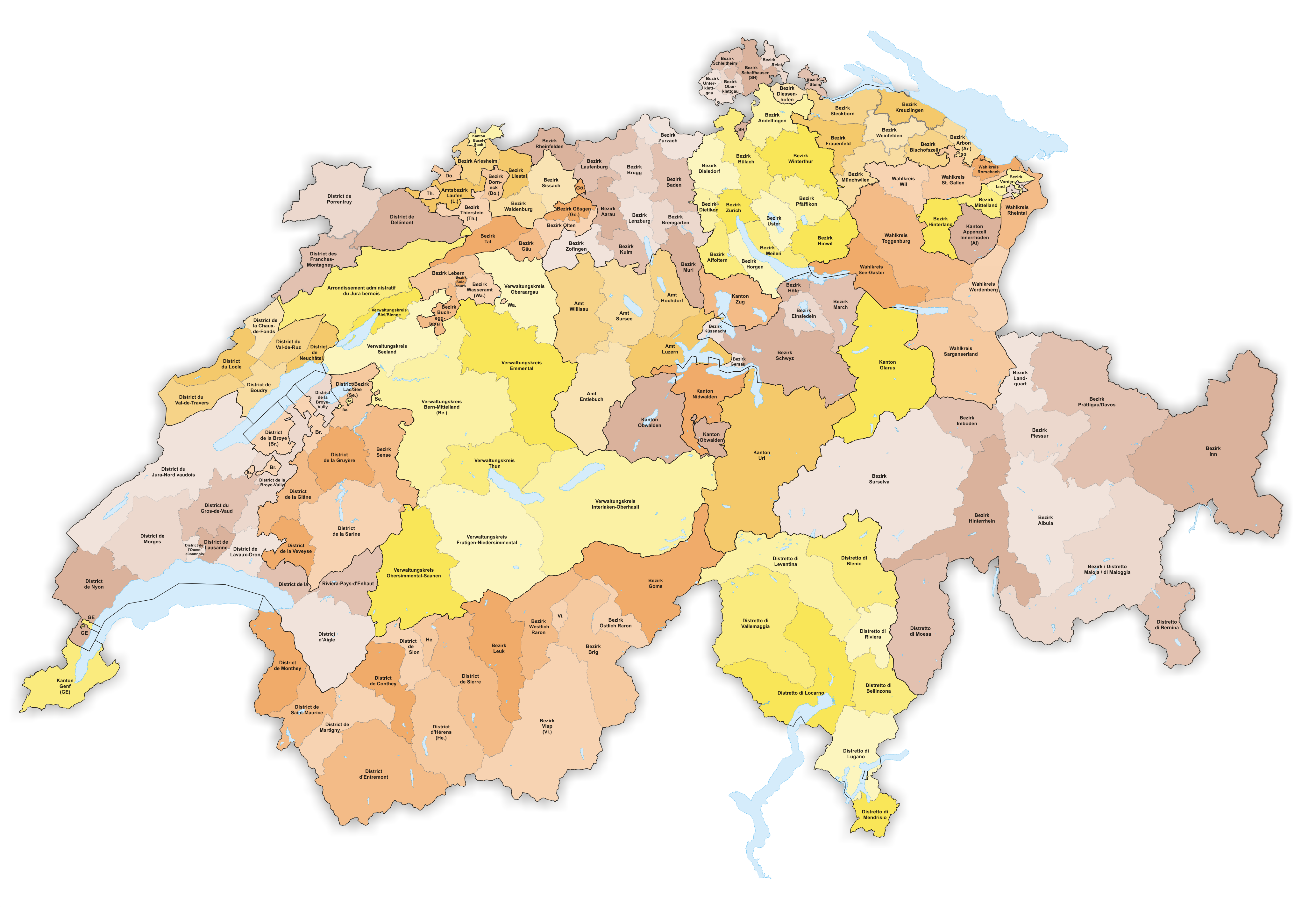
21. November 2010 – 31. Dezember 2013
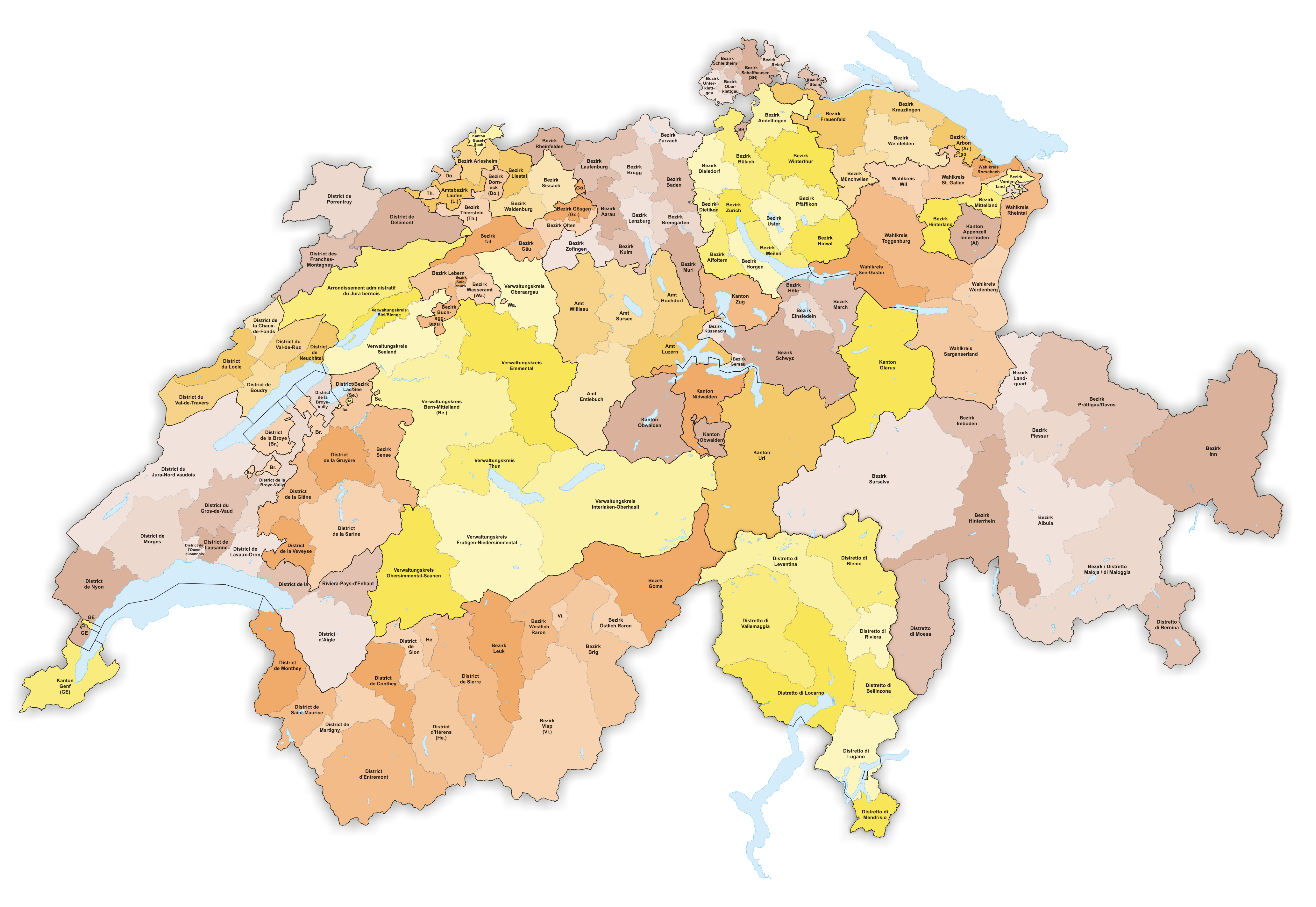
1. Januar 2011 – 31. Dezember 2013
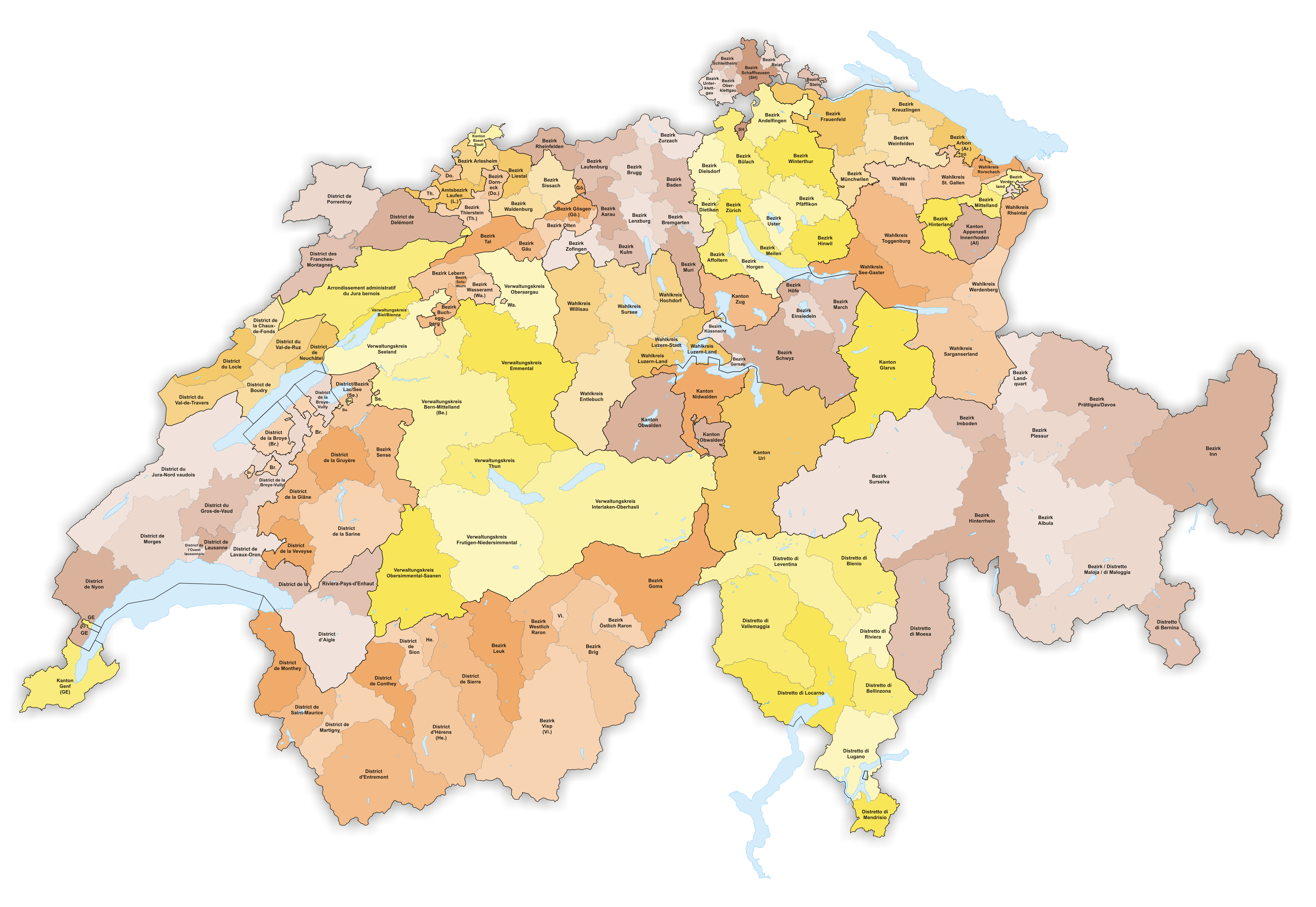
1. Januar 2013 – 31. Dezember 2015
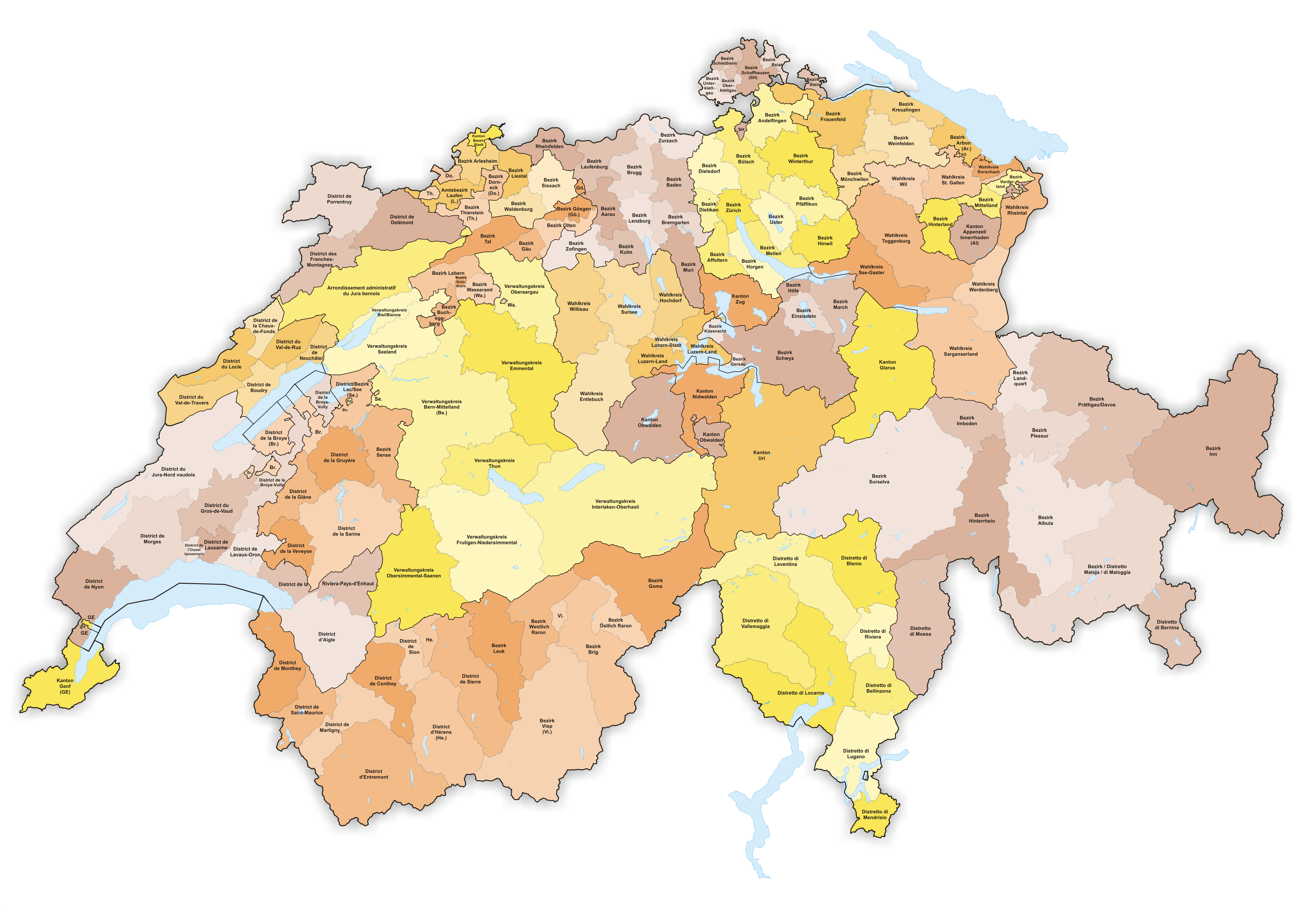
1. Januar 2016 – 30. Juni 2016
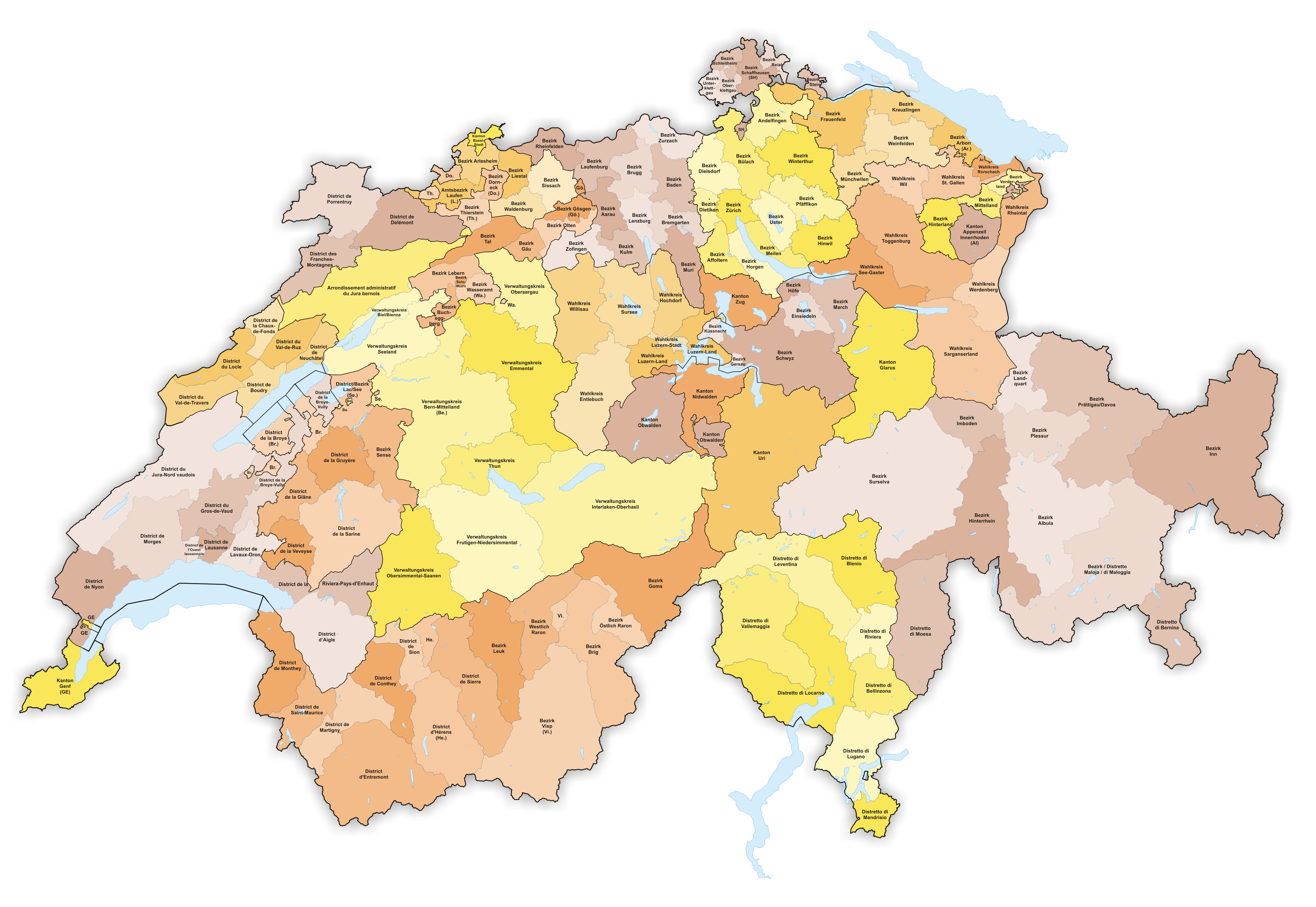
1. Juli 2016 – 31. Dezember 2016
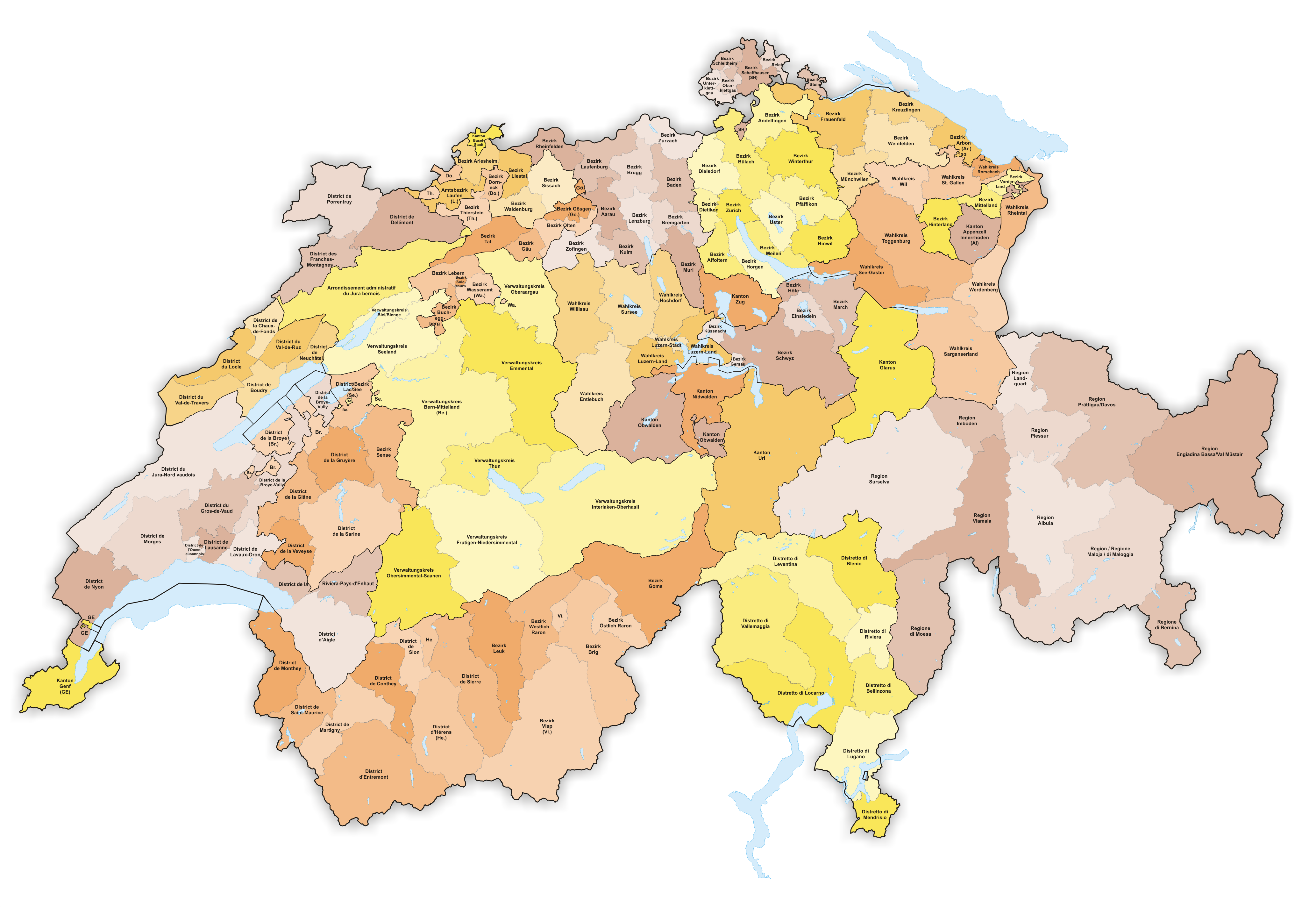
1. Januar 2017 – 1. April 2017
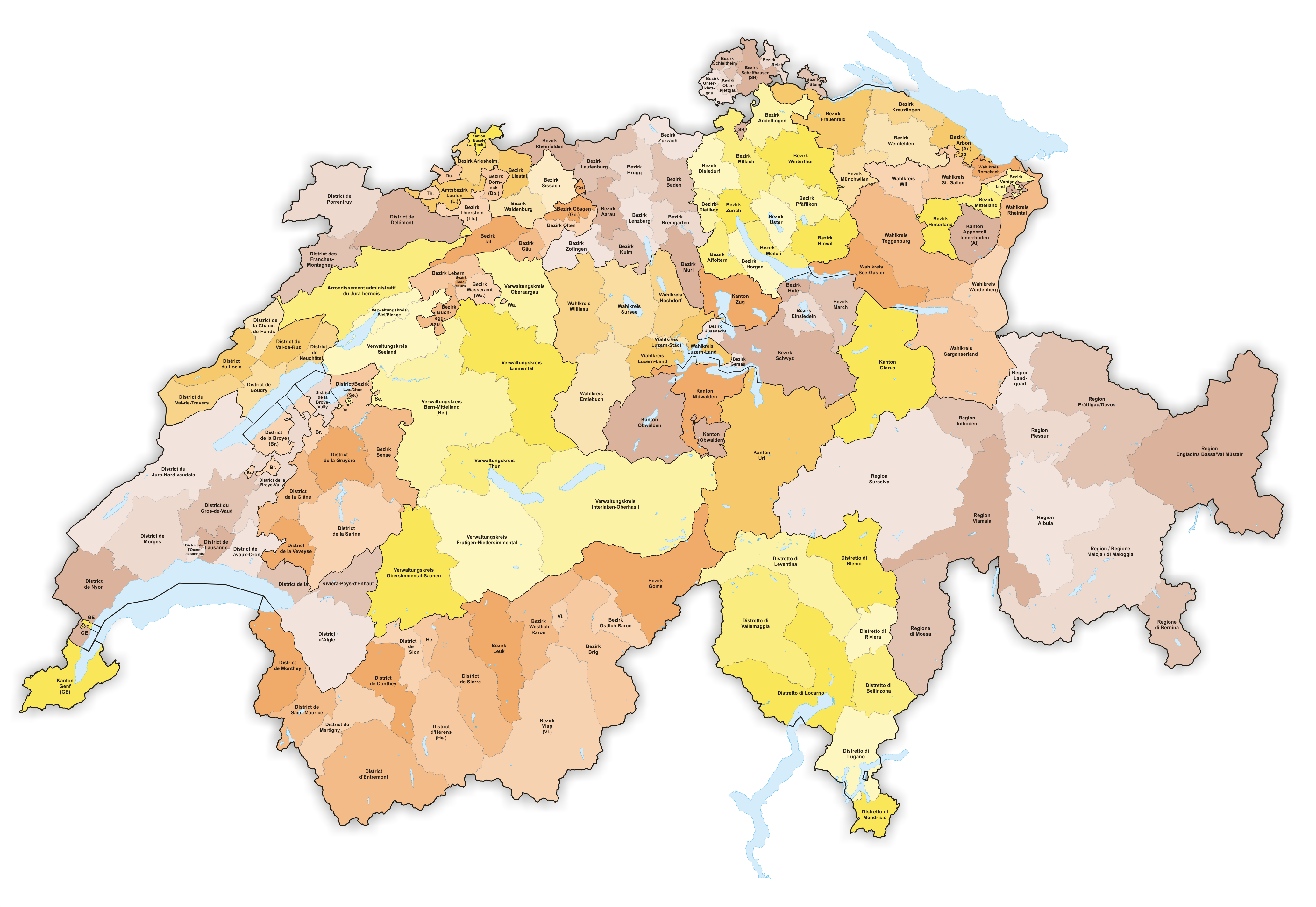
2. April 2017 – 31. Dezember 2017
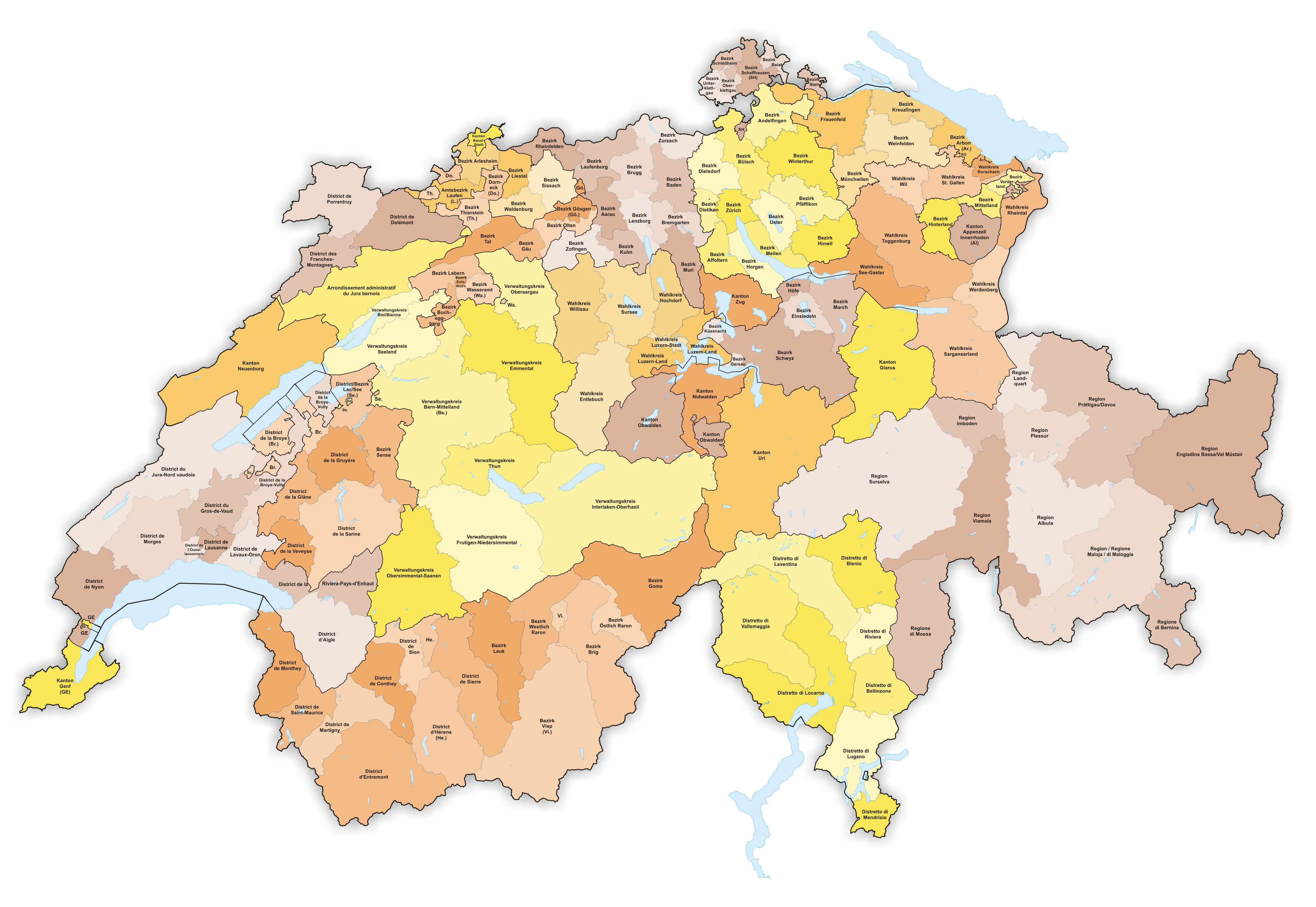
1. Januar 2018 – 31. Dezember 2018
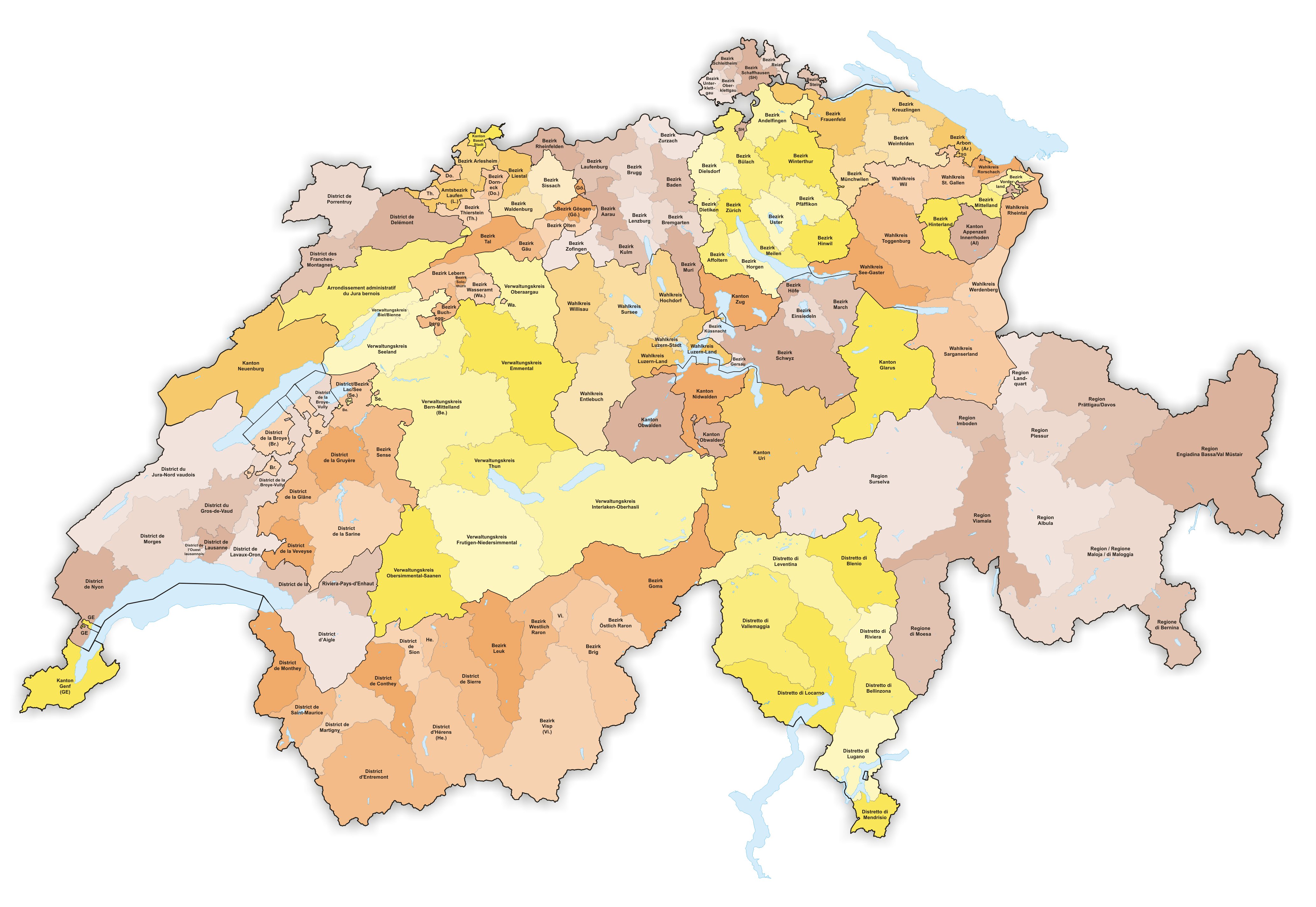
1. Januar 2019 – 31. Dezember 2020
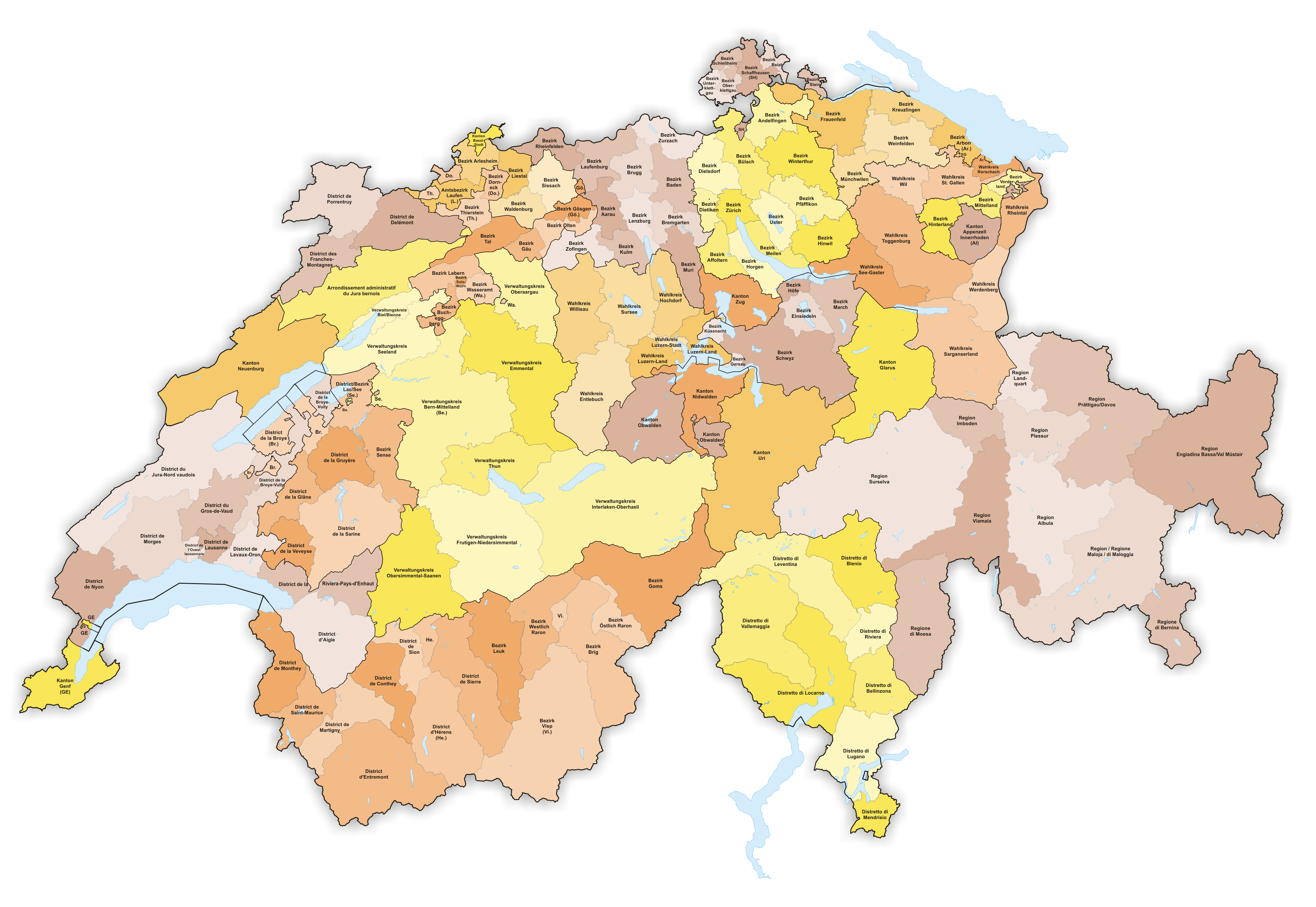
1. Januar 2019 – 31. Dezember 2021

## Ehemalige Bezirke und Kreise der Schweiz

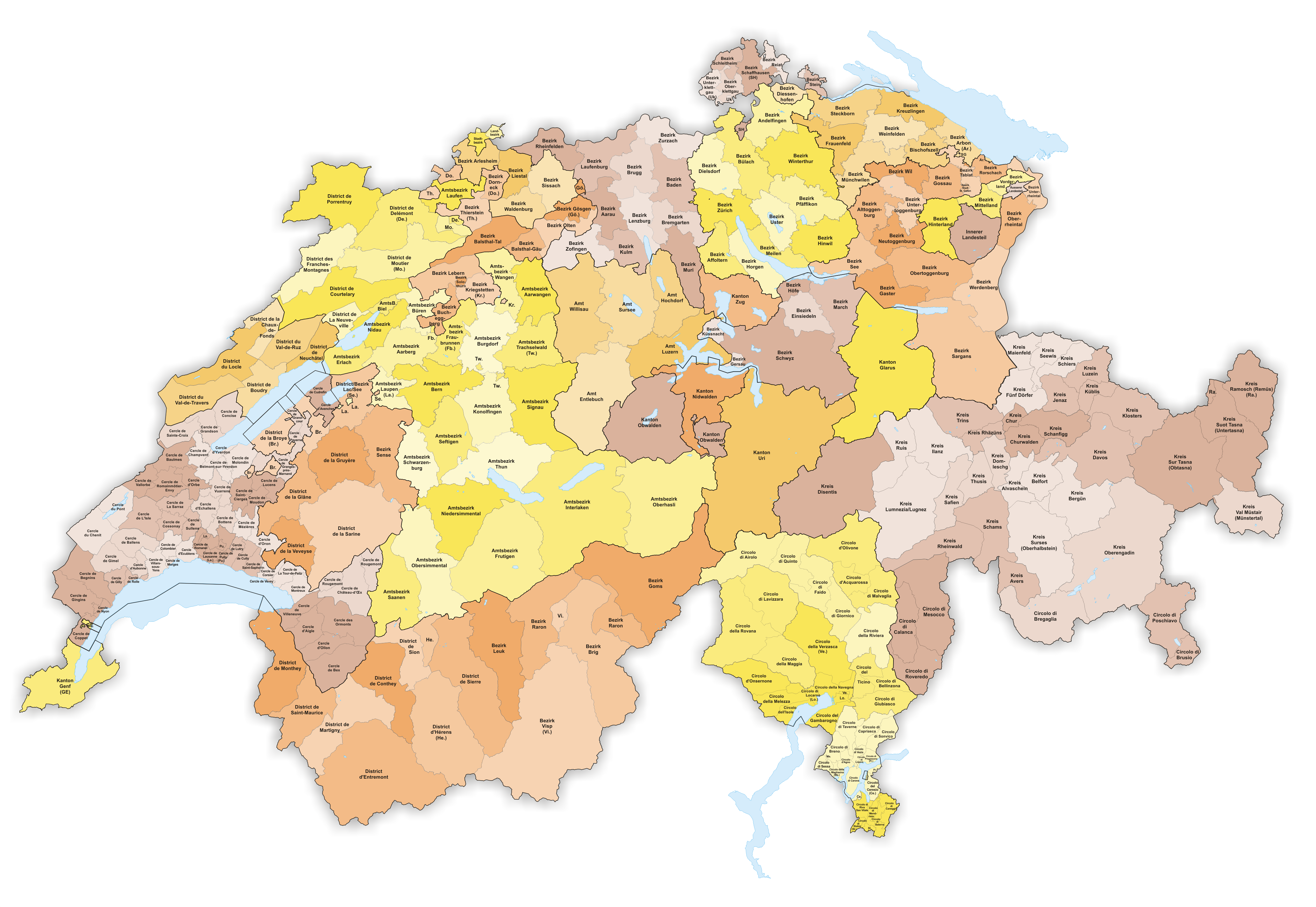
bis 31. Dezember 1849
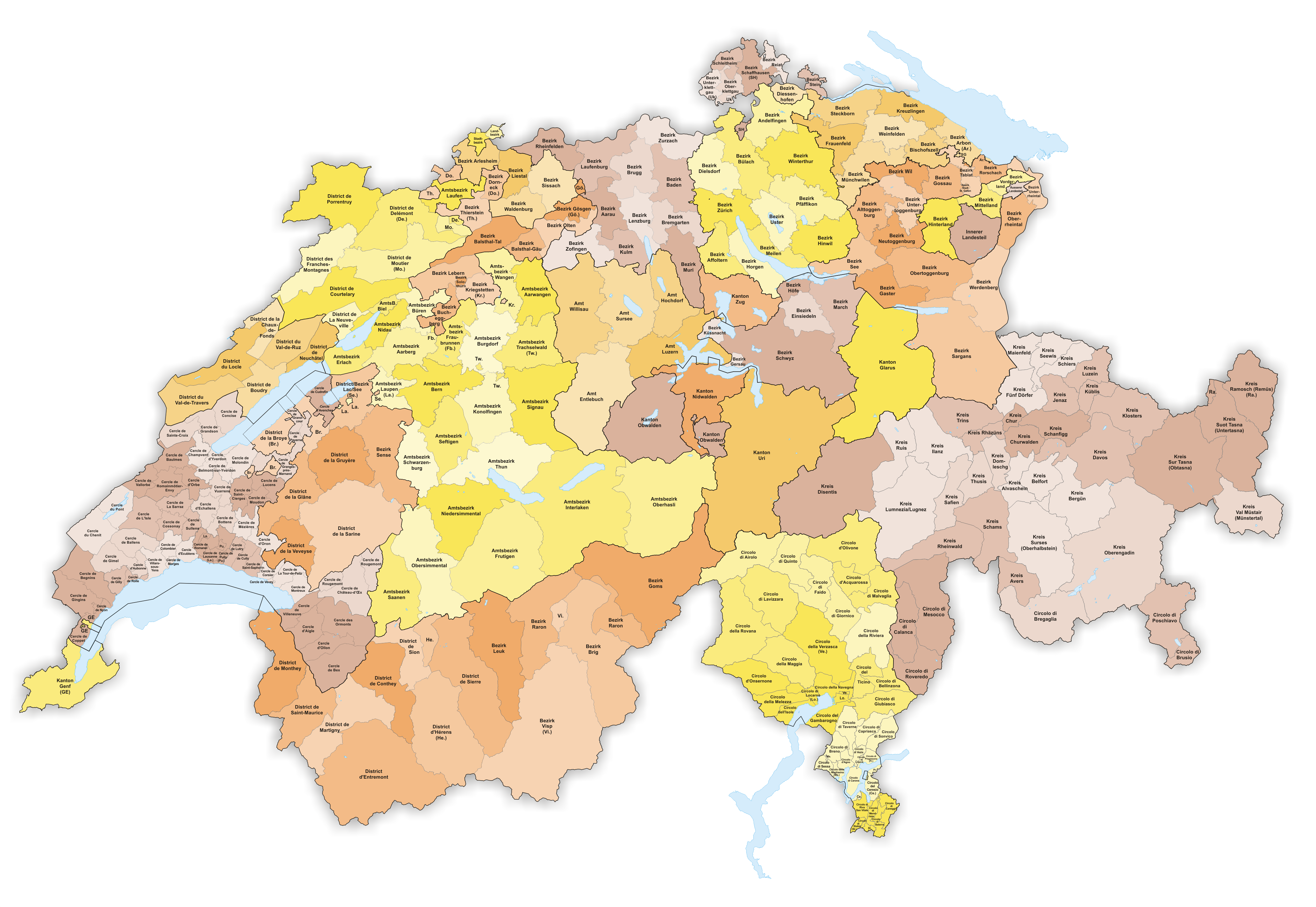
1. Januar 1850 – 31. Dezember 1850
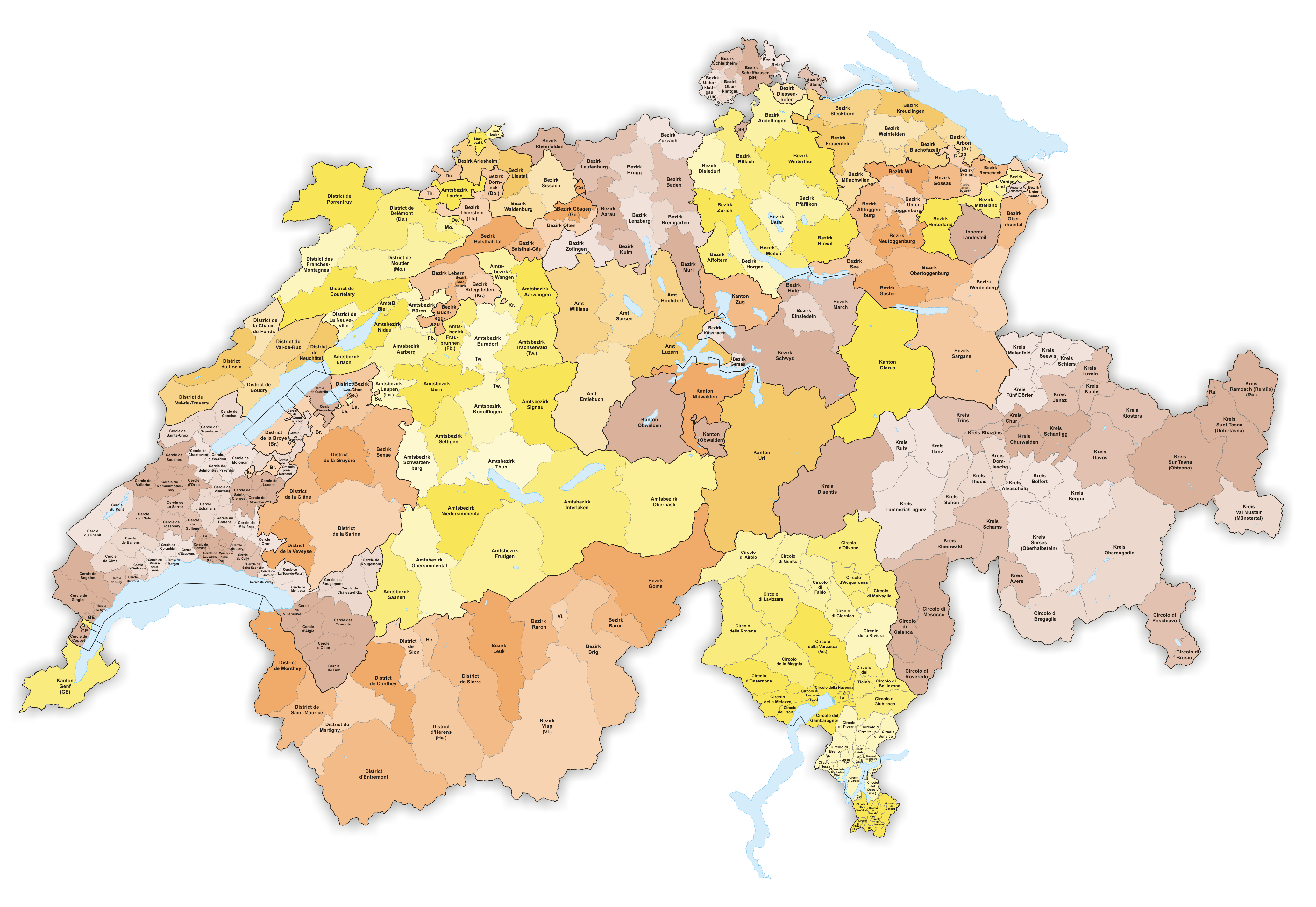
1. Januar 1851 – 31. Dezember 1861
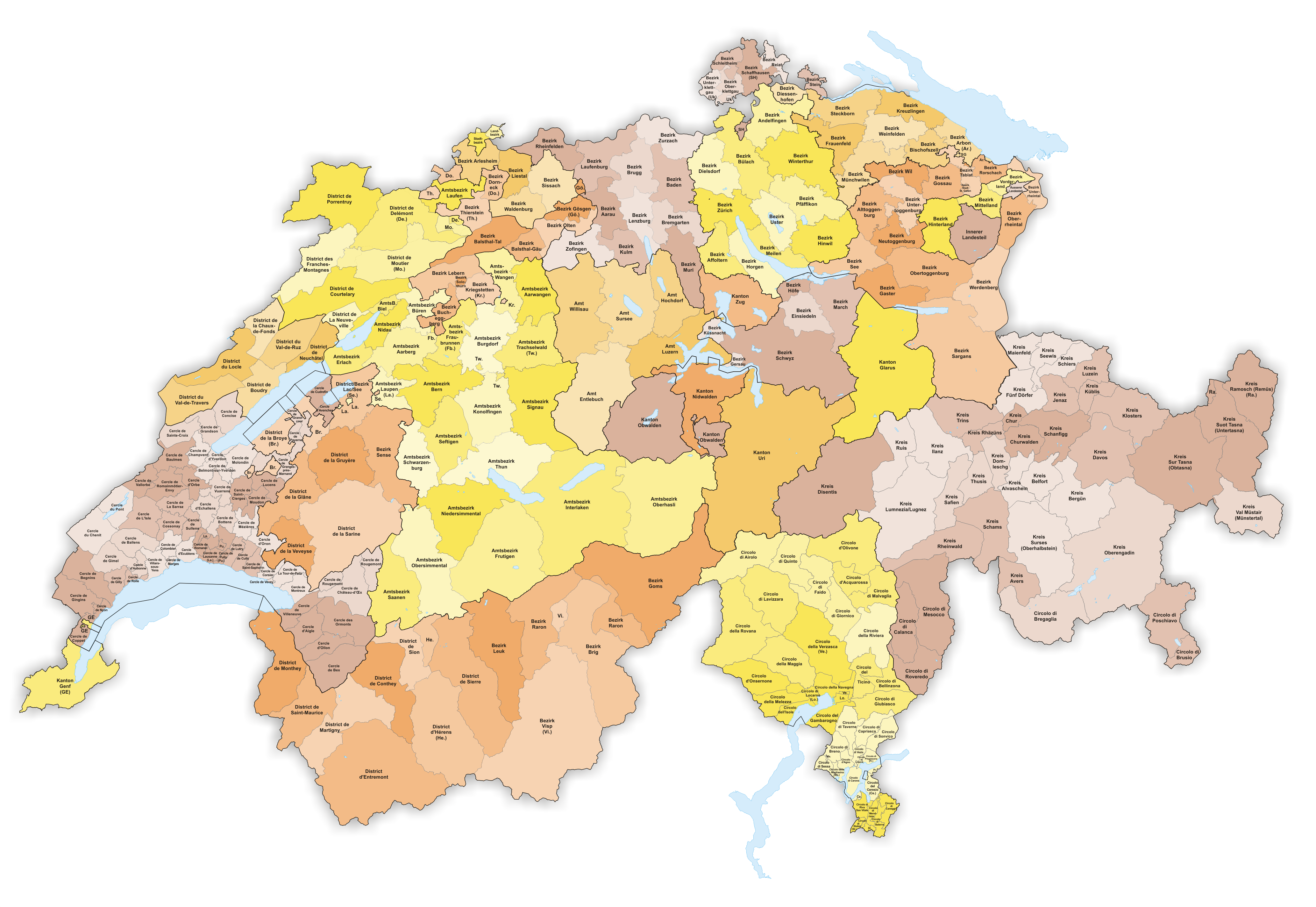
1. Januar 1862 – 31. Dezember 1865
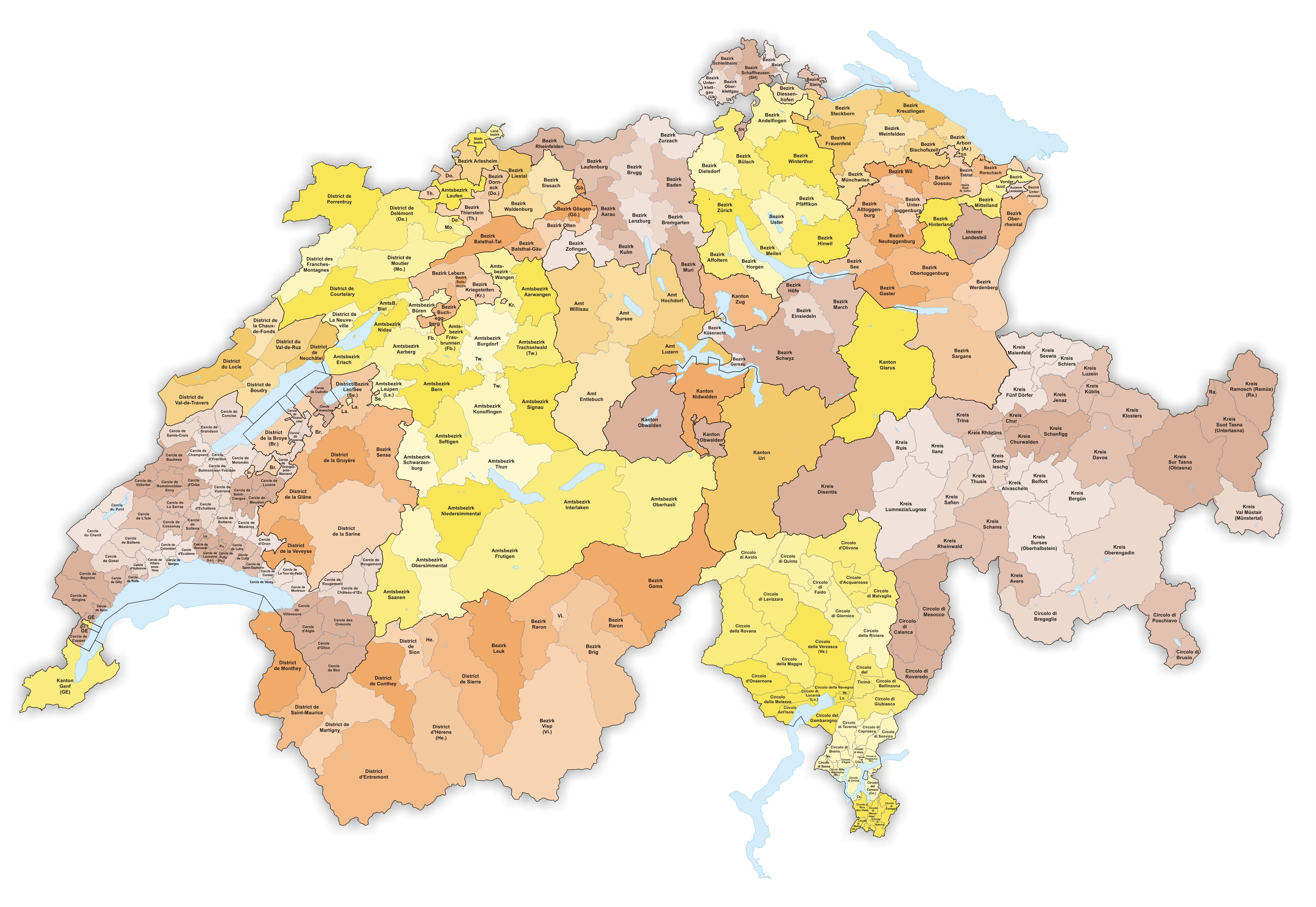
1. Januar 1866 – 31. Dezember 1873
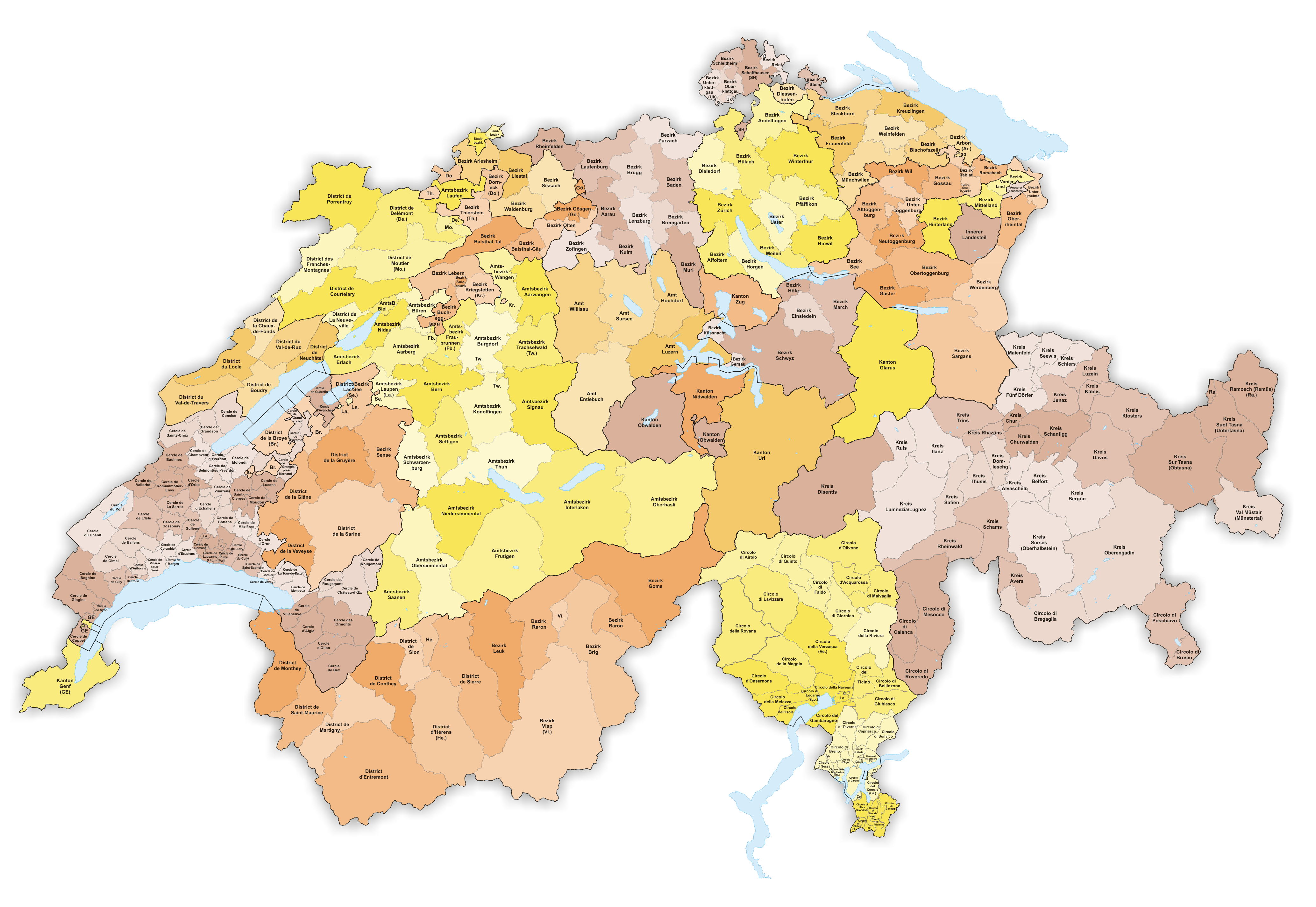
1. Januar 1874 – 31. Dezember 1874
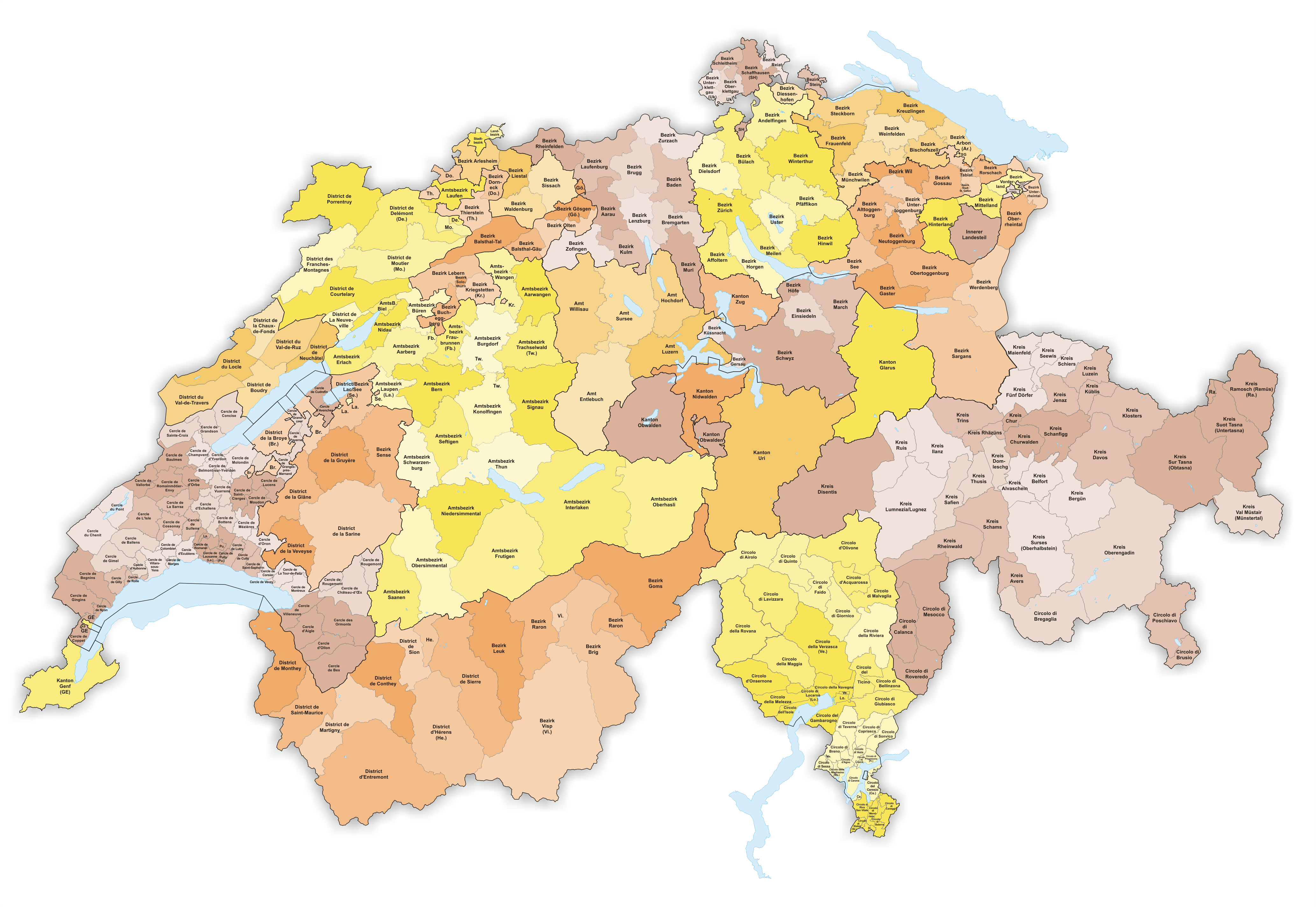
1. Januar 1875 – 31. Dezember 1888
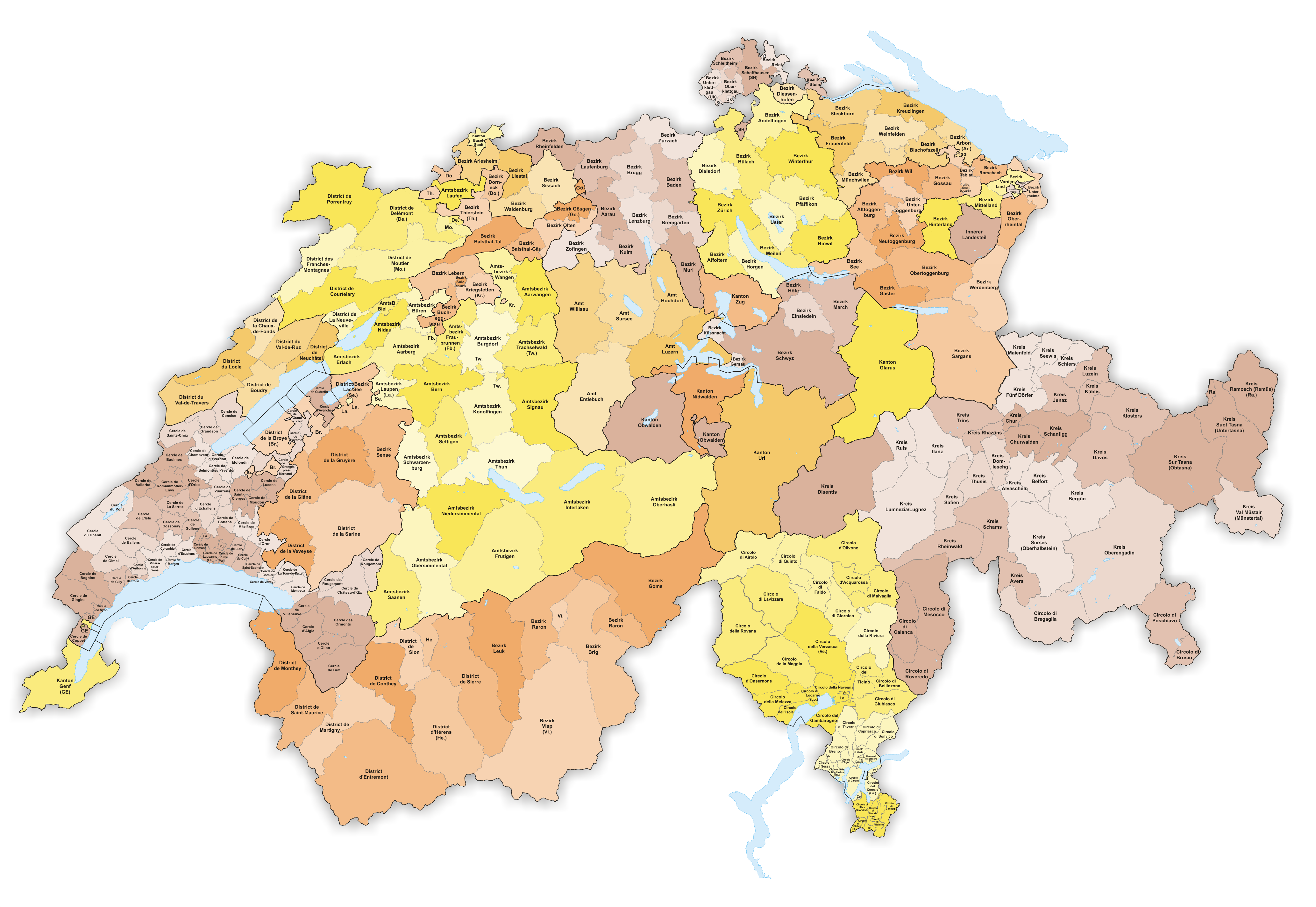
1. Januar 1889 – 31. Dezember 1892
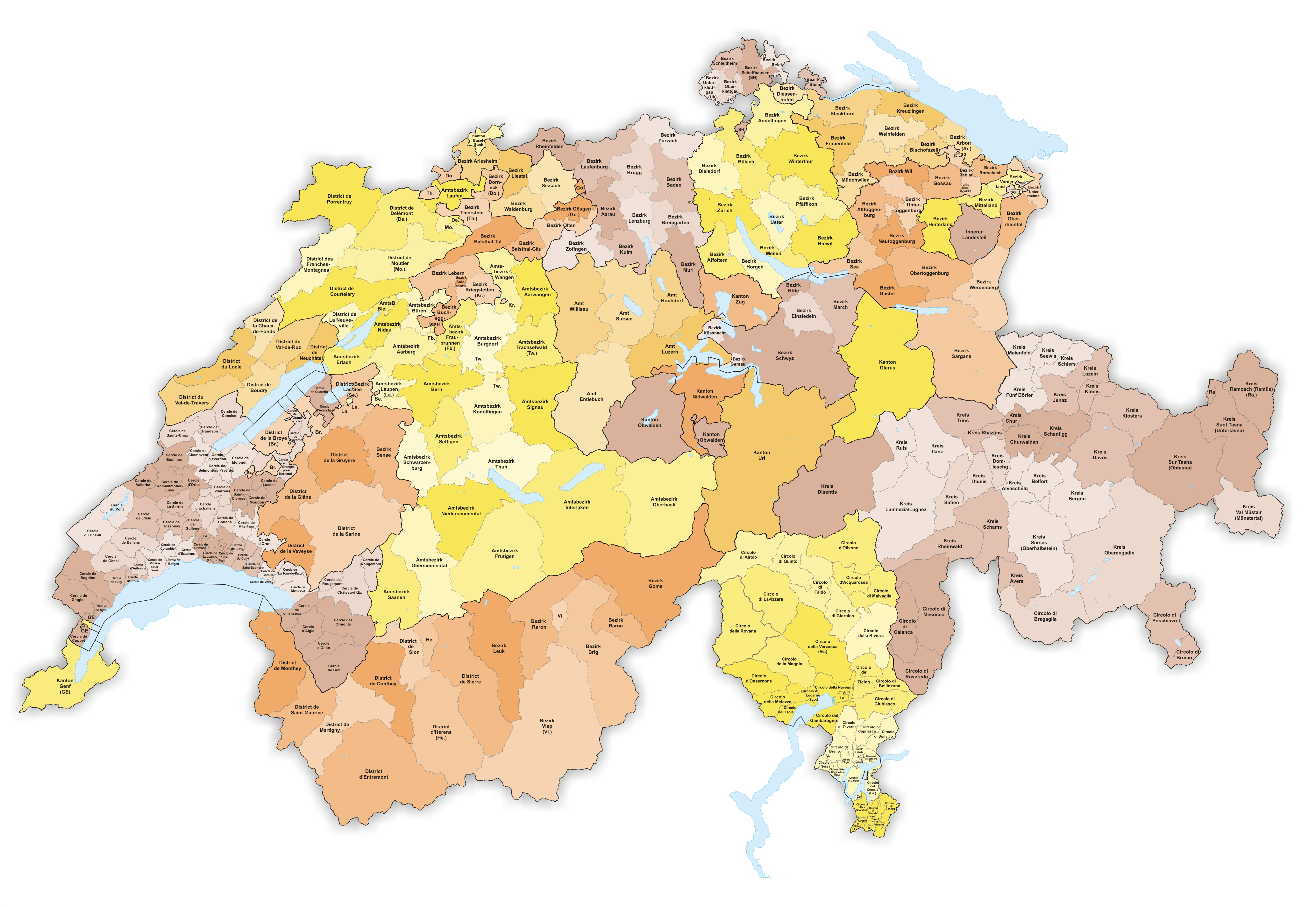
1. Januar 1893 – 31. Dezember 1899
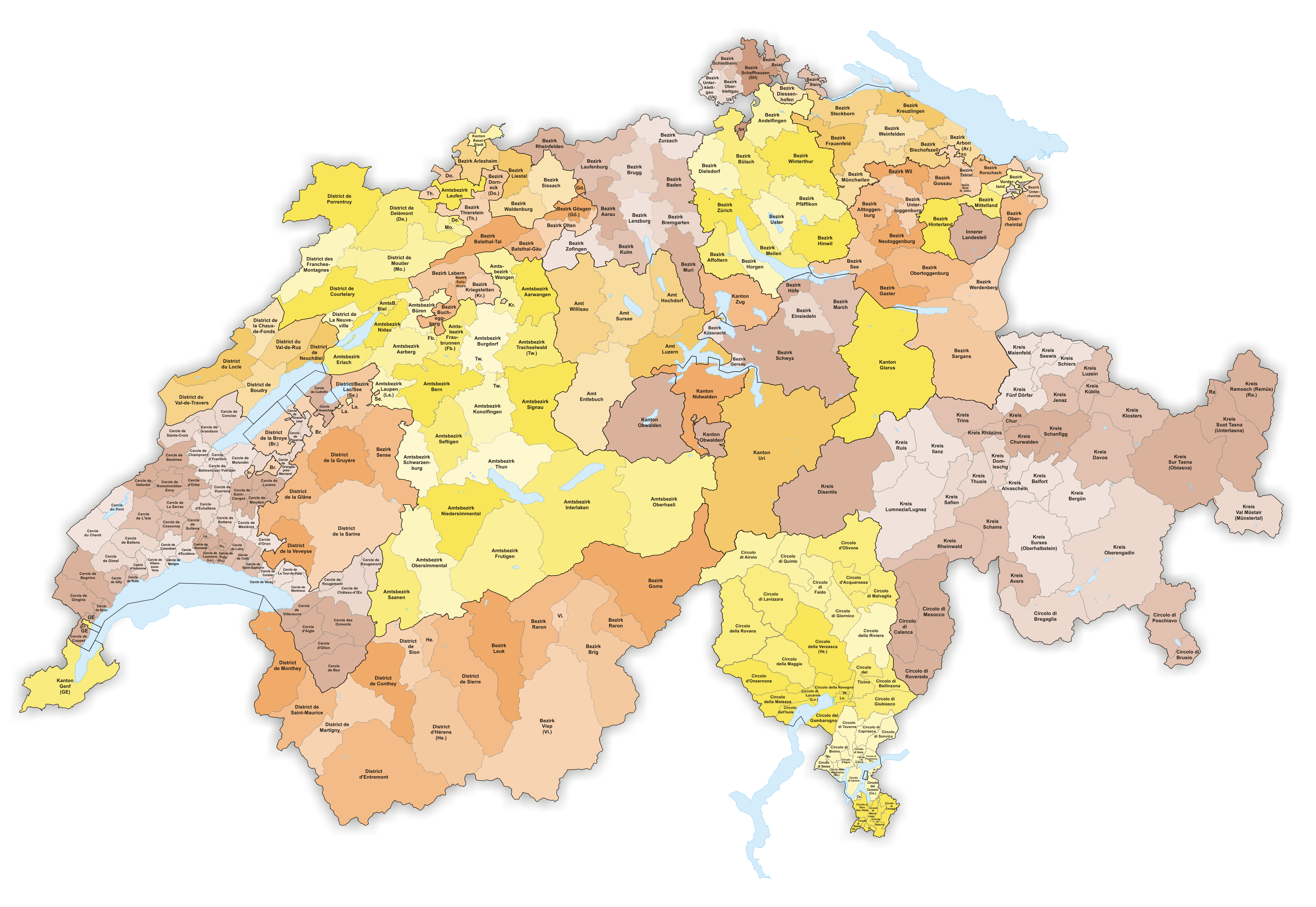
1. Januar 1900 – 8. Juni 1904
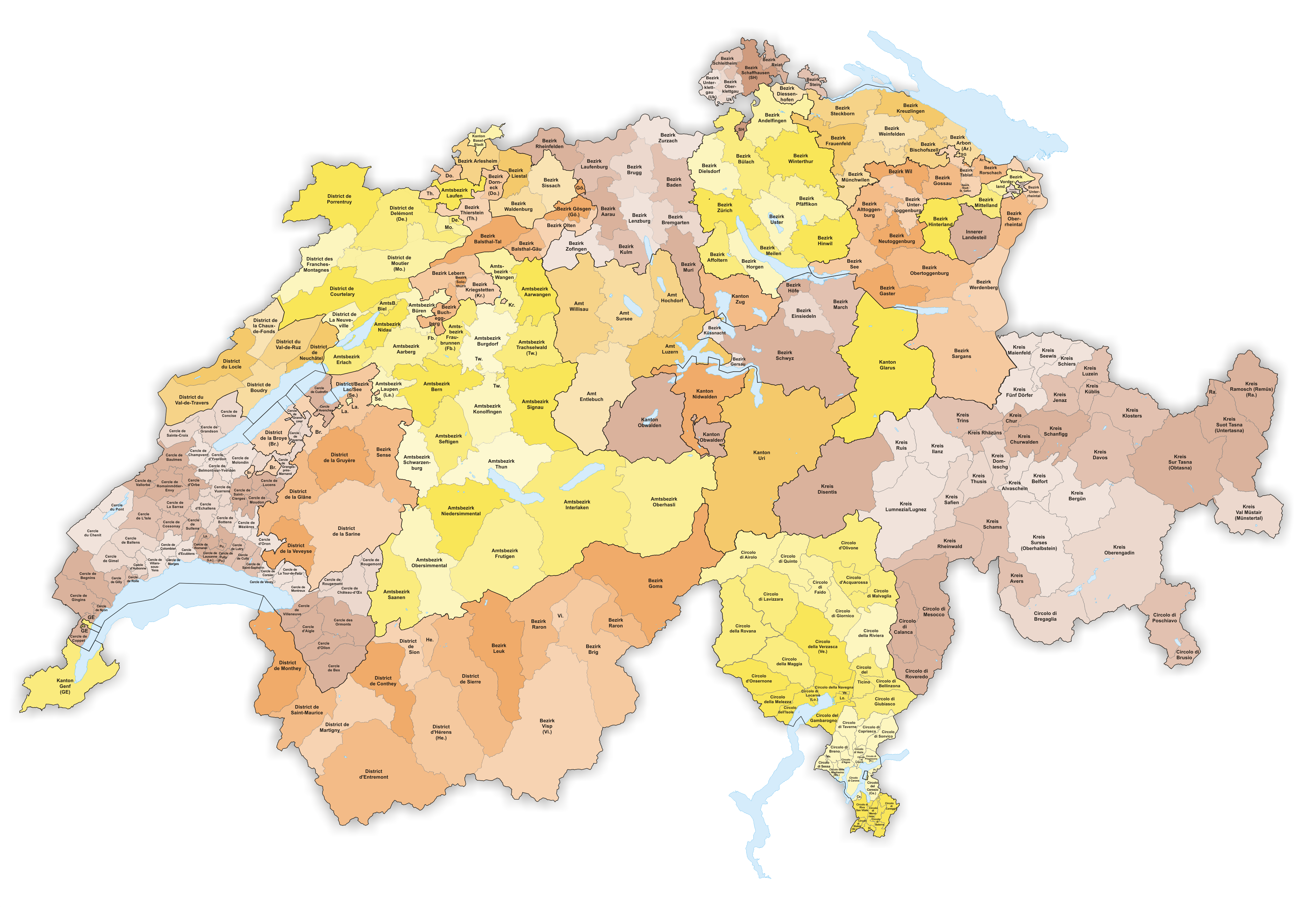
9. Juni 1904 – 31. Dezember 1917
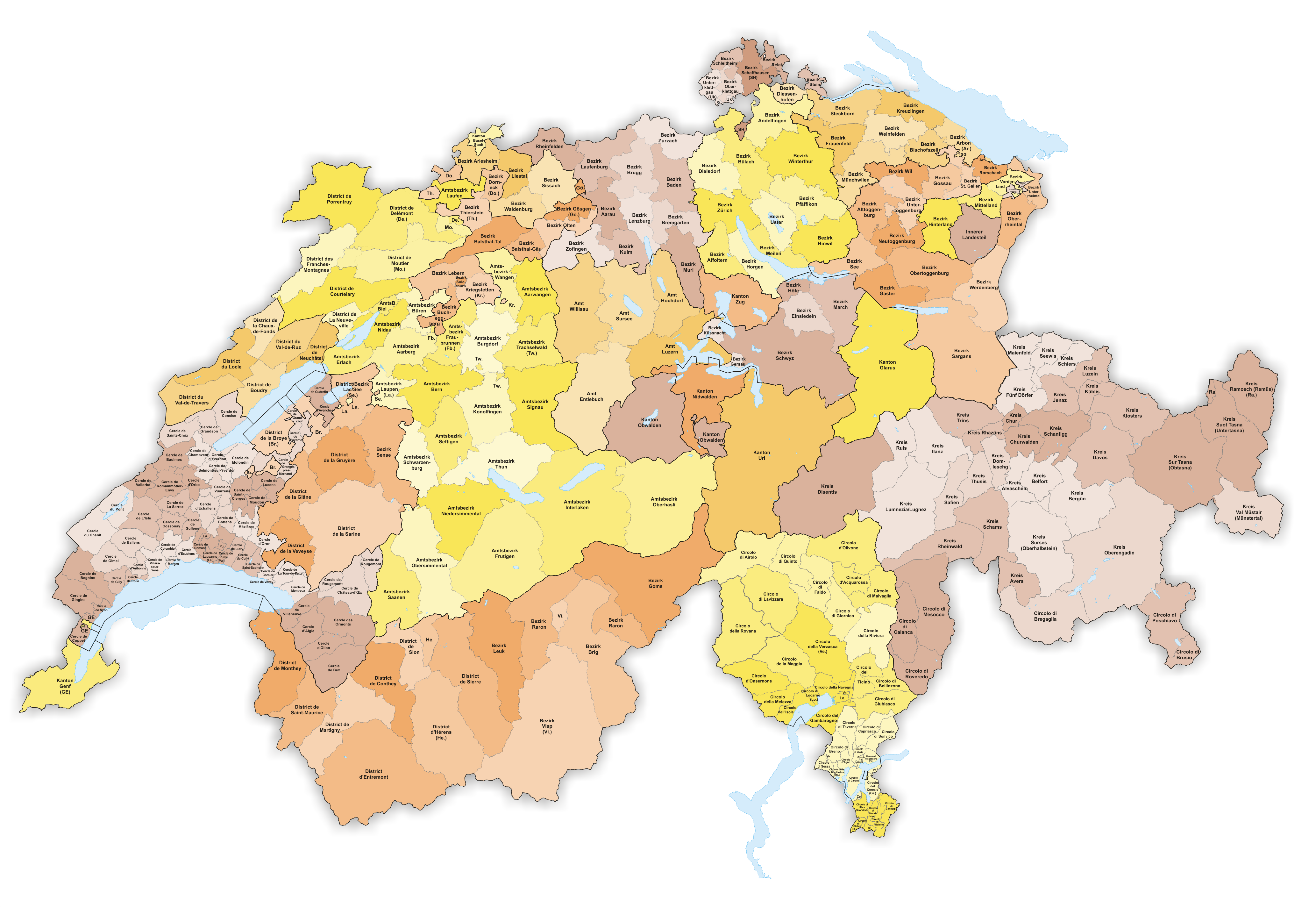
1. Januar 1918 – 31. Dezember 1924
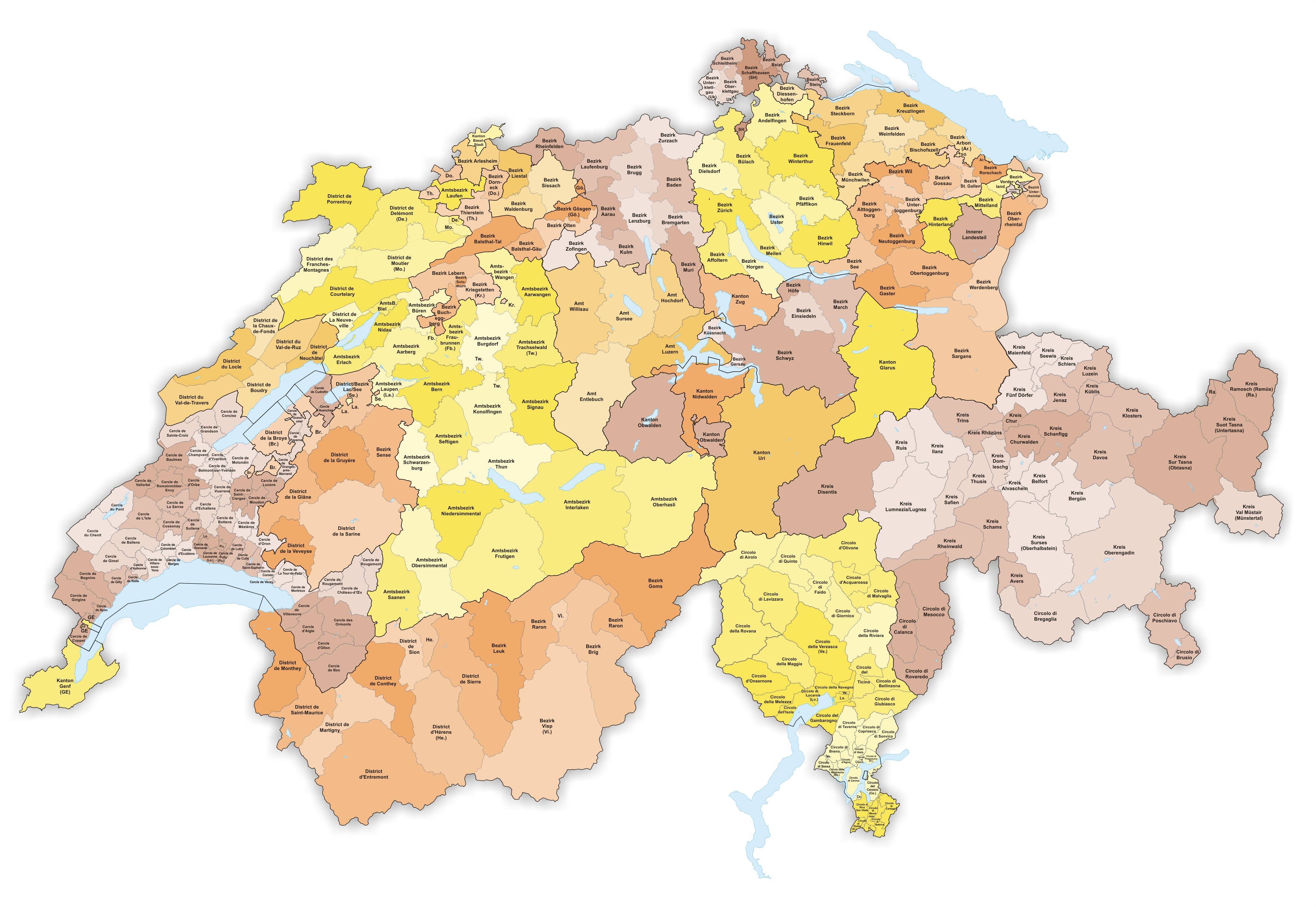
1. Januar 1925 – 31. Dezember 1933
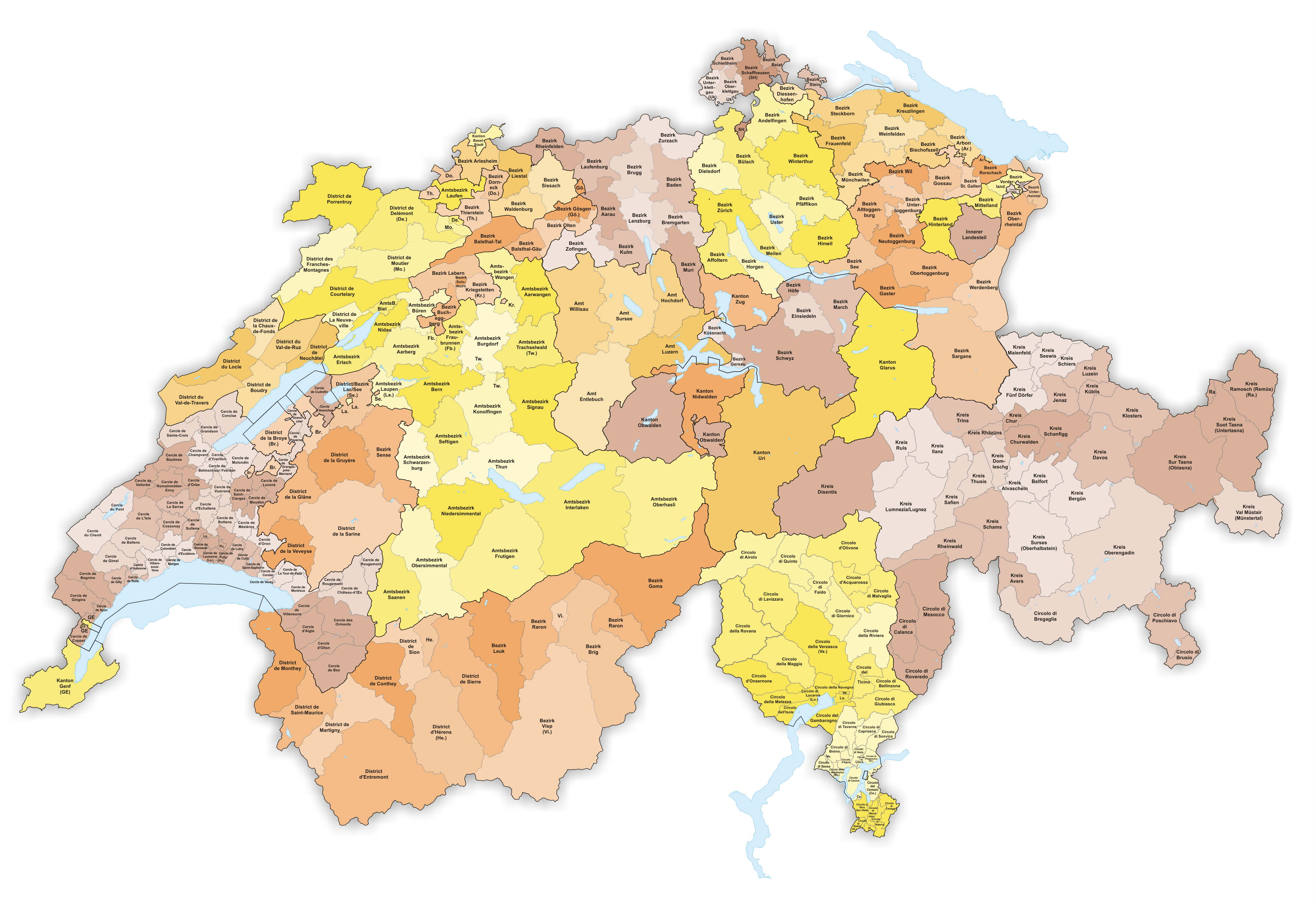
1. Januar 1934 – 31. Dezember 1936
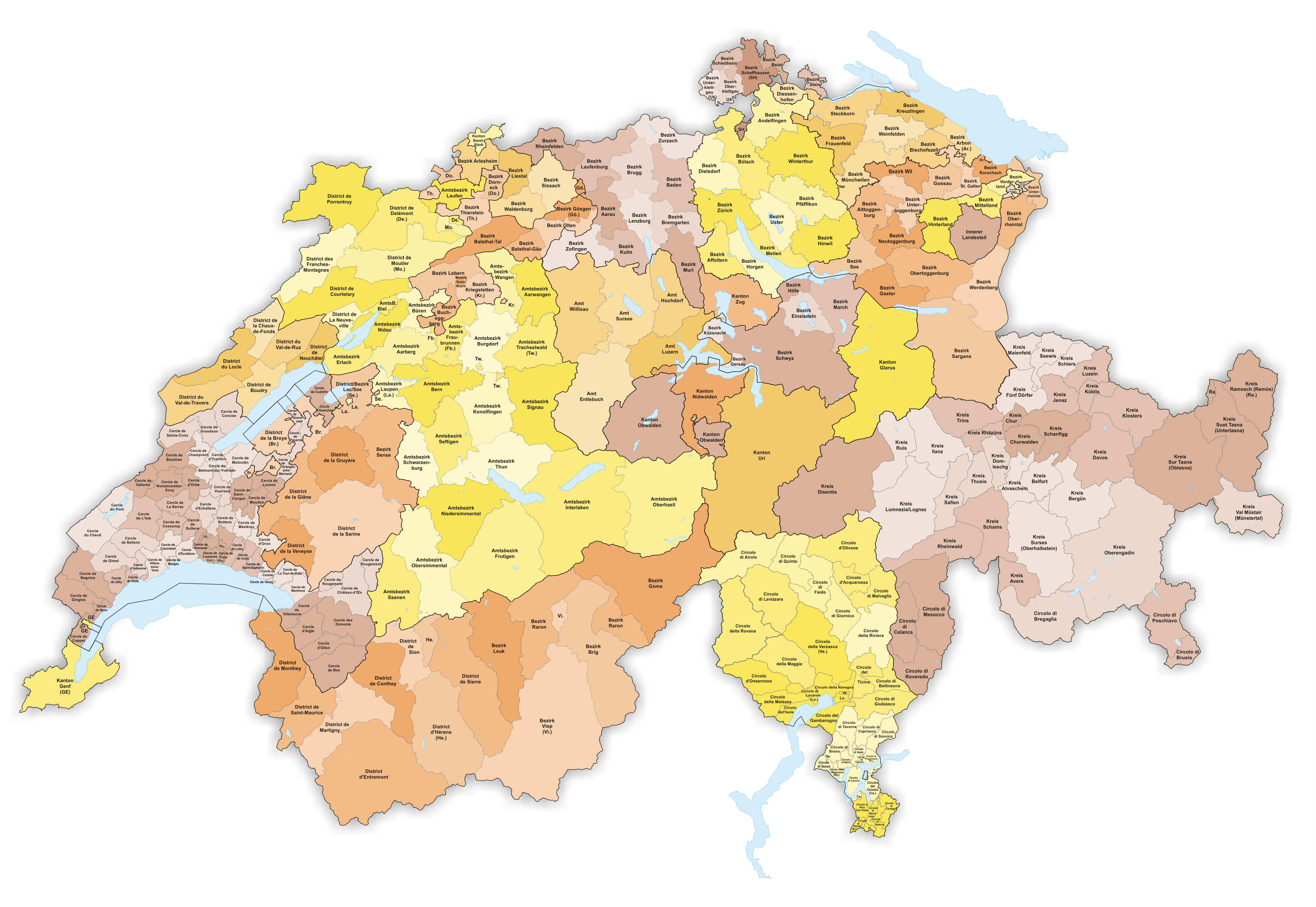
1. Januar 1937 – 31. Dezember 1960
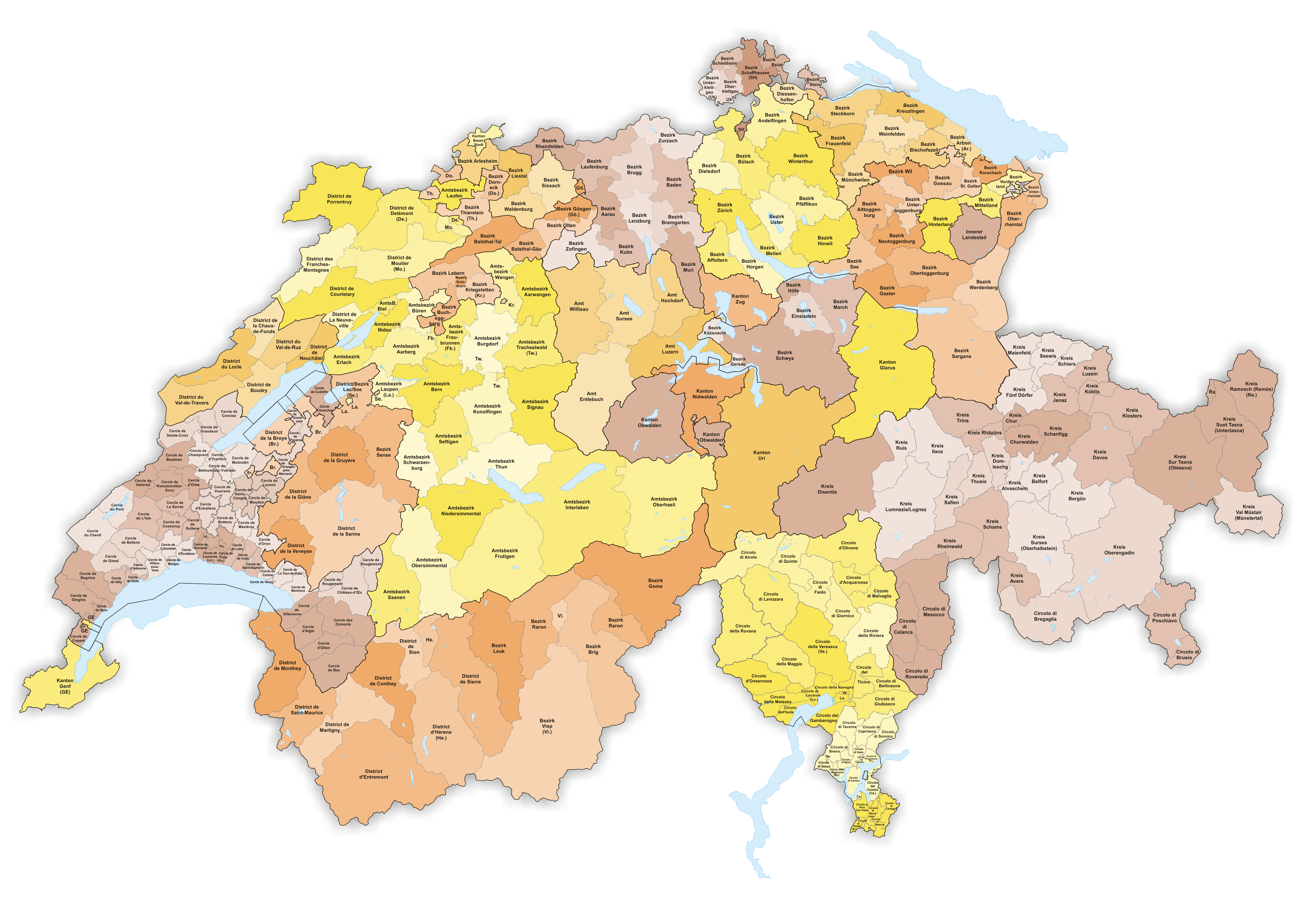
1. Januar 1961 – 31. Dezember 1962
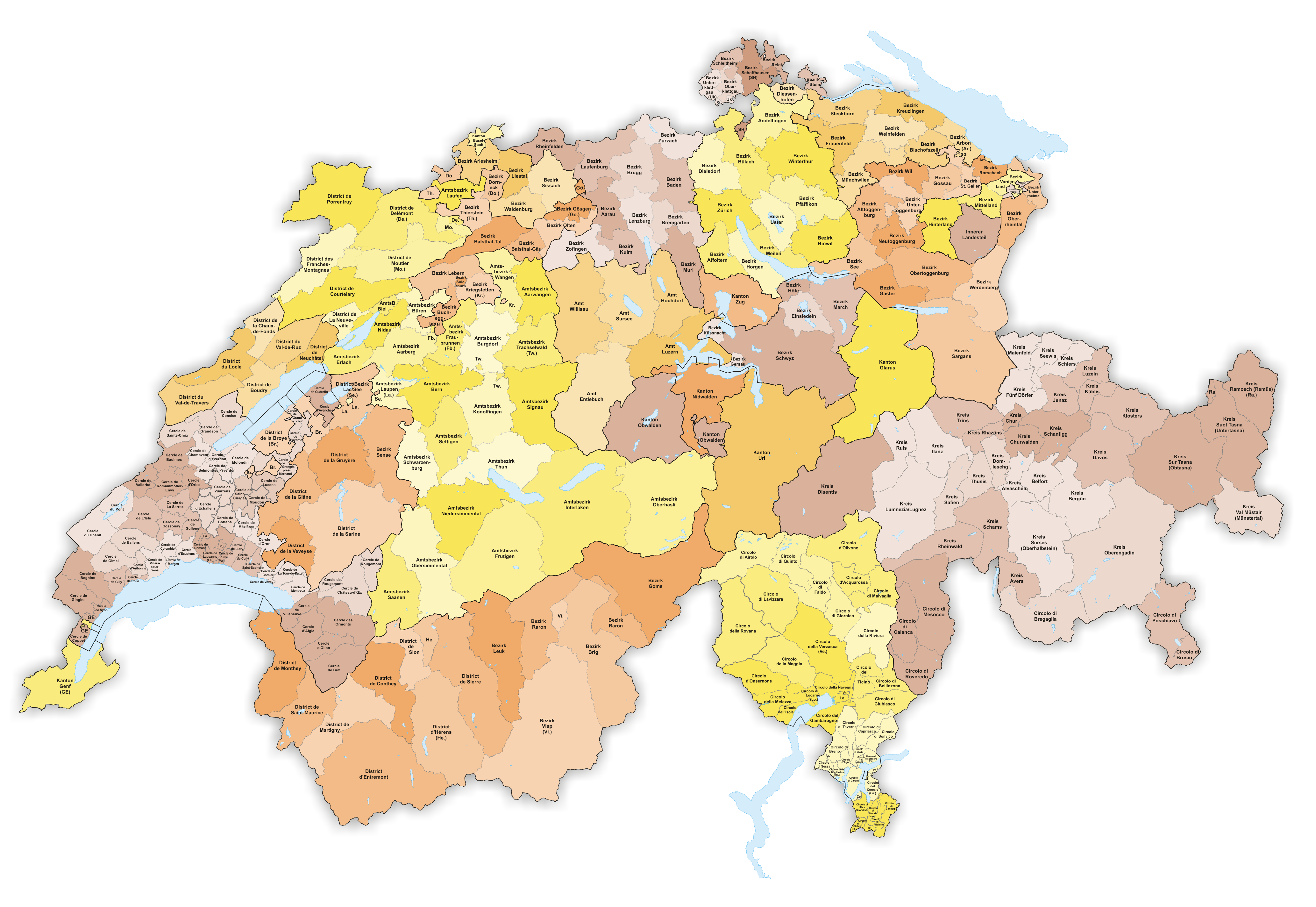
1. Januar 1963 – 22. April 1972
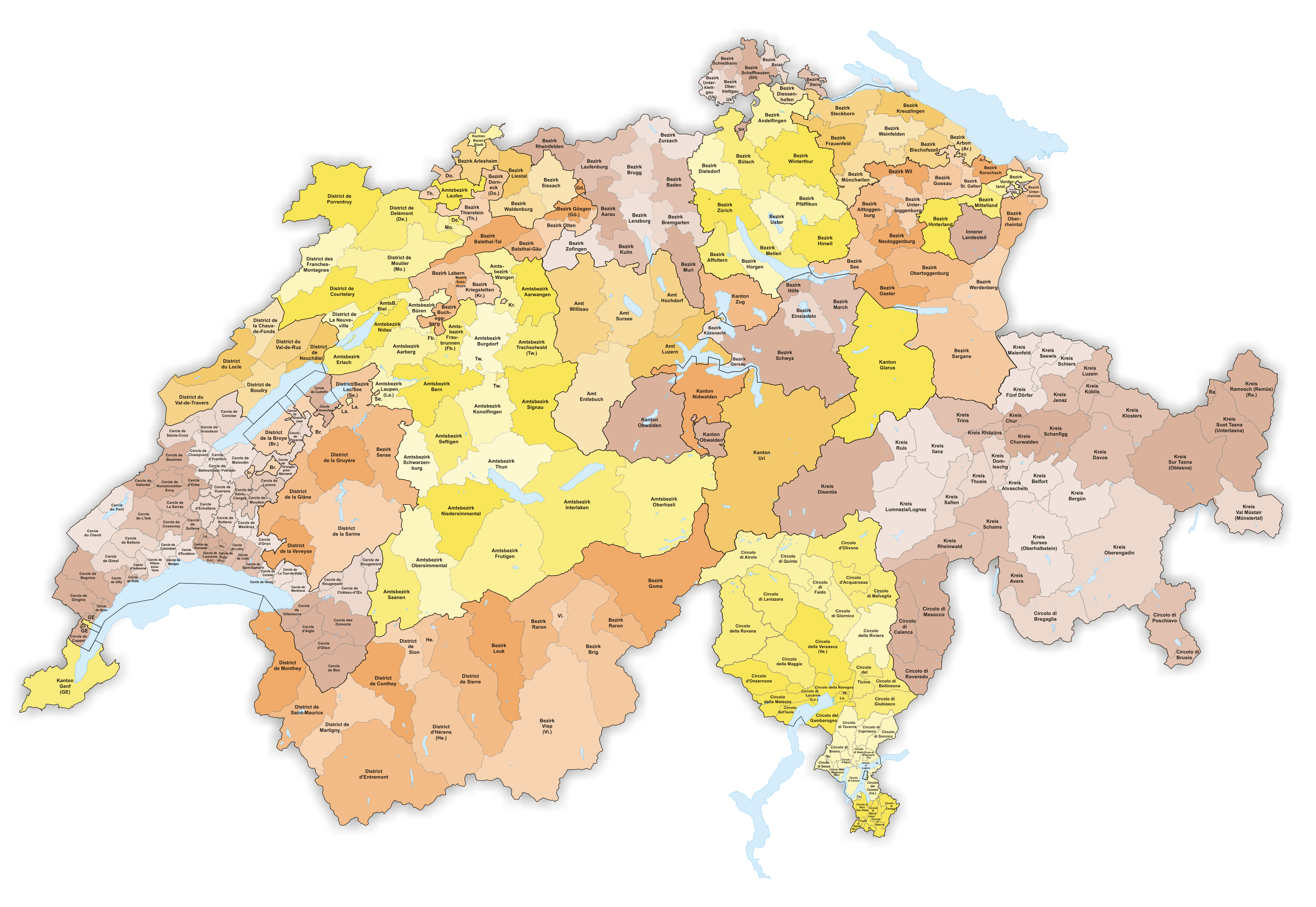
23. April 1972 – 31. Dezember 1975
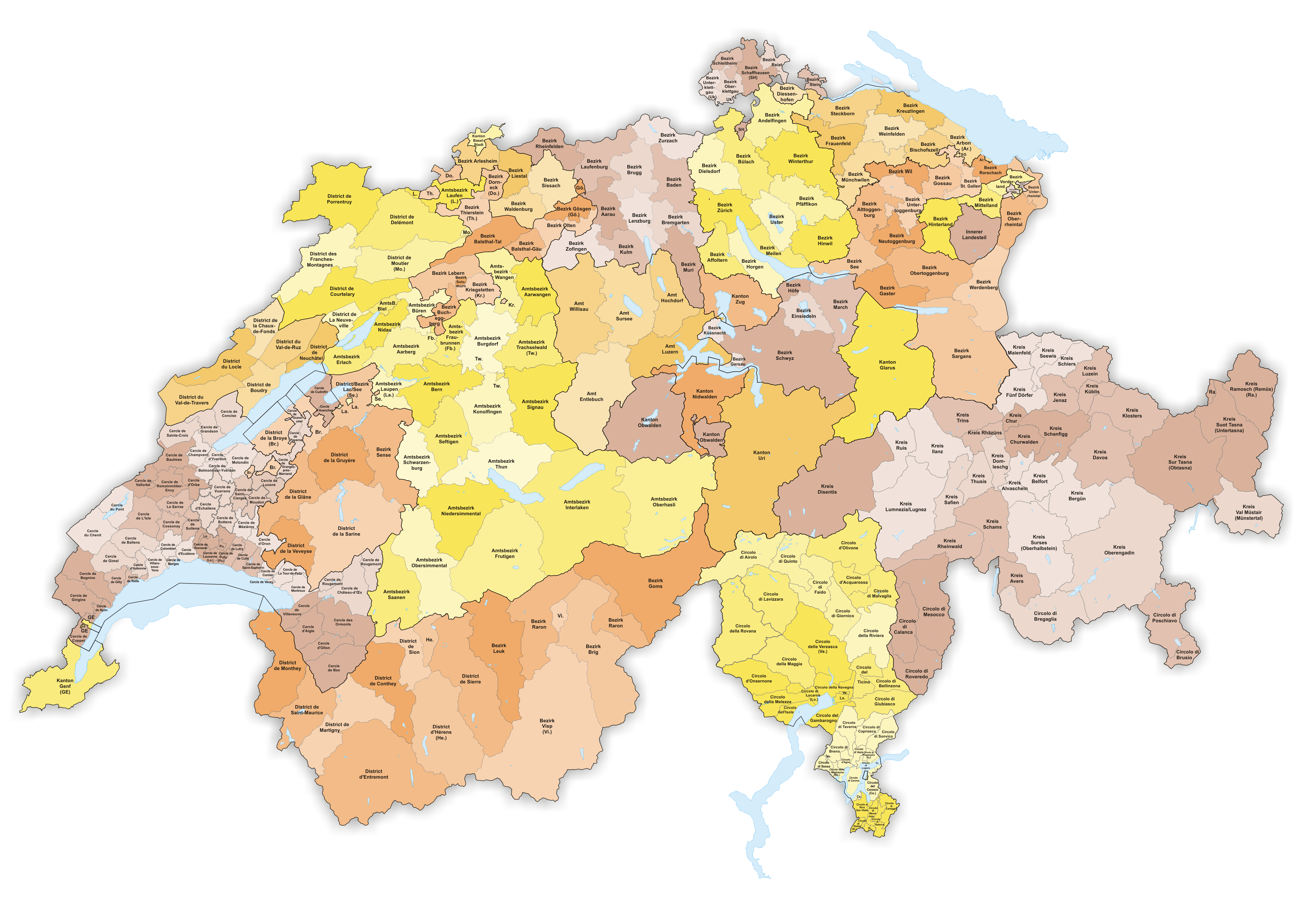
1. Januar 1976 – 31. Dezember 1978
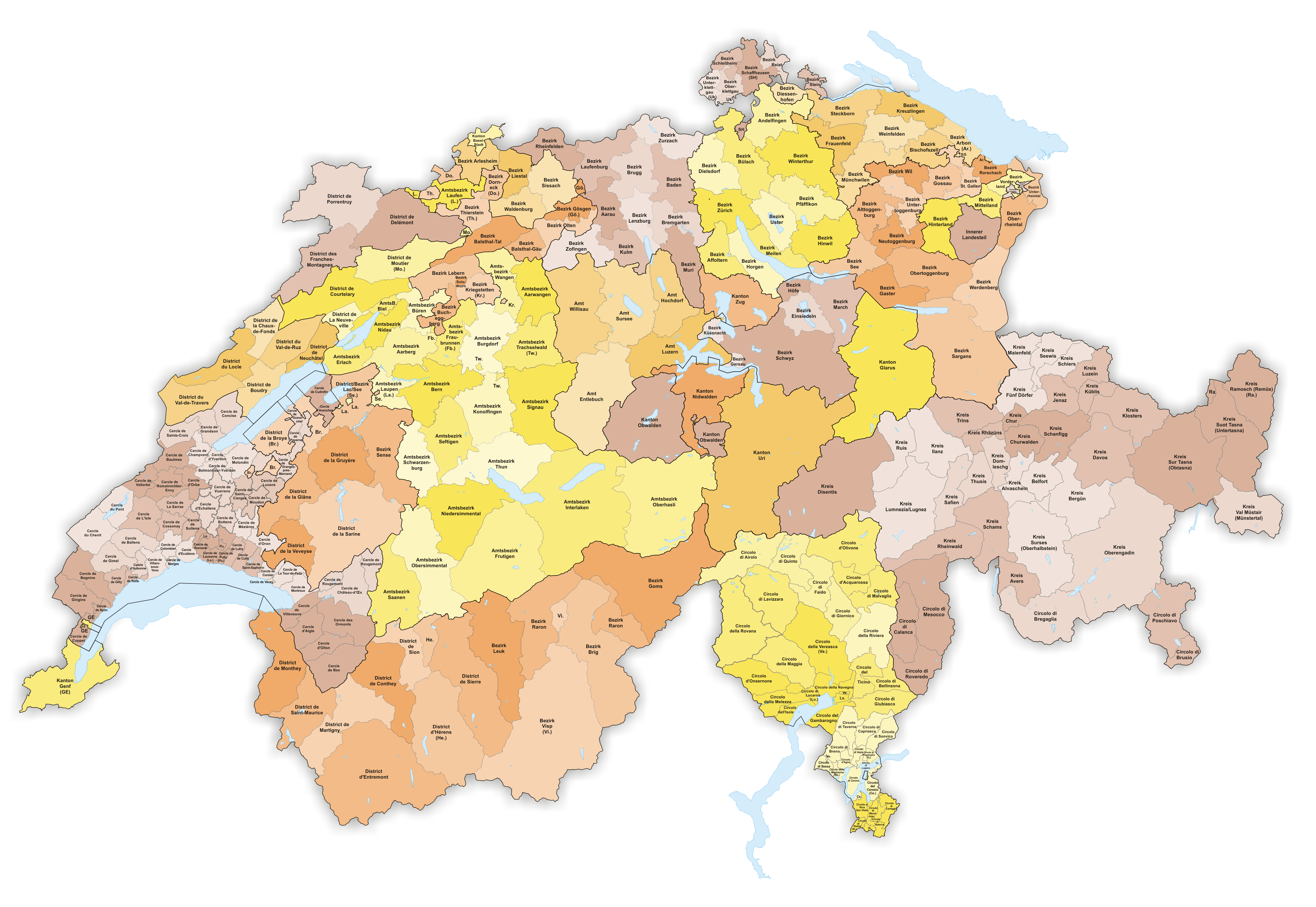
1. Januar 1979 – 31. Dezember 1985
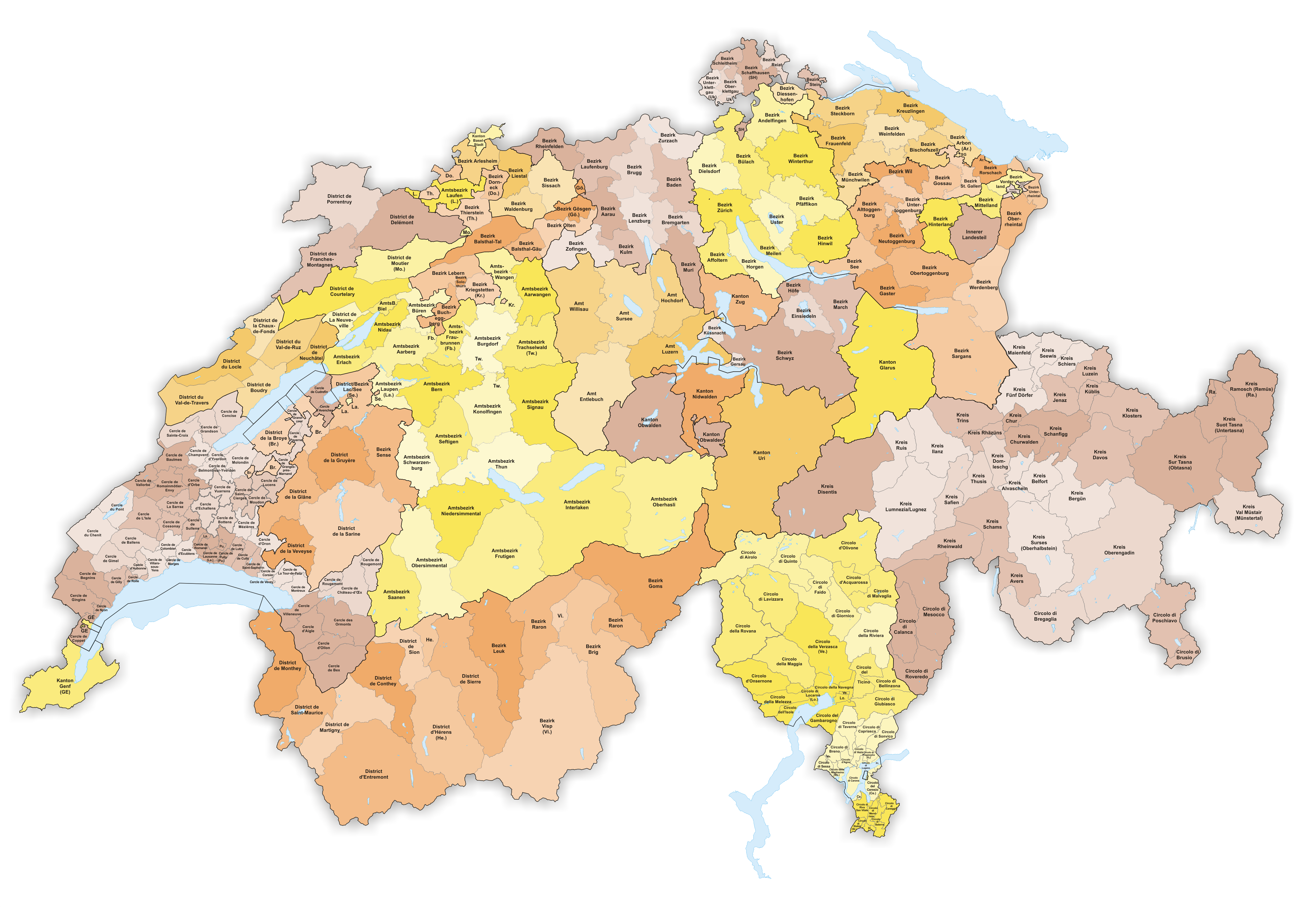
1. Januar 1986 – 31. Dezember 1986
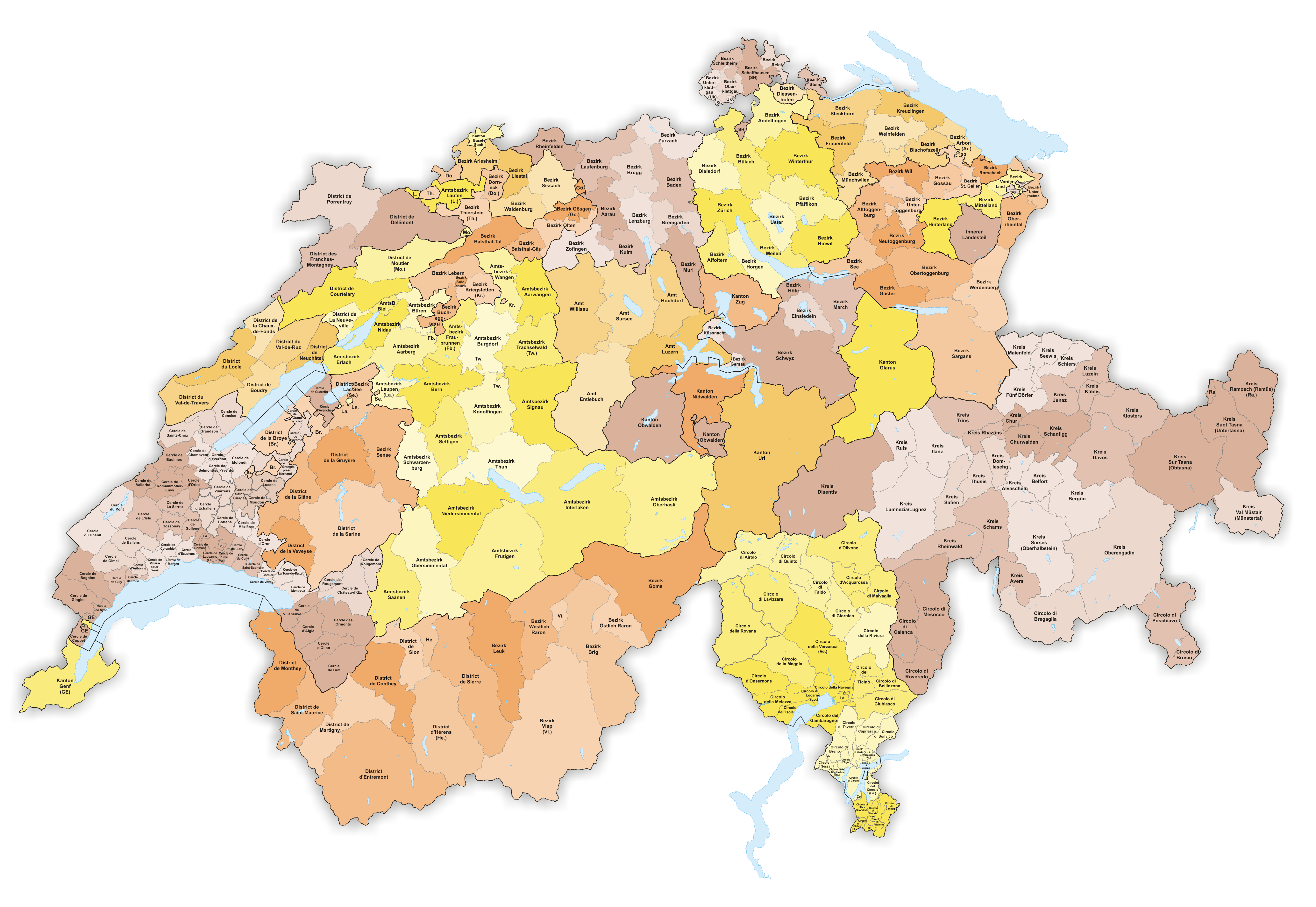
1. Januar 1987 – 31. Dezember 1989
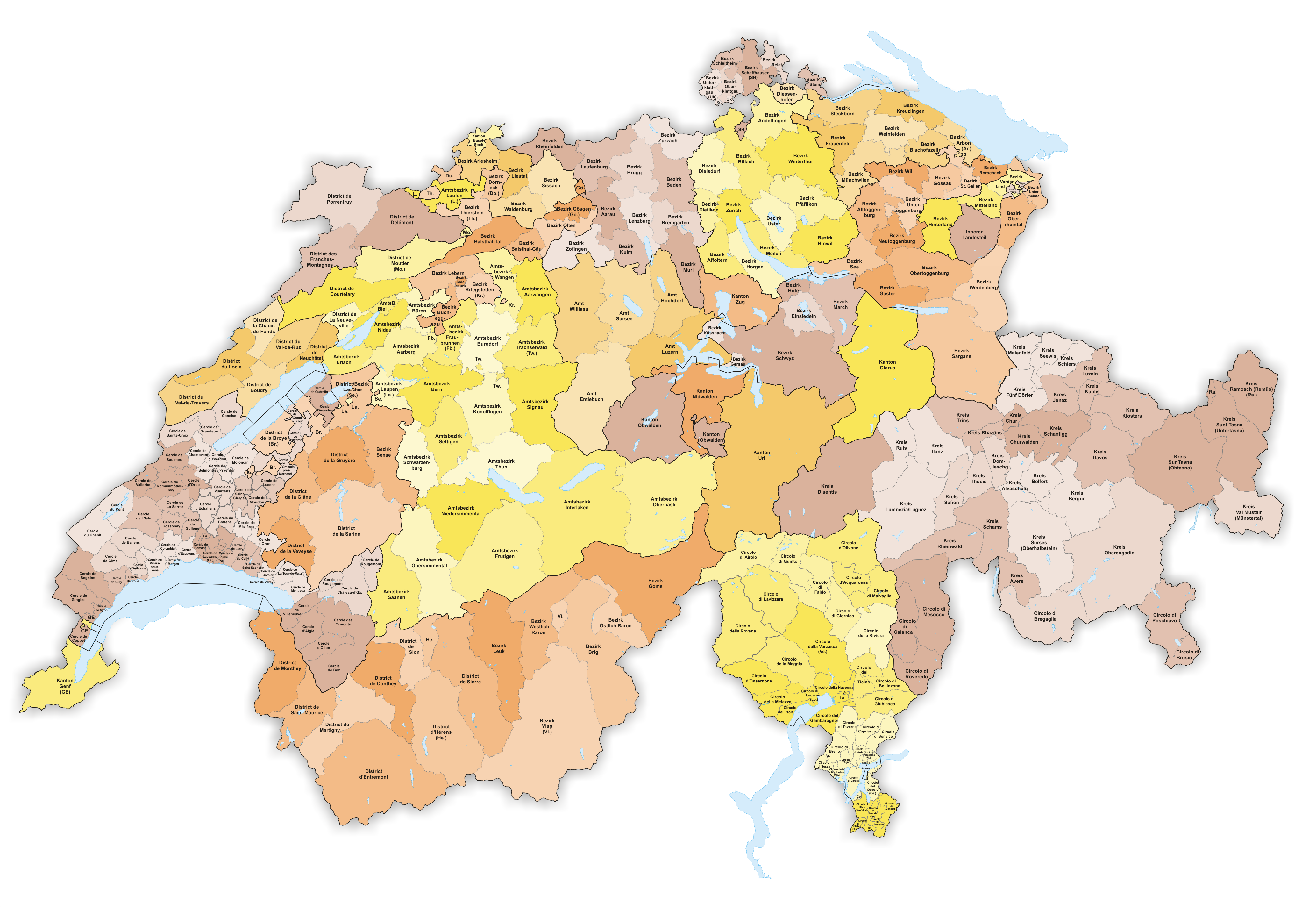
1. Januar 1990 – 31. Dezember 1990
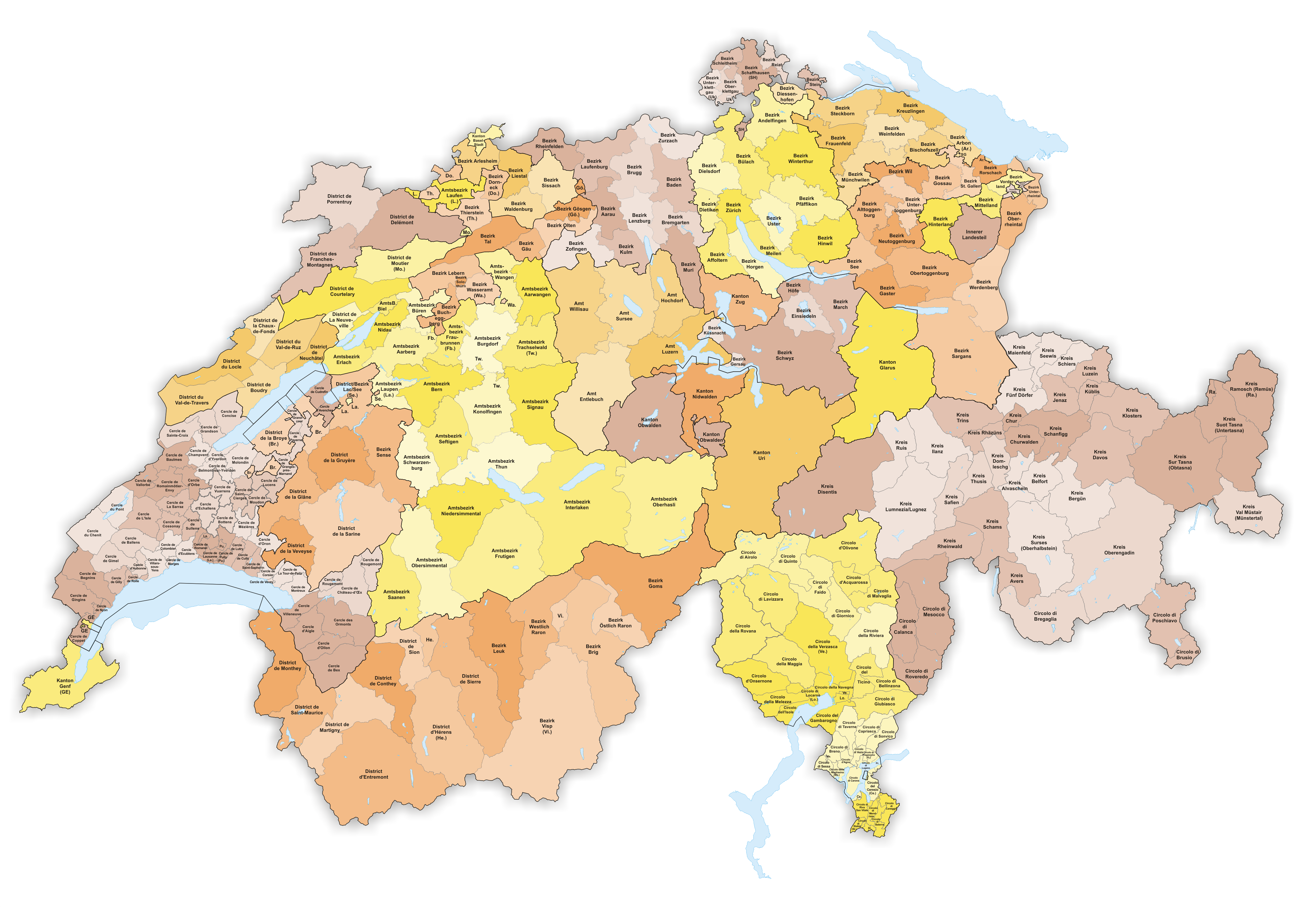
1. Januar 1991 – 31. Dezember 1993
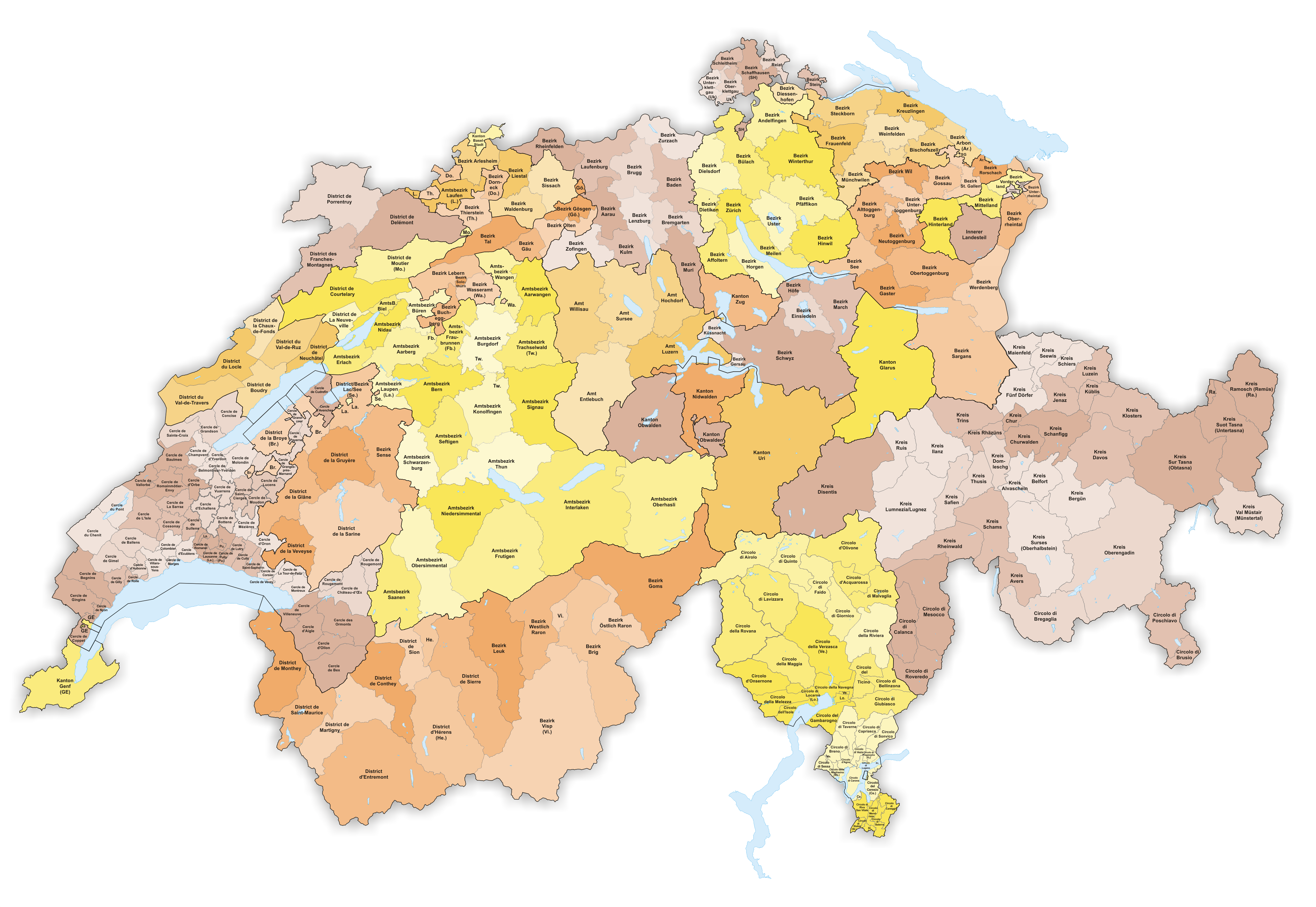
1. Januar 1994 – 31. Dezember 1994
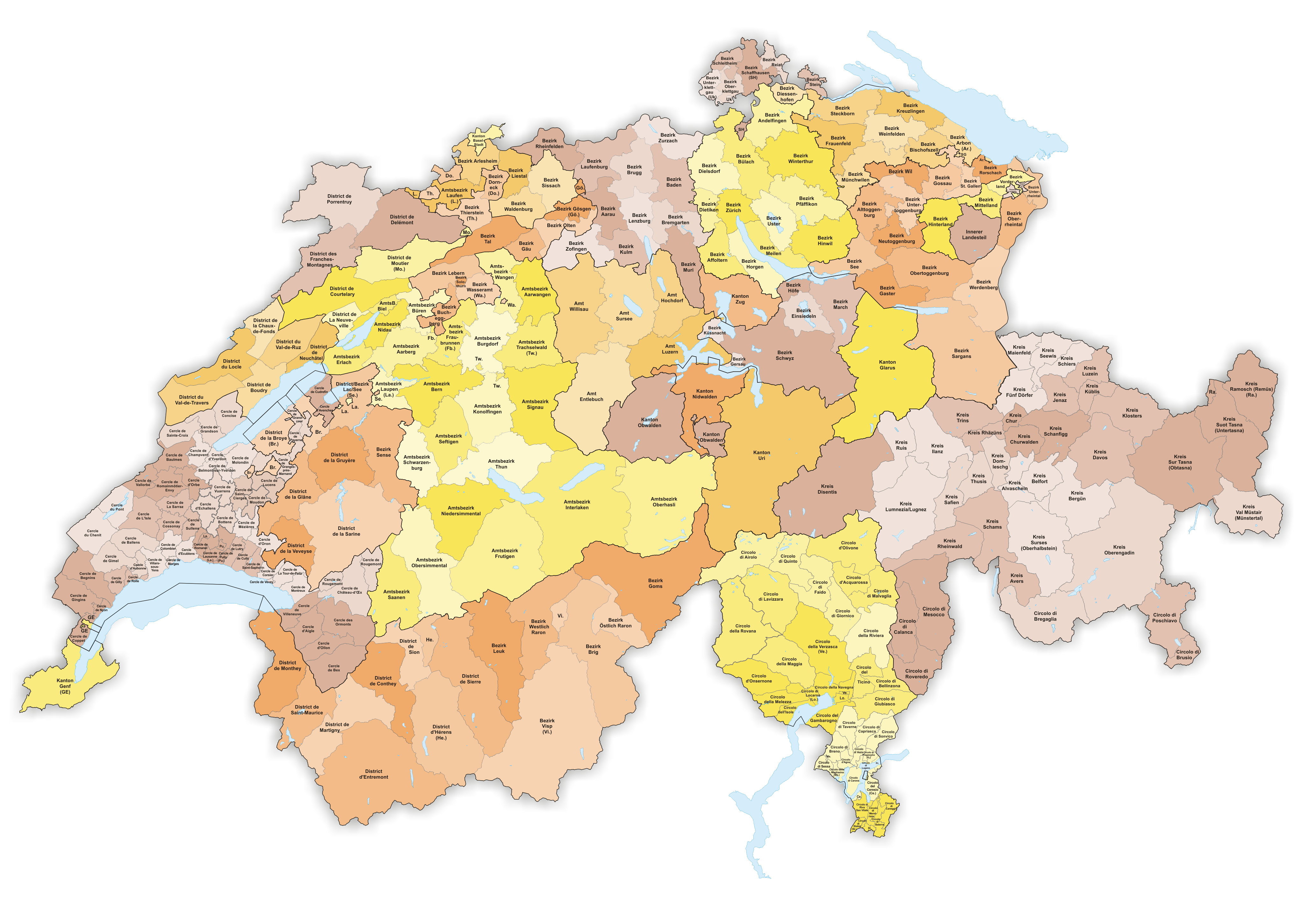
1. Januar 1995 – 31. Dezember 1995
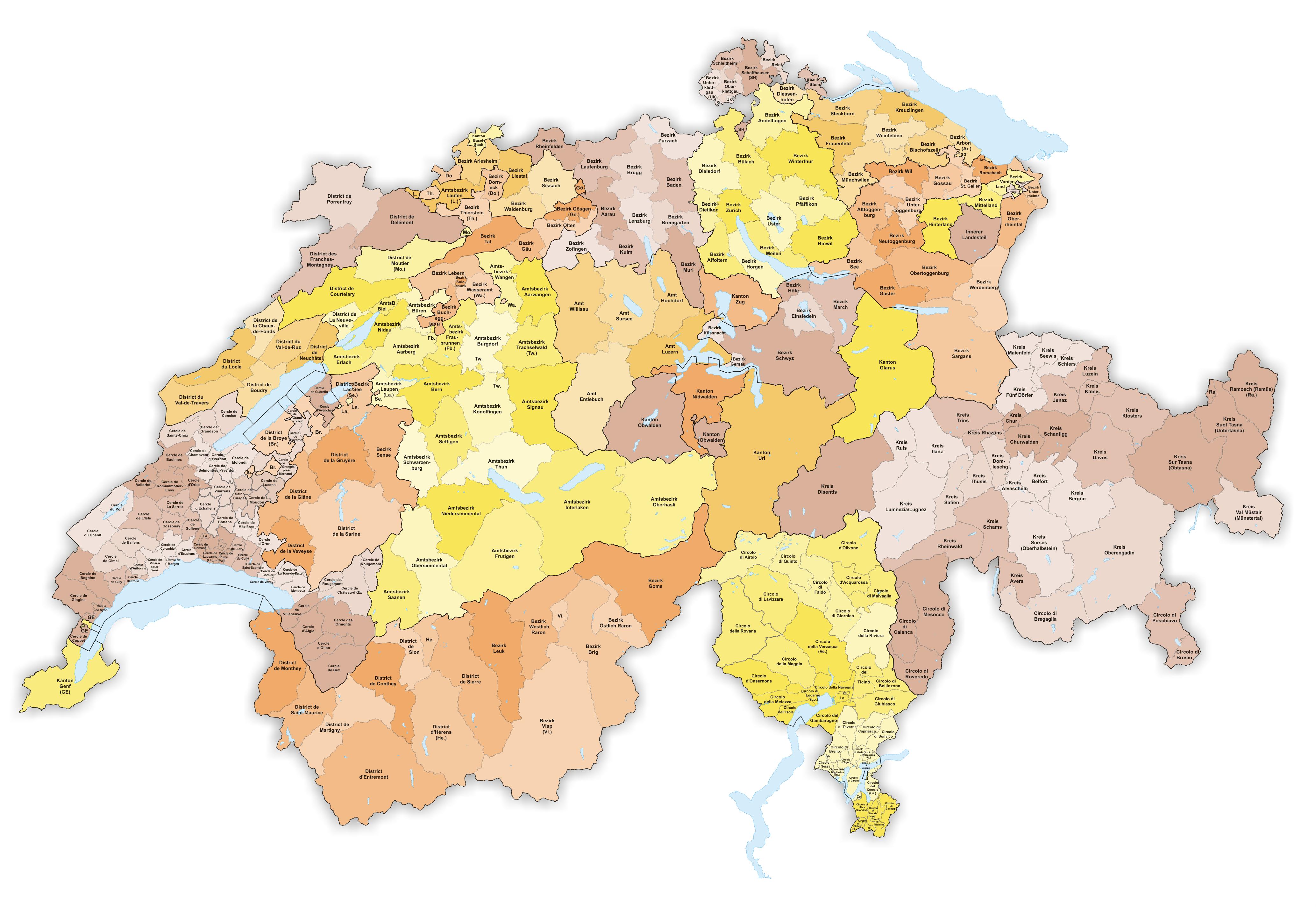
1. Januar 1996 – 30. Juni 1996
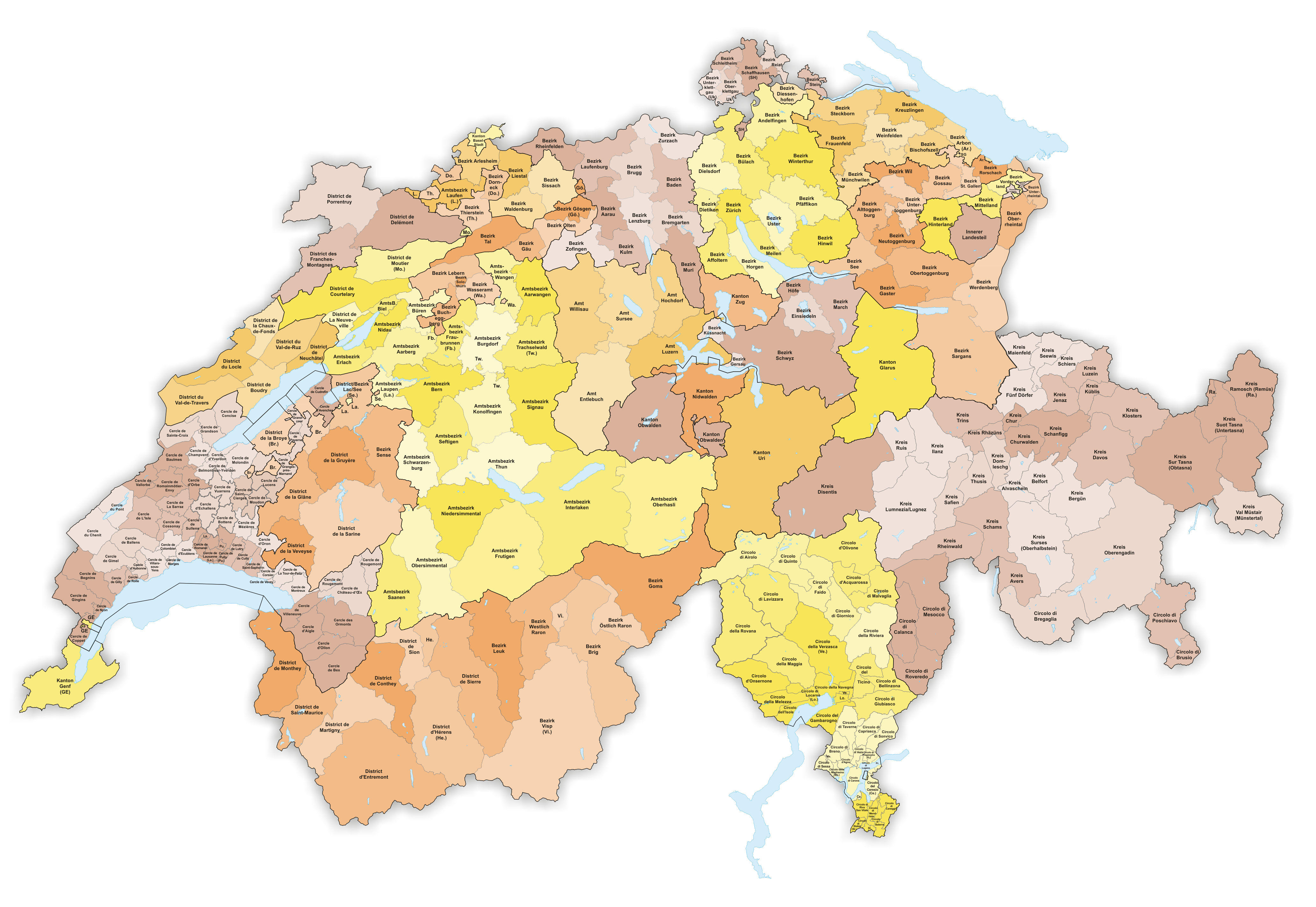
1. Juli 1996 – 31. Dezember 1996
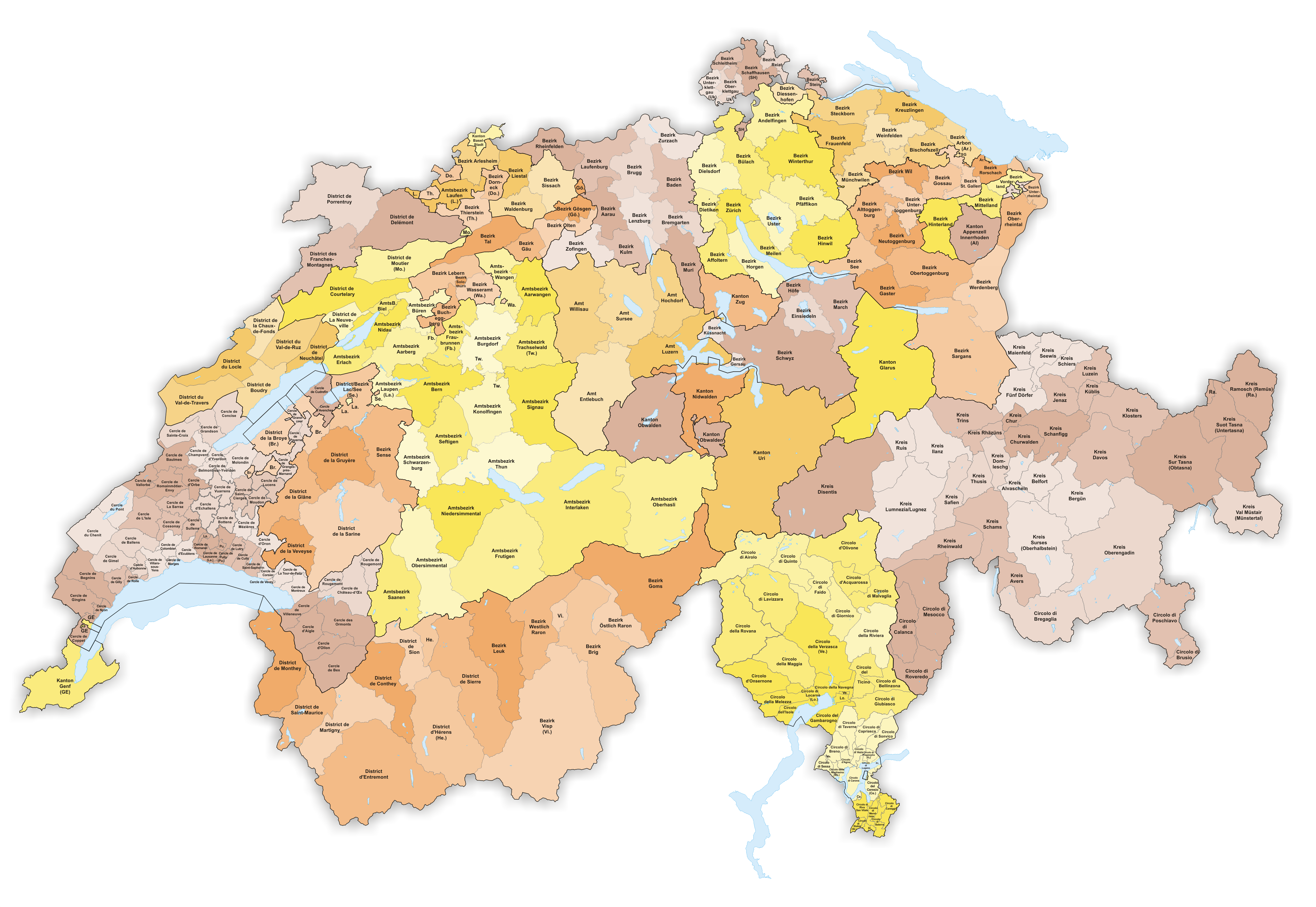
1. Januar 1997 – 31. Dezember 1997
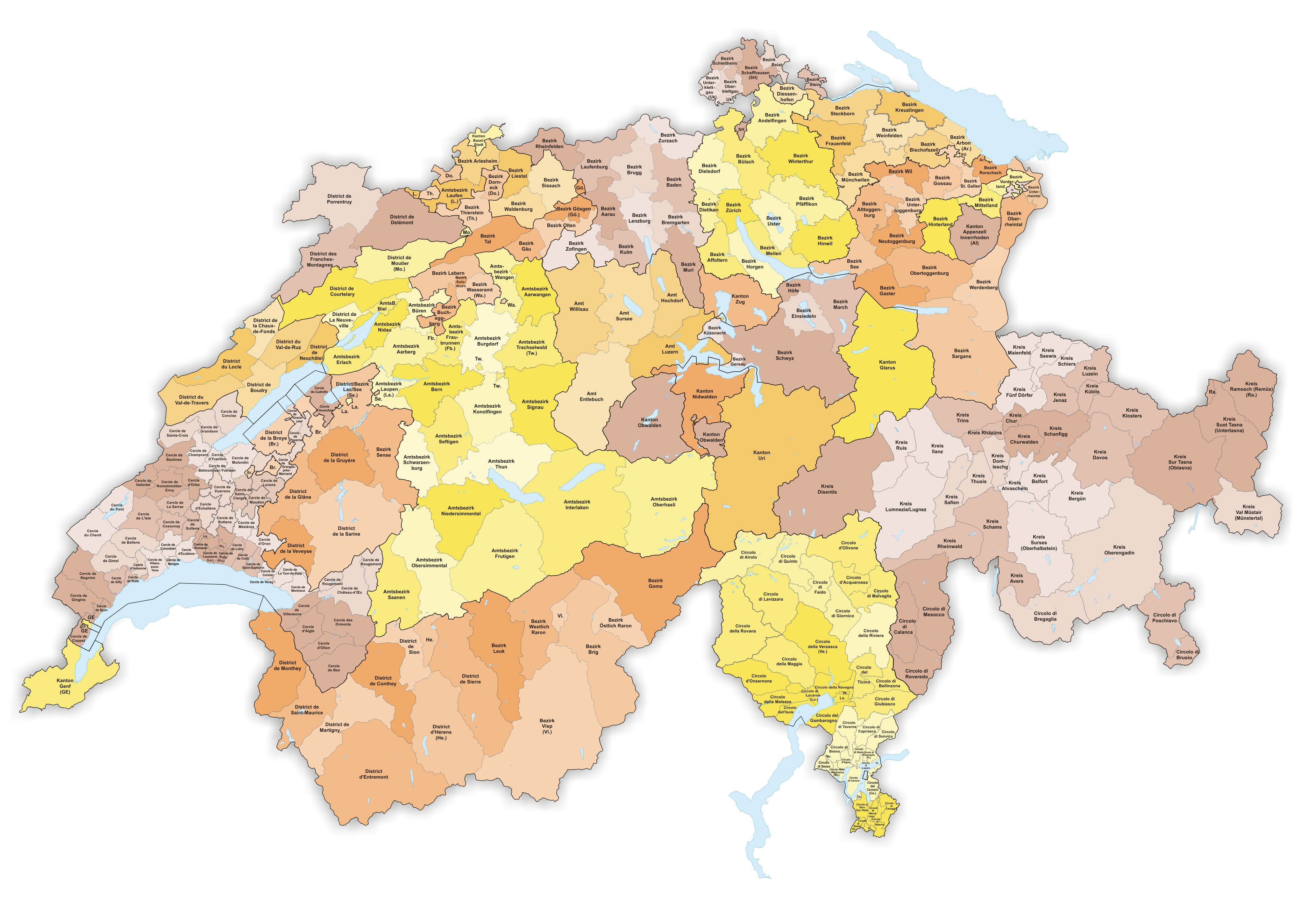
1. Januar 1998 – 31. Dezember 1999
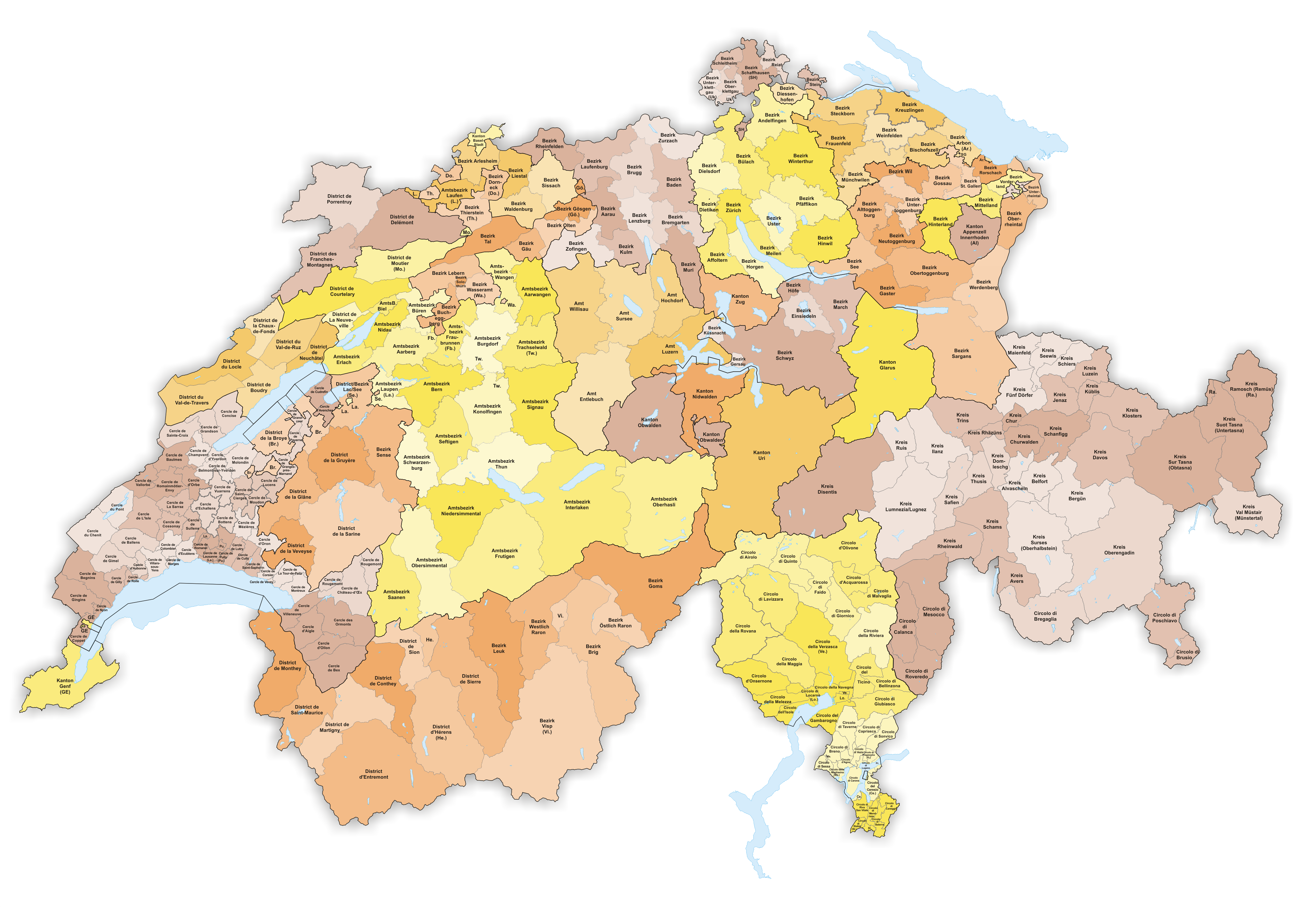
1. Januar 2000 – 31. Dezember 2000
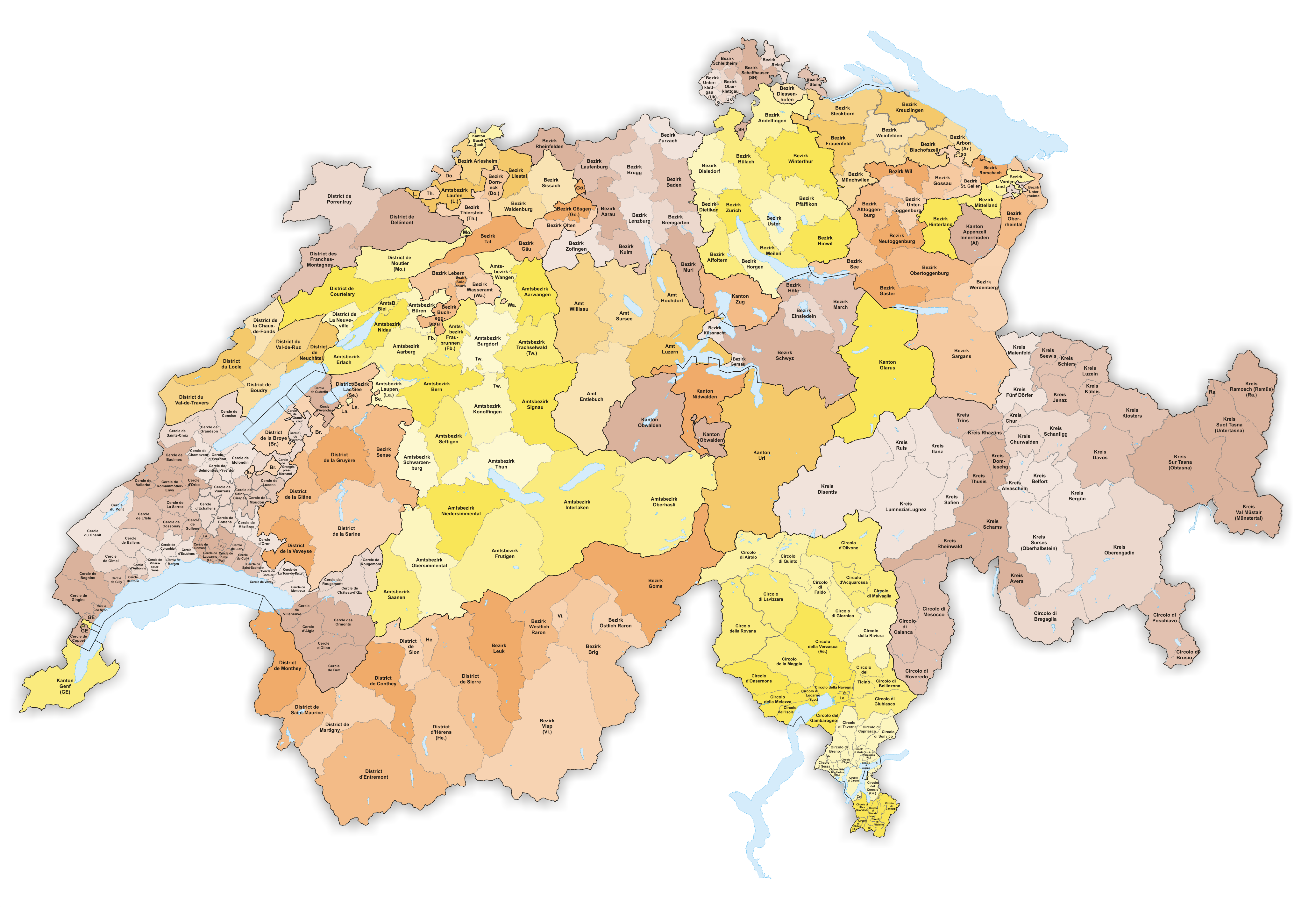
1. Januar 2001 – 31. Dezember 2002
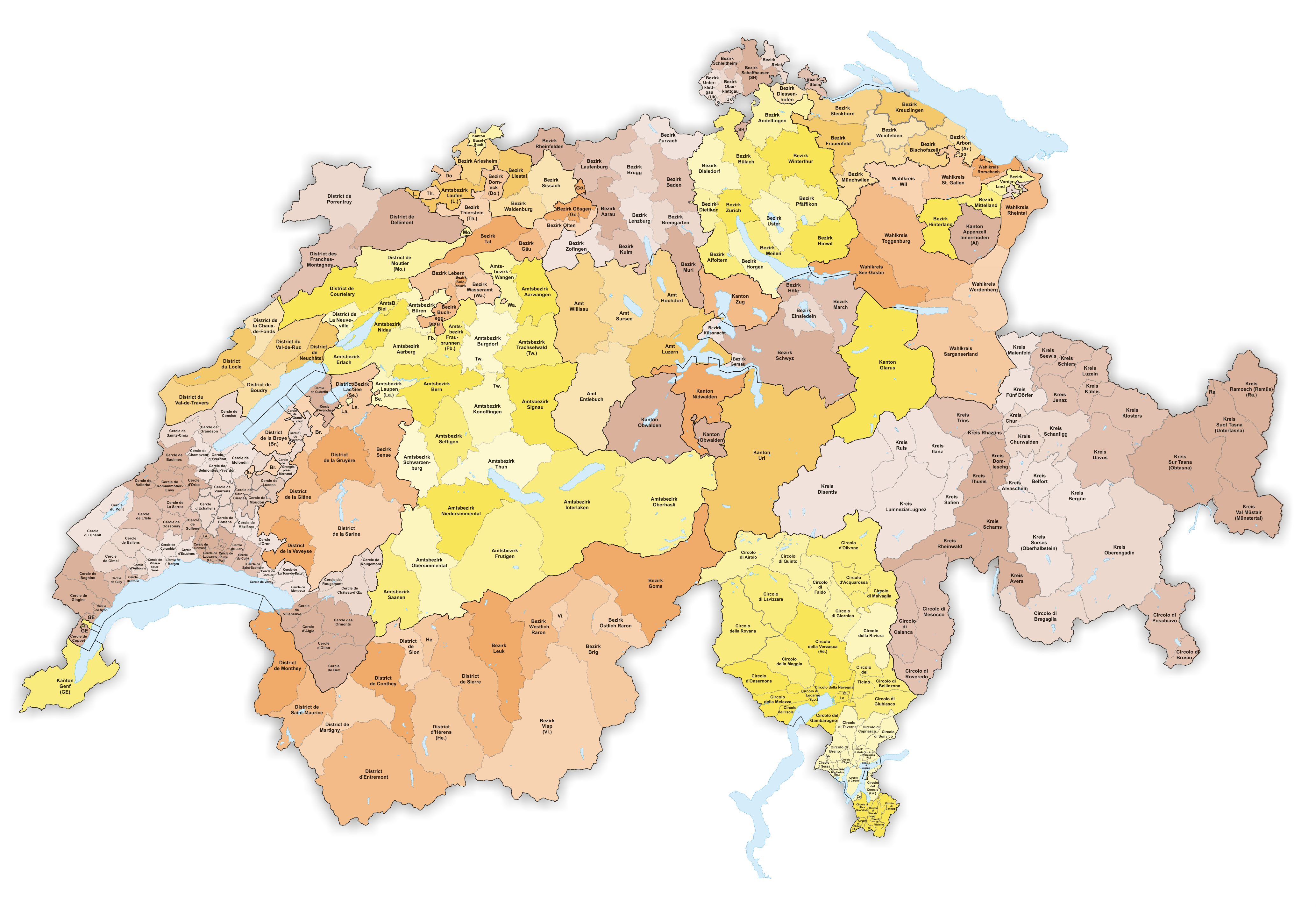
1.  2003 – 3. April 2004
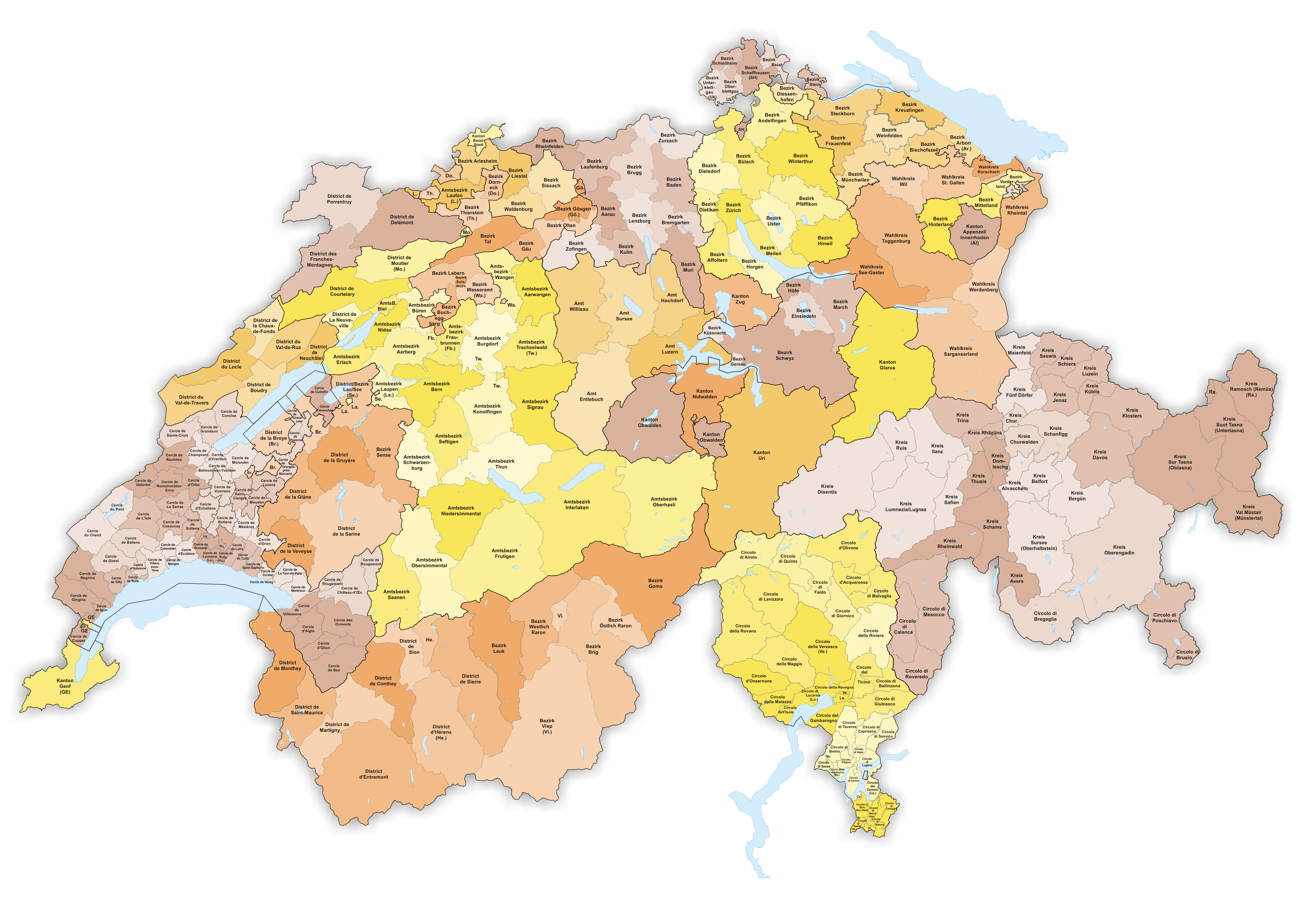
4. April 2004 – 31. Dezember 2004
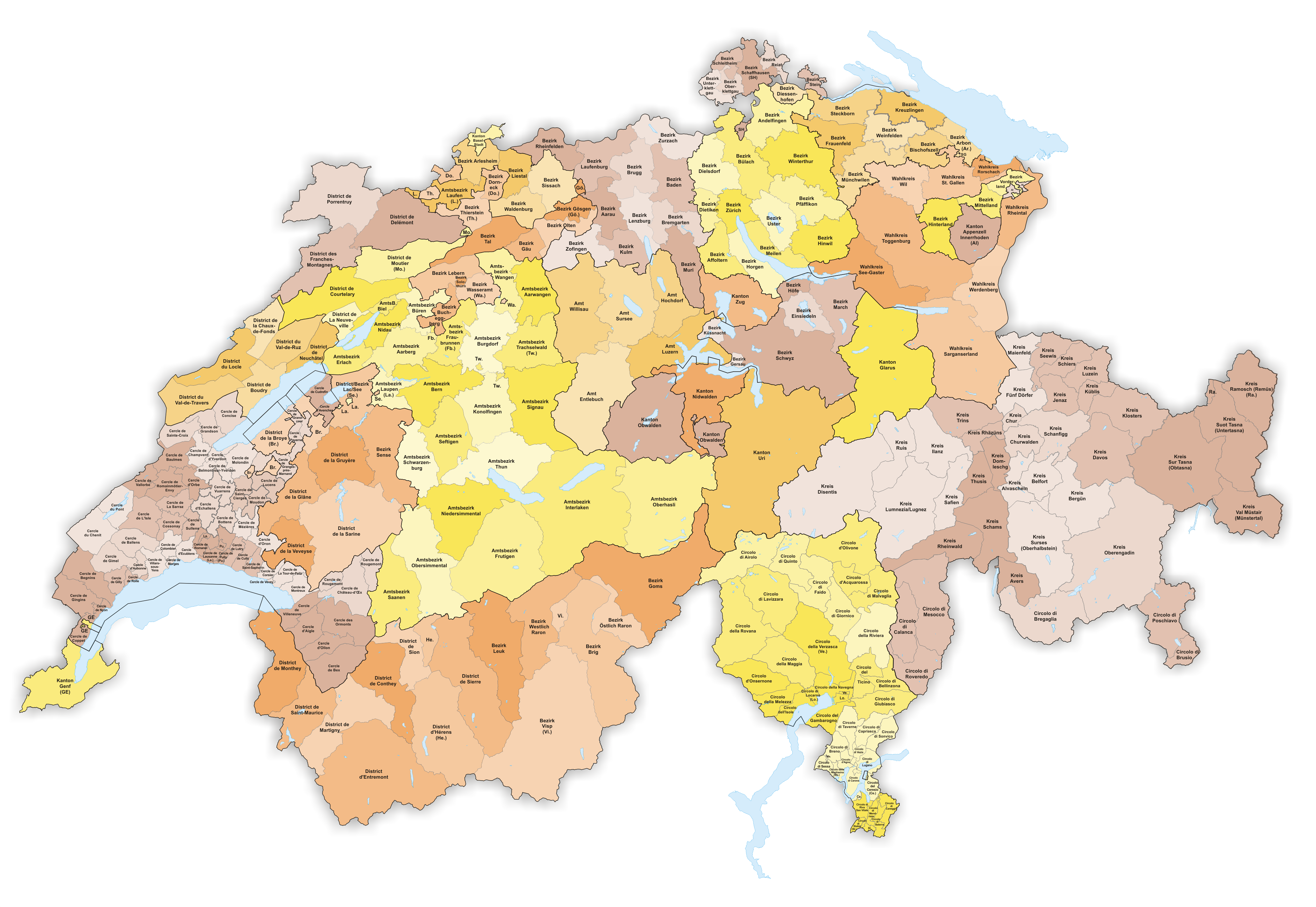
1. Januar 2005 – 31. August 2006
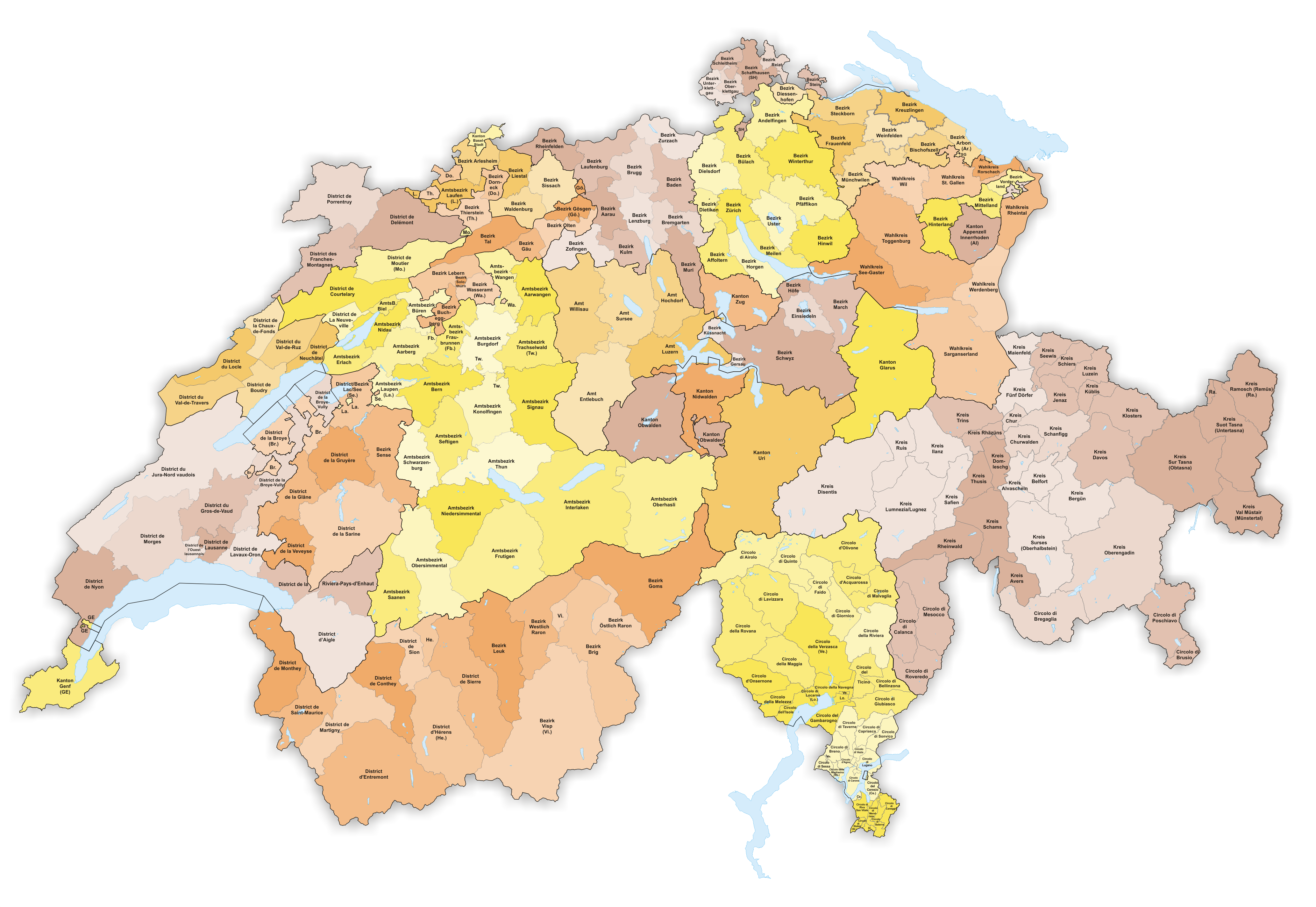
1. September 2006 – 19. April 2008
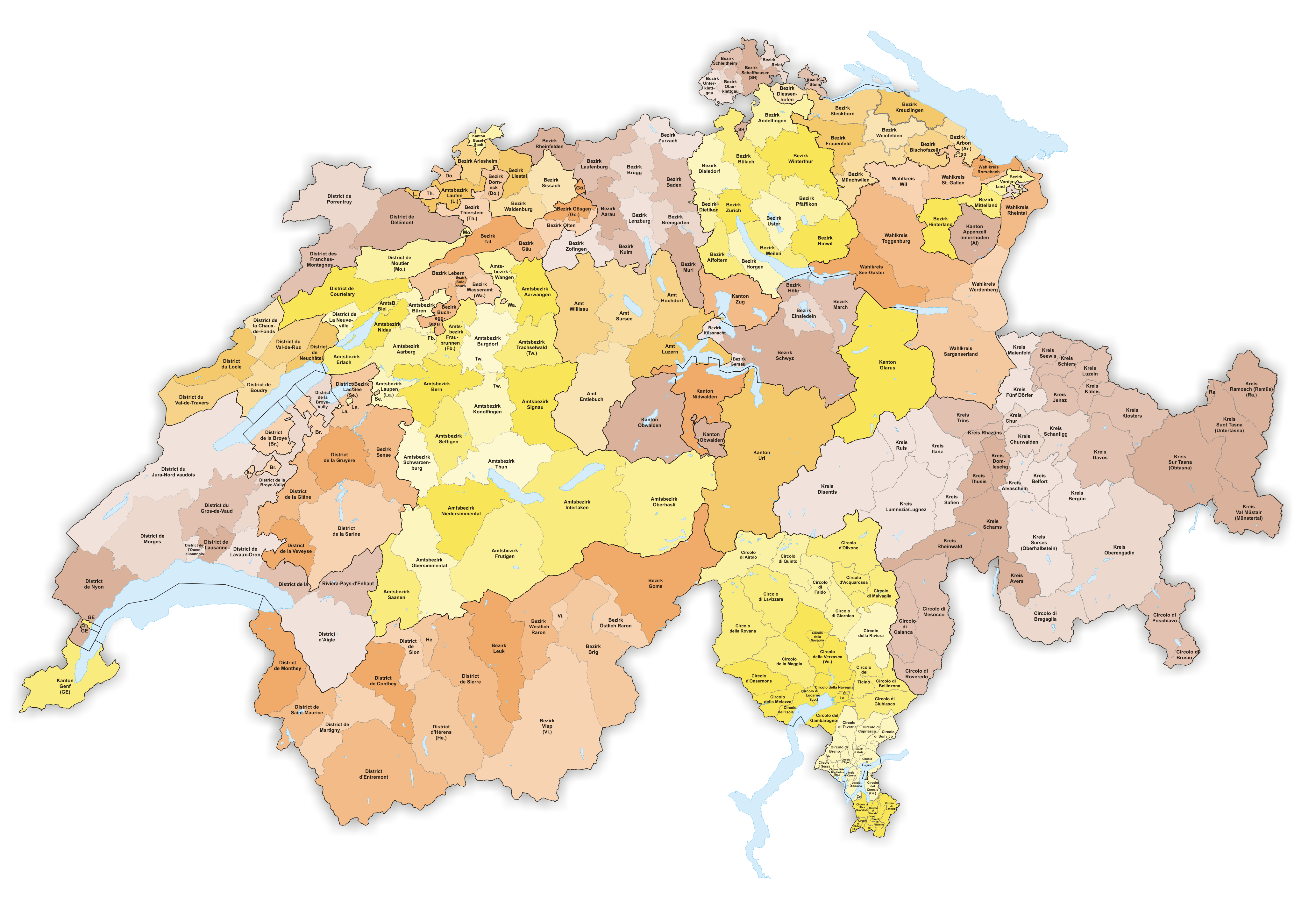
20. April 2008 – 31. Dezember 2008
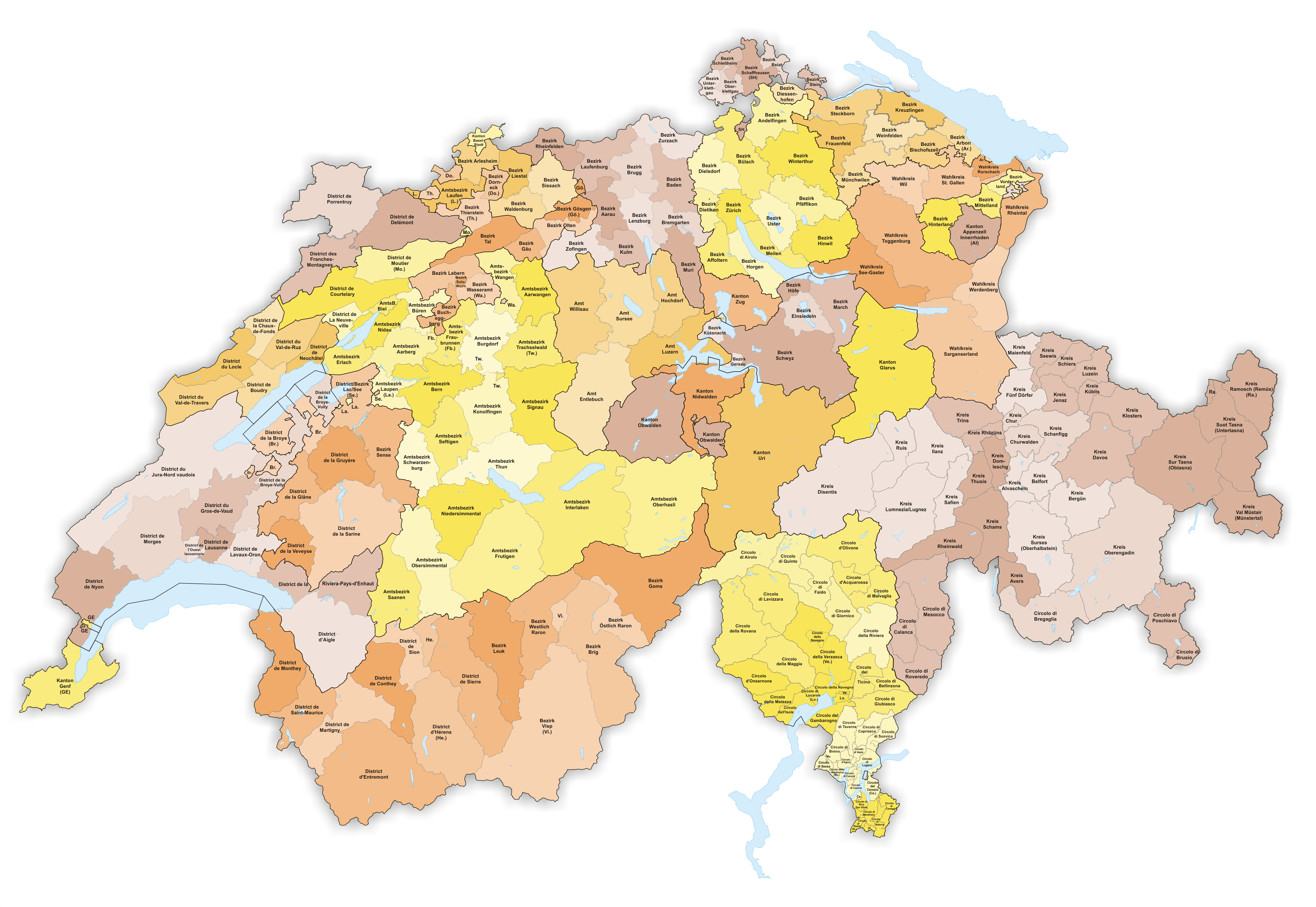
1. Januar 2009 – 4. April 2009
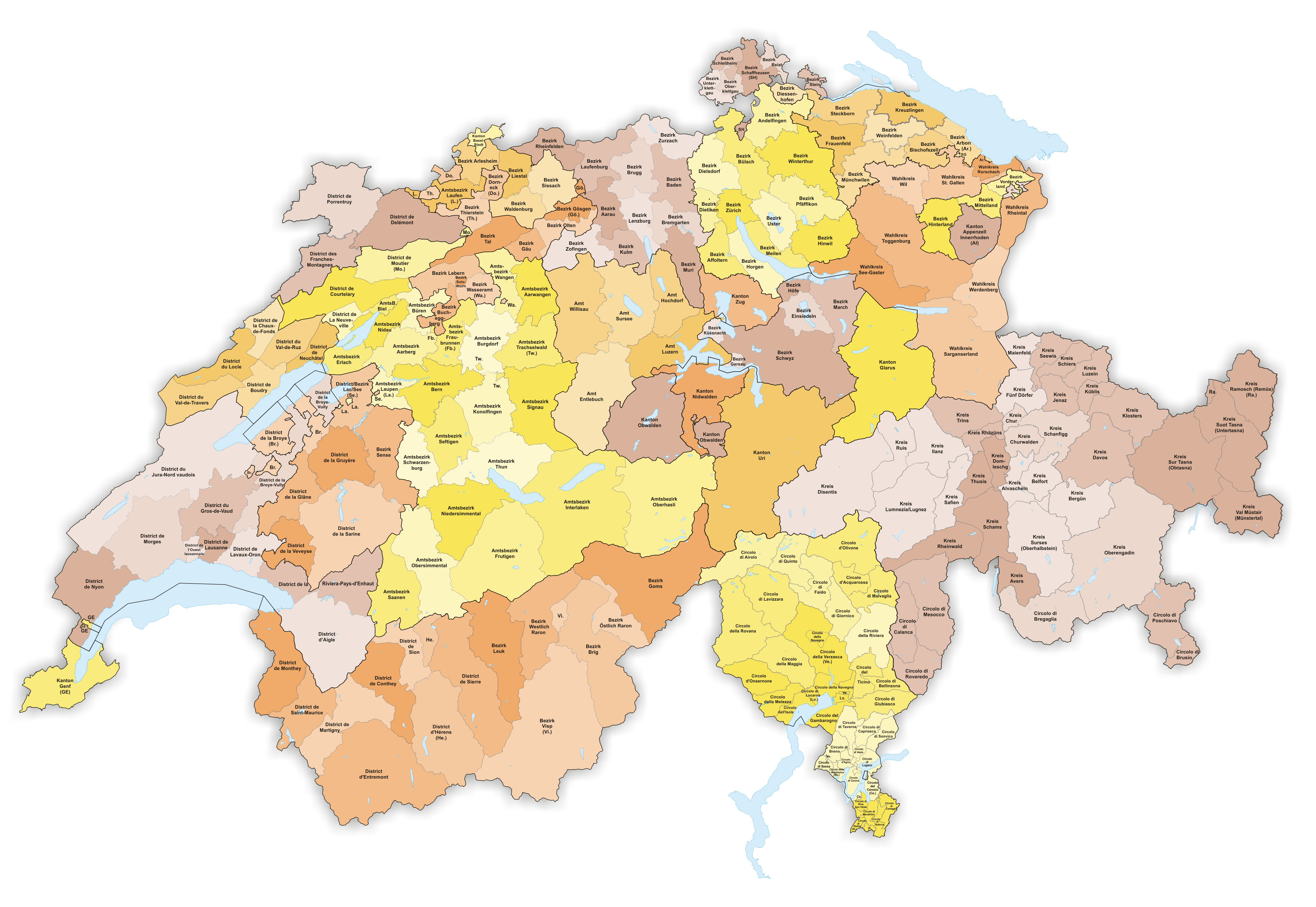
5. April 2009 – 31. Dezember 2009
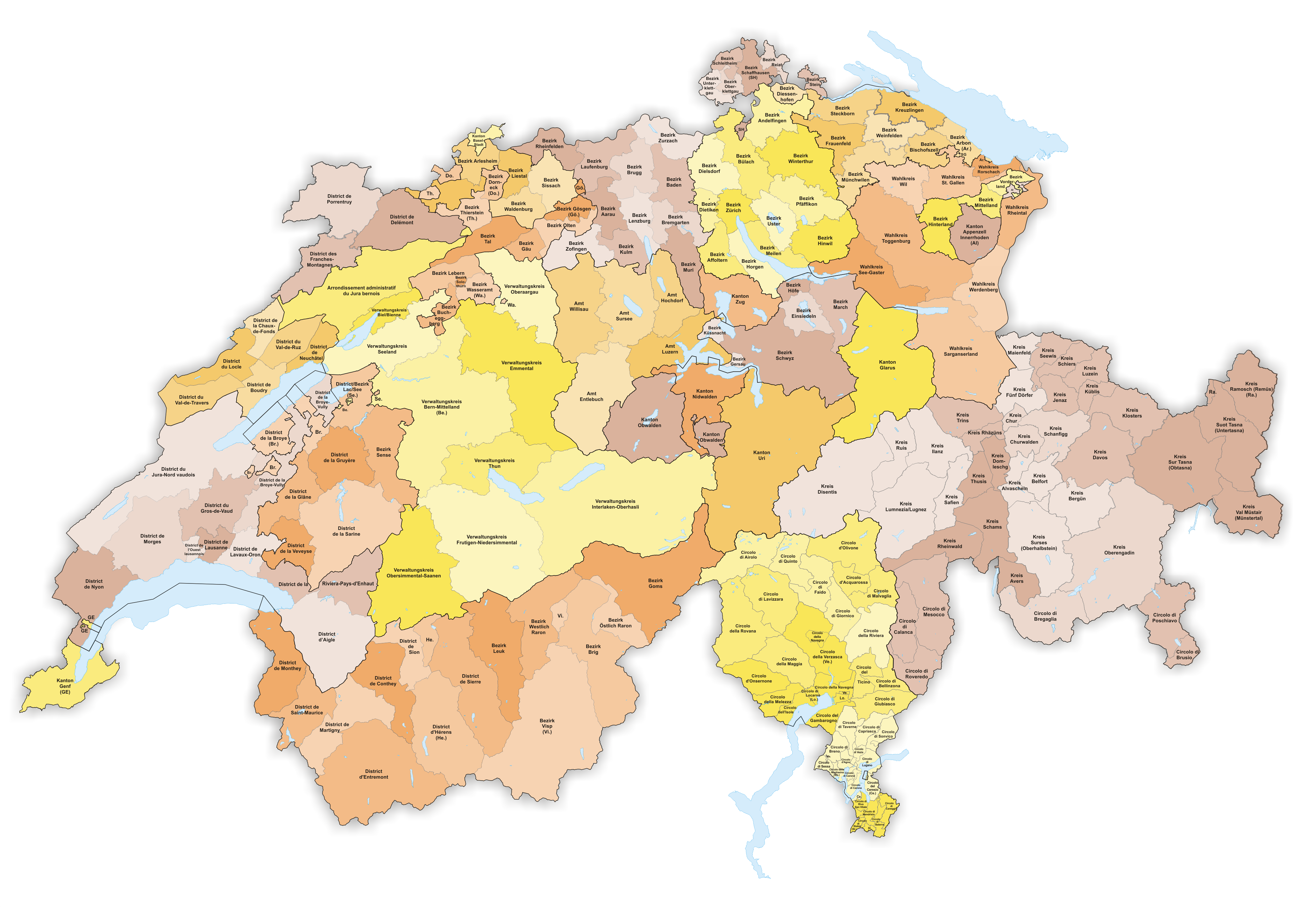
1. Januar 2010 – 20. November 2010
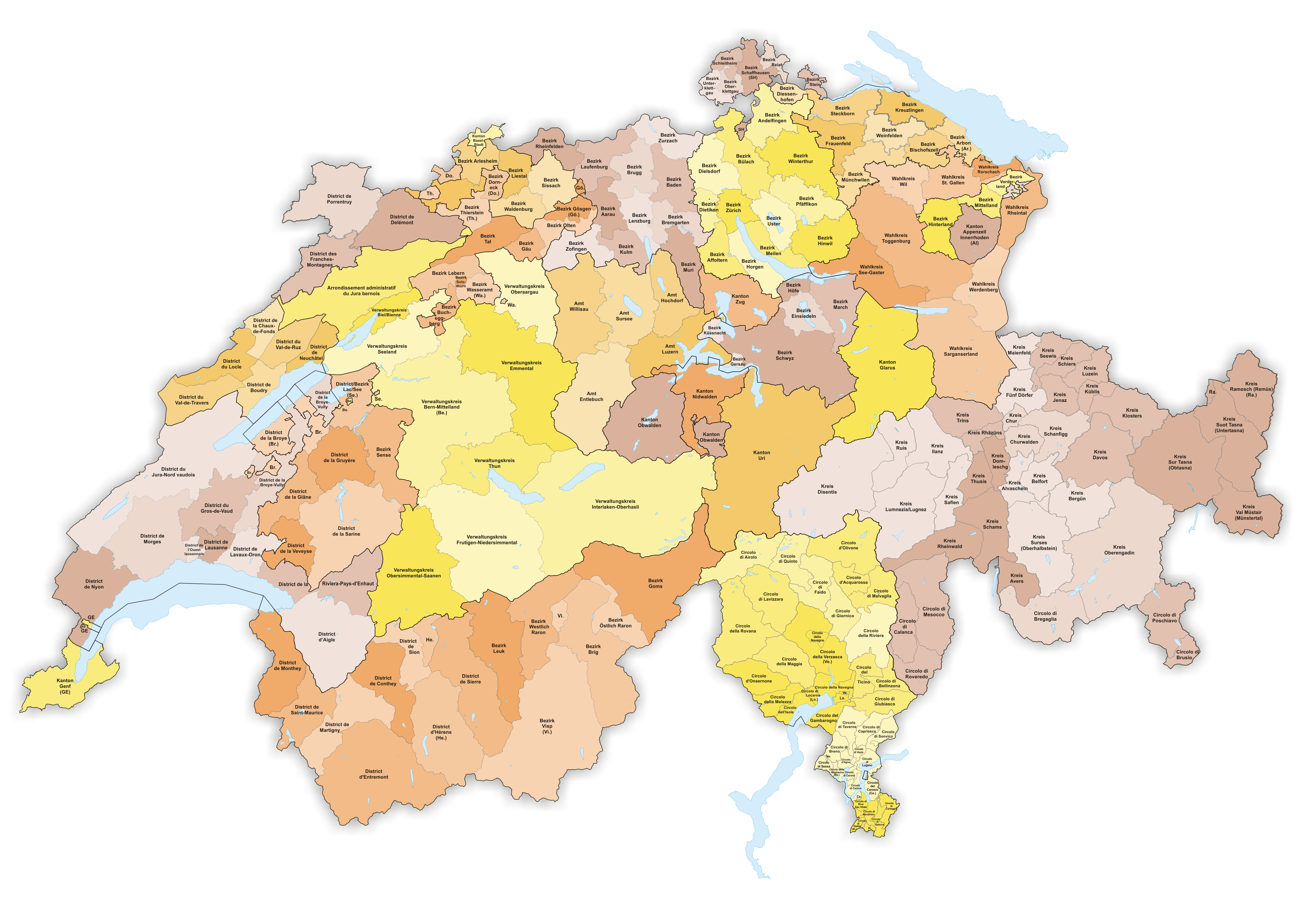
21. November 2010 – 31. Dezember 2010
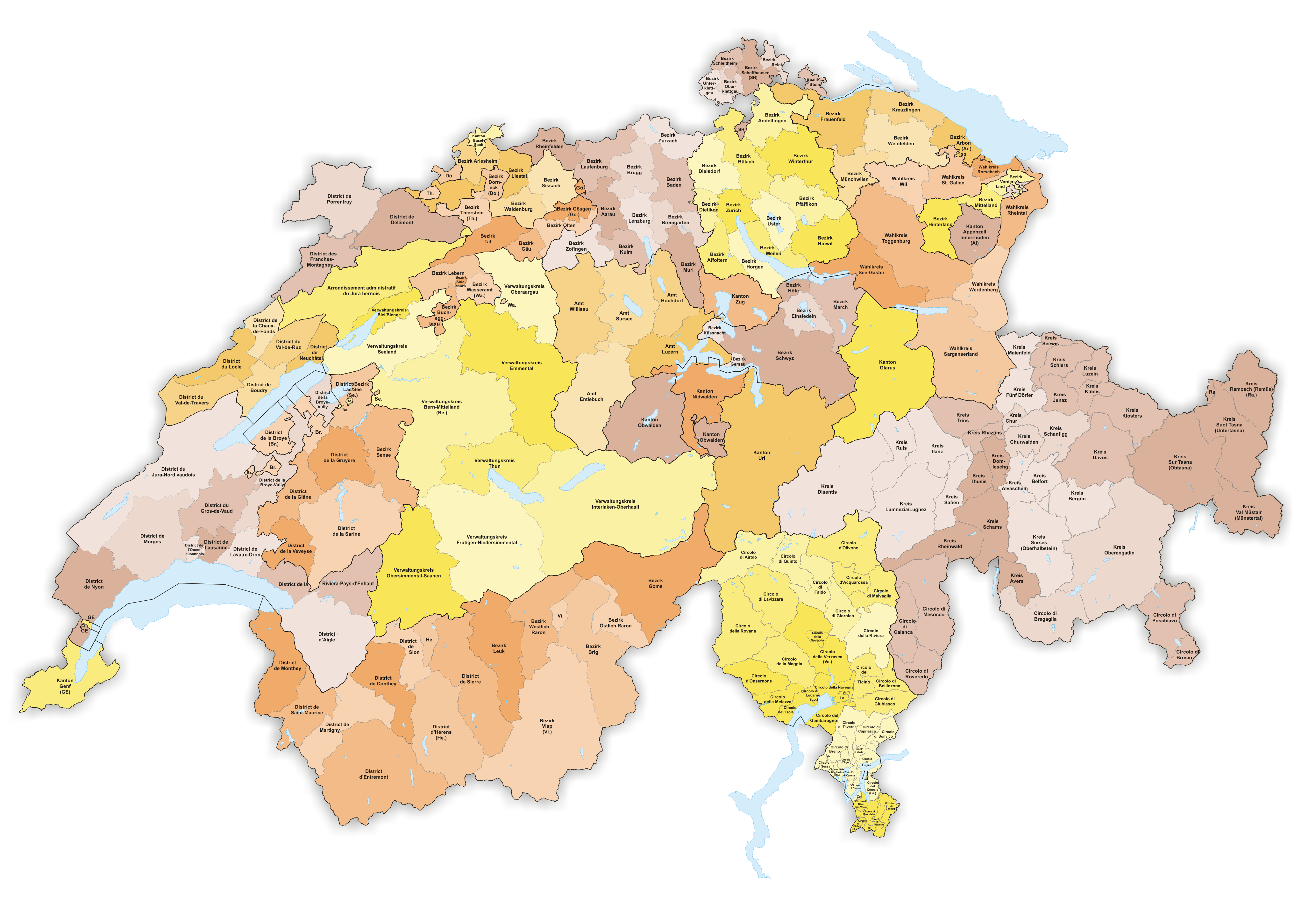
1. Januar 2011 – 31. März 2012
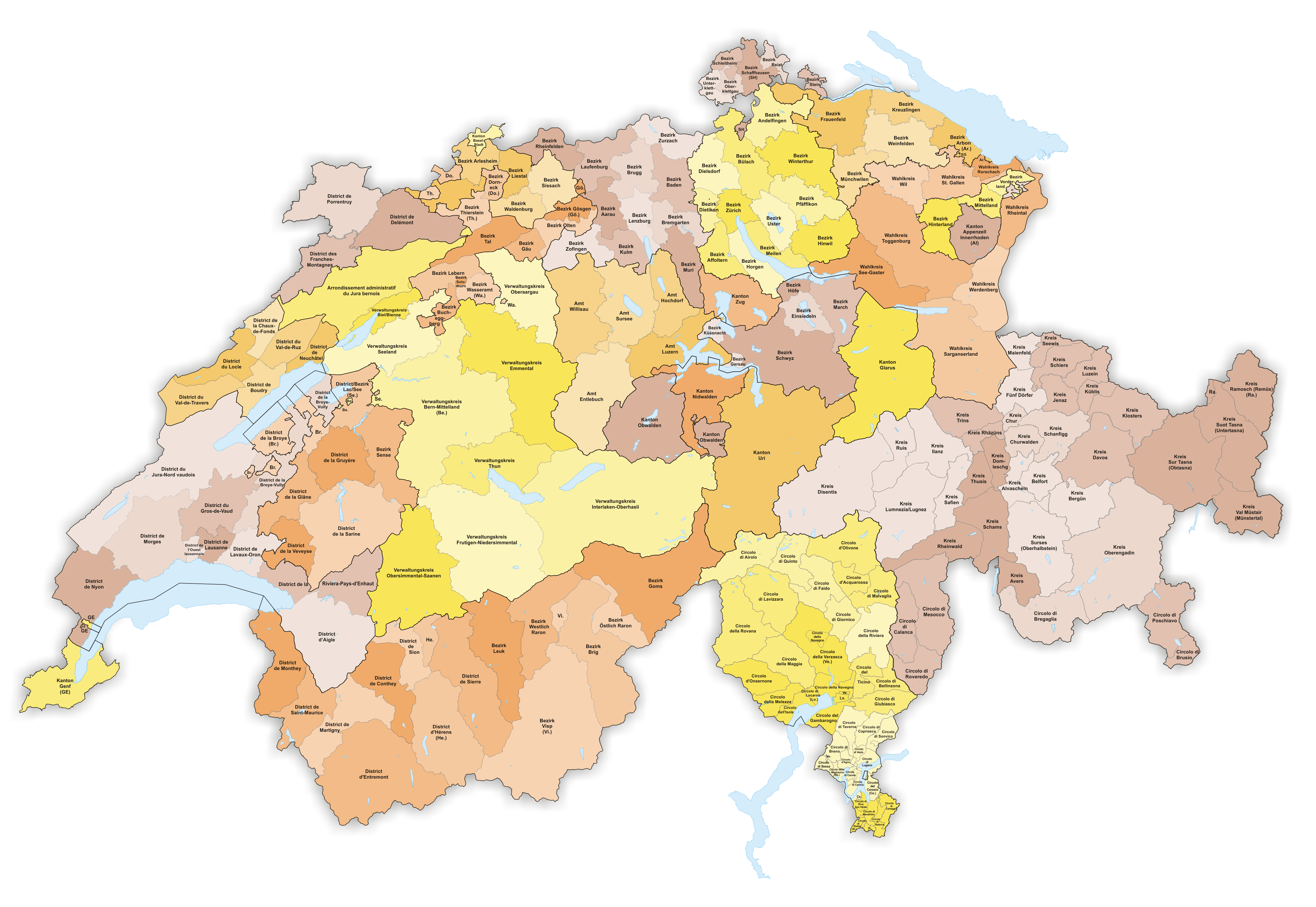
1. April 2012 – 31. Dezember 2012
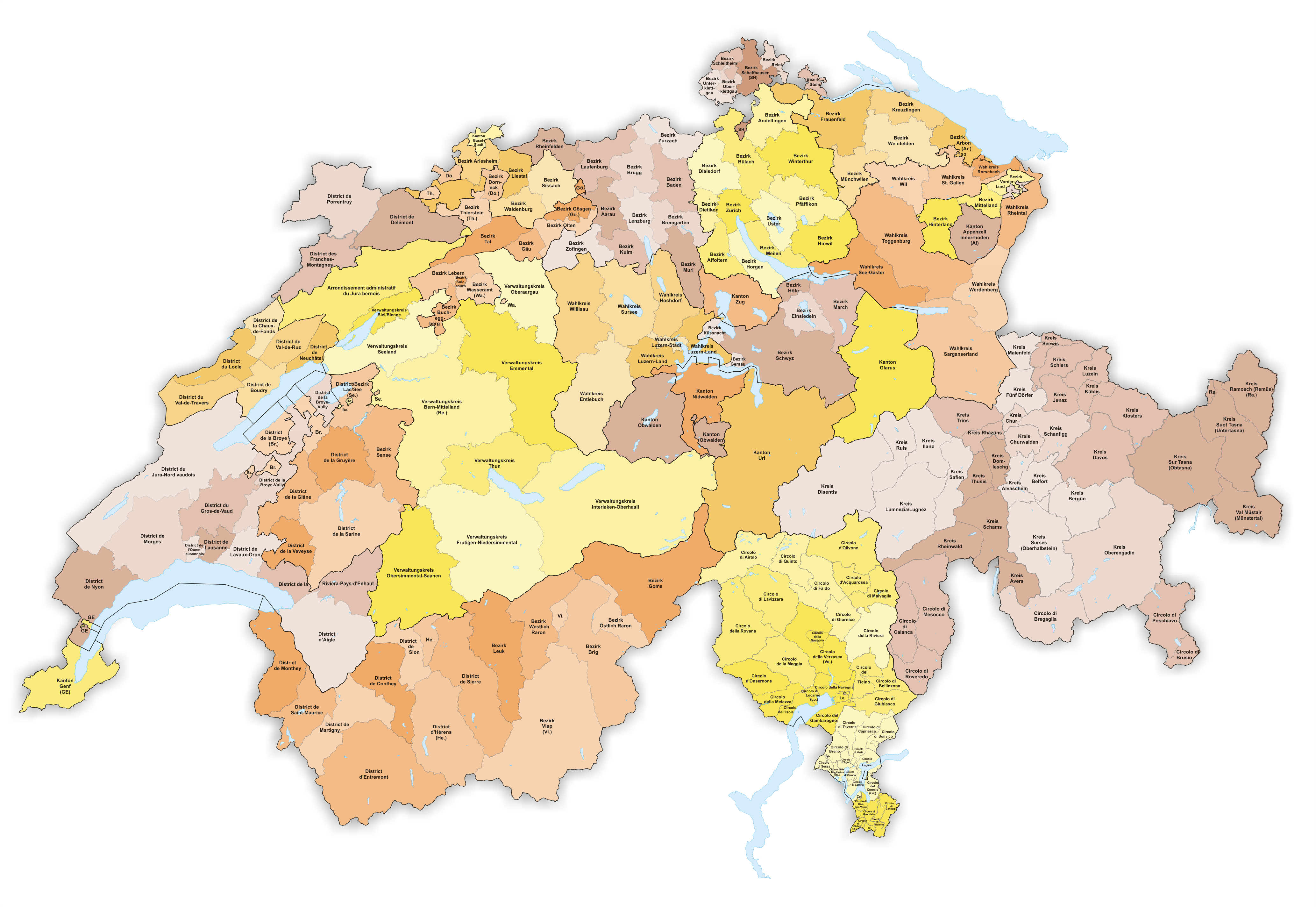
1. Januar 2013 – 13. April 2013
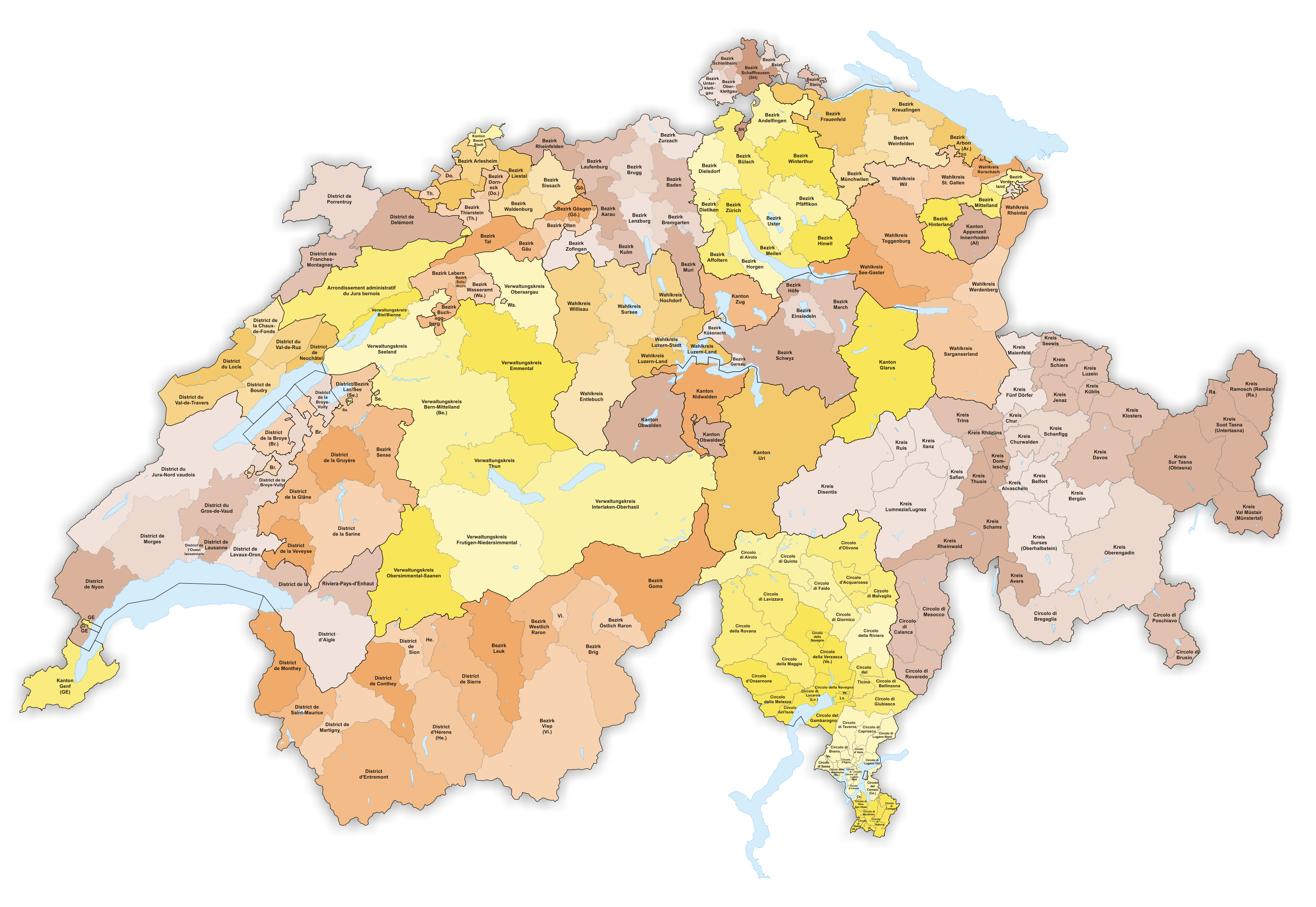
14. April 2013 – 31. Dezember 2013
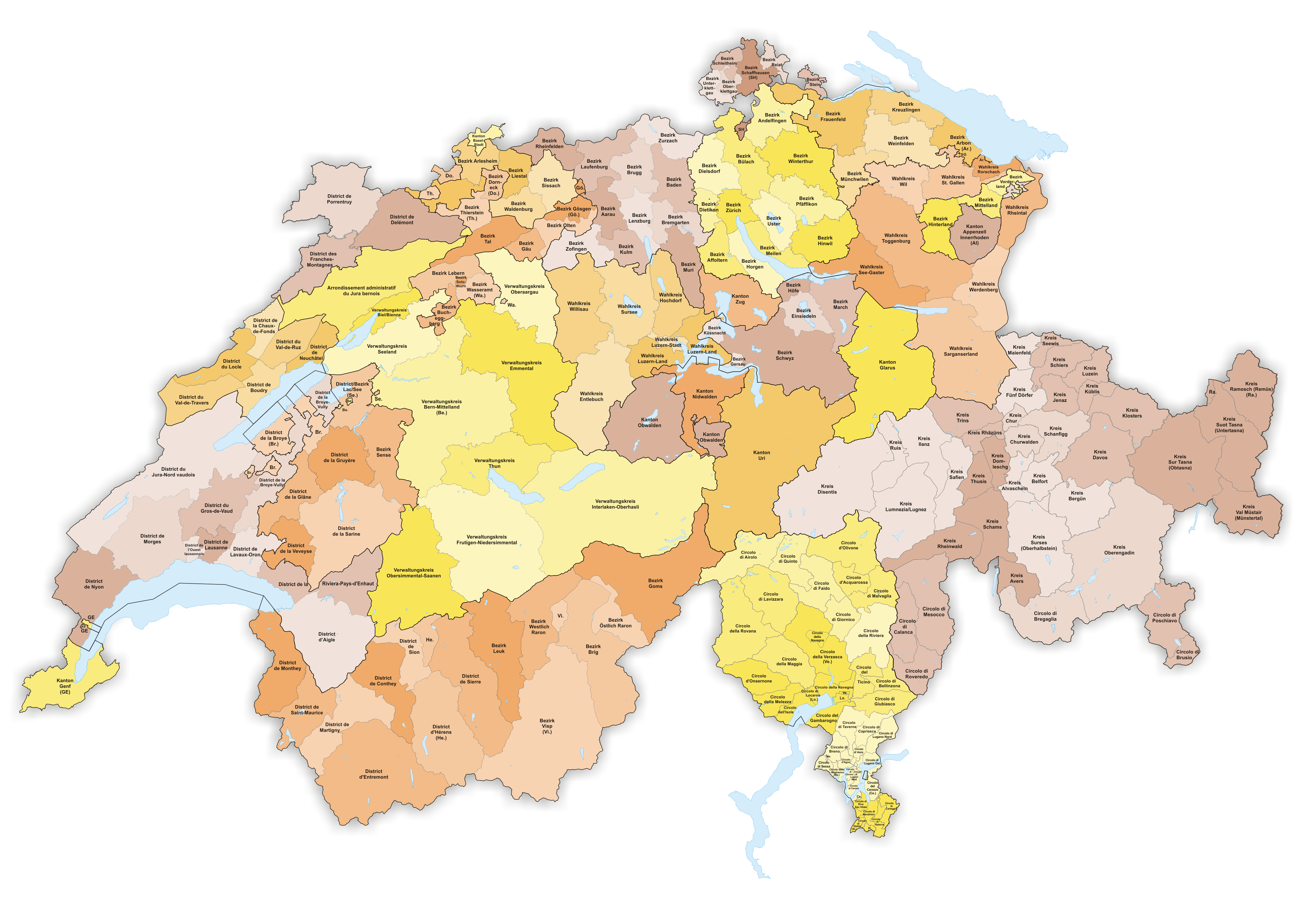
1. Januar 2014 – 31. Dezember 2014
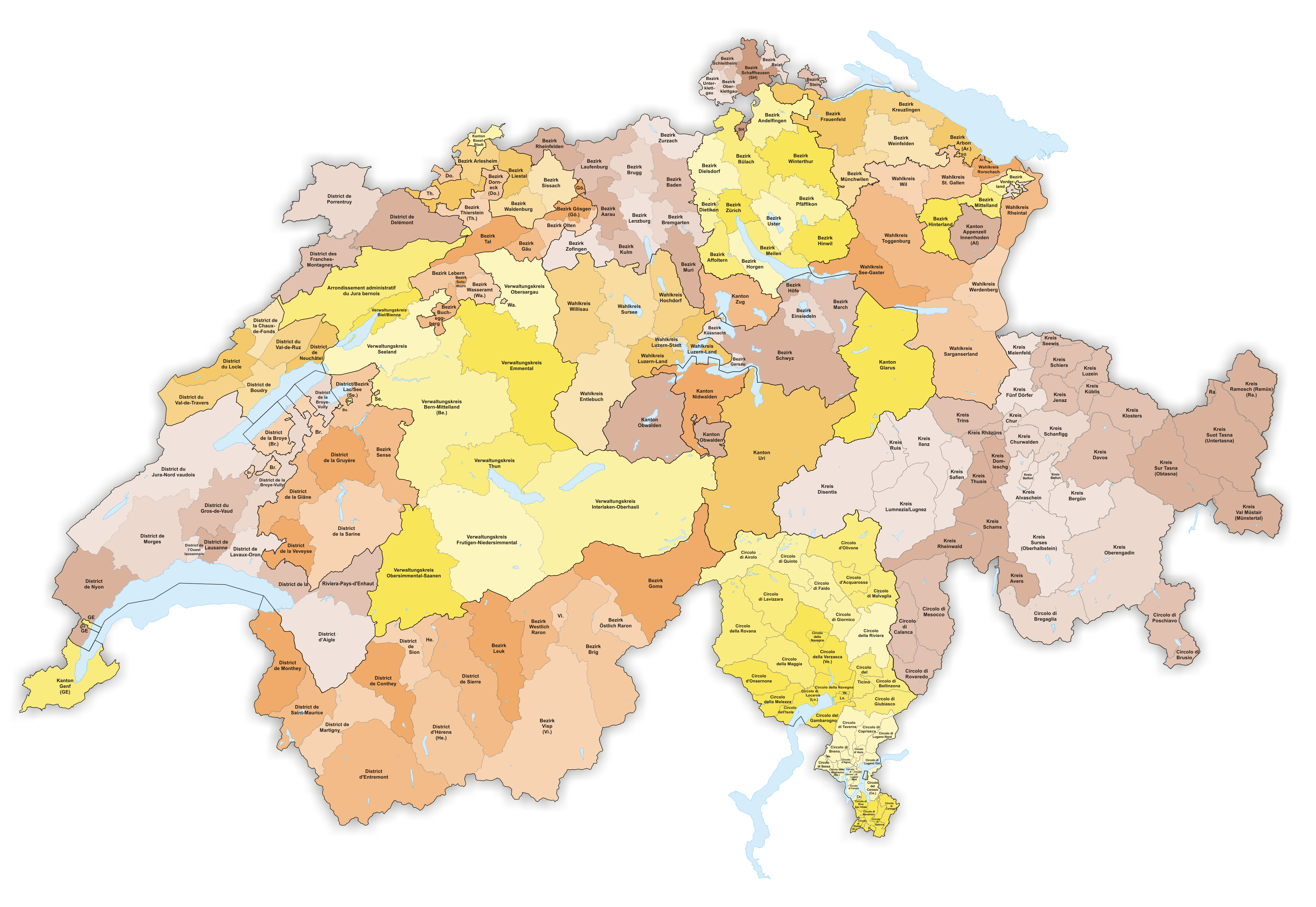
1. Januar 2015 – 31. Dezember 2015
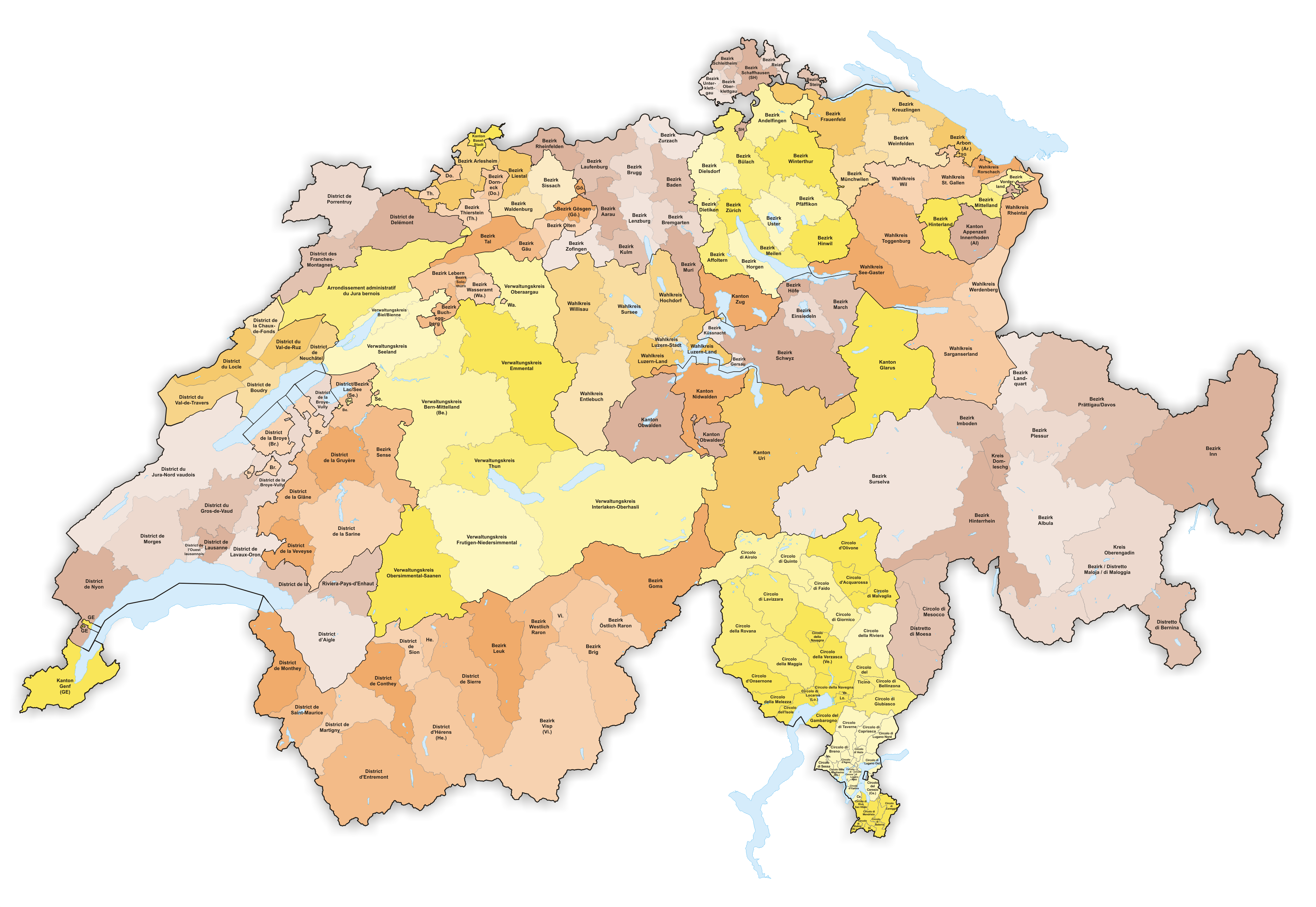
1. Januar 2016 – 9. April 2016
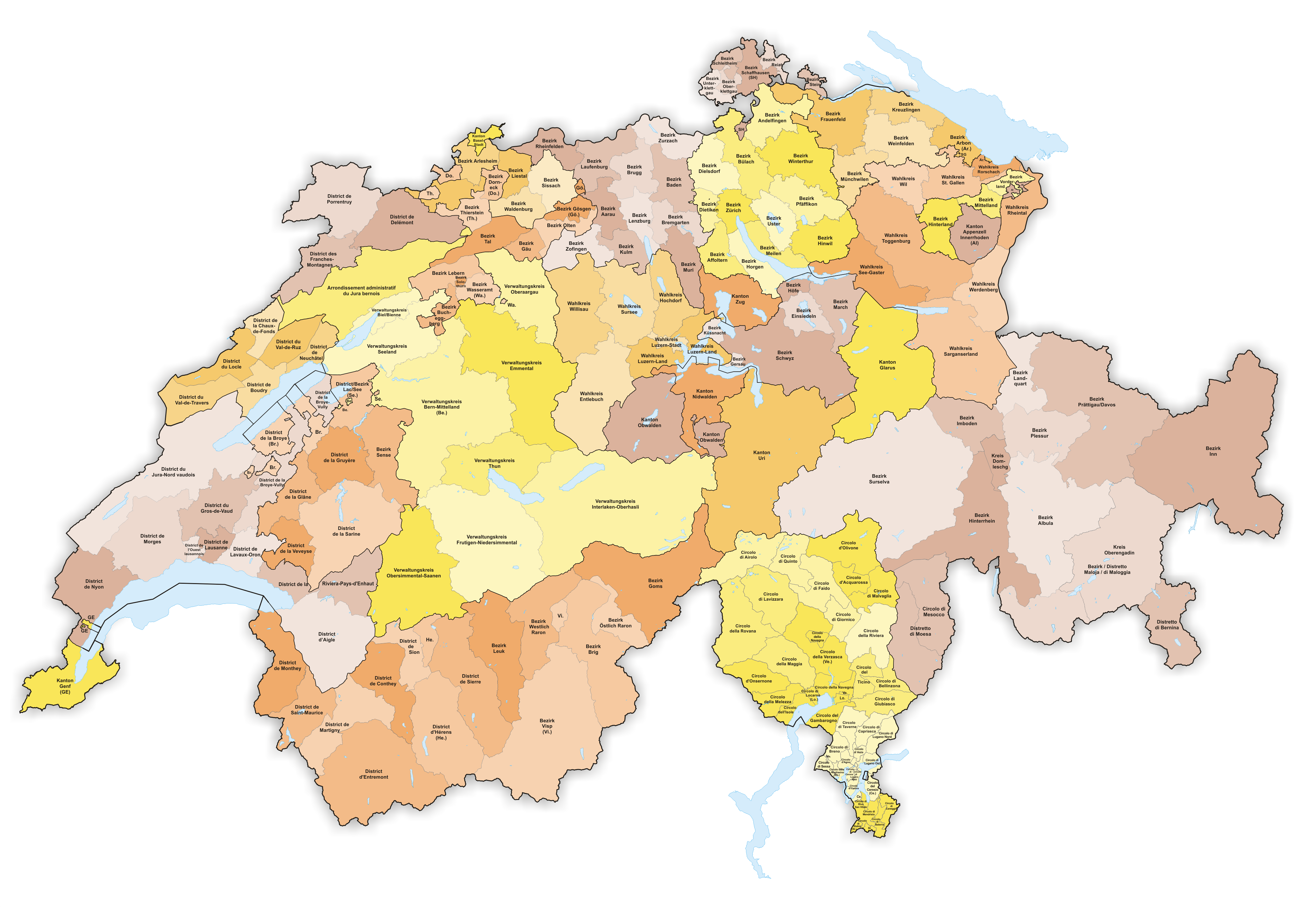
10. April 2016 – 30. Juni 2016
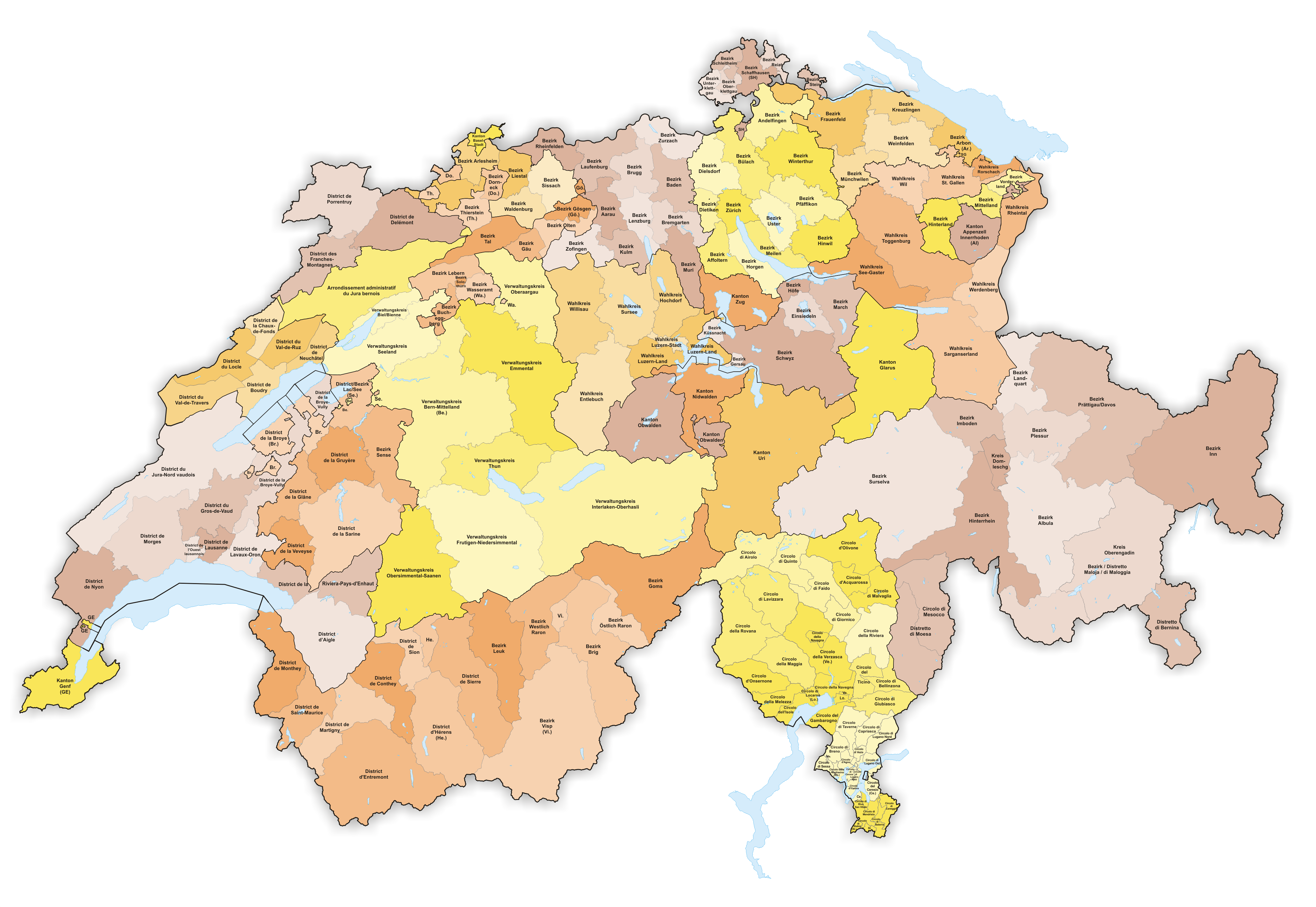
1. Juli 2016 – 31. Dezember 2016
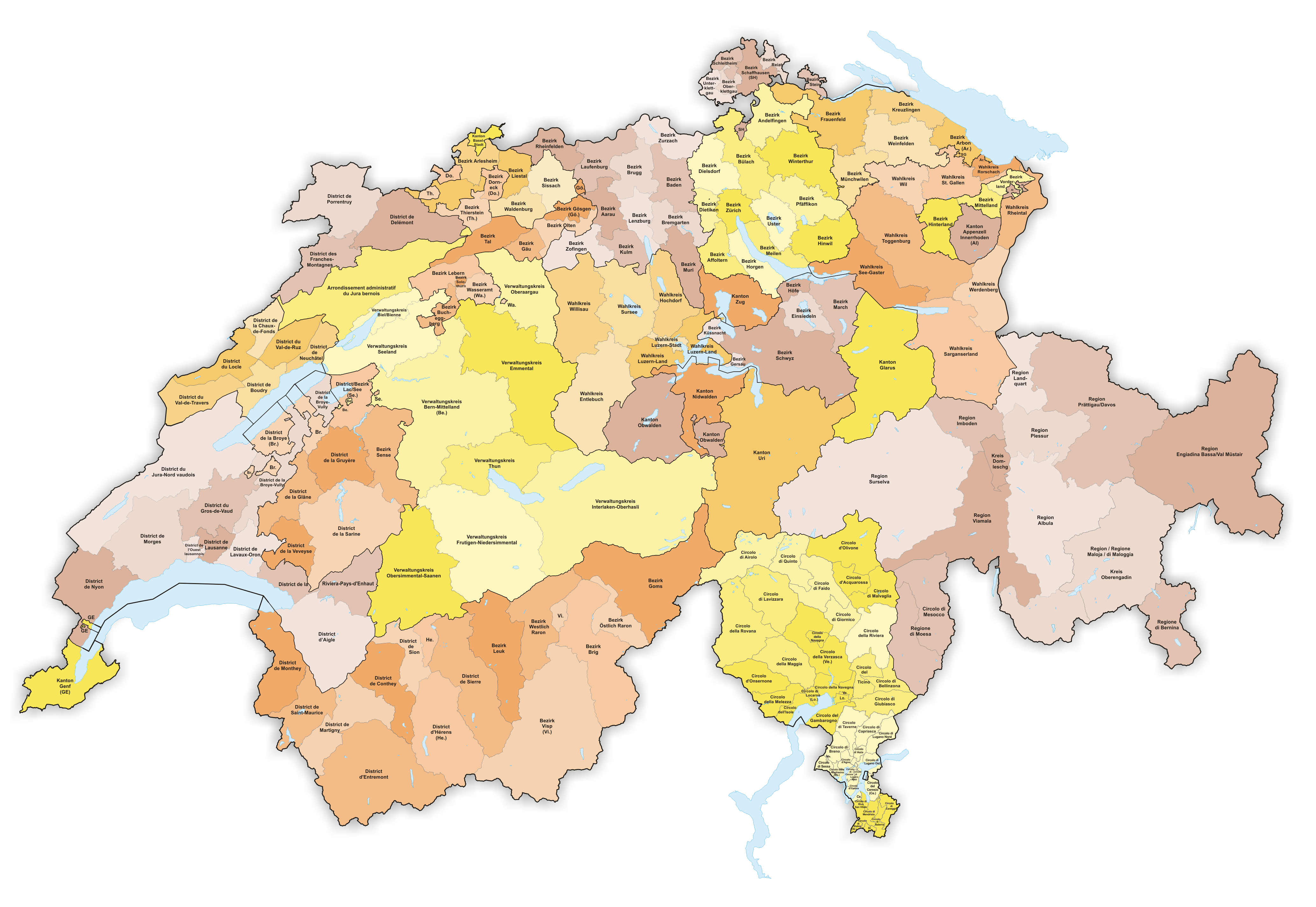
1. Januar 2017 – 1. April 2017
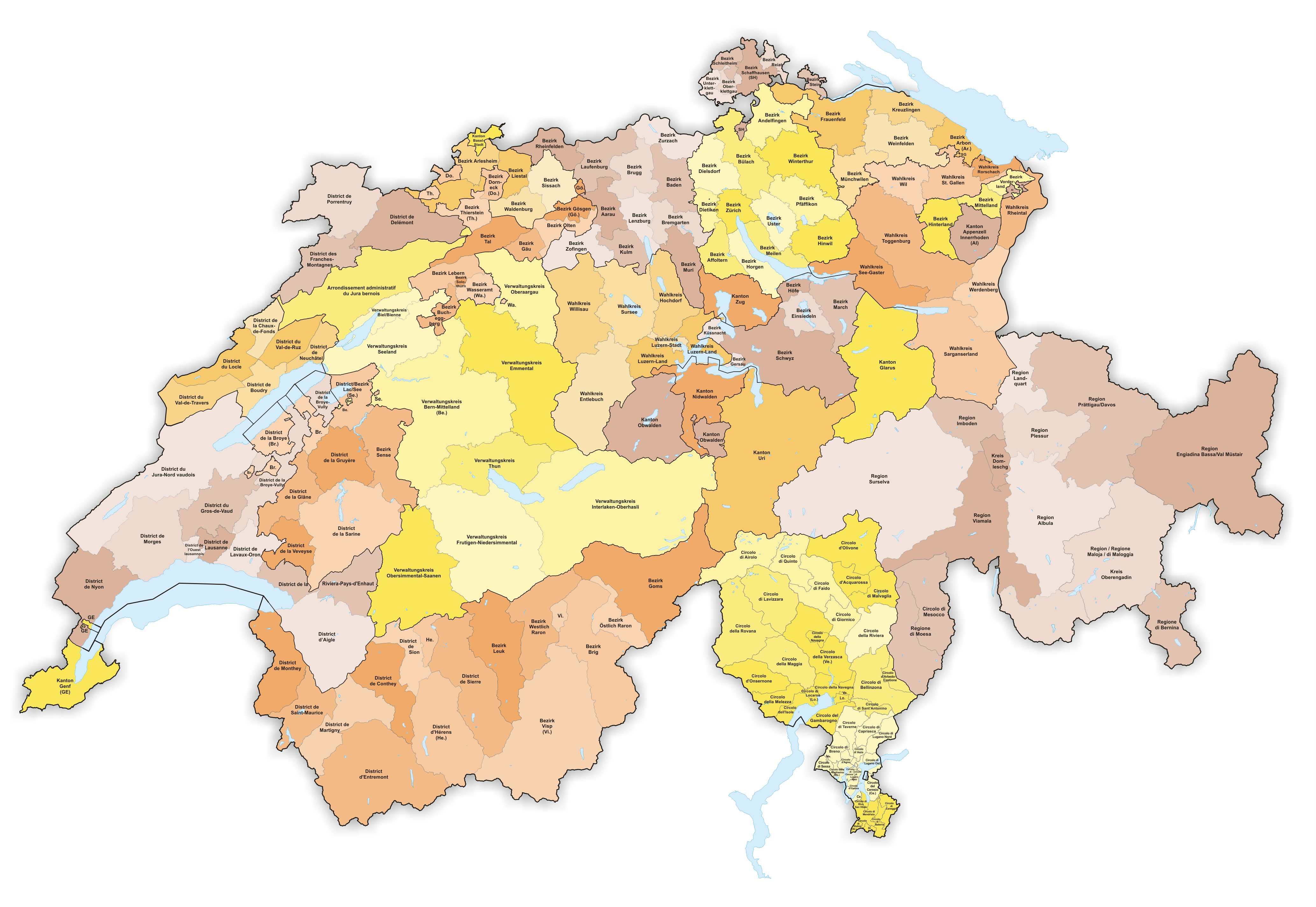
2. April 2017 – 31. Dezember 2017
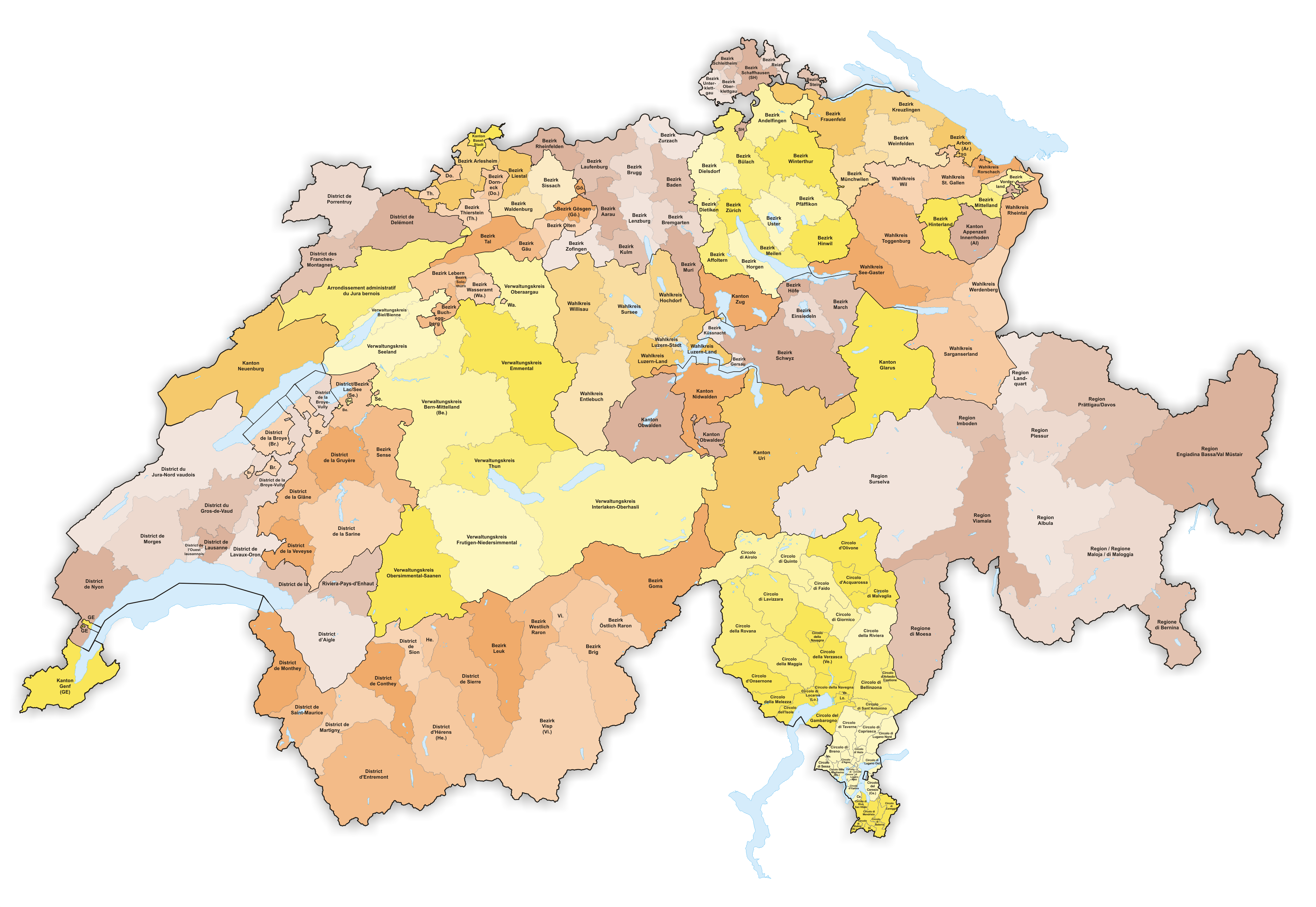
1. Januar 2018 – 31. Dezember 2018
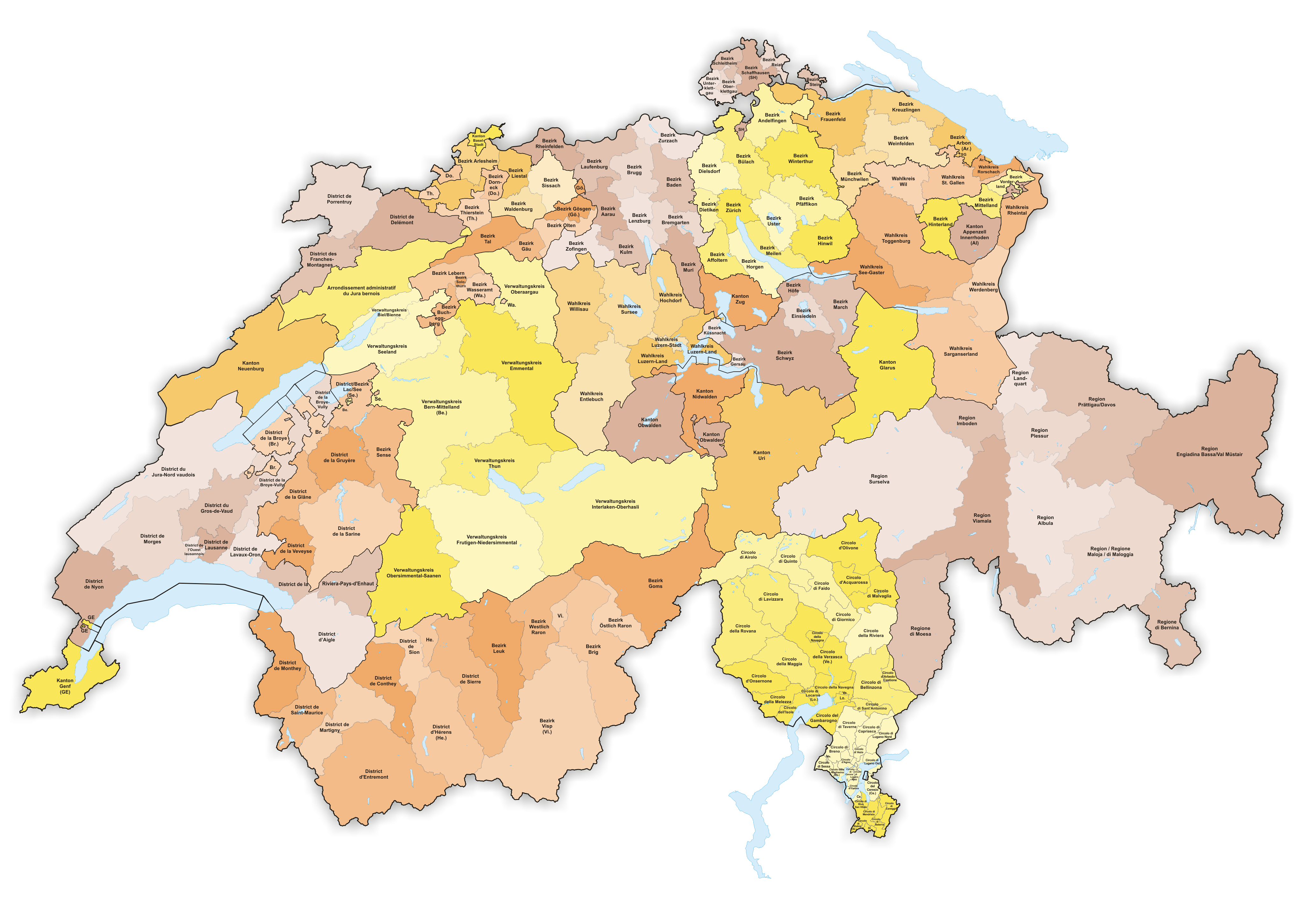
1. Januar 2019 – 17. Oktober 2020
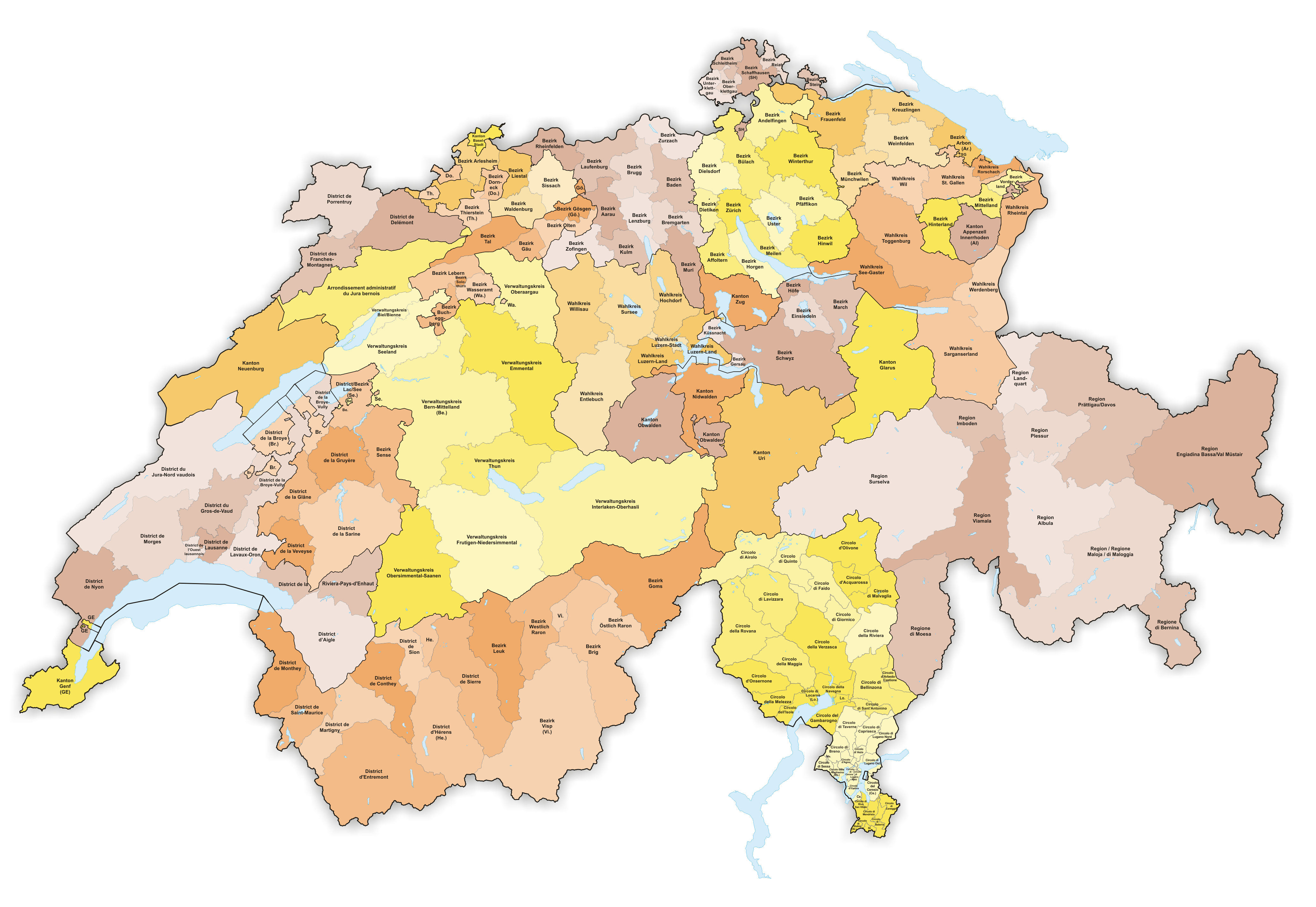
18. Oktober 2020 – 31. Dezember 2020
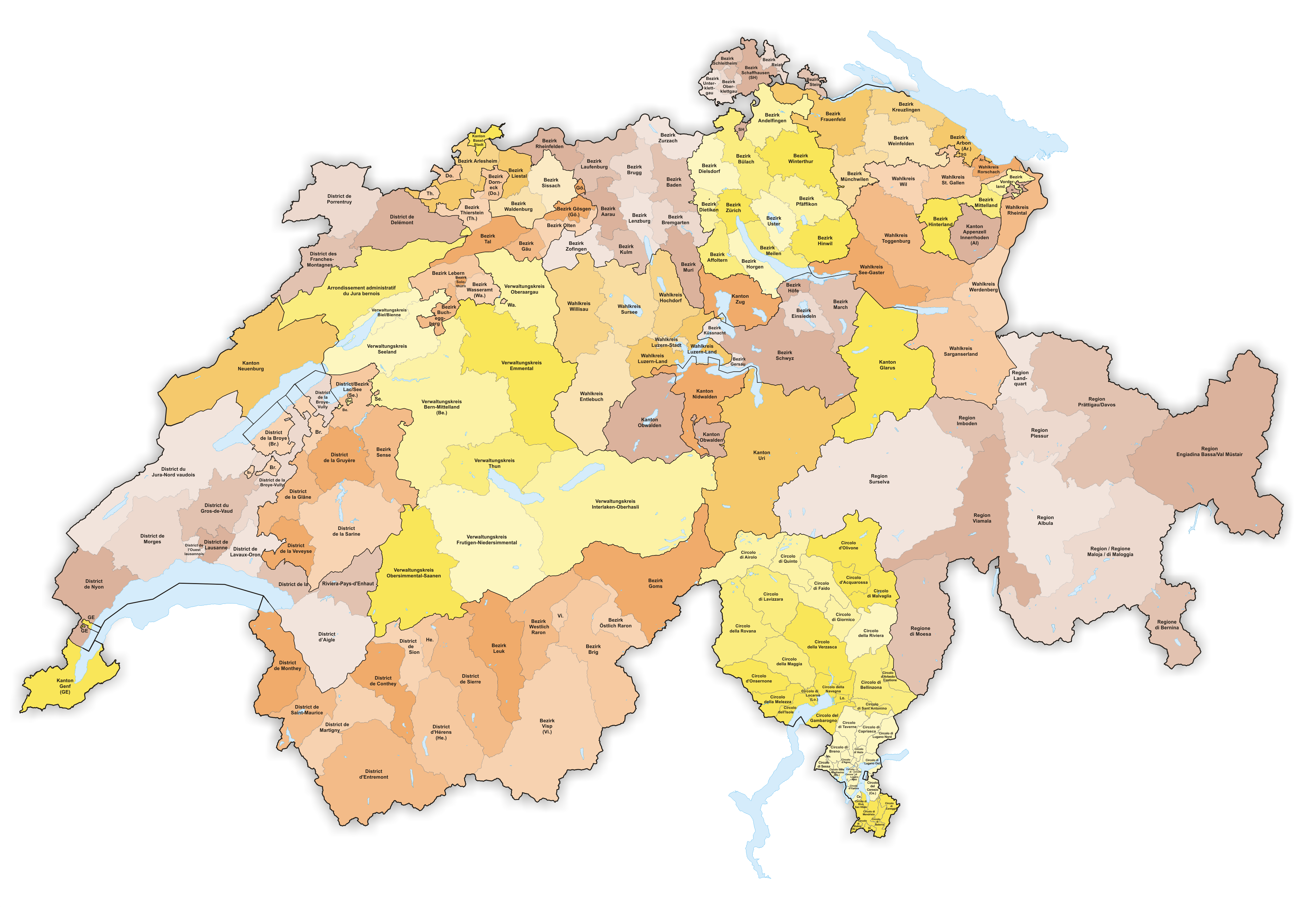
1. Januar 2021 – 17. April 2021
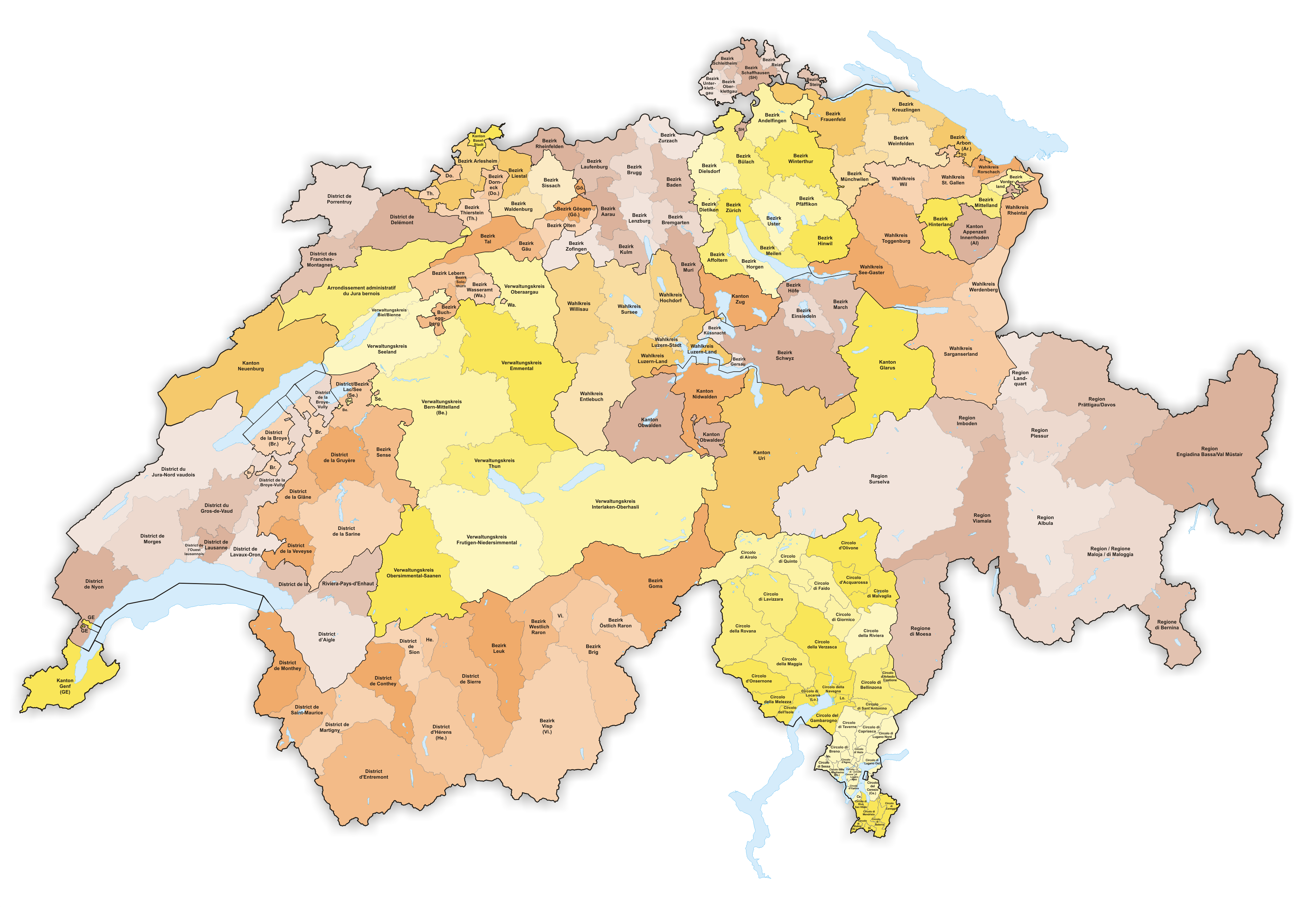
18. April 2021 – 31. Dezember 2021

## Verzicht auf Bezirke in zwölf Kantonen, Reduktion der Anzahl Bezirke in weiteren Kantonen
Zwölf der 26 Kantone verzichten ganz auf die Bezirksebene (verstanden als Verwaltungseinheit zwischen Kanton und Gemeinden):
- Es sind dies seit alters die acht Kantone Uri, Obwalden, Nidwalden, Glarus, Zug, Appenzell Innerrhoden, Basel-Stadt und Genf, sei es aus historischen Gründen oder aus praktischen, weil das Gebiet kleinräumig genug ist.
- In jüngerer Zeit abgeschafft haben die Bezirke
  - der Kanton Appenzell Ausserrhoden 1995,
  - der Kanton Schaffhausen Mitte 1999,
  - der Kanton St. Gallen Anfang 2003,
  - der Kanton Solothurn 2005; die bisherigen Amteien aber, die je zwei Bezirke zusammenfassten, gibt es weiterhin,
  - der Kanton Luzern mit der neuen Kantonsverfassung von 2007,
  - der Kanton Neuenburg auf den 1. Januar 2018.

Die Kantone Appenzell Ausserrhoden, Schaffhausen, Solothurn und Luzern führen aber die früheren Bezirke beziehungsweise die neuen Wahlkreise als Einheiten für statistische Zwecke weiter, ebenso der Kanton Neuenburg seine vier schon zuvor bestehenden Regionen.
Eine Reduktion wurde in den folgenden Kantonen vorgenommen:
- Im Kanton Graubünden wurden auf 1. Januar 2001 die vormals 14 Bezirke auf 11 reduziert (seit 2016 werden diese Regionen genannt). Auf Anfang 2016 (ausnahmsweise Anfang 2018) wurden überdies die bisherigen Kreise abgeschafft.
- Im Kanton Waadt erfolgte die Reduktion von 19 auf noch zehn Bezirke per 1. Januar 2008.
- Im Kanton Bern wurden die 26 Amtsbezirke auf 1. Januar 2010 durch fünf Verwaltungsregionen, die ihrerseits in zehn Verwaltungskreise gegliedert sind, ersetzt.
- Im Kanton Thurgau wurden die acht bisherigen Bezirke am 1. Januar 2011 durch fünf neu definierte Bezirke abgelöst.

Gescheitert ist die Abschaffung bzw. Reduktion in den folgenden Kantonen:
- Im Kanton Schwyz wurde im Mai 2006 über die Abschaffung der Bezirke diskutiert. Die sogenannte G-Reform scheiterte allerdings, denn das Volk entschied sich am Schluss für das Weiterbestehen der Bezirke.
- Im Kanton Freiburg wurde eine Reduktion der Anzahl Bezirke 2010 infolge regionaler Widerstände vom Staatsrat für gescheitert erklärt.
- Im Kanton Wallis wird im Rahmen einer neuen Kantonsverfassung ebenfalls an eine Verringerung der Anzahl Bezirke gedacht.

## Liste der Bezirke der Schweiz nach Kantonen
(Reihenfolge der Kantone nach Bundesverfassung, Flächen gemäss Bundesamt für Statistik)

### Kanton Zürich
Der Kanton Zürich ist in zwölf Bezirke gegliedert:
| Bezirk       | Einwohner (31. Dezember 2023) | Fläche in km² | Hauptort           | Anzahl Gemeinden |
| ------------ | ----------------------------- | ------------- | ------------------ | ---------------- |
| Affoltern    | 57'801                        | 113,03        | Affoltern am Albis | 14               |
| Andelfingen  | 32'732                        | 166,54        | Andelfingen        | 20               |
| Bülach       | 164'131                       | 184,88        | Bülach             | 22               |
| Dielsdorf    | 95'157                        | 152,85        | Dielsdorf          | 22               |
| Dietikon     | 97'713                        | 60,12         | Dietikon           | 11               |
| Hinwil       | 100'857                       | 179,50        | Hinwil             | 11               |
| Horgen       | 131'202                       | 104,24        | Horgen             | 9                |
| Meilen       | 108'710                       | 84,63         | Meilen             | 11               |
| Pfäffikon    | 63'033                        | 163,15        | Pfäffikon          | 10               |
| Uster        | 139'914                       | 112,30        | Uster              | 10               |
| Winterthur   | 180'269                       | 251,75        | Winterthur         | 19               |
| Zürich       | 433'989                       | 87,93         | Zürich             | 1                |
| Total (12) * | 1'605'508                     | 1728.94       | Zürich             | 160              |

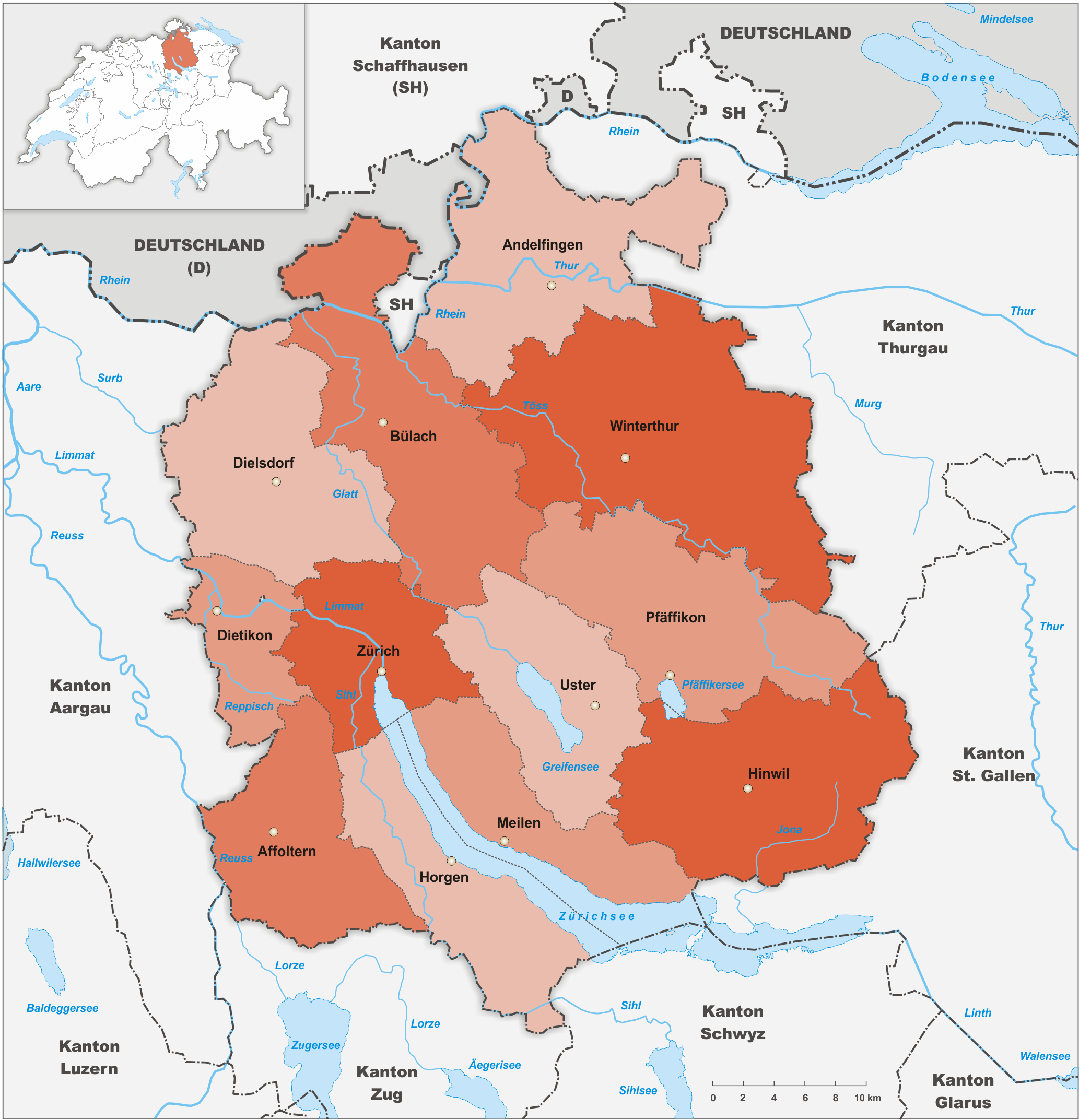
Bezirke des Kantons Zürich

- Die Landfläche des Kantons Zürich beträgt 1660,83 km², hinzu kommt ein Seeflächenanteil von 68,11 km², somit beträgt die Gesamtfläche 1728,94 km² (Greifensee 8,30 km², Anteil Zürichsee 59,81 km²). Der Pfäffikersee misst 3,30 km², sieben weitere Gewässer messen zusammen 1,22 km².[1]

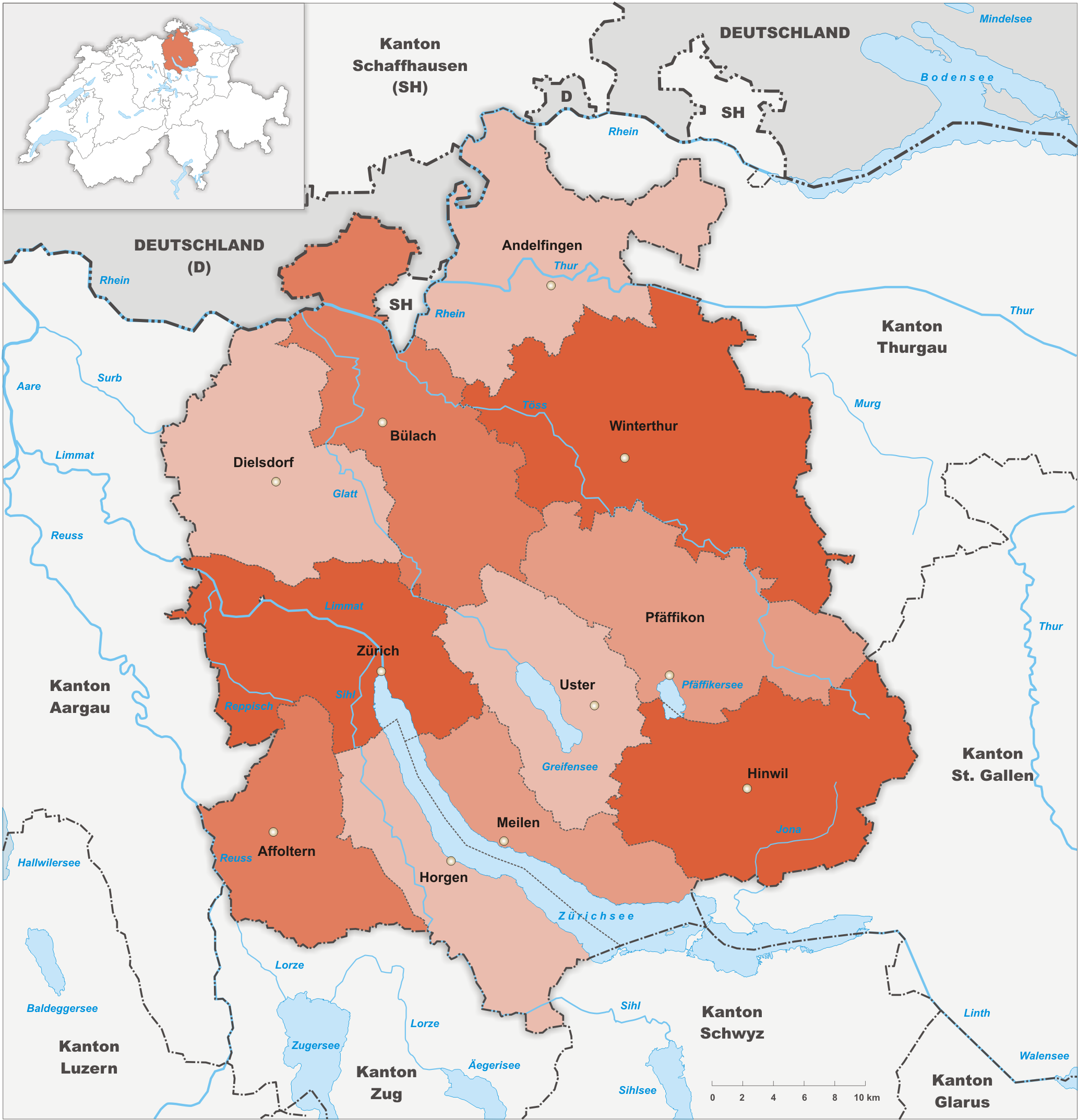
Bezirke des Kantons Zürich bis 31. Dezember 1985
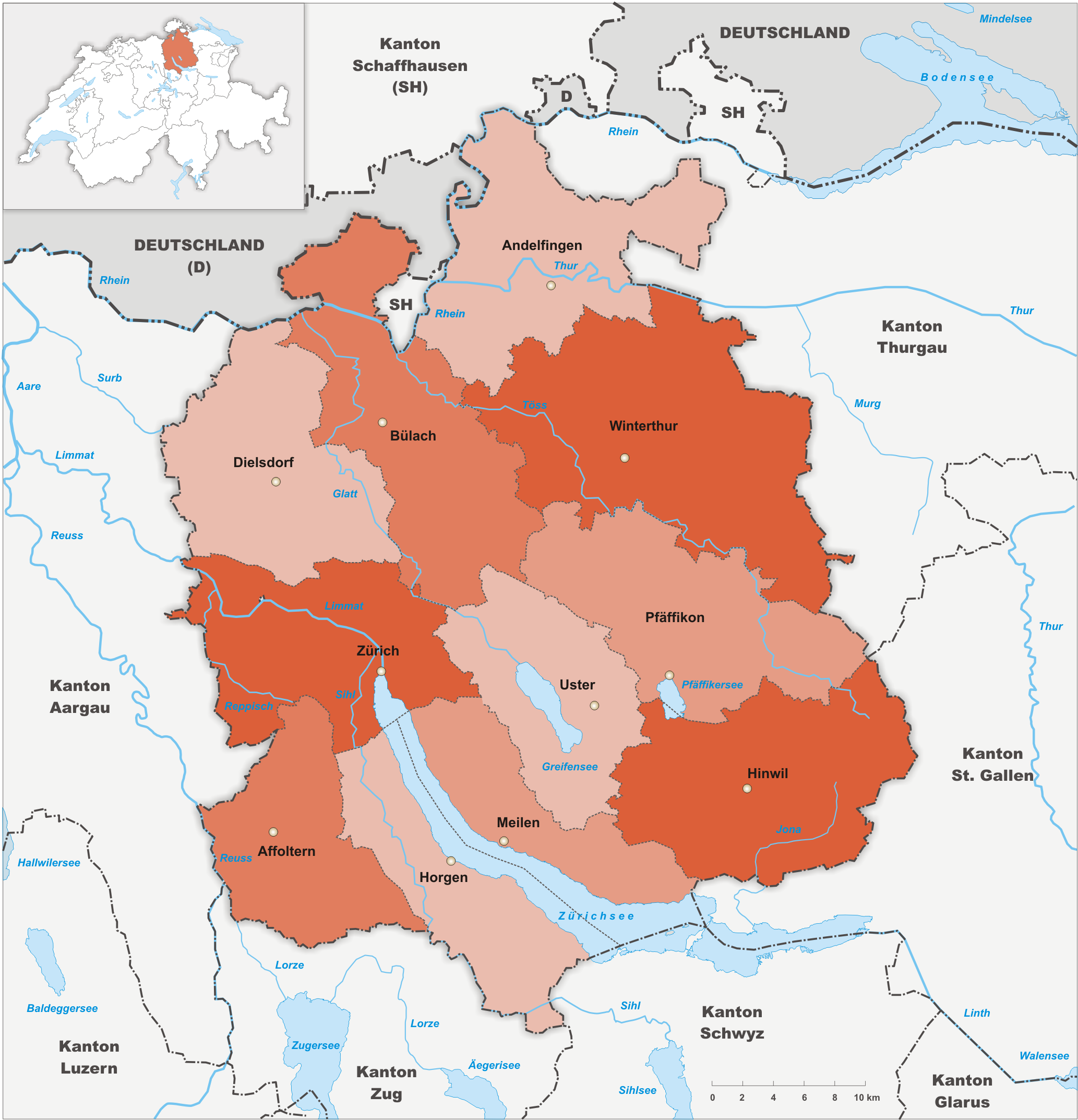
Bezirke des Kantons Zürich bis 30. Juni 1989

- Bis 31. Dezember 1985 war die Gemeinde Zollikon dem Bezirk Zürich zugewiesen.
- Bis 30. Juni 1989 waren die elf Gemeinden des heutigen Bezirks Dietikon dem Bezirk Zürich zugewiesen.
- Durch den Landabtausch am 1. Januar 2013 des Weilers «Obere Hueb» der Gemeinde Buch am Irchel nach Neftenbach wechselte die Fläche von 0,05 km² vom Bezirk Andelfingen zum Bezirk Winterthur.

### Kanton Bern
Der Kanton Bern ist seit dem 1. Januar 2010 in fünf Verwaltungsregionen und zehn Verwaltungskreise gegliedert. Diese werden in Art. 39a des Gesetzes über die Organisation des Regierungsrates und der Verwaltung (Organisationsgesetz) als die «ordentlichen dezentralen Verwaltungseinheiten des Kantons» bezeichnet. Mit der Reform der dezentralen Verwaltung, die in einer Volksabstimmung vom 24. September 2006 mit einer Mehrheit von 58,3 % angenommen worden war, verloren die vor rund 200 Jahren eingerichteten Amtsbezirke ihre praktische Funktion. Im Hinblick auf den geplanten Wechsel der Gemeinde Moutier zum Kanton Jura per 1. Januar 2026 werden gemäss Volksabstimmung vom 22. September 2024 sämtliche Amtsbezirke des Kantons Bern Ende 2025 aufgehoben.
| Verwaltungsregion   | Verwaltungskreis         | Einwohner (31. Dezember 2023) | Fläche in km² | Hauptort            | Anzahl Gemeinden 1. Januar 2024 |
| ------------------- | ------------------------ | ----------------------------- | ------------- | ------------------- | ------------------------------- |
| Berner Jura         | Berner Jura              | 53'927                        | 541,72        | Courtelary          | 40                              |
| Bern-Mittelland     | Bern-Mittelland          | 425'694                       | 942,45        | Ostermundigen       | 74                              |
| Emmental-Oberaargau | Emmental                 | 99'561                        | 690,41        | Langnau im Emmental | 39                              |
| Emmental-Oberaargau | Oberaargau               | 84'643                        | 330,83        | Wangen an der Aare  | 43                              |
| Oberland            | Frutigen-Niedersimmental | 41'420                        | 773,63        | Frutigen            | 13                              |
| Oberland            | Interlaken-Oberhasli     | 48'753                        | 1229,31       | Interlaken          | 28                              |
| Oberland            | Obersimmental-Saanen     | 16'788                        | 574,87        | Saanen              | 7                               |
| Oberland            | Thun                     | 109'442                       | 321,98        | Thun                | 30                              |
| Seeland             | Biel/Bienne              | 105'061                       | 97,66         | Biel/Bienne         | 19                              |
| Seeland             | Seeland                  | 78'244                        | 337,10        | Aarberg             | 42                              |
| Total (5)           | Total (10)               | 1'063'533                     | 5958,50       | Bern                | 335                             |

Die Landfläche des Kantons Bern beträgt 5'839,53 km². Dazu kommt ein Seeflächenanteil von 118,98 km² (Thunersee 47,85 km², Brienzersee 29,77 km², Anteil: Bielersee 39,17 km² und Neuenburgersee 2,19 km²). Somit beträgt die Gesamtfläche des Kantons Bern 5'958,51 km².
Bis 31. Dezember 2009 bildeten die 26 Amtsbezirke (frz.: district) die dezentralen Verwaltungseinheiten des Kantons. Gemäss dem Organisationsgesetz existieren sie zwar heute noch, eine praktische Funktion weist ihnen jedoch nur noch das Gesetz über das Sonderstatut des Berner Juras und über die französischsprachige Minderheit des zweisprachigen Amtsbezirks Biel (Sonderstatutsgesetz) zu, indem die bernjurassischen Amtsbezirke weiterhin die Wahlkreise für die Wahl des Bernjurassischen Rats (BJR) bilden.

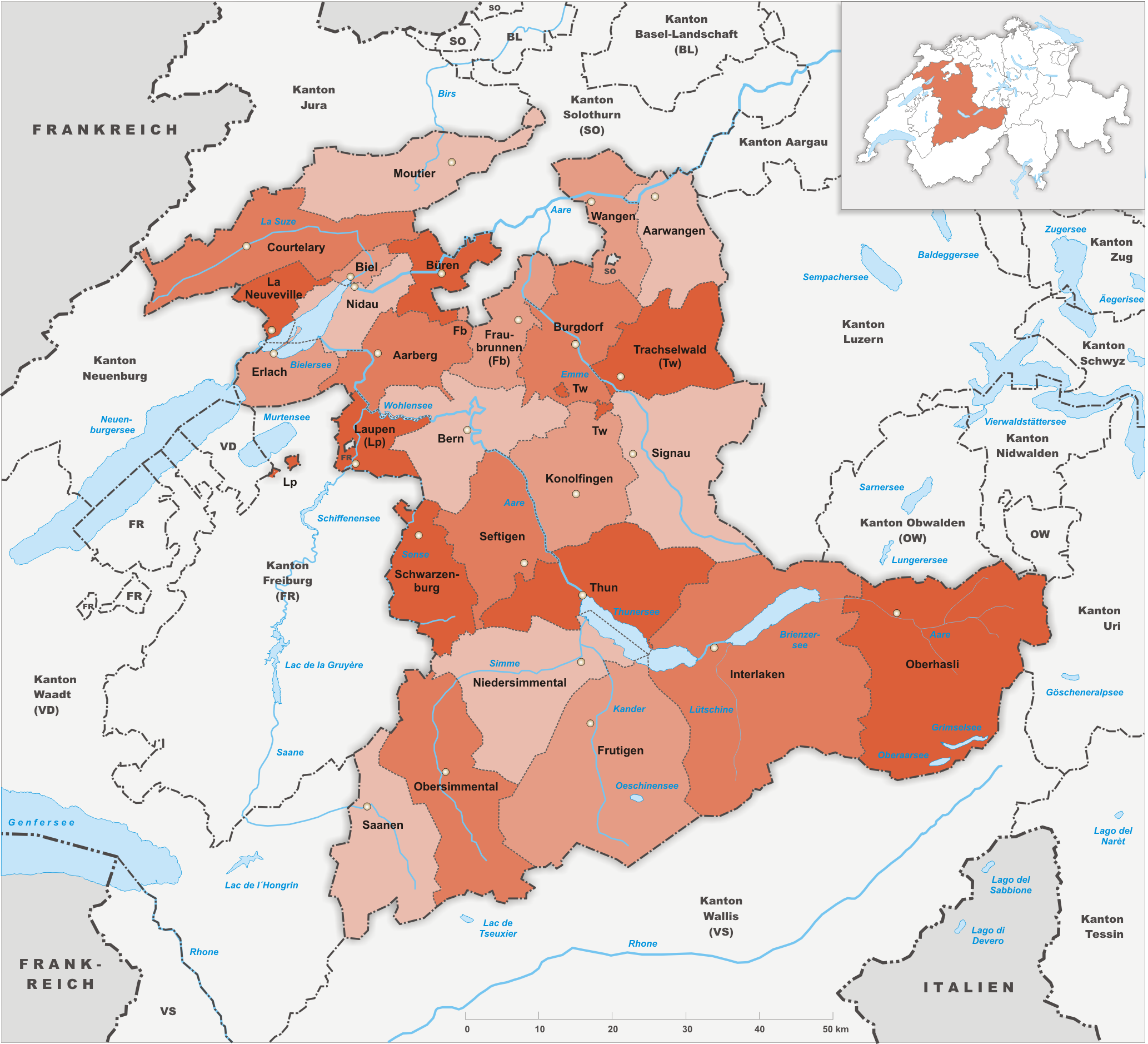
Amtsbezirke des Kantons Bern

| Bezirk          | Fläche in km² | Hauptort            | Anzahl Gemeinden |
| --------------- | ------------- | ------------------- | ---------------- |
| Aarberg         | 152,68        | Aarberg             | 12               |
| Aarwangen       | 154,02        | Aarwangen           | 24               |
| Bern            | 233,27        | Bern                | 13               |
| Biel            | 24,89         | Biel/Bienne         | 2                |
| Büren           | 87,66         | Büren an der Aare   | 14               |
| Burgdorf        | 197,30        | Burgdorf BE         | 24               |
| Courtelary      | 266,08        | Courtelary          | 18               |
| Erlach          | 84,37         | Erlach              | 12               |
| Fraubrunnen     | 123,72        | Fraubrunnen         | 27               |
| Frutigen        | 489,07        | Frutigen            | 7                |
| Interlaken      | 677,92        | Interlaken          | 23               |
| Konolfingen     | 213,55        | Schlosswil          | 30               |
| Laupen          | 87,70         | Laupen              | 11               |
| Moutier         | 216,47        | Moutier             | 26               |
| La Neuveville   | 58,91         | La Neuveville       | 5                |
| Nidau           | 87,95         | Nidau               | 25               |
| Niedersimmental | 305,46        | Wimmis              | 9                |
| Oberhasli       | 551,37        | Meiringen           | 6                |
| Obersimmental   | 333,92        | Blankenburg         | 4                |
| Saanen          | 240,96        | Saanen              | 3                |
| Schwarzenburg   | 157,11        | Schwarzenburg       | 4                |
| Seftigen        | 190,27        | Belp                | 25               |
| Signau          | 320,11        | Langnau im Emmental | 9                |
| Thun            | 266,78        | Thun                | 26               |
| Trachselwald    | 191,04        | Trachselwald        | 10               |
| Wangen          | 152,05        | Wangen an der Aare  | 23               |
| Total (26)      | 5'840,54      | Bern                | 392              |

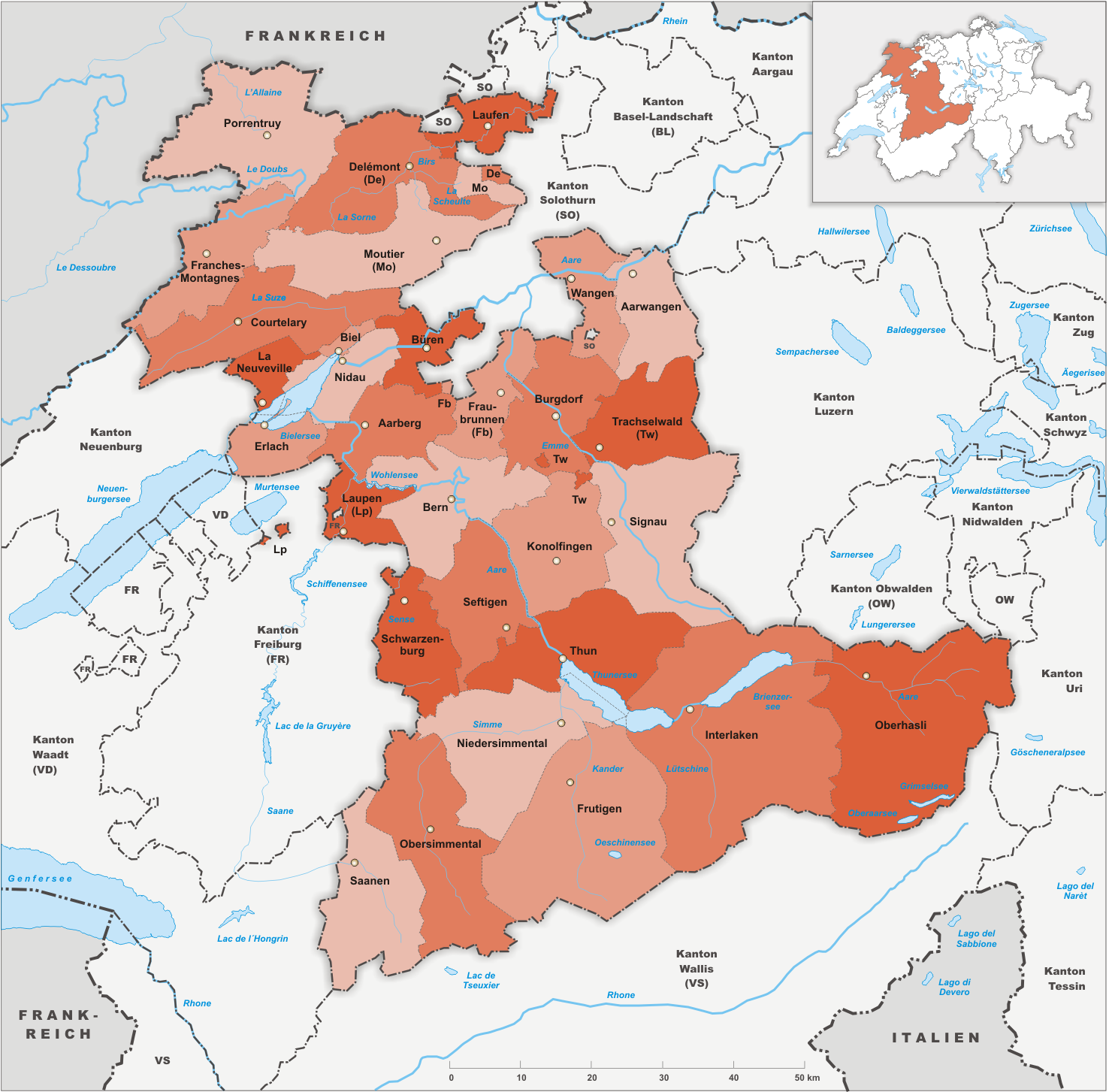
Amtsbezirke des Kantons Bern bis 31. Dezember 1919
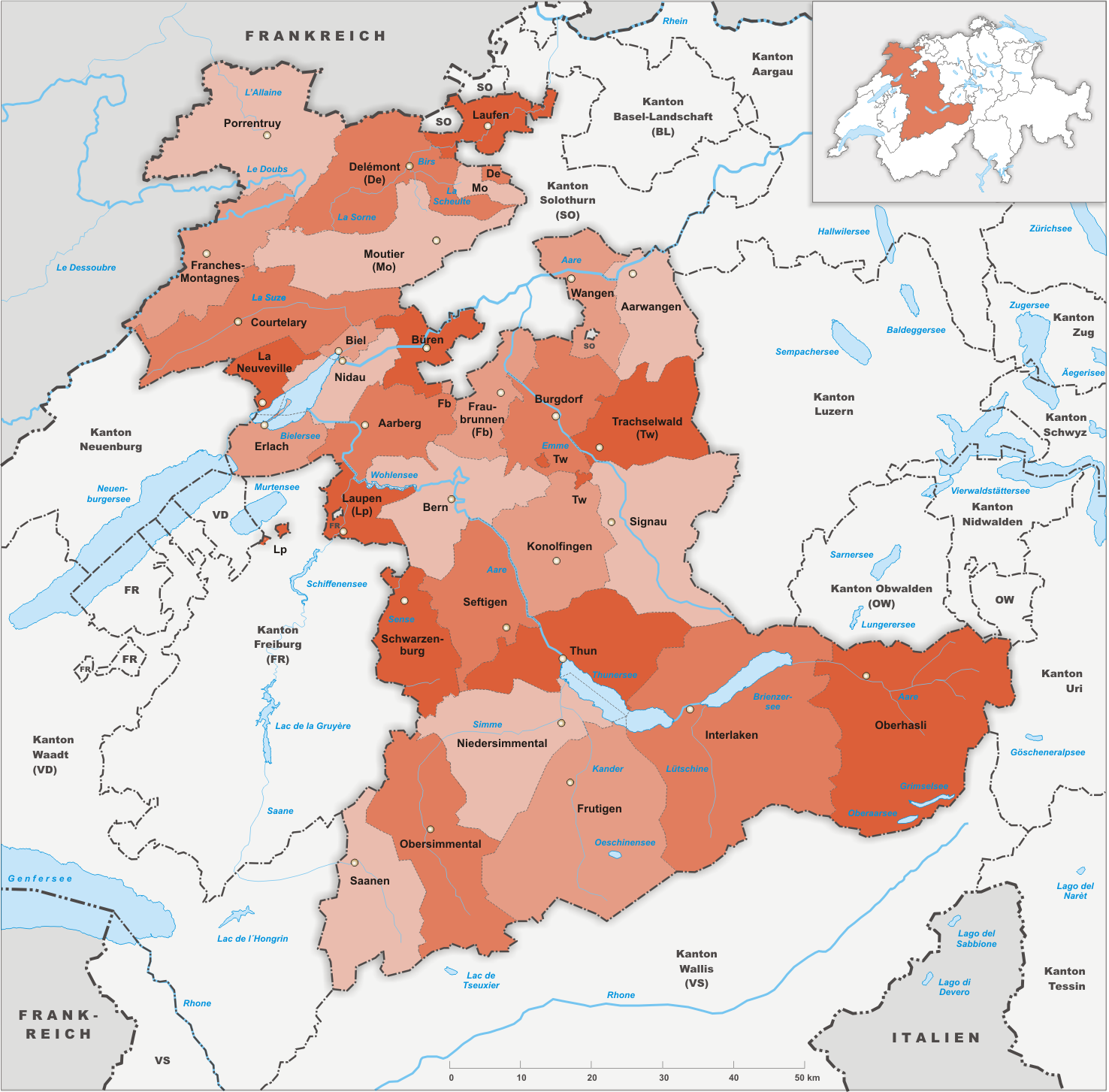
Amtsbezirke des Kantons Bern bis 31. Dezember 1975
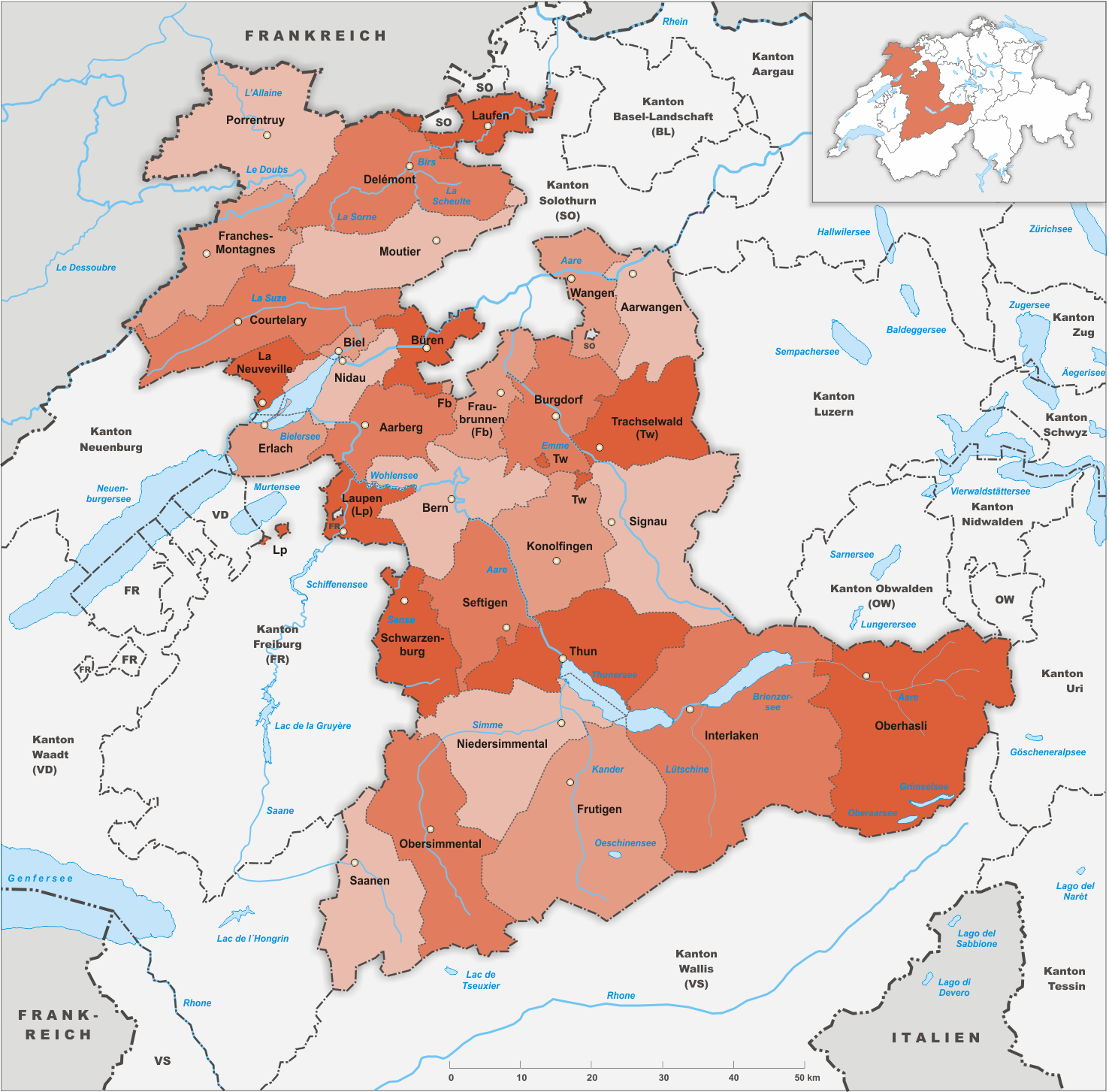
Amtsbezirke des Kantons Bern bis 31. Dezember 1978
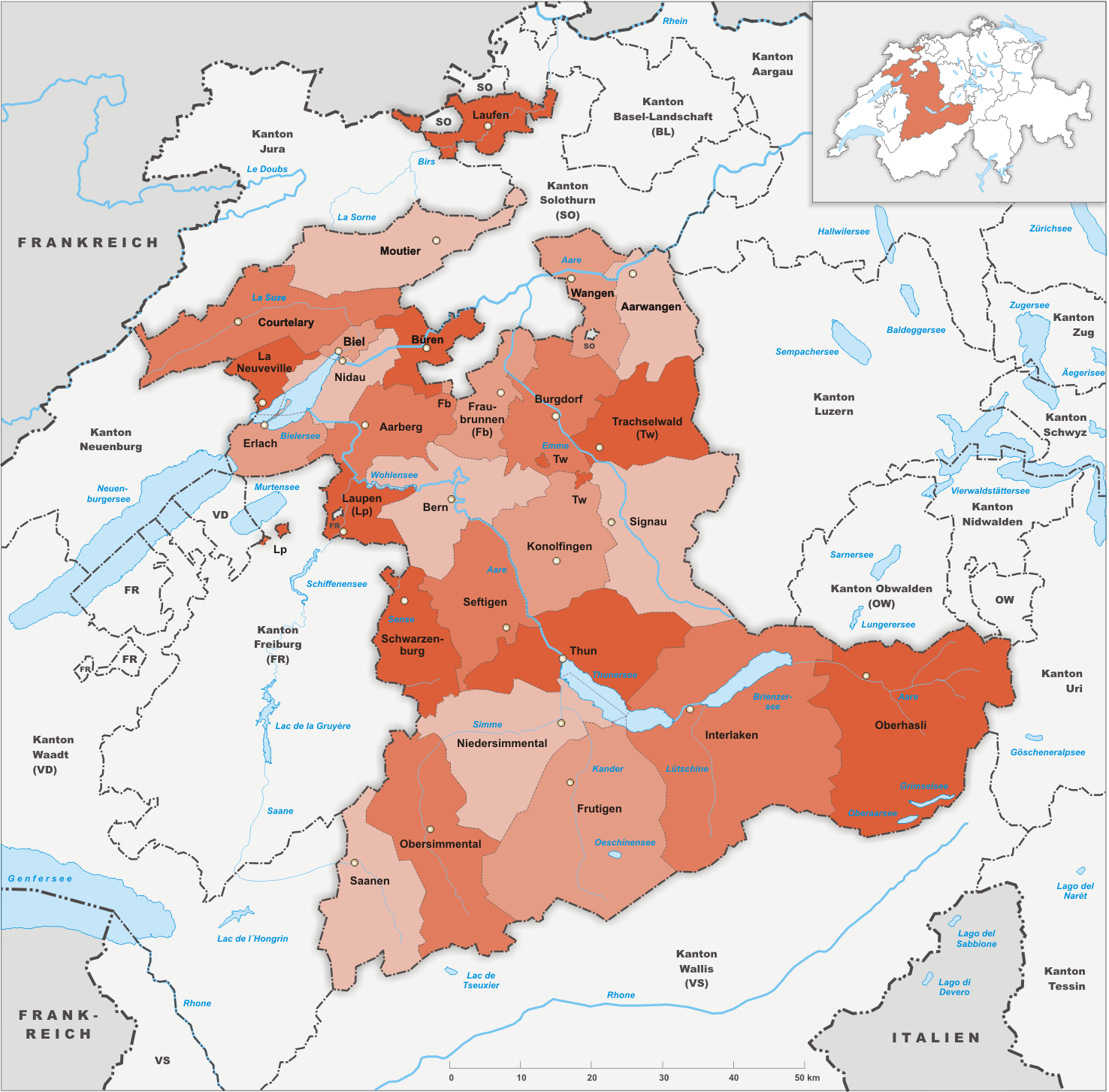
Amtsbezirke des Kantons Bern bis 31. Dezember 1993
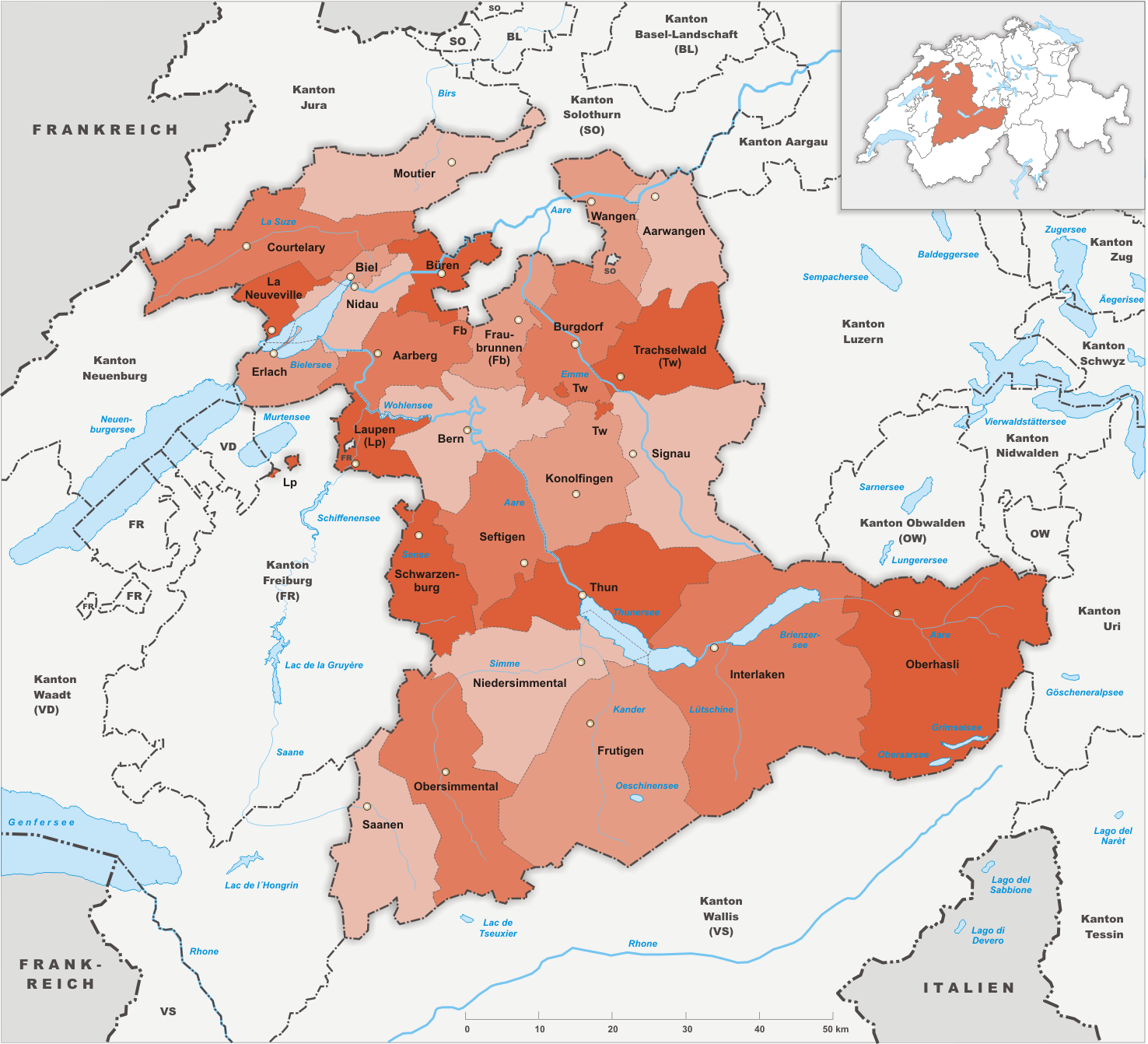
Amtsbezirke des Kantons Bern bis 30. Juni 2006
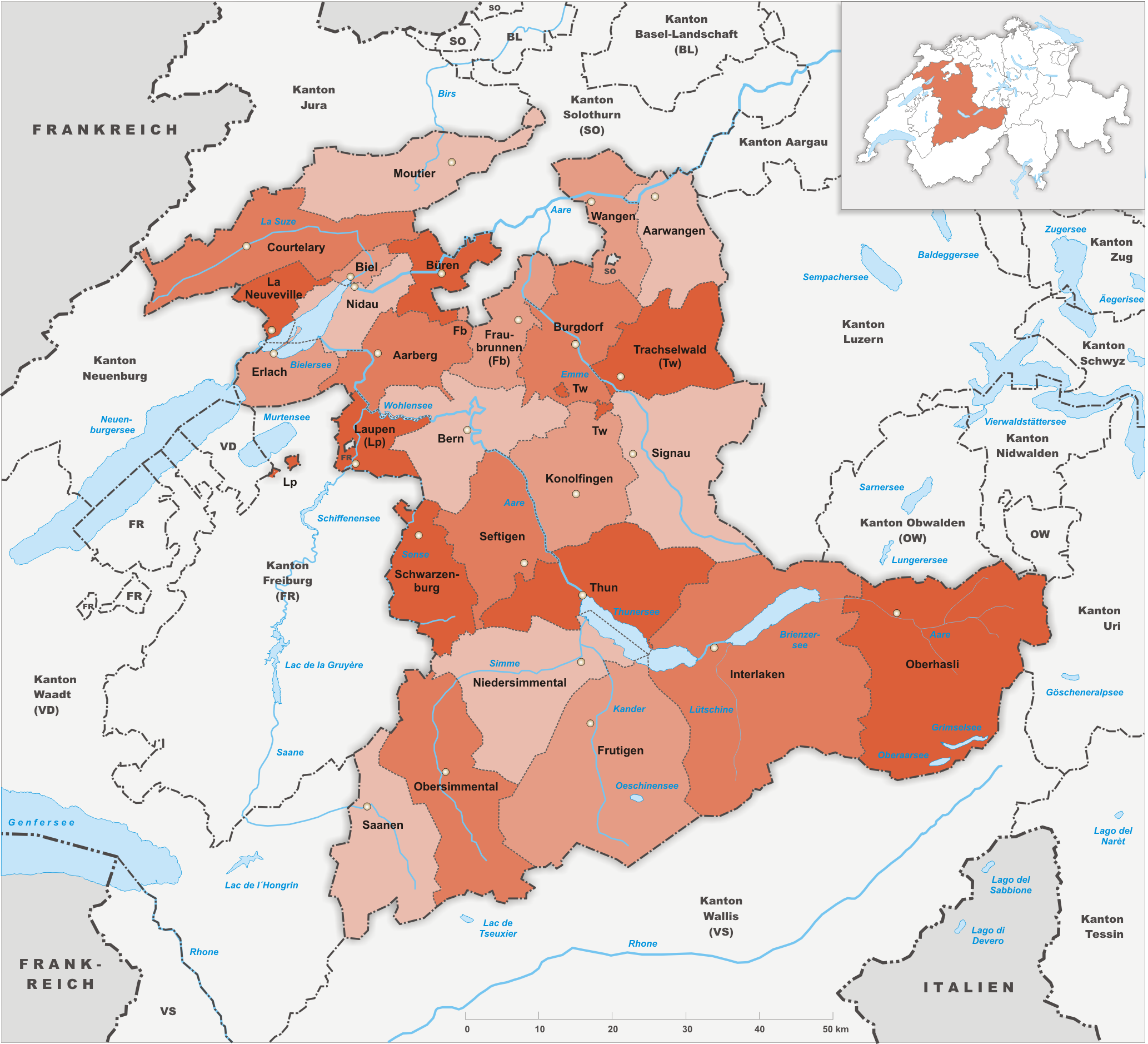
Amtsbezirke des Kantons Bern bis 31. Dezember 2009
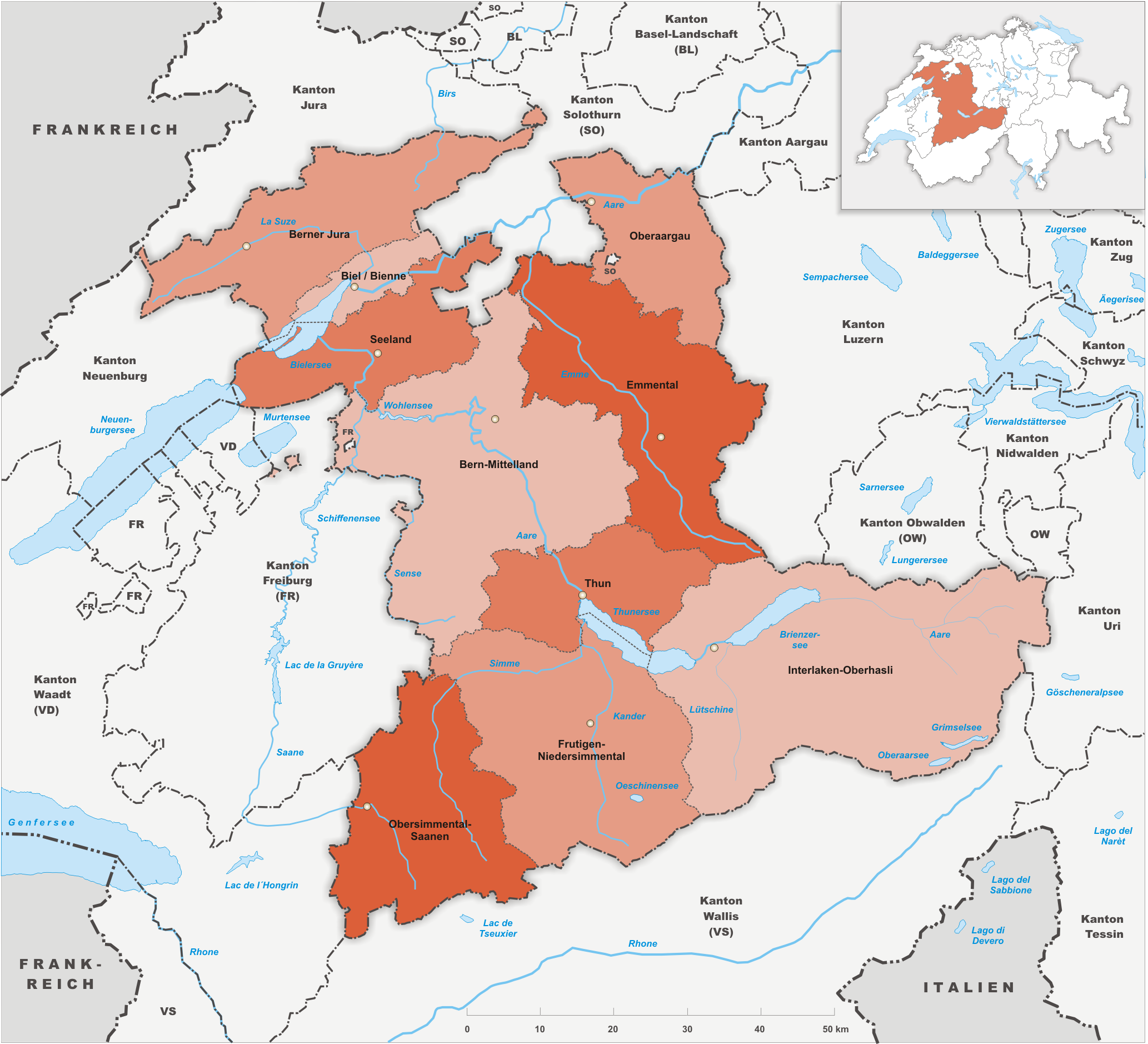
Verwaltungskreise des Kantons Bern bis 31. Dezember 2018
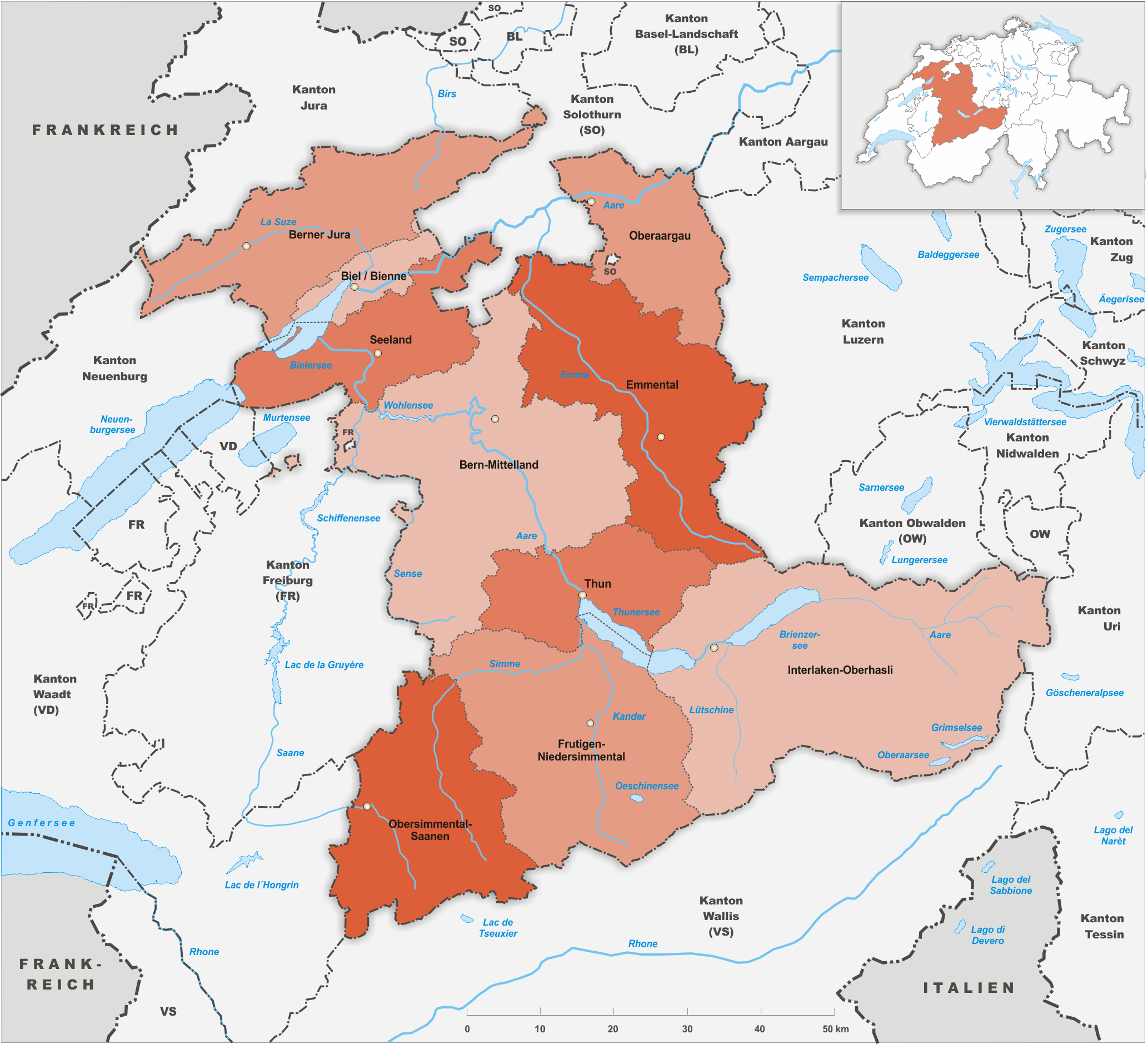
Verwaltungskreise des Kantons Bern bis 31. Dezember 2021

- 1. Januar 1920:
  - Durch die Fusion der beiden Nidauer Gemeinden Madretsch und Mett mit der Gemeinde Biel BE wechselt die Fläche der zwei Gemeinden vom Amtsbezirk Nidau zum Amtsbezirk Biel.
- 1. Januar 1976:
  - Die beiden Gemeinden Lajoux und Les Genevez wechseln vom Amtsbezirk Moutier zum Amtsbezirk Franches-Montagnes.
  - Die Gemeinde Rebévelier wechselt vom Amtsbezirk Delémont zum Amtsbezirk Moutier.
  - Die Gemeinden  Châtillon, Rossemaison, Courrendlin, Courchapoix, Corban und Mervelier wechseln vom Amtsbezirk Moutier zum Amtsbezirk Delémont.
- 1. Januar 1979:
  - Die Amtsbezirke Delsberg, Pruntrut und Freiberge wechseln vom Kanton Bern zum neu gegründeten Kanton Jura
  - die Gemeinde Roggenburg verbleibt beim Kanton Bern und wechselt in den Amtsbezirk Laufen (der ebenfalls deutschsprachigen Gemeinde Ederswiler war dies verwehrt, da damals keine Grenze mit dem Amtsbezirk Laufen).
- 1. Januar 1994:
  - Der Amtsbezirk Laufen wechselt vom Kanton Bern zum Kanton Basel-Landschaft.
- 1. Juli 1996:
  - Die Gemeinde Vellerat wechselt vom Kanton Bern zum Kanton Jura.
- 1. Januar 2019:
  - Durch die Fusion der beiden Gemeinden Golaten und Kallnach wechselt die Fläche von Golaten aus dem Verwaltungskreis Bern-Mittelland zum Verwaltungskreis Seeland.
- 1. Januar 2022:
  - Durch die Fusion der beiden Gemeinde Clavaleyres mit Murten wechselt die Fläche von Clavaleyres aus dem Kanton Bern zum Kanton Freiburg.

### Kanton Luzern
Seit dem 1. Januar 2013 wird der Kanton Luzern in sechs Wahlkreise aufgeteilt. Obgleich diese nicht mehr der Dezentralisierung der kantonalen Verwaltung dienen, werden sie vom Bundesamt für Statistik im Sinne von Bezirken geführt.
Stand: 1. Januar 2025
| Wahlkreis    | Einwohner (31. Dezember 2023) | Fläche in km² | Anzahl Gemeinden |
| ------------ | ----------------------------- | ------------- | ---------------- |
| Entlebuch    | 23'969                        | 424,59        | 9                |
| Hochdorf     | 76'685                        | 177,37        | 13               |
| Luzern-Land  | 110'302                       | 187,57        | 16               |
| Luzern-Stadt | 85'534                        | 29,11         | 1                |
| Sursee       | 78'957                        | 273,07        | 19               |
| Willisau     | 57'297                        | 337,42        | 21               |
| Total (6)    | 432'744                       | 1493,52       | 79               |

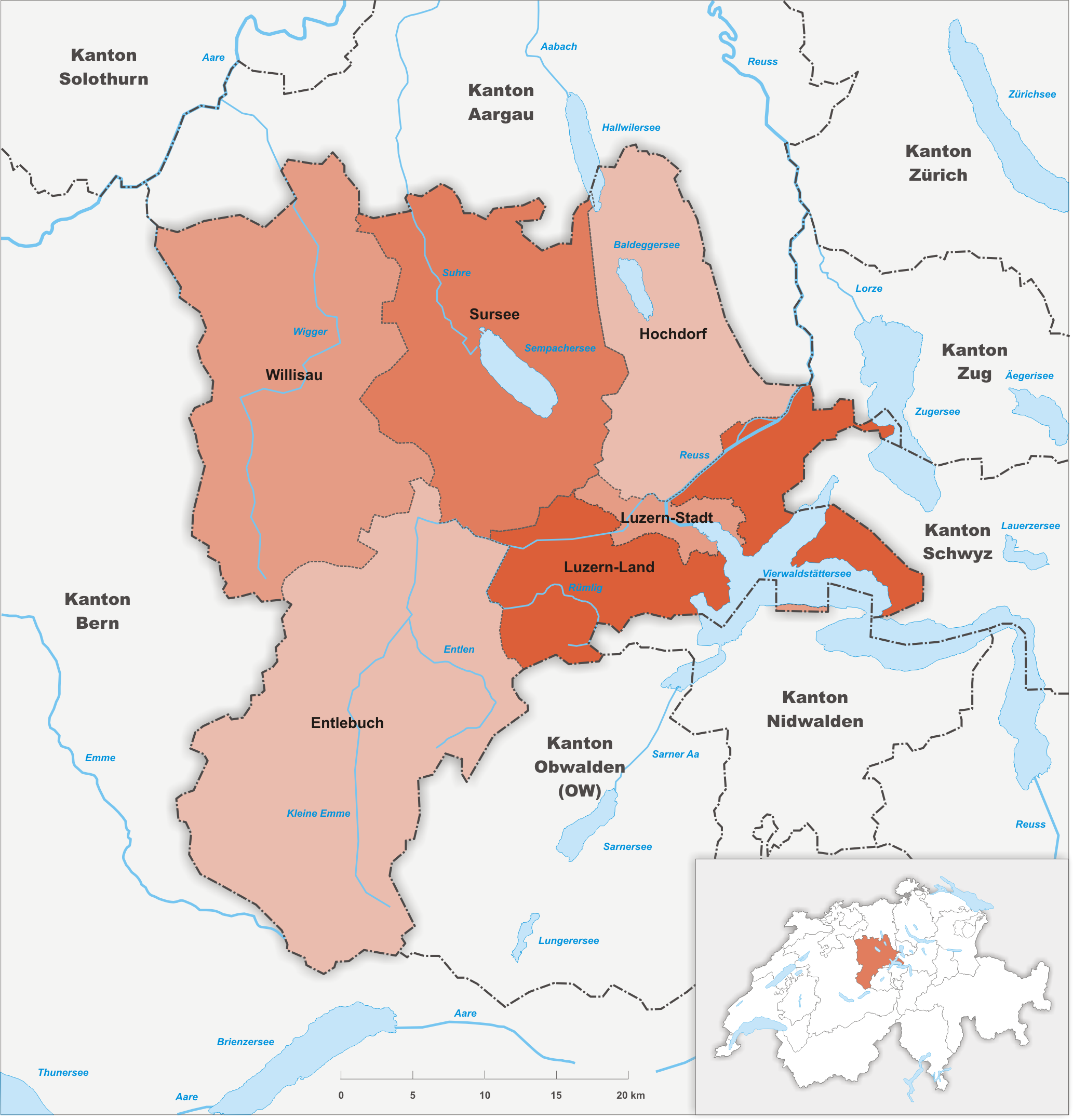
Wahlkreise des Kantons Luzern

Die Landfläche des Kantons Luzern beträgt 1429,16 km². Der Seeflächenanteil beträgt 64,36 km² (Sempachersee 14,39 km², Baldeggersee 5,22 km², Anteile: Vierwaldstättersee 40,80 km², Zugersee 2,43 km² und Hallwilersee 1,52 km²). Die Gesamtfläche des Kantons beträgt somit 1493,52 km².
Das neue Gerichtsorganisationsgesetz von 2010 hat überdies vier Gerichtsbezirke geschaffen, die weder mit den alten Ämtern noch mit den Wahlkreisen übereinstimmen.

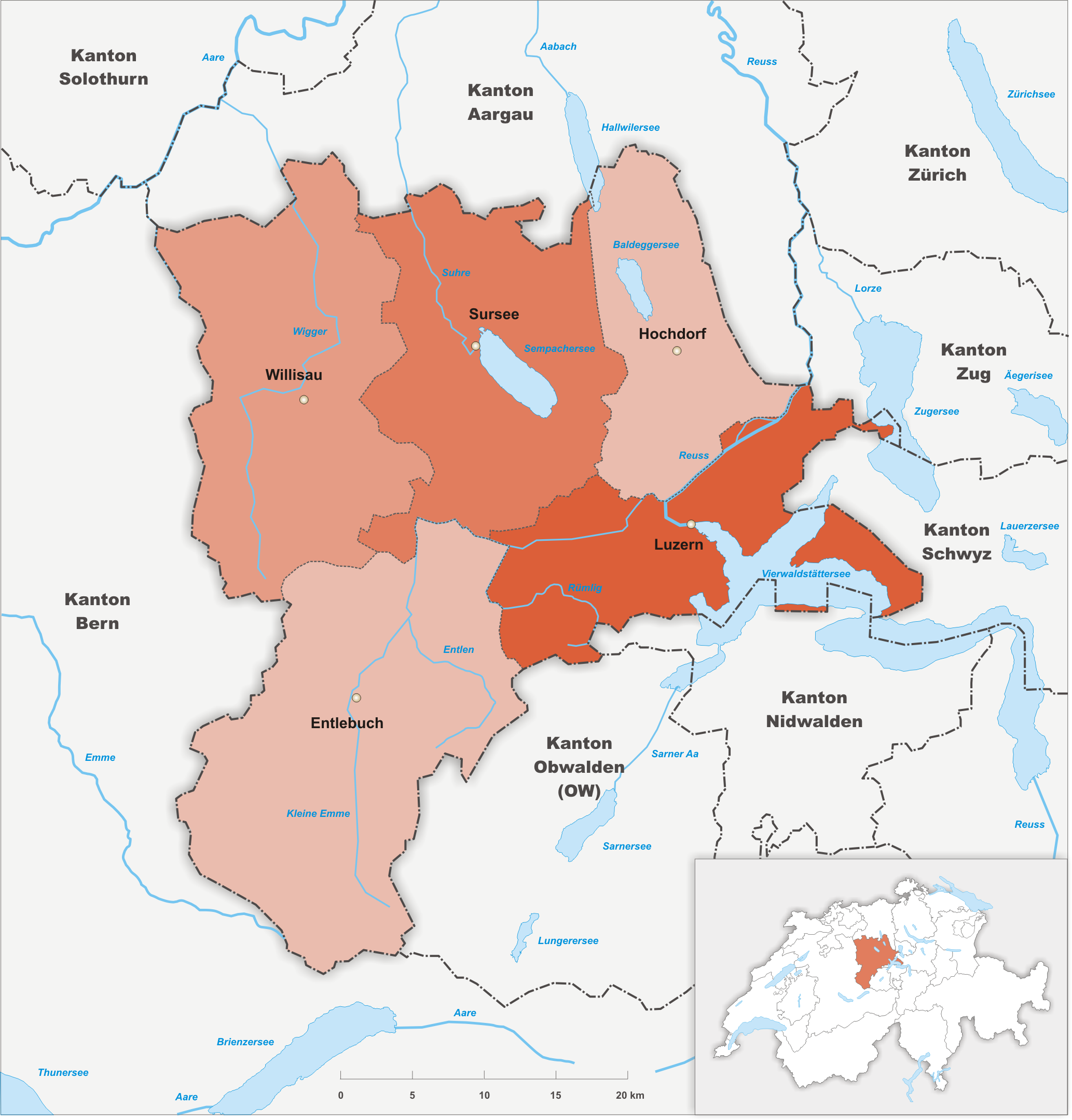
Ämter (Bezirke) des Kantons Luzern

Der Kanton Luzern war bis am 31. Dezember 2011 in fünf Ämter aufgeteilt. Sie wurden schon in der Kantonsverfassung von 2007 nicht mehr genannt.
Stand: 8. März 2011
| Amt       | Einwohner (31. Dezember 2012) | Fläche in km² | Hauptort   | Anzahl Gemeinden |
| --------- | ----------------------------- | ------------- | ---------- | ---------------- |
| Entlebuch | 18'749                        | 424,59        | Schüpfheim | 9                |
| Hochdorf  | 67'818                        | 177,40        | Hochdorf   | 14               |
| Luzern    | 176'710                       | 216,68        | Luzern     | 18               |
| Sursee    | 72'373                        | 273,06        | Sursee     | 22               |
| Willisau  | 50'432                        | 337,43        | Willisau   | 24               |
| Total (5) | 386'082                       | 1429,16       | Luzern     | 87               |

### Kanton Uri
Der Kanton Uri hat keine (politischen) Bezirke, er ist direkt in 19 Gemeinden unterteilt. Gemäss Gerichtsorganisationsgesetz kennt er jedoch auf erstinstanzlicher Ebene zwei Gerichtsbezirke, den Gerichtsbezirk Uri und den Gerichtsbezirk Urseren.
Die gesamte Landfläche des Kantons Uri beträgt 1'057,32 km². Dazu kommt der Seeflächenanteil am Vierwaldstättersee von 19,22 km². Somit beträgt die Gesamtfläche des Kantons Uri 1'076,54 km².
Siehe: Gemeinden des Kantons Uri

### Kanton Schwyz
Der Kanton Schwyz unterteilt sich in sechs Bezirke, wobei die Bezirke Einsiedeln, Küssnacht und Gersau jeweils nur aus der gleichnamigen Gemeinde bestehen:
| Bezirk     | Einwohner (31. Dezember 2023) | Fläche in km² | Hauptort               | Anzahl Gemeinden |
| ---------- | ----------------------------- | ------------- | ---------------------- | ---------------- |
| Einsiedeln | 16'464                        | 98,93         | Einsiedeln             | 1                |
| Gersau     | 2414                          | 14,35         | Gersau                 | 1                |
| Höfe       | 30'124                        | 37,61         | Wollerau, Pfäffikon SZ | 3                |
| Küssnacht  | 14'044                        | 29,38         | Küssnacht SZ           | 1                |
| March      | 46'101                        | 176,76        | Lachen                 | 9                |
| Schwyz     | 58'256                        | 494,31        | Schwyz                 | 15               |
| Total (6)  | 167'403                       | 907,88        | Schwyz                 | 30               |

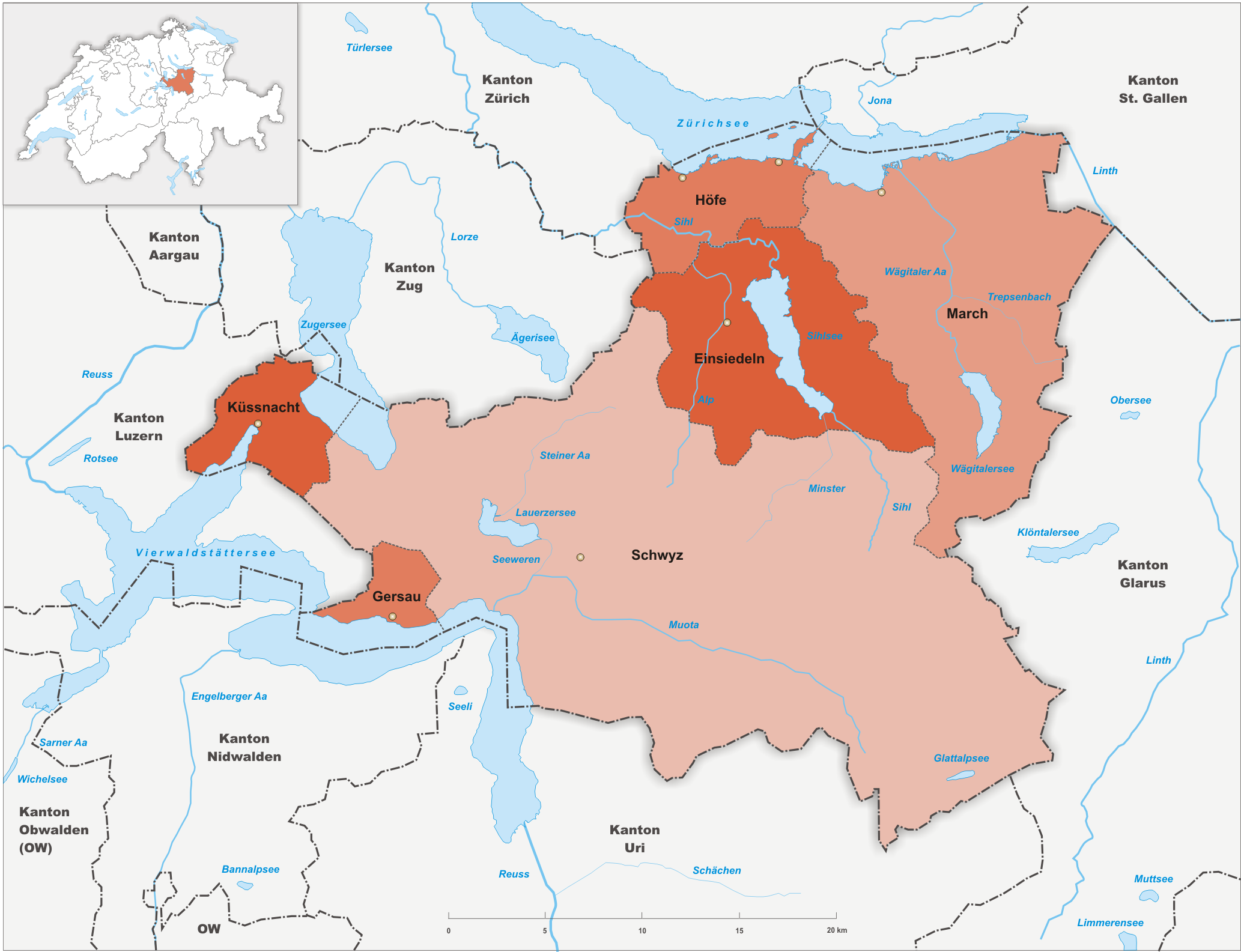
Bezirke des Kantons Schwyz

Die Landfläche im Kanton Schwyz beträgt 851,31 km². Der Seeflächenanteil umfasst 56,57 km² (Sihlsee 10,81 km², Anteile: Zürichsee 17,30 km², Vierwaldstättersee 16,75 km² und Zugersee 11,71 km²). Somit beträgt die Gesamtfläche des Kantons Schwyz 907,88 km².

### Kanton Obwalden
Der Kanton Obwalden hat keine Bezirke, er ist direkt in sieben Gemeinden unterteilt. Seine Landfläche beträgt 480,62 km². Der Seeflächenanteil beträgt 9,96 km² (Sarnersee 7,39 km², Anteil Vierwaldstättersee 2,57 km²). Somit beträgt die Gesamtfläche des Kantons Obwalden 490,58 km².
Siehe: Gemeinden des Kantons Obwalden

### Kanton Nidwalden
Der Kanton Nidwalden hat keine Bezirke, er ist direkt in elf Gemeinden unterteilt. Die Landfläche beträgt 241,34 km². Der Seeflächenanteil am Vierwaldstättersee beträgt 34,51 km². Somit beträgt die Gesamtfläche des Kantons Nidwalden 275,85 km².
Siehe: Gemeinden des Kantons Nidwalden

### Kanton Glarus
Der Kanton Glarus hat keine Bezirke, er ist direkt in drei Gemeinden unterteilt. Die Landfläche beträgt 680,68 km². Der Seeflächenanteil am Walensee beträgt 4,63 km². Somit beträgt die Gesamtfläche des Kantons Glarus 685,31 km².
Siehe: Gemeinden des Kantons Glarus

### Kanton Zug
Der Kanton Zug hat keine Bezirke, er ist direkt in elf Gemeinden unterteilt. Die Landfläche beträgt 207,15 km². Der Seeflächenanteil beträgt 31,58 km² (Ägerisee 7,28 km², Anteil Zugersee 24,30 km²). Somit beträgt die Gesamtfläche des Kantons Zug 238,73 km².
Siehe: Gemeinden des Kantons Zug

### Kanton Freiburg
Der Kanton Freiburg gliedert sich in sieben Bezirke. Deren zahlenmässige Reduktion sowie Neuorganisation wurde 2010 infolge regionaler Widerstände vom Staatsrat für gescheitert erklärt.
Stand: 1. Januar 2025
| Bezirk    | Einwohner (31. Dezember 2023) | Fläche in km² | Verwaltungssitz    | Anzahl Gemeinden | Sprache               |
| --------- | ----------------------------- | ------------- | ------------------ | ---------------- | --------------------- |
| Broye     | 35'865                        | 173,64        | Estavayer          | 18               | französisch           |
| Glane     | 26'511                        | 168,66        | Romont             | 14               | französisch           |
| Greyerz   | 61'441                        | 489,86        | Bulle              | 25               | französisch¹          |
| Saane     | 111'151                       | 217,75        | Freiburg           | 25               | französisch / deutsch |
| See       | 39'299                        | 145,85        | Murten             | 15               | französisch / deutsch |
| Sense     | 46'081                        | 265,24        | Tafers             | 15               | deutsch               |
| Vivisbach | 21'189                        | 134,31        | Châtel-Saint-Denis | 9                | französisch           |
| Total (7) | 341'537                       | 1672,43       | Freiburg           | 122              | französisch / deutsch |

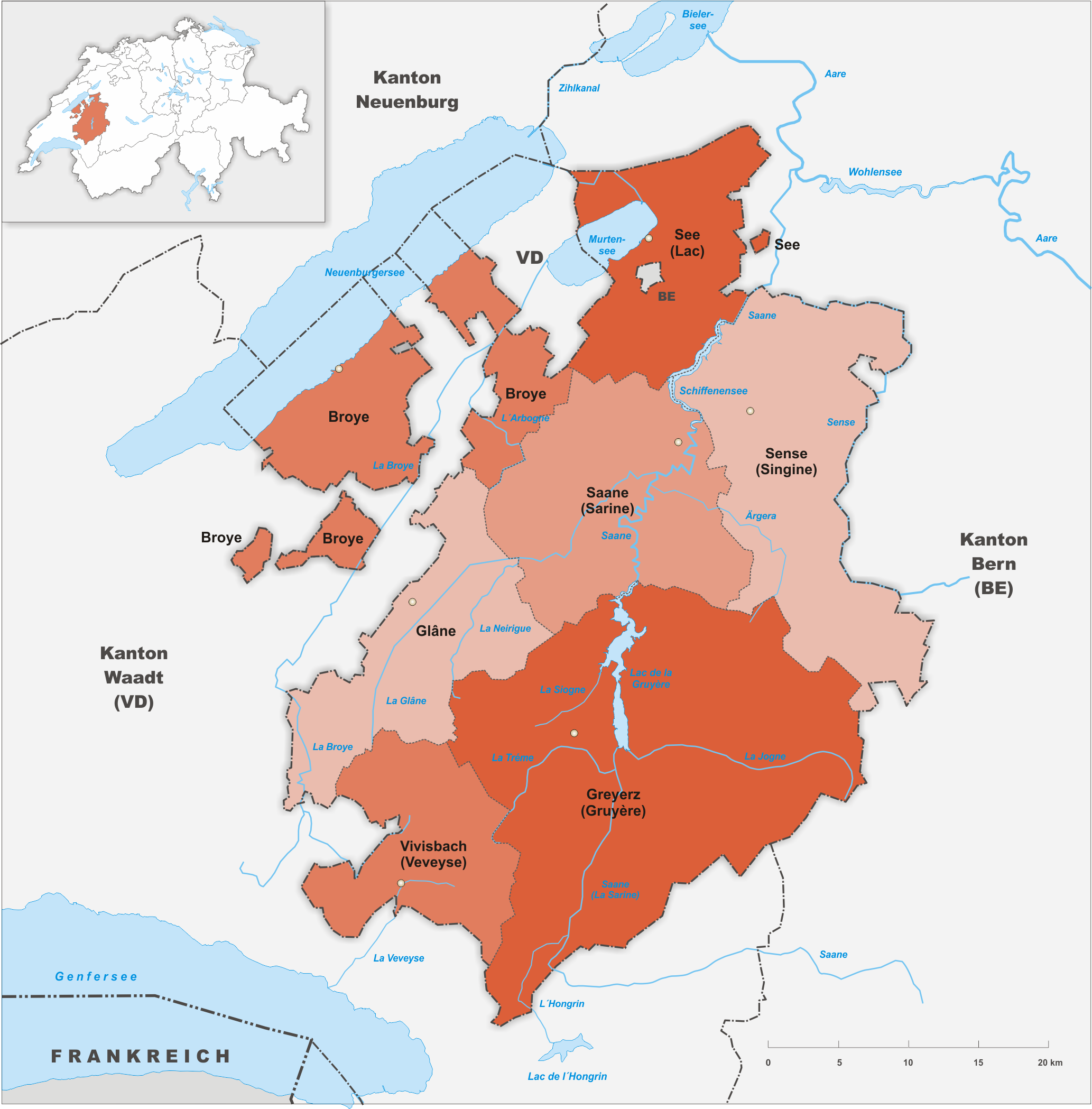
Bezirke des Kantons Freiburg

Der Seeflächenanteil im Kanton Freiburg beträgt 78,14 km² (Greyerzersee 8,56 km², Anteile: Neuenburgersee 55,19 km² und Murtensee 14,39 km²). Somit beträgt die Gesamtfläche des Kantons Freiburg 1'672,42 km².
¹ (französischsprachig mit der einzigen deutschsprachigen Gemeinde Jaun)

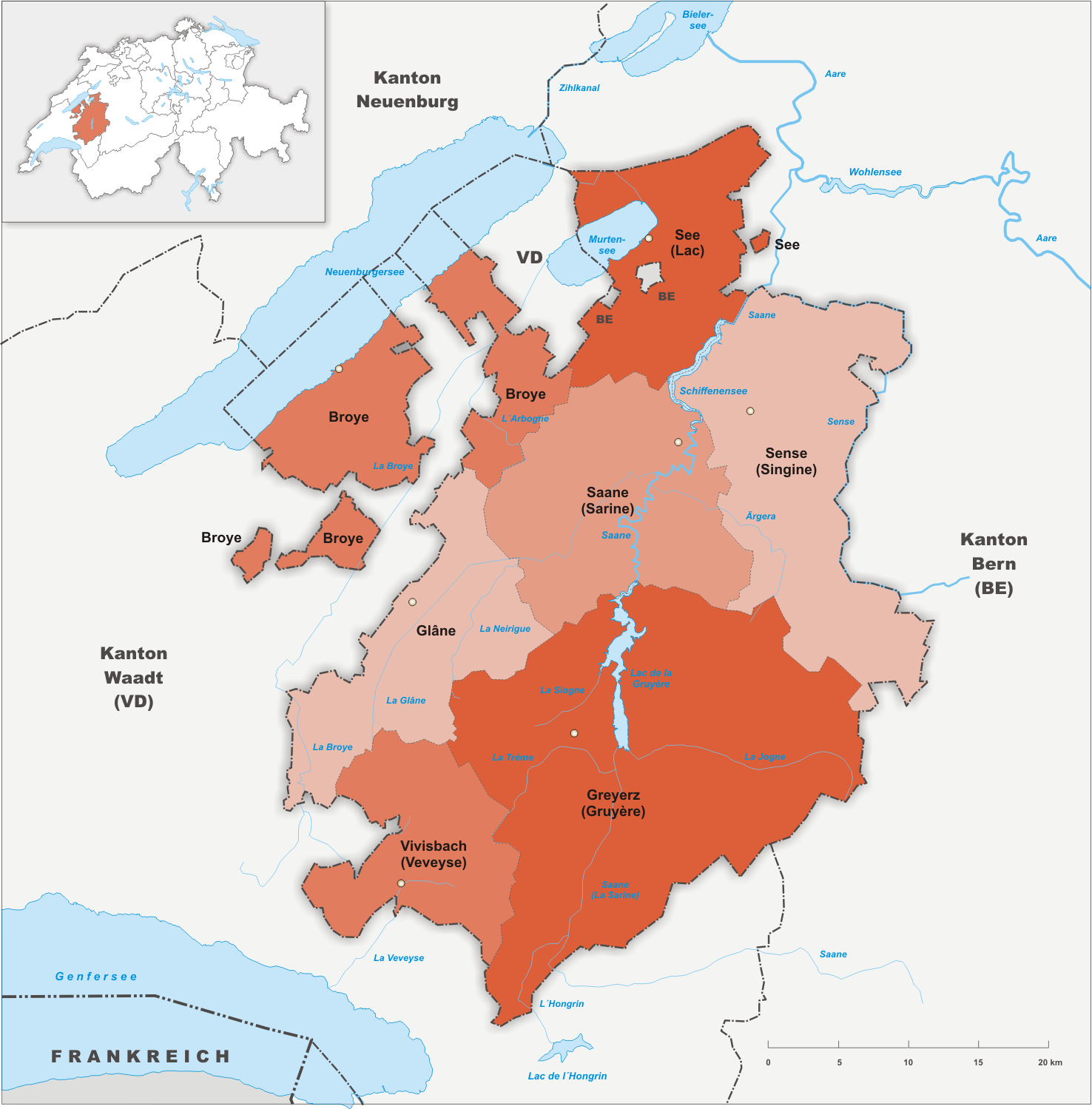
Bezirke des Kantons Freiburg bis 1999
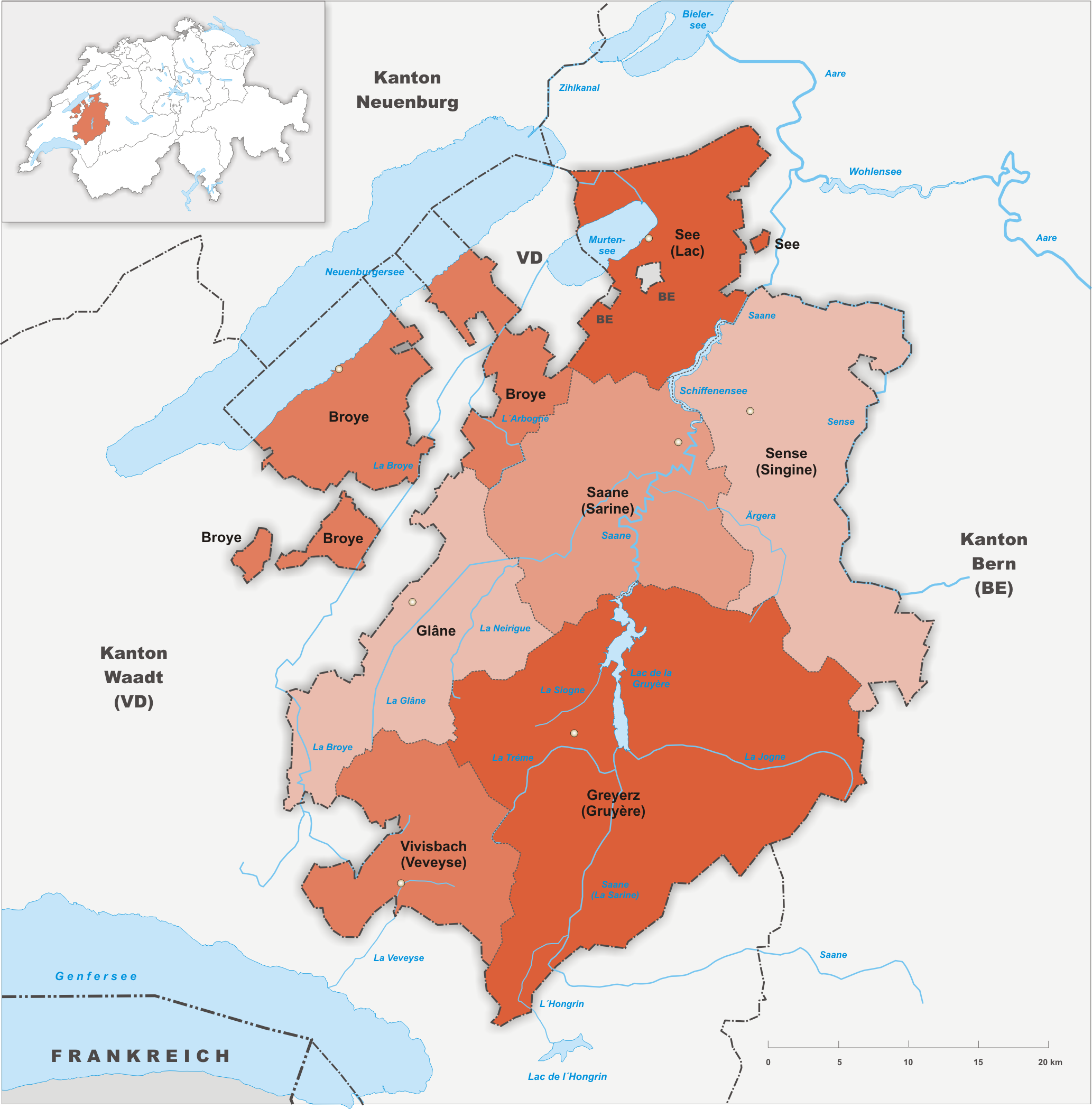
Bezirke des Kantons Freiburg bis 2021

- Durch die Fusion der Gemeinden Corsalettes mit Grolley per 1. Januar 2000 wechselt die Fläche der ehemaligen Gemeinde Corsalettes vom Bezirk See zum Bezirk Saane.
- Durch die Fusion der Gemeinde Clavaleyres mit Murten per 1. Januar 2022 wechselt die Fläche der ehemaligen Gemeinde Clavaleyres vom Kanton Bern zum Kanton Freiburg.

### Kanton Solothurn

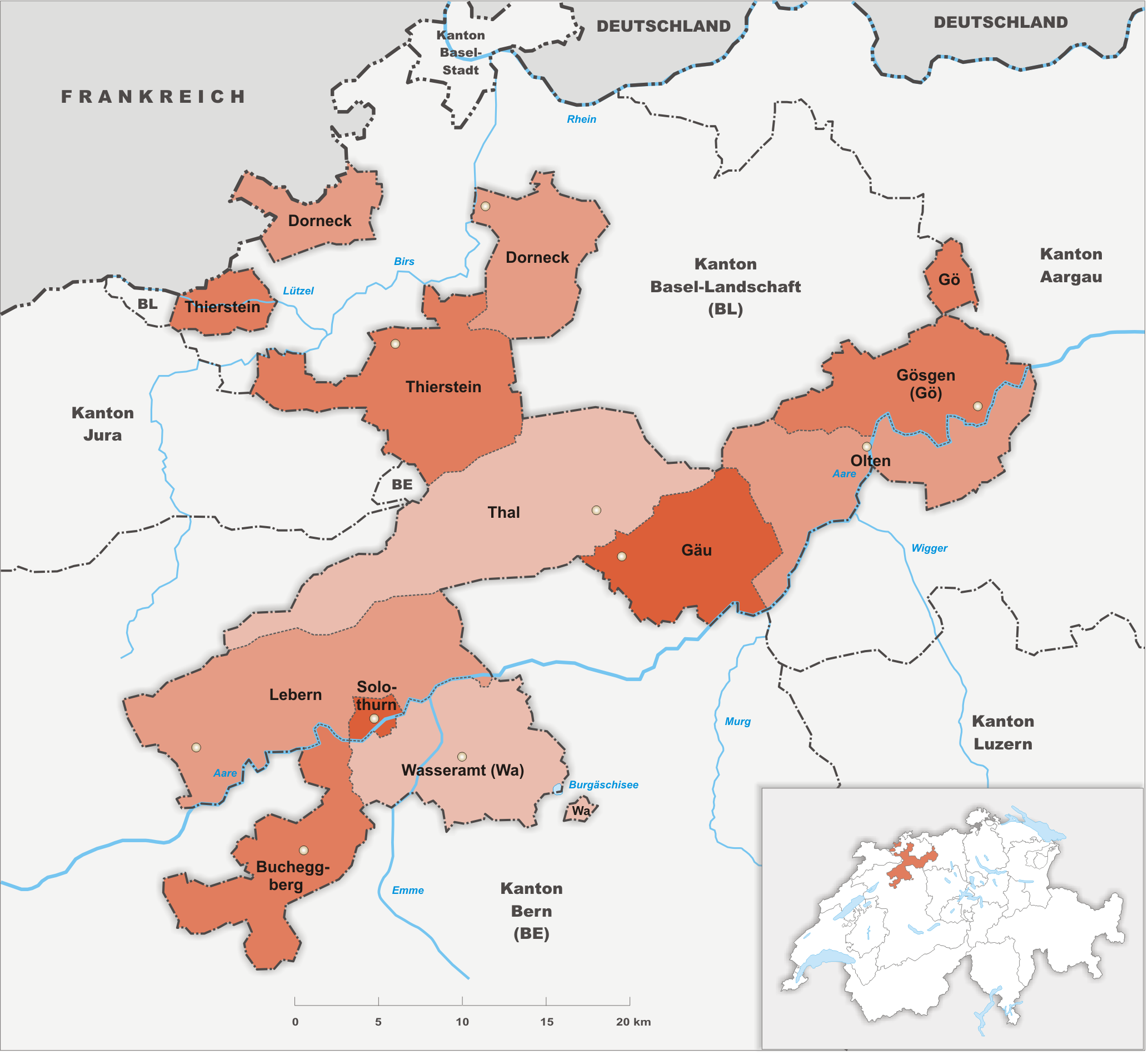
Bezirke des Kantons Solothurn

Der Kanton Solothurn gliedert sich in zehn Bezirke, die in fünf Amteien zusammengefasst sind. Verwaltungsrechtlich relevant sind seit 2005 nur noch die Amteien; die Bezirke haben lediglich noch eine statistische Funktion.
Stand: 1. Januar 2024
| Bezirk      | Einwohner (31. Dezember 2023) | Fläche in km² | Hauptort     | Anzahl Gemeinden | Amtei                 |
| ----------- | ----------------------------- | ------------- | ------------ | ---------------- | --------------------- |
| Bucheggberg | 8190                          | 62,68         | Buchegg      | 7                | Bucheggberg-Wasseramt |
| Dorneck     | 21'175                        | 74,70         | Dornach      | 11               | Dorneck-Thierstein    |
| Gäu         | 23'076                        | 62,05         | Oensingen    | 8                | Thal-Gäu              |
| Gösgen      | 25'711                        | 68,67         | Niedergösgen | 10               | Olten-Gösgen          |
| Lebern      | 47'838                        | 117,17        | Grenchen     | 15               | Solothurn-Lebern      |
| Olten       | 58'036                        | 80,57         | Olten        | 15               | Olten-Gösgen          |
| Solothurn   | 16'855                        | 6,28          | Solothurn    | 1                | Solothurn-Lebern      |
| Thal        | 15'385                        | 139,40        | Balsthal     | 8                | Thal-Gäu              |
| Thierstein  | 15'342                        | 102,27        | Breitenbach  | 12               | Dorneck-Thierstein    |
| Wasseramt   | 55'236                        | 76,67         | Kriegstetten | 19               | Bucheggberg-Wasseramt |
| Total (10)  | 286'844                       | 790,46        | Solothurn    | 106              | -                     |

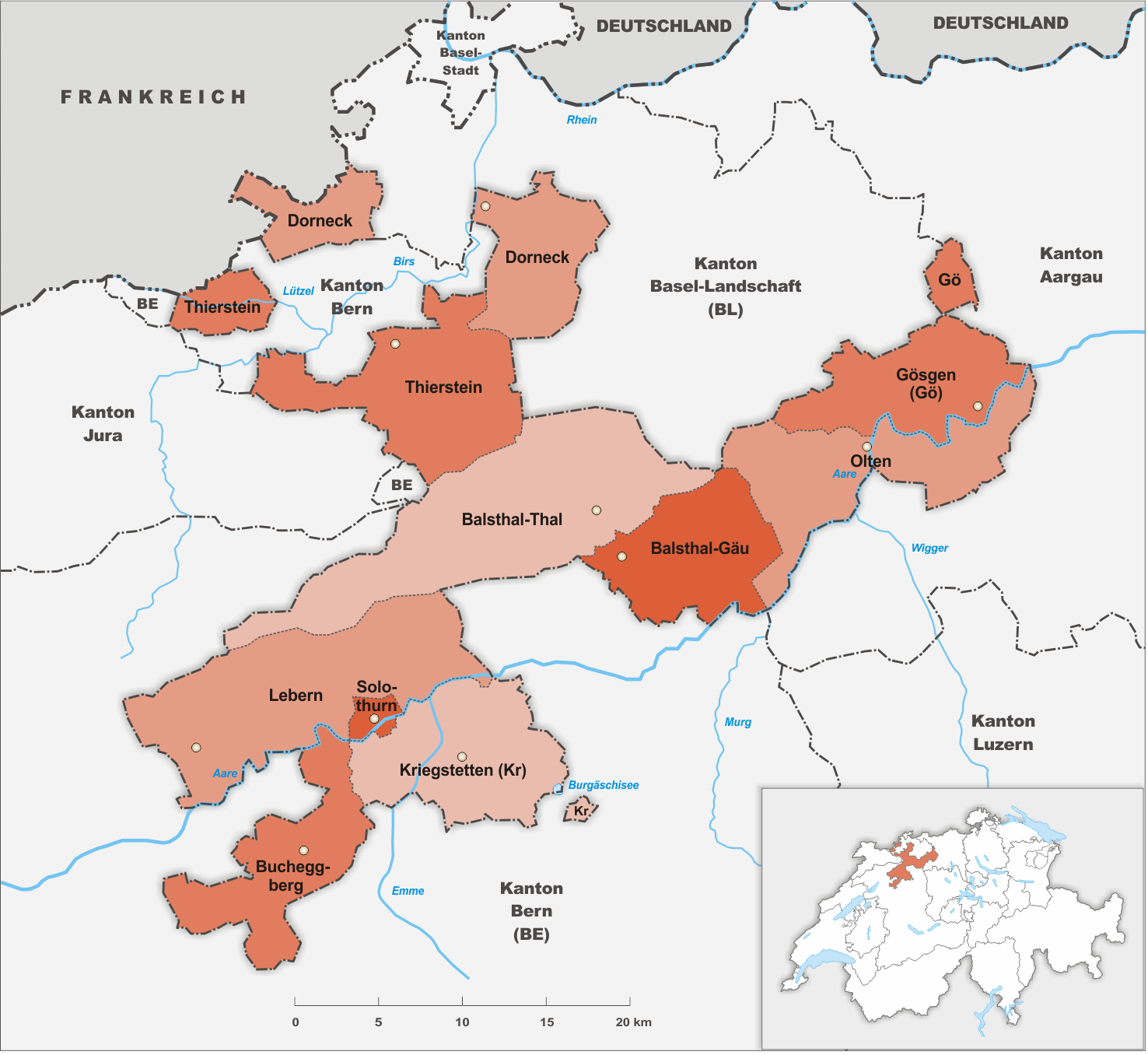
Bezirke des Kantons Solothurn bis 1990
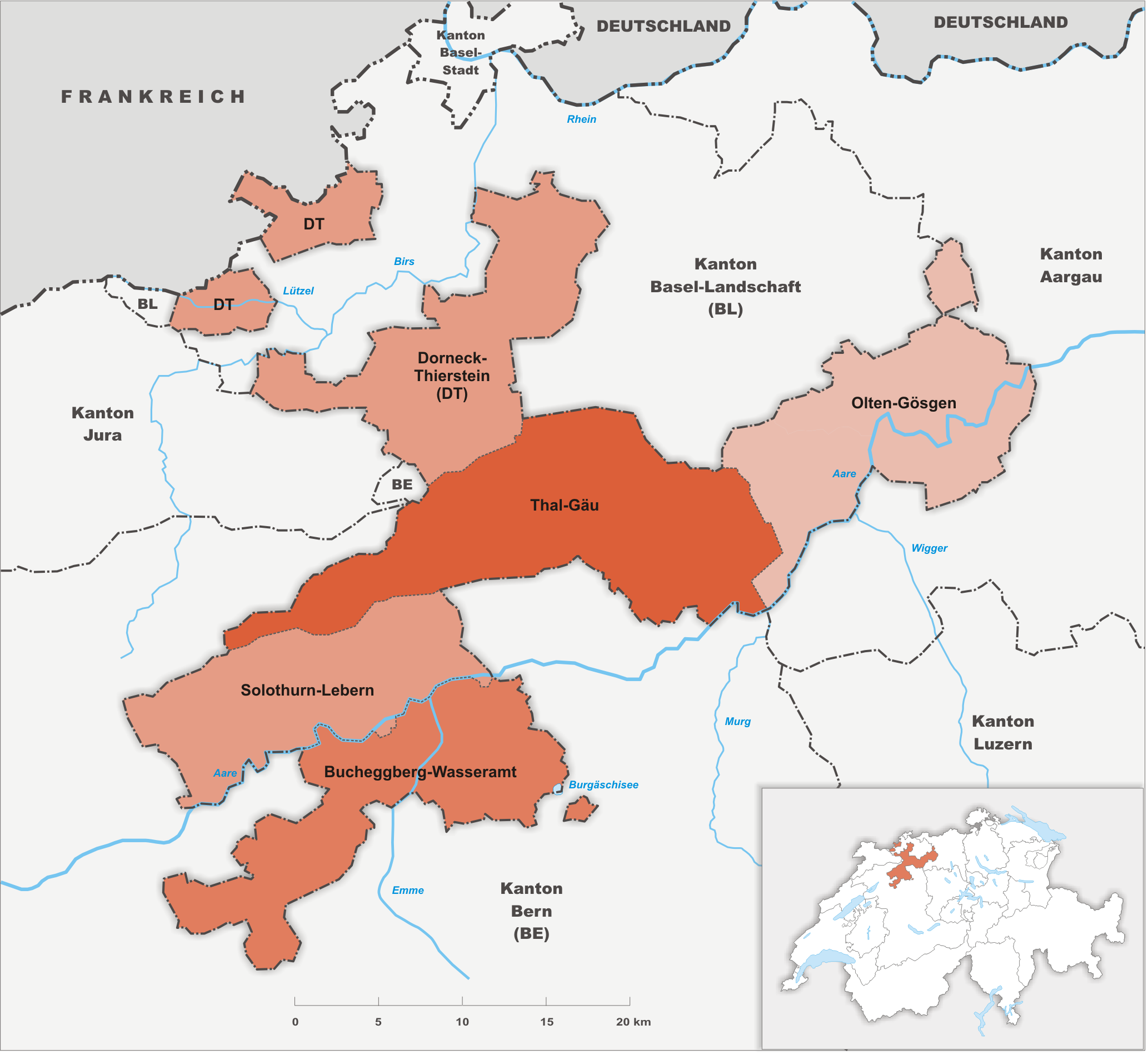
Amteien des Kantons Solothurn

- Umbenennung der Bezirke Balsthal-Gäu nach Gäu, Balsthal-Thal nach Thal und Kriegstetten nach Wasseramt.

### Kanton Basel-Stadt
Der Kanton Basel-Stadt ist nicht in Bezirke, sondern in drei Gemeinden unterteilt. Die Gesamtfläche des Kantons Basel-Stadt beträgt 36,95 km².
Bis 1889 bestanden in Basel-Stadt jedoch zwei Bezirke: Der Stadtbezirk mit der Gemeinde Basel und der Landbezirk mit den Gemeinden Kleinhüningen, Riehen und Bettingen.

### Kanton Basel-Landschaft
Der Kanton Basel-Landschaft ist in fünf Bezirke aufgeteilt:

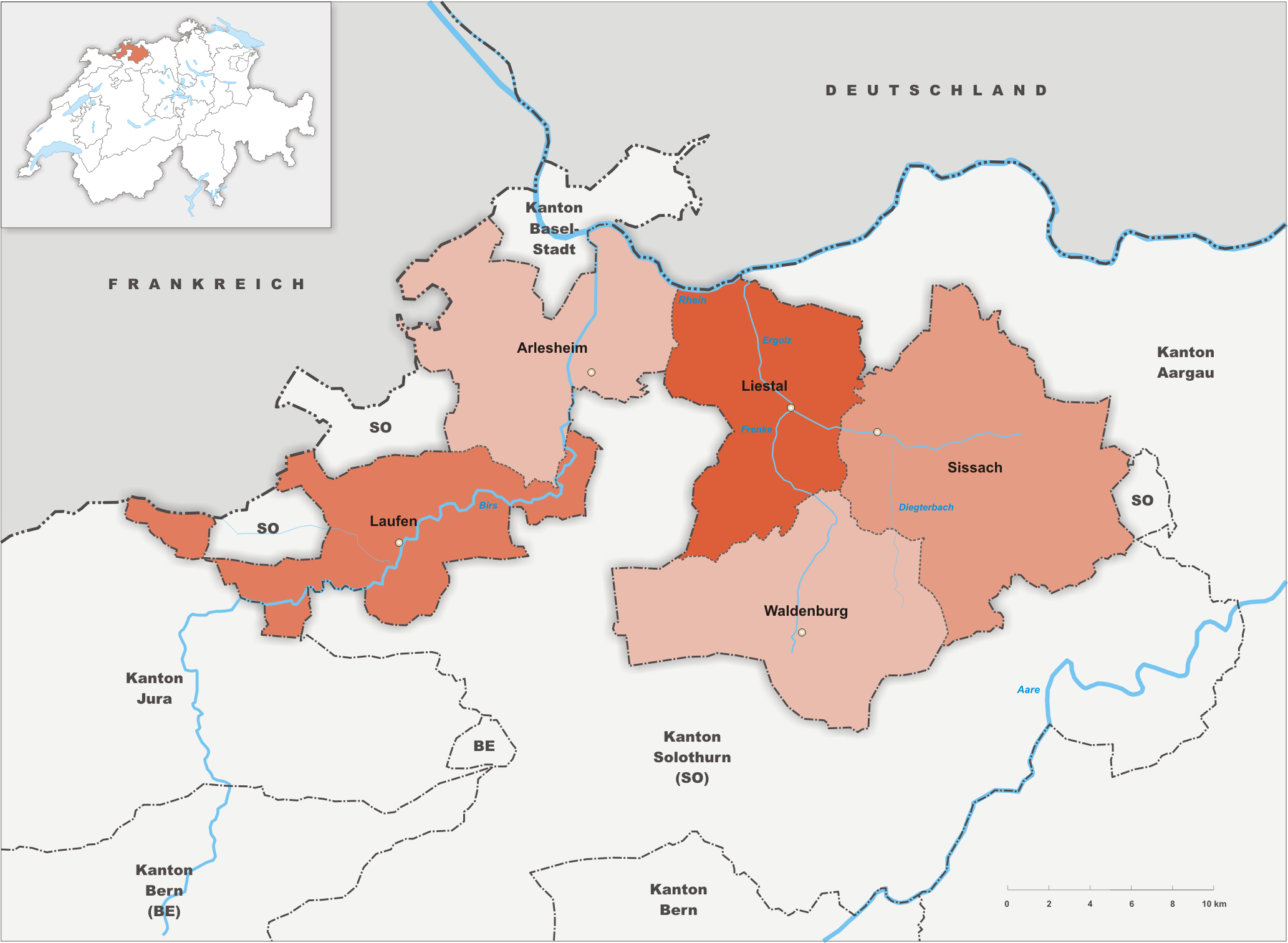
Bezirke des Kantons Basel-Landschaft

| Bezirk     | Einwohner (31. Dezember 2023) | Fläche in km² | Hauptort   | Anzahl Gemeinden |
| ---------- | ----------------------------- | ------------- | ---------- | ---------------- |
| Arlesheim  | 160'612                       | 96,22         | Arlesheim  | 15               |
| Laufen     | 21'091                        | 89,56         | Laufen     | 13               |
| Liestal    | 63'597                        | 85,86         | Liestal    | 14               |
| Sissach    | 37'163                        | 141,04        | Sissach    | 29               |
| Waldenburg | 16'374                        | 104,99        | Waldenburg | 15               |
| Total (5)  | 298'837                       | 517,67        | Liestal    | 86               |

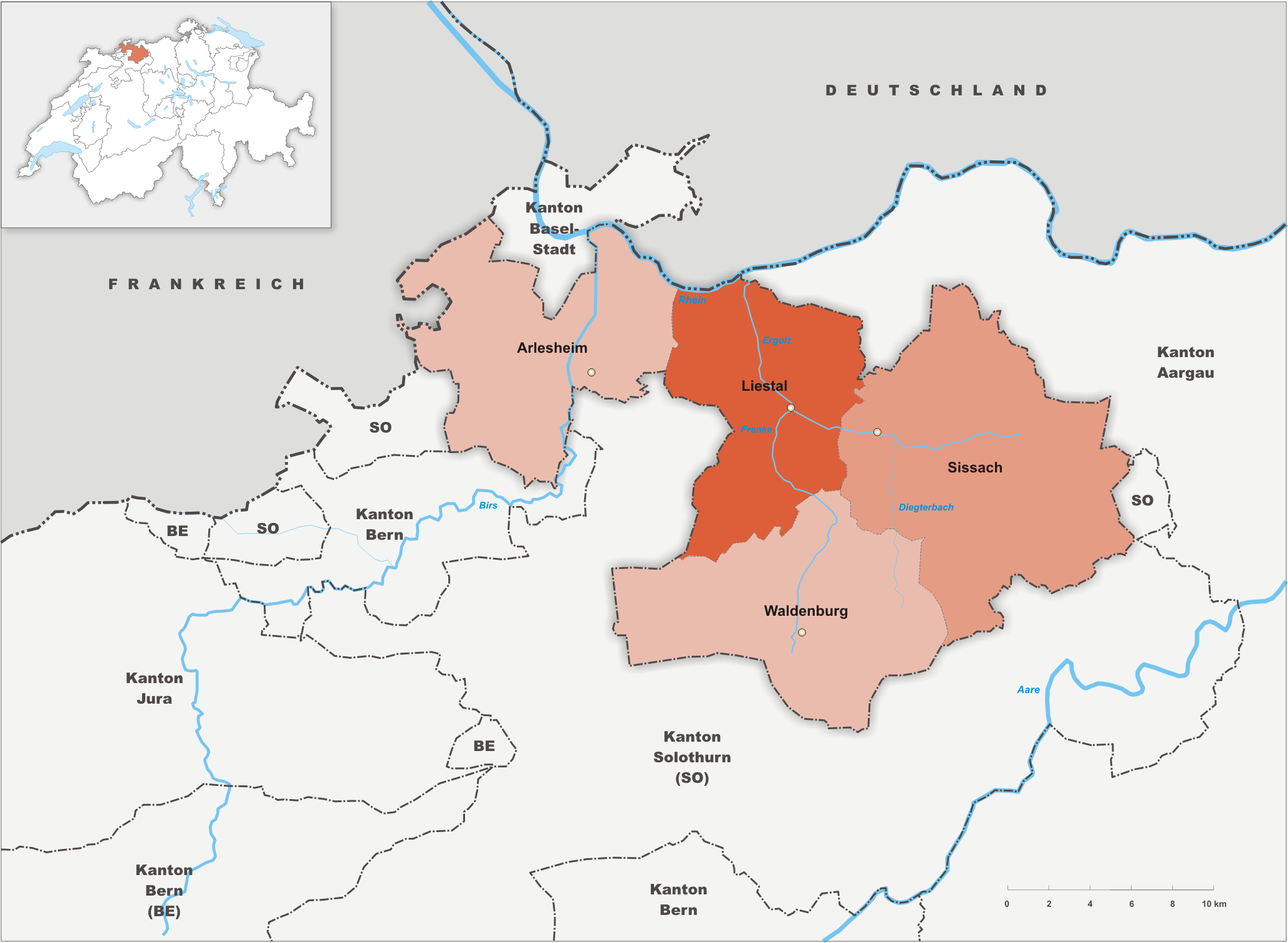
Bezirke des Kantons Basel-Landschaft bis 31. Dezember 1993

- Vor dem Wechsel des Laufentals zum Kanton Basel-Landschaft am 1. Januar 1994 gehörte der Bezirk Laufen zum Kanton Bern.
- Die Aufteilung des Bezirks Arlesheim in einen Bezirk Birstal und einen Bezirk Birsigtal stand in den 1990er-Jahren zur Diskussion; er ist mit Abstand der bevölkerungsreichste Bezirk. Um aber dem unteren Kantonsteil kein höheres Gewicht zu verleihen, wurde die Angelegenheit nicht mehr weiter verfolgt.

### Kanton Schaffhausen
Der Kanton Schaffhausen war in sechs Bezirke unterteilt.

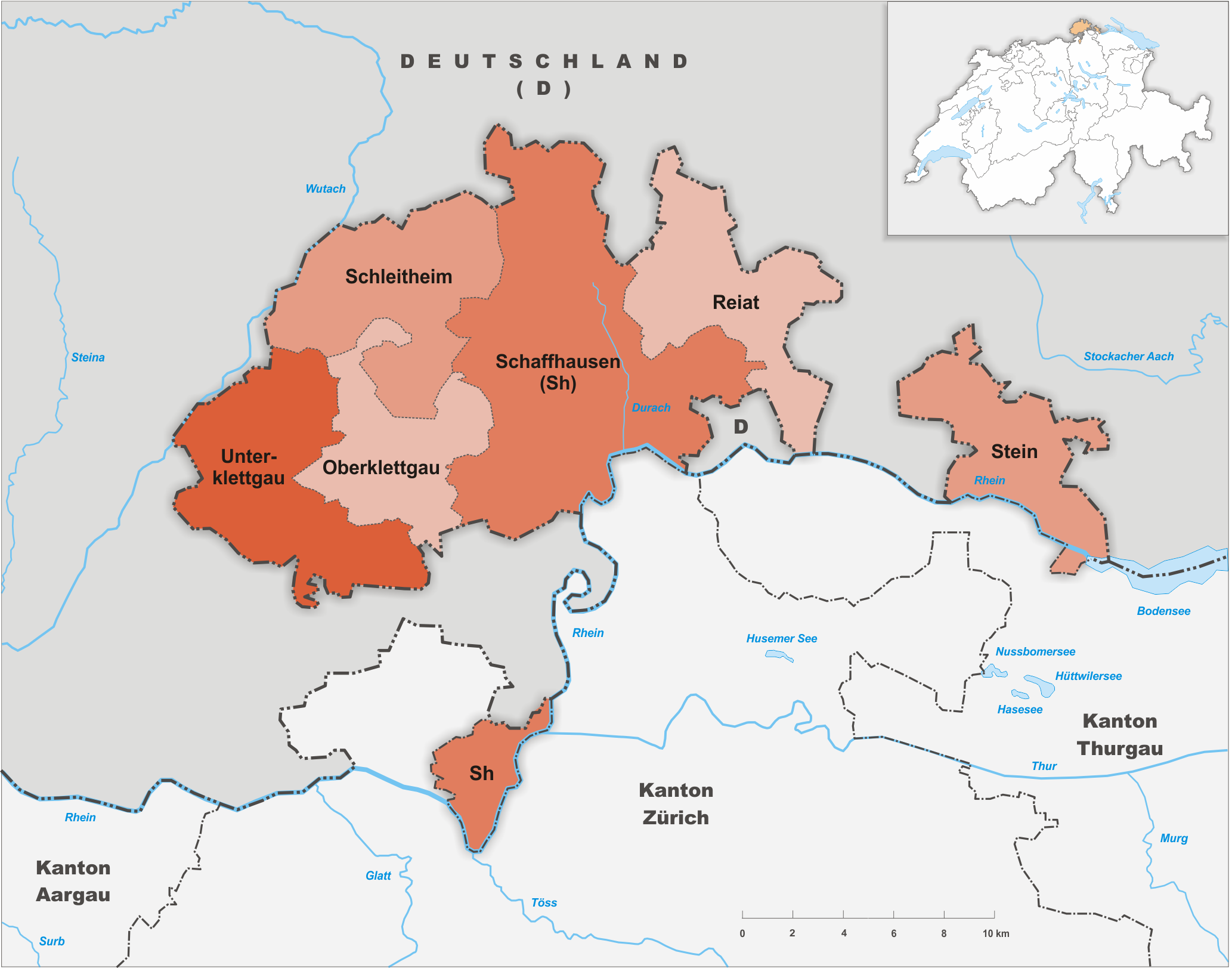
Bezirke des Kantons Schaffhausen

Im Juli 1999 wurden im Kanton die Bezirksverwaltungen abgeschafft. Die Territorien der Bezirke selber blieben aber als statistische Einheiten bestehen. Mit diesen meist nicht deckungsgleich sind die seit 2003 geltenden Wahlkreise zum Kantonsrat: Schaffhausen, Klettgau, Neuhausen, Reiat, Stein und Buchberg-Rüdlingen.
Stand 1. Januar 2013
| Bezirk        | Einwohner (31. Dezember 2023) | Fläche in km² | Anzahl Gemeinden |
| ------------- | ----------------------------- | ------------- | ---------------- |
| Oberklettgau  | 5233                          | 31,88         | 3                |
| Reiat         | 9503                          | 39,33         | 5                |
| Schaffhausen  | 58'001                        | 105,73        | 7                |
| Schleitheim   | 3188                          | 43,63         | 3                |
| Stein         | 5990                          | 30,98         | 4                |
| Unterklettgau | 5196                          | 46,61         | 4                |
| Total (6)     | 87'111                        | 298,42        | 26               |

Die Landfläche im Kanton Schaffhausen beträgt 298,16 km², die Seefläche beträgt 0,26 km² (= Anteil Bodensee). Somit beträgt die Gesamtfläche des Kantons Schaffhausen 298,42 km².

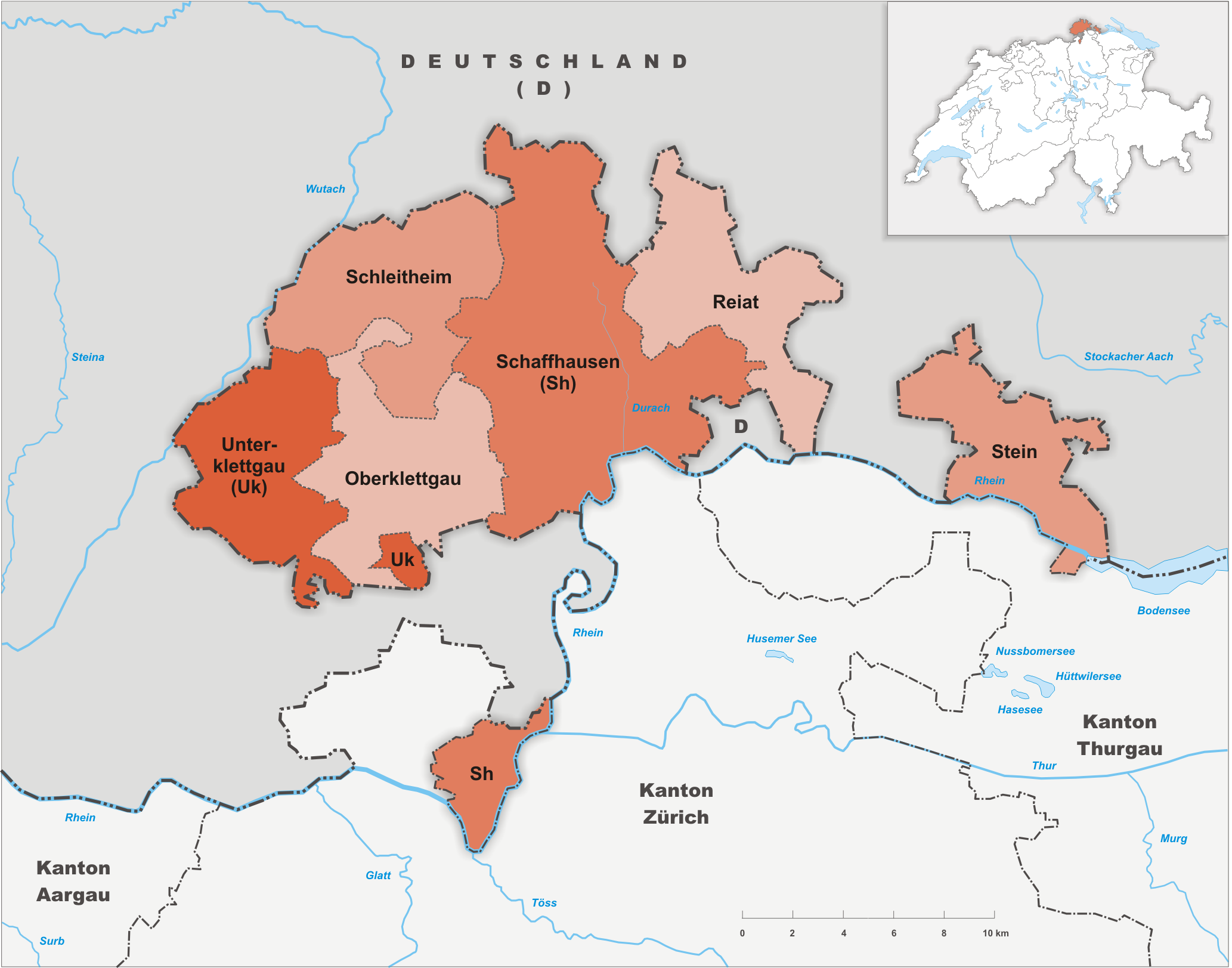
Bezirke des Kantons Schaffhausen bis 2004
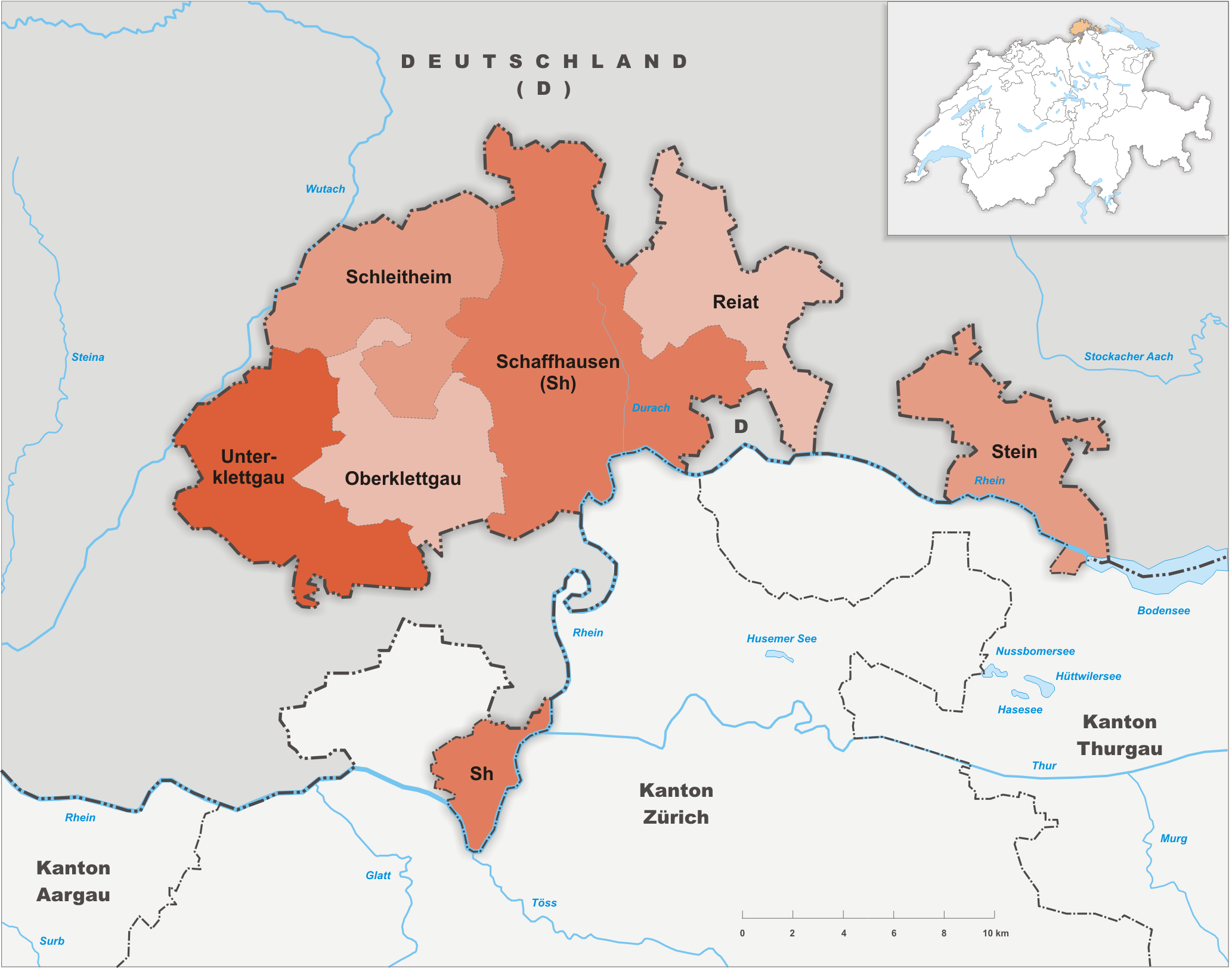
Bezirke des Kantons Schaffhausen bis 2012

- Durch die Fusion der Gemeinden Osterfingen mit Wilchingen per 1. Januar 2005 wechselt die Fläche der ehemaligen Gemeinde Osterfingen vom Bezirk Oberklettgau zum Bezirk Unterklettgau.
- Durch die Fusion der Gemeinden Guntmadingen mit Beringen per 1. Januar 2013 wechselt die Fläche der ehemaligen Gemeinde Guntmadingen vom Bezirk Oberklettgau zum Bezirk Schaffhausen.

Man spricht auch vom oberen Kantonsteil (Bezirk Stein) und vom unteren Kantonsteil (Gemeinden Rüdlingen und Buchberg) in Bezug auf deren Lage am Rhein und ihrer geografischen Trennung vom grössten Teil des Kantons Schaffhausen (siehe Karte).

### Kanton Appenzell Ausserrhoden
Der Kanton Appenzell Ausserrhoden war in drei Bezirke unterteilt.

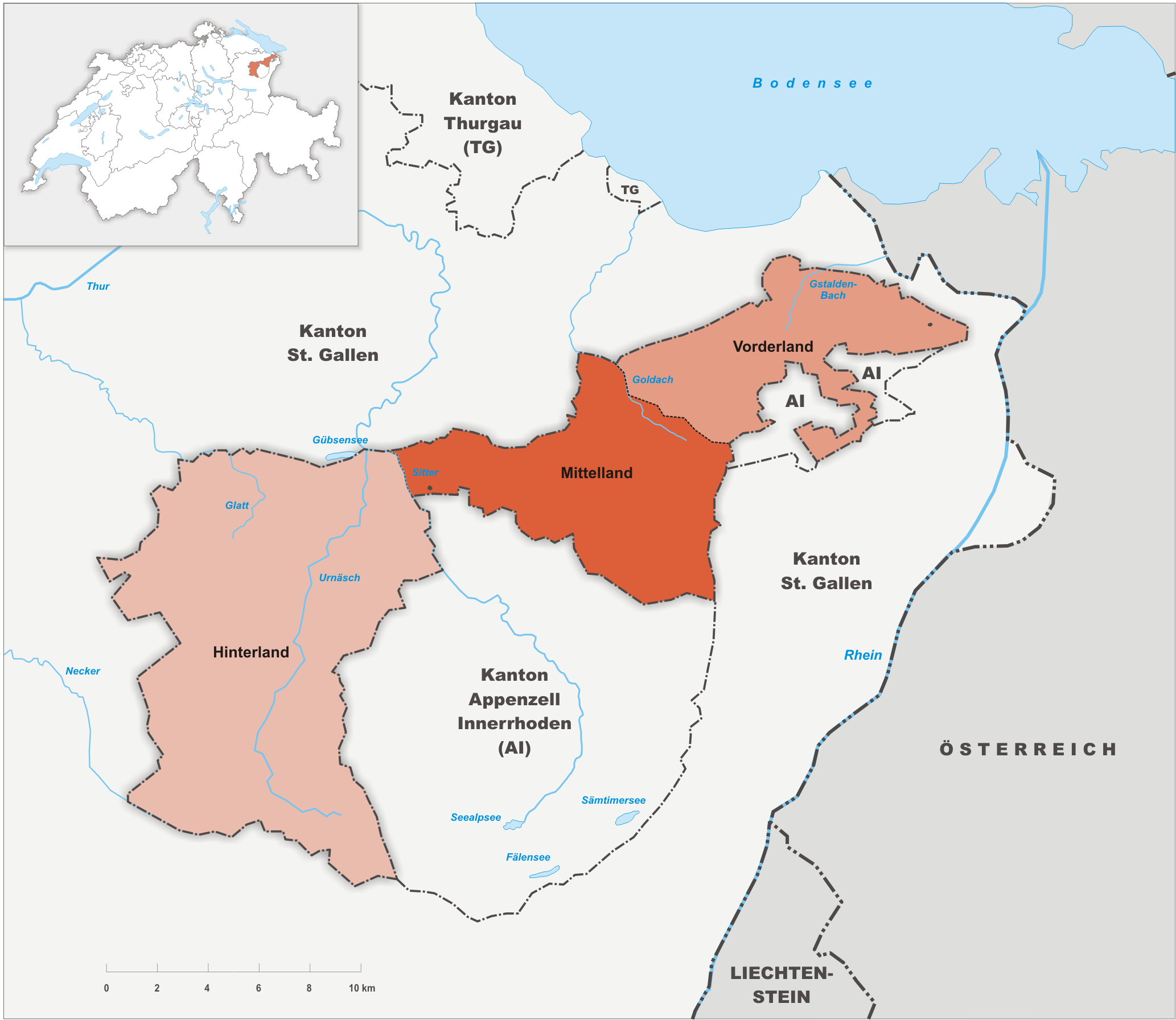
Bezirke des Kantons Appenzell Ausserrhoden

1995 wurden im Kanton die Bezirksverwaltungen abgeschafft. Die Bezirke selber blieben aber als statistische Einheiten bestehen.
| Bezirk     | Einwohner (31. Dezember 2023) | Fläche in km² | Anzahl Gemeinden |
| ---------- | ----------------------------- | ------------- | ---------------- |
| Hinterland | 24'668                        | 136,16        | 7                |
| Mittelland | 17'930                        | 60,27         | 5                |
| Vorderland | 13'897                        | 46,41         | 8                |
| Total (3)  | 56'495                        | 242,84        | 20               |

### Kanton Appenzell Innerrhoden
Der Kanton Appenzell Innerrhoden kennt zwei Landesteile, den Inneren (umfasst den Hauptteil des Kantons) und den Äusseren (mit dem Bezirk Oberegg identisch). Diese nehmen Aufgaben wahr, die in anderen Kantonen teils den Gemeinden, teils den Bezirken zugeordnet sind. Das aus anderen Kantonen bekannte Bezirksgericht und die Erbschaftsbehörde beispielsweise sind den Landesteilen zugeordnet; zudem sind sie Träger des Gemeindebürgerrechts:
- Innerer Landesteil
- Äusserer Landesteil

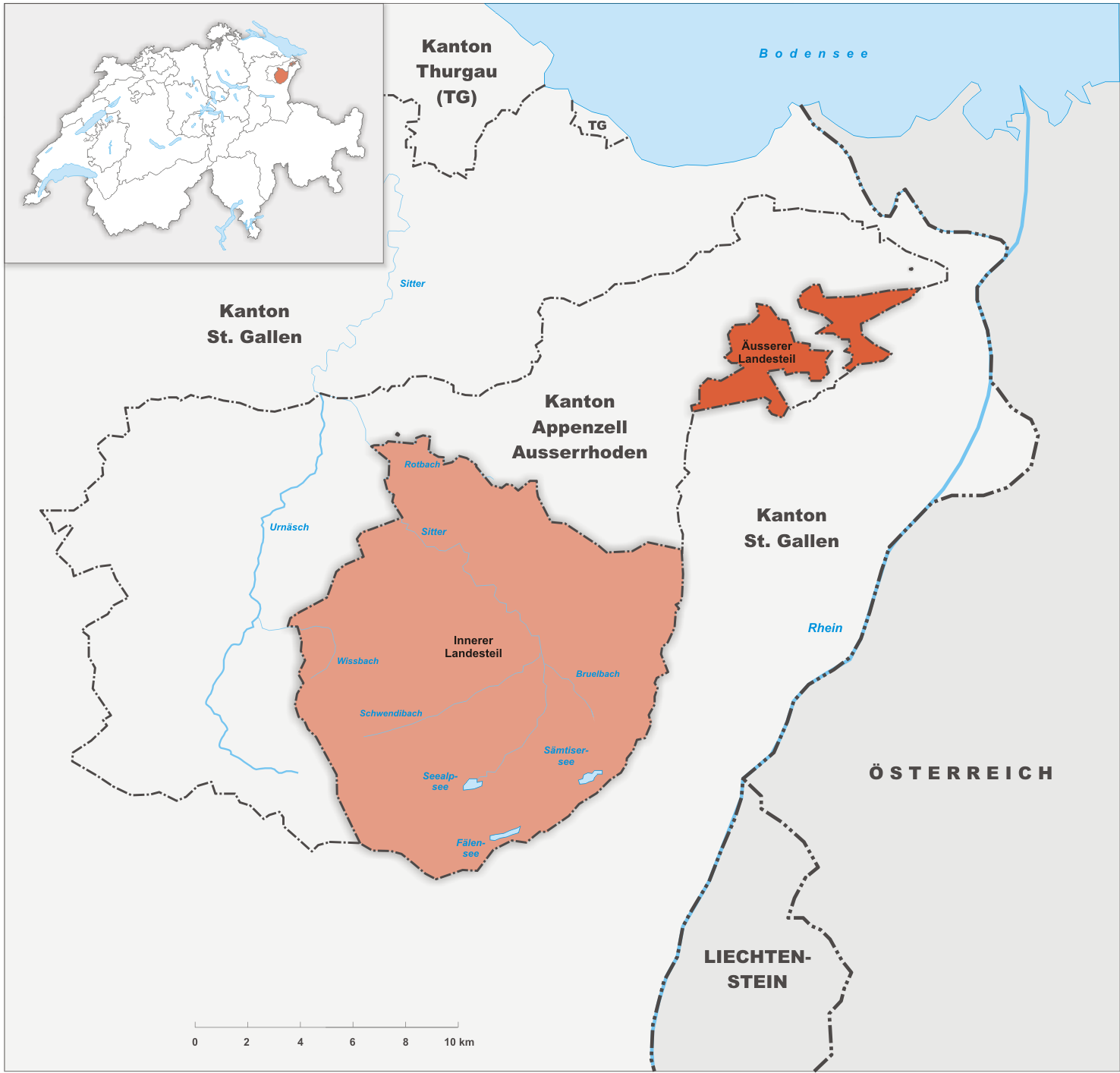
Landesteile des Kantons Appenzell Innerrhoden

Die Bezirke im Kanton Appenzell Innerrhoden entsprechen den politischen Gemeinden anderer Kantone und sind die unterste Verwaltungseinheit. Innerrhoden ist in 5 Bezirke aufgeteilt:

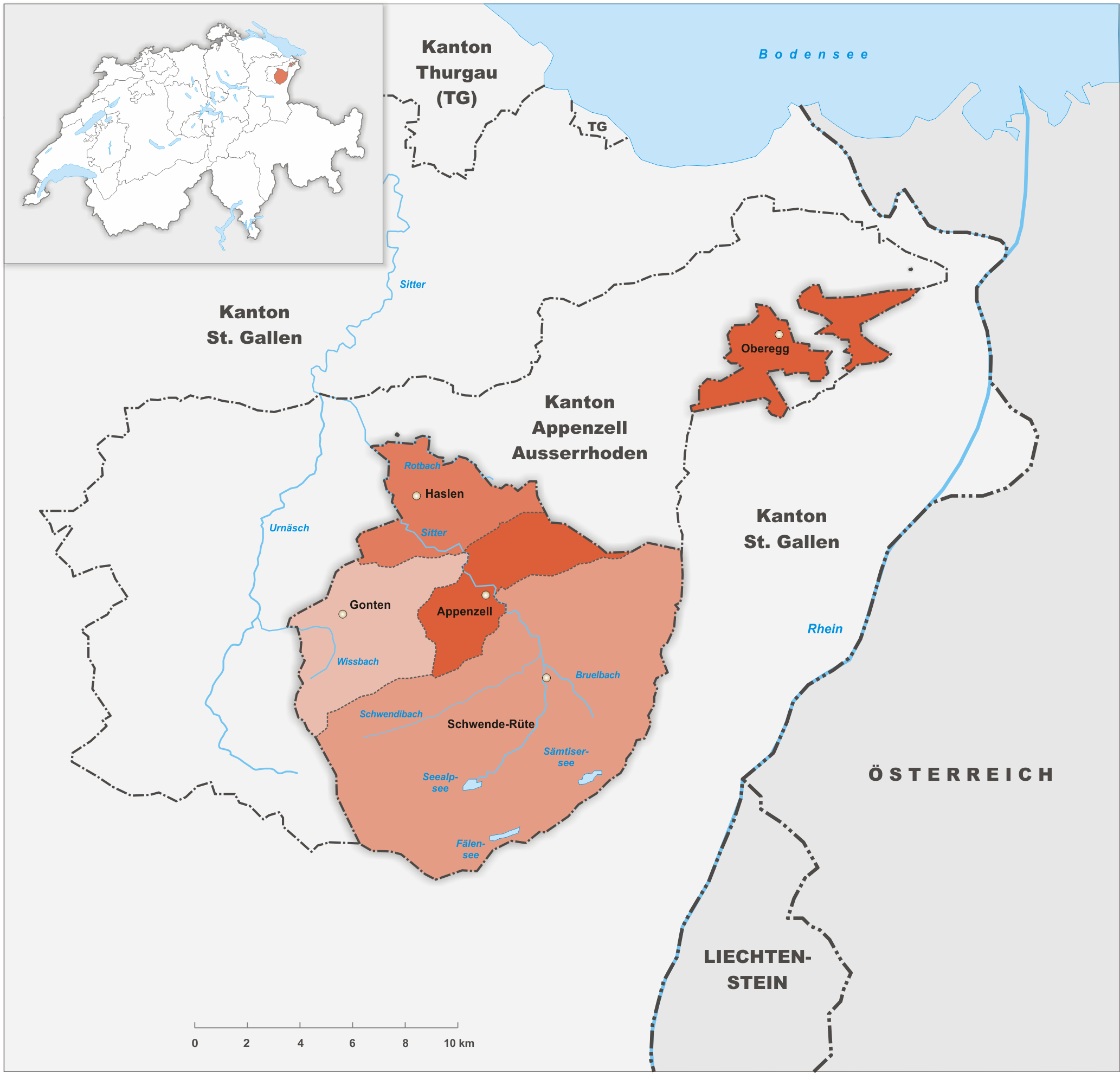
Bezirke des Kantons Appenzell Innerrhoden

| Bezirk         | Einwohner (31. Dezember 2023) | Fläche in km² |
| -------------- | ----------------------------- | ------------- |
| Appenzell      | 6009                          | 16,88         |
| Gonten         | 1464                          | 24,73         |
| Oberegg        | 1931                          | 14,61         |
| Schlatt-Haslen | 1121                          | 17,93         |
| Schwende-Rüte  | 6060                          | 98,33         |
| Total (5)      | 16'585                        | 172,48        |

### Kanton St. Gallen
Der Kanton St. Gallen ist seit 2003 in acht Wahlkreise unterteilt. Obgleich diese nicht der Dezentralisierung der kantonalen Verwaltung dienen, werden sie vom Bundesamt für Statistik im Sinne von Bezirken geführt.
| Wahlkreis     | Einwohner (31. Dezember 2023) | Fläche in km² | Anzahl Gemeinden |
| ------------- | ----------------------------- | ------------- | ---------------- |
| Rheintal      | 77'977                        | 138,94        | 13               |
| Rorschach     | 45'321                        | 50,46         | 9                |
| Sarganserland | 43'837                        | 517,78        | 8                |
| See-Gaster    | 71'692                        | 245,91        | 10               |
| St. Gallen    | 126'137                       | 157,67        | 9                |
| Toggenburg    | 48'791                        | 488,59        | 10               |
| Werdenberg    | 42'201                        | 206,51        | 6                |
| Wil           | 79'158                        | 145,24        | 10               |
| Total (8)     | 535'114                       | 2028,20       | 75               |

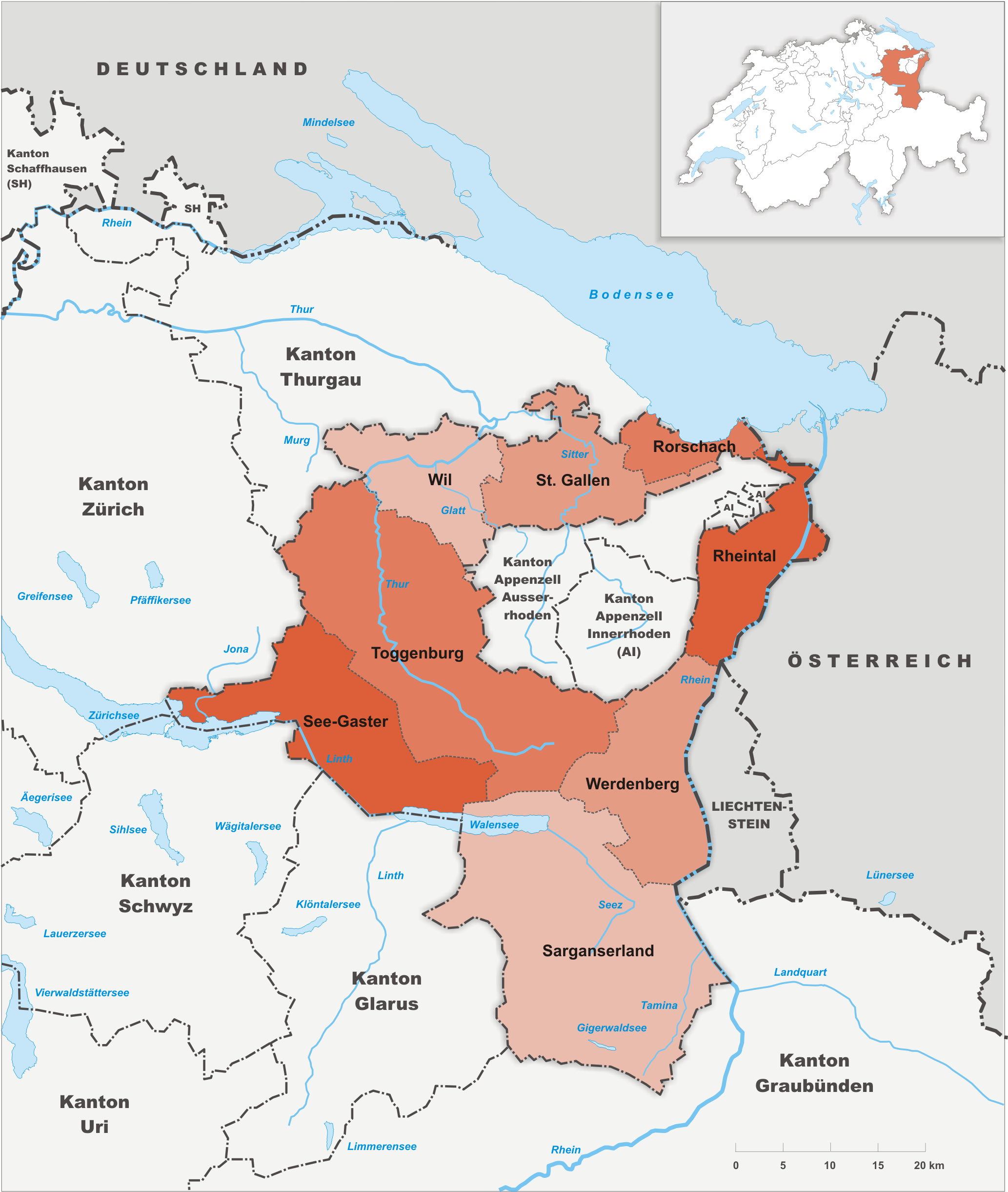
Wahlkreise des Kantons St. Gallen

Die Landfläche des Kantons St. Gallen beträgt 1'951,09 km², der Seeflächenanteil beträgt 79,67 km² (Anteile Bodensee 49,25 km², Walensee 19,48 km², Zürichsee 10,94 km²). Die Gesamtfläche des Kantons St. Gallen beträgt somit 2'030,76 km².

### Kanton Graubünden

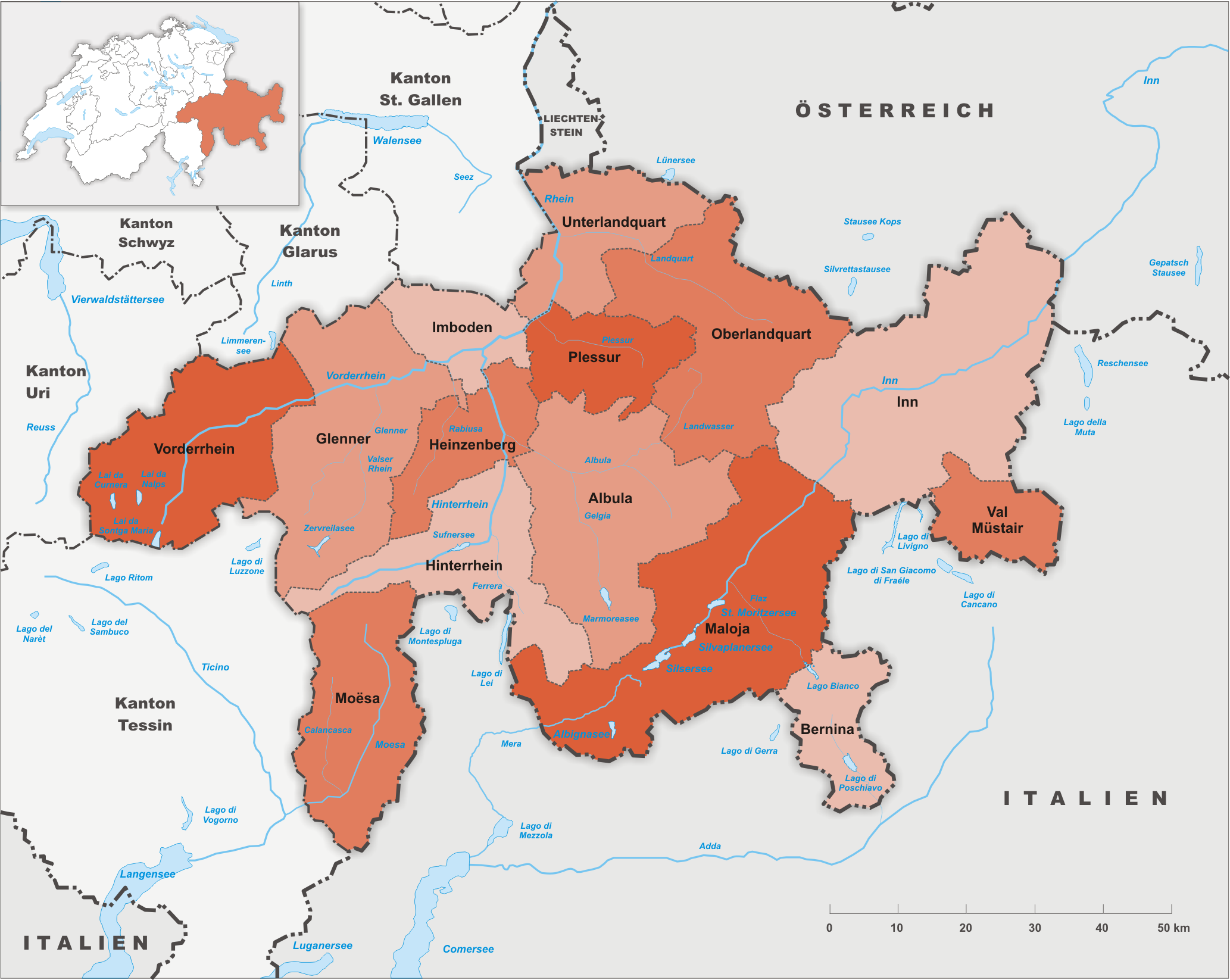
Bezirke des Kantons Graubünden bis 2000

Der Kanton Graubünden wird seit dem 1. Januar 2017 in elf Regionen eingeteilt. Sie entsprechen im Wesentlichen den natürlichen Landschaftsräumen.

Stand: 1. Januar 2025
| Region                      | Einwohner (31. Dezember 2023) | Fläche in km² | Einw. pro km² | Anzahl Gemeinden |
| --------------------------- | ----------------------------- | ------------- | ------------- | ---------------- |
| Albula                      | 8117                          | 683.51        | 12            | 6                |
| Bernina                     | 4630                          | 237.31        | 20            | 2                |
| Engiadina Bassa/Val Müstair | 9139                          | 1196.53       | 8             | 5                |
| Imboden                     | 21'964                        | 203.80        | 108           | 7                |
| Landquart                   | 26'354                        | 174.67        | 151           | 8                |
| Maloja                      | 18'162                        | 973.58        | 19            | 12               |
| Moesa                       | 9230                          | 496.06        | 19            | 12               |
| Plessur                     | 44'532                        | 285.30        | 156           | 3                |
| Prättigau/Davos             | 26'554                        | 853.40        | 31            | 11               |
| Surselva                    | 21'804                        | 1373.55       | 16            | 15               |
| Viamala                     | 14'402                        | 627.59        | 23            | 19               |
| Total (11)                  | 204'888                       | 7105.30       | 29            | 100              |

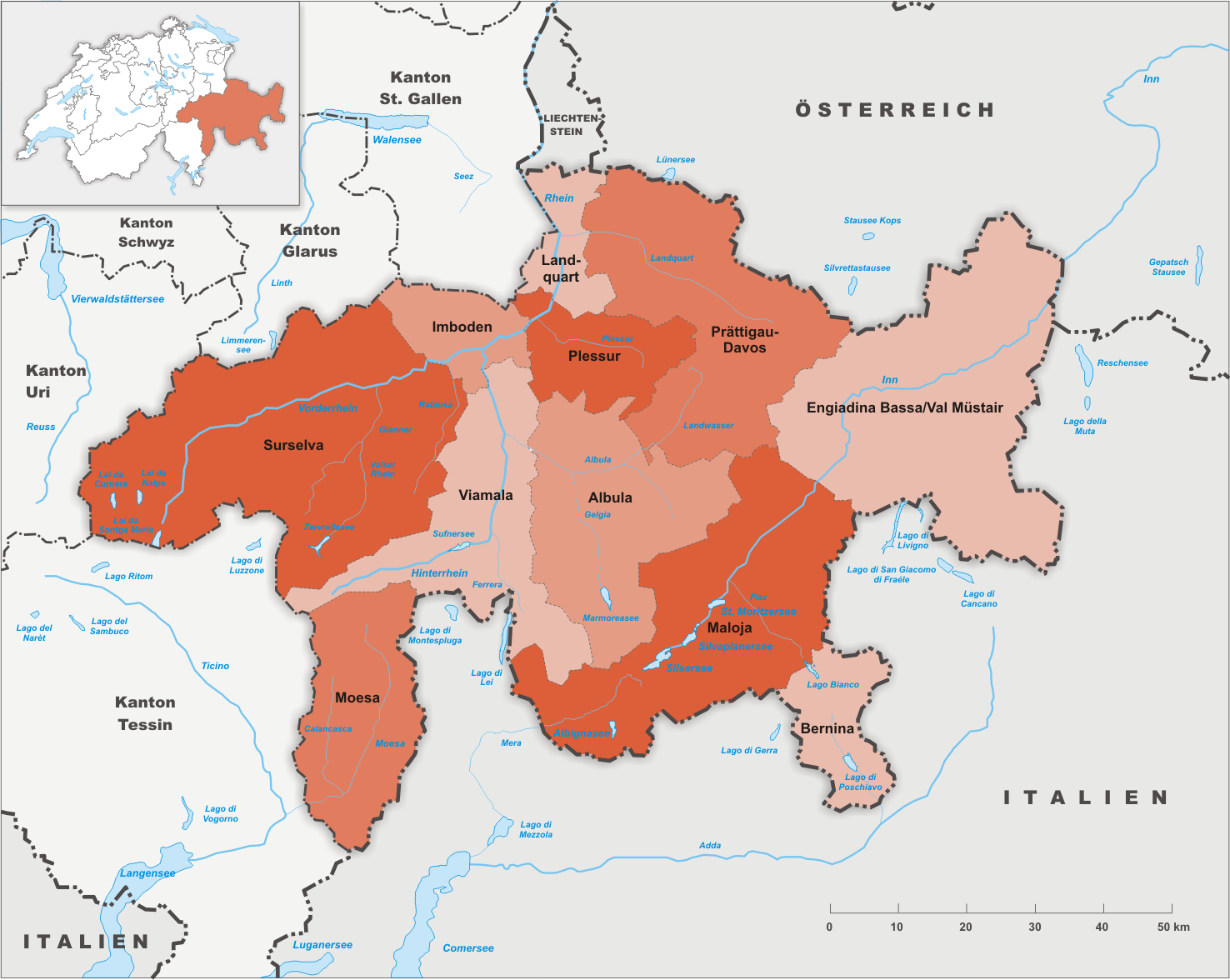
Regionen des Kantons Graubünden

Der Kanton Graubünden war bis zum 31. Dezember 2016 in elf Bezirke eingeteilt. Sie entsprachen im Wesentlichen den natürlichen Landschaftsräumen. Die Bezirke waren wiederum in 39 Kreise unterteilt.

Stand: 1. Januar 2014
| Bezirk          | Einwohner (31. Dezember 2015) | Fläche in km² | Anzahl Gemeinden | Kreise                                                  |
| --------------- | ----------------------------- | ------------- | ---------------- | ------------------------------------------------------- |
| Albula          | 8210                          | 723,13        | 16               | Alvaschein, Belfort, Bergün, Surses                     |
| Bernina         | 4619                          | 237,31        | 2                | Brusio, Poschiavo                                       |
| Hinterrhein     | 13'179                        | 617,67        | 24               | Avers, Domleschg, Rheinwald, Schams, Thusis             |
| Imboden         | 20'158                        | 203,81        | 7                | Rhäzüns, Trins                                          |
| Inn             | 9476                          | 1'196,55      | 5                | Sur Tasna, Ramosch, Suot Tasna, Val Müstair             |
| Landquart       | 25'555                        | 193,19        | 9                | Fünf Dörfer, Maienfeld                                  |
| Maloja          | 18'698                        | 973,65        | 12               | Bergell, Oberengadin                                    |
| Moesa           | 8426                          | 496,05        | 14               | Kreis Calanca, Misox, Roveredo                          |
| Plessur         | 40'707                        | 266,73        | 5                | Chur, Churwalden, Schanfigg                             |
| Prättigau-Davos | 26'257                        | 823,74        | 13               | Davos, Jenaz, Klosters, Küblis, Luzein, Schiers, Seewis |
| Surselva        | 21'325                        | 1'373,56      | 18               | Cadi/Disentis, Ilanz, Lumnezia/Lugnez, Ruis, Safien     |
| Total (11)      | 196'610                       | 7'105,39      | 125              | (39)                                                    |

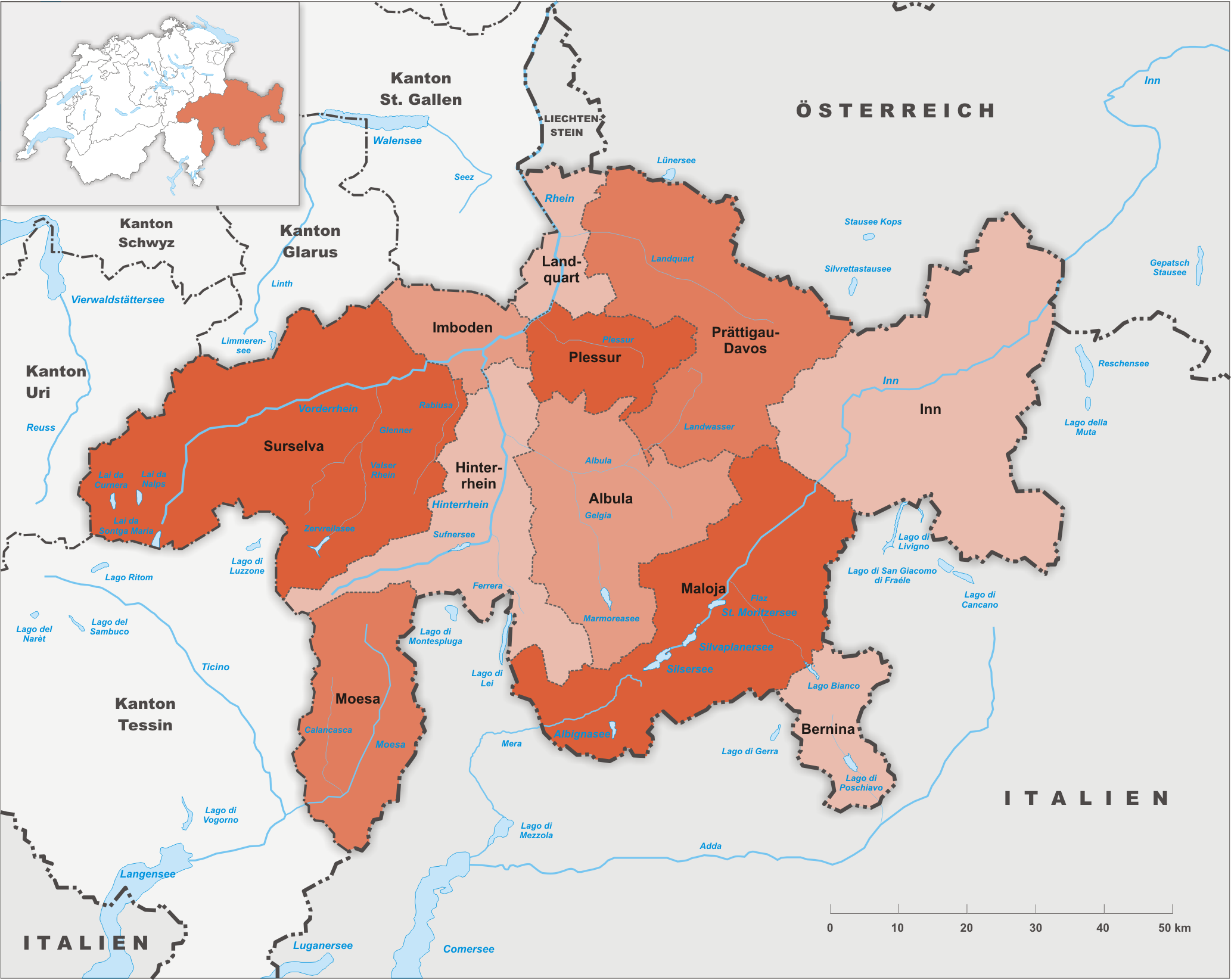
Bezirke des Kantons Graubünden

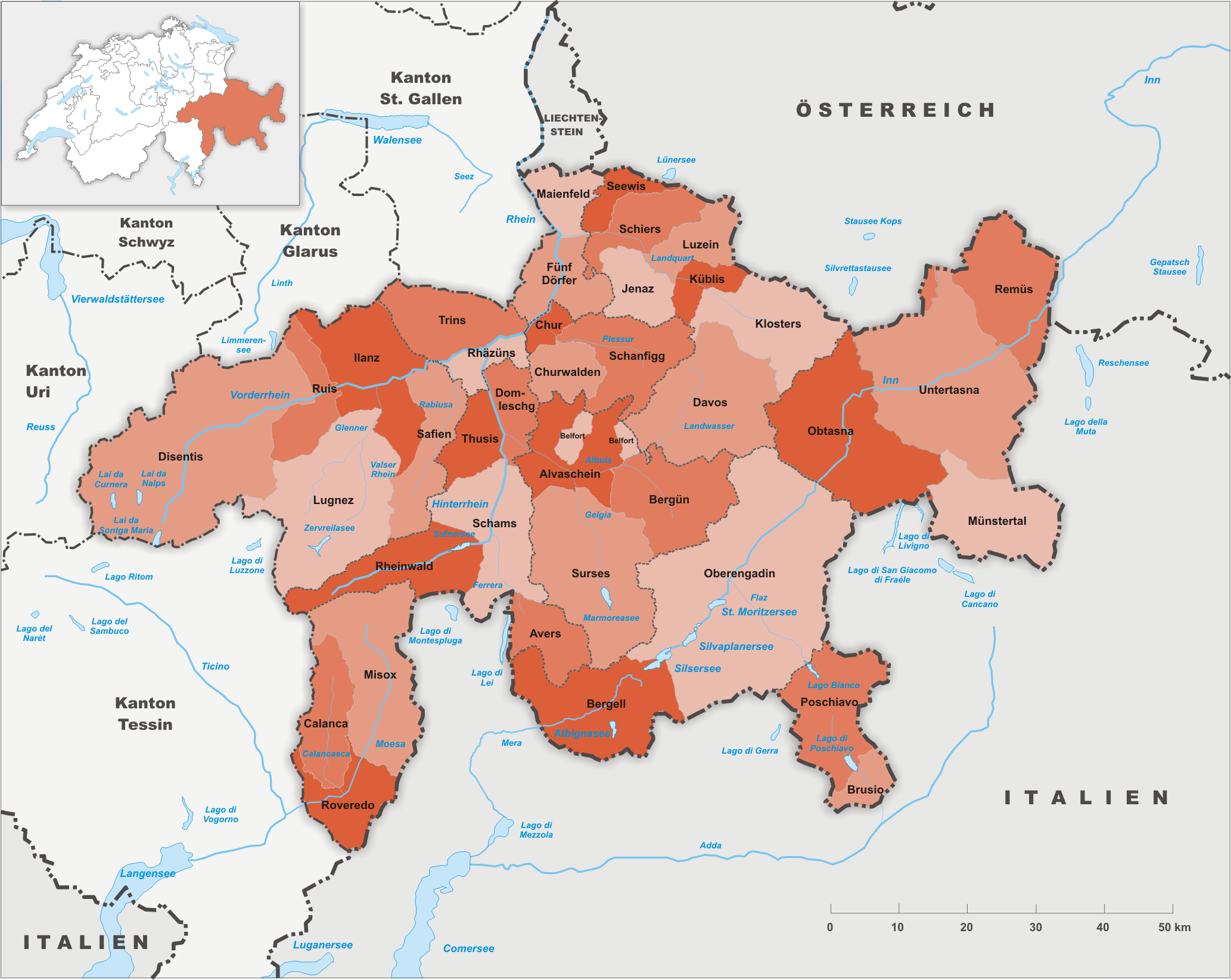
Kreise des Kantons Graubünden

- Durch die Fusion der Gemeinden Davos und Wiesen per 1. Januar 2009 wechselt das Gebiet der ehemaligen Gemeinde Wiesen (29,58 km²) vom Bezirk Albula zum Bezirk Prättigau/Davos.

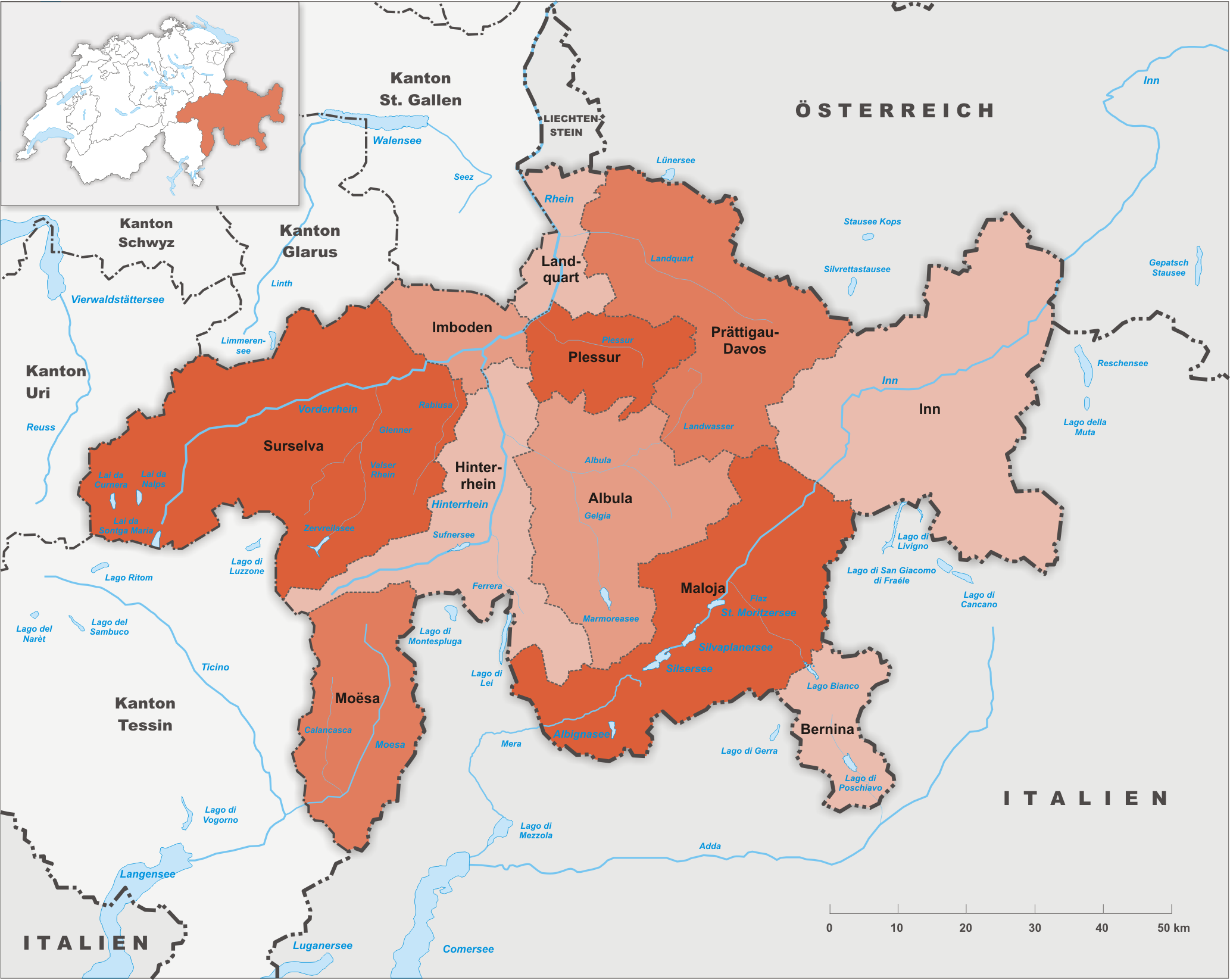
Bezirke des Kantons Graubünden bis 2008

Bis Ende 2000 war der Kanton Graubünden in 14 Bezirke eingeteilt.
Am 1. Januar 2001 vereinigten sich die Bezirke Glenner und Vorderrhein sowie der Kreis Safien des Bezirks Heinzenberg zum Bezirk Surselva. Die restlichen beiden Kreise des Bezirks Heinzenberg wurden dem Bezirk Hinterrhein angegliedert, und der Bezirk Val Müstair kam zum Bezirk Inn.
| Bezirk         | Fläche in km² | Anzahl Gemeinden | Kreise                                  |
| -------------- | ------------- | ---------------- | --------------------------------------- |
| Albula         | 723,05        | 23               | Alvaschein, Belfort, Bergün, Surses     |
| Bernina        | 237,30        | 2                | Brusio, Poschiavo                       |
| Glenner        | 696,14        | 37               | Ilanz, Lumnezia/Lugnez, Ruis            |
| Heinzenberg    | 263,07        | 24               | Domleschg, Safien, Thusis               |
| Hinterrhein    | 466,41        | 16               | Avers, Rheinwald, Schams                |
| Imboden        | 203,81        | 7                | Rhäzüns, Trins                          |
| Inn            | 997,91        | 12               | Ramosch, Sur Tasna, Suot Tasna          |
| Maloja         | 973,65        | 16               | Bergell, Oberengadin                    |
| Moesa          | 496,05        | 17               | Kreis Calanca, Misox, Roveredo          |
| Oberlandquart  | 669,25        | 11               | Davos, Jenaz, Klosters, Küblis, Luzein  |
| Plessur        | 266,75        | 16               | Chur, Churwalden, Schanfigg             |
| Unterlandquart | 347,82        | 16               | Fünf Dörfer, Maienfeld, Schiers, Seewis |
| Val Müstair    | 198,65        | 6                | Münstertal                              |
| Vorderrhein    | 565,53        | 7                | Cadi/Disentis                           |
| Total (14)     | 7'105,39      | 210              | (39)                                    |

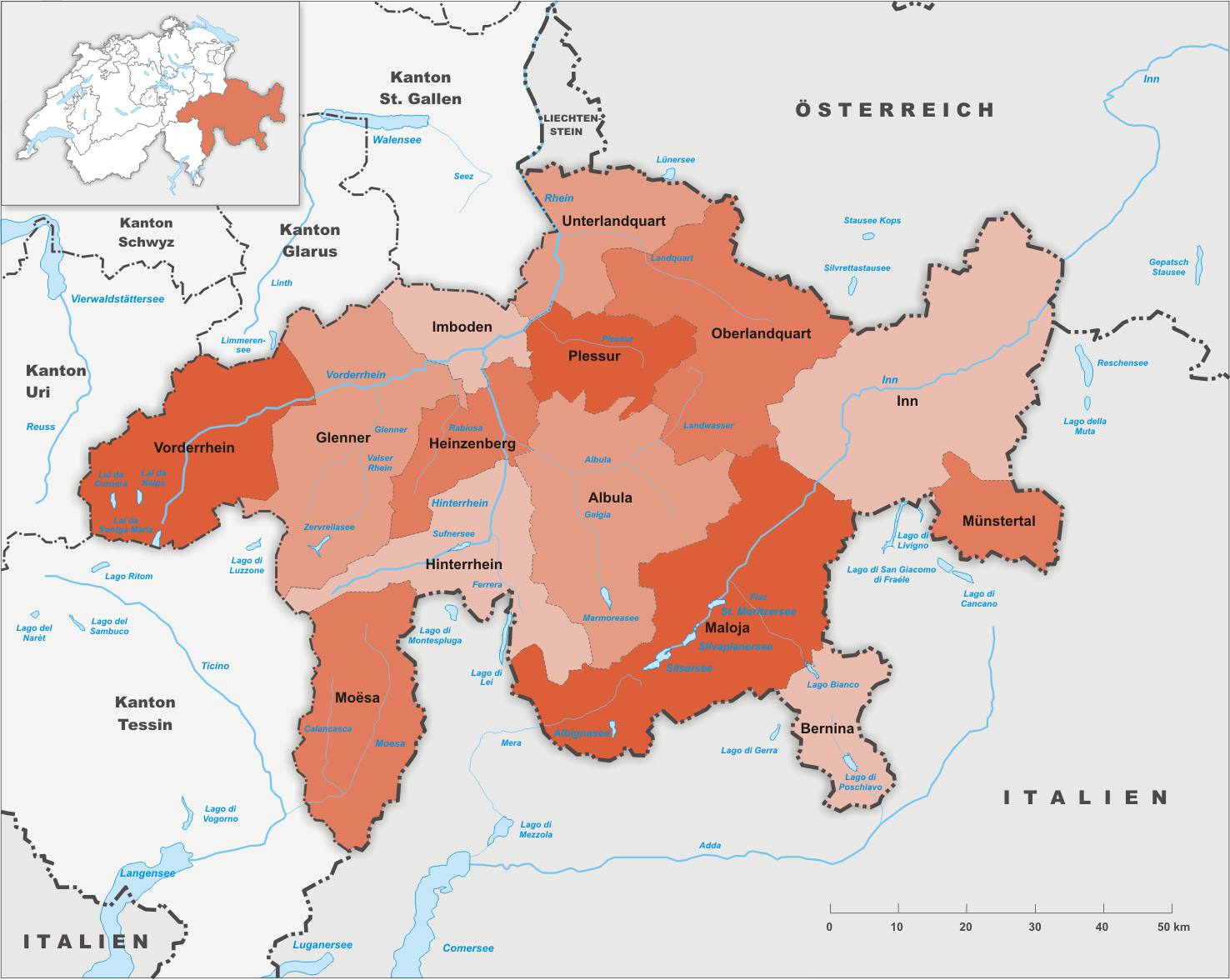
Bezirke des Kantons Graubünden bis 1991

- Umbenennung des Bezirks Münstertal nach Val Müstair.

### Kanton Aargau
Der Aargau ist in elf Bezirke unterteilt:
Stand: 1. Januar 2024
| Bezirk      | Einwohner (31. Dezember 2023) | Fläche in km² | Hauptort      | Anzahl Gemeinden |
| ----------- | ----------------------------- | ------------- | ------------- | ---------------- |
| Aarau       | 83'873                        | 104,49        | Aarau         | 12               |
| Baden       | 152'157                       | 153,09        | Baden         | 25               |
| Bremgarten  | 82'962                        | 117,47        | Bremgarten AG | 22               |
| Brugg       | 52'358                        | 130,07        | Brugg         | 20               |
| Kulm        | 45'792                        | 97,27         | Unterkulm     | 16               |
| Laufenburg  | 36'542                        | 171,78        | Laufenburg    | 17               |
| Lenzburg    | 69'058                        | 98,10         | Lenzburg      | 20               |
| Muri        | 39'234                        | 138,95        | Muri AG       | 19               |
| Rheinfelden | 49'408                        | 111,86        | Rheinfelden   | 14               |
| Zofingen    | 78'037                        | 142,01        | Zofingen      | 17               |
| Zurzach     | 37'473                        | 130,01        | Zurzach       | 15               |
| Total (11)  | 726'894                       | 1403,80       | Aarau         | 197              |

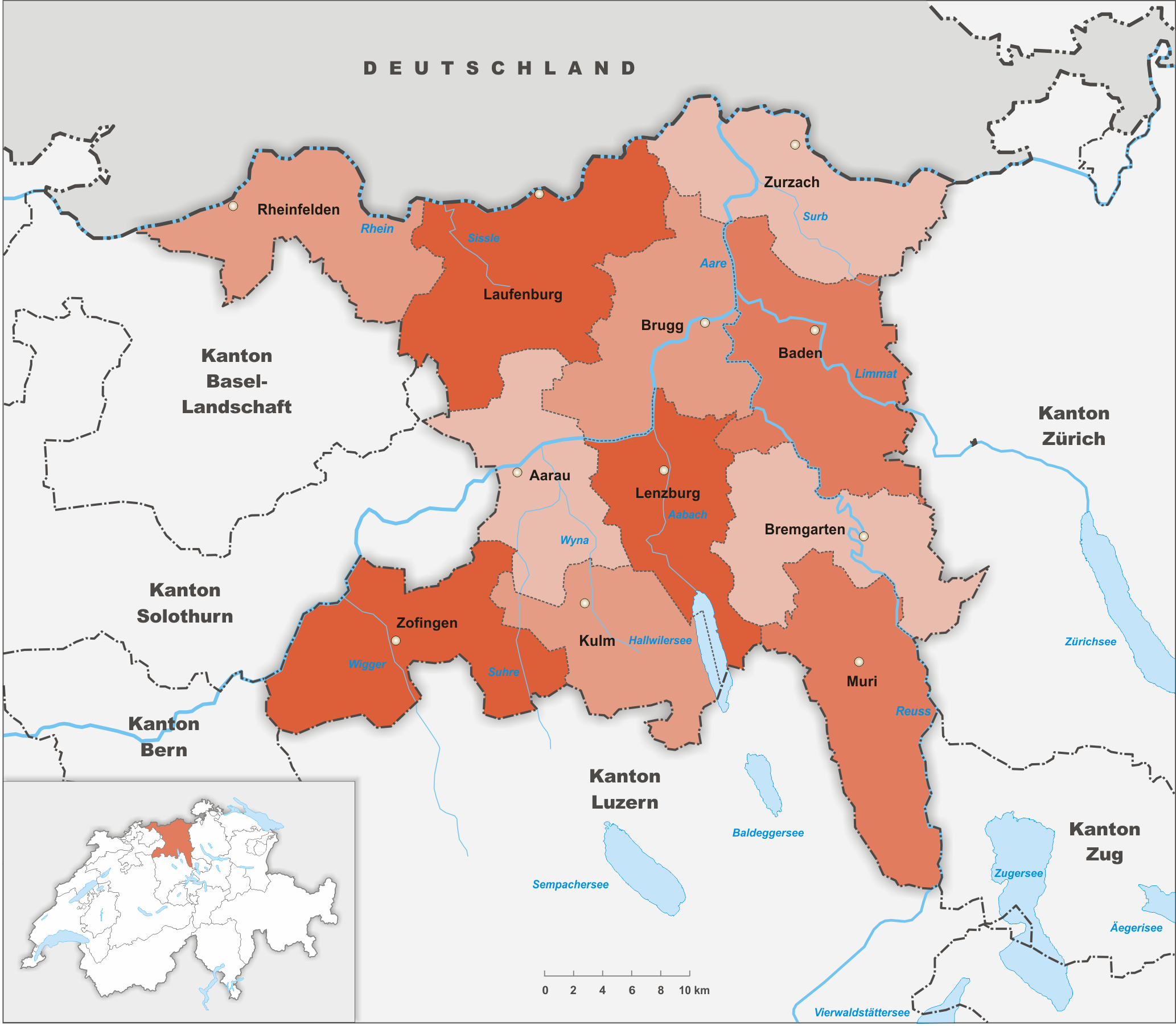
Bezirke des Kantons Aargau

Die Landfläche des Kantons Aargau beträgt 1'395,11 km², der Seeflächenanteil 8,69 km² (Hallwilersee). Die Gesamtfläche des Kantons beträgt somit 1'403,80 km².

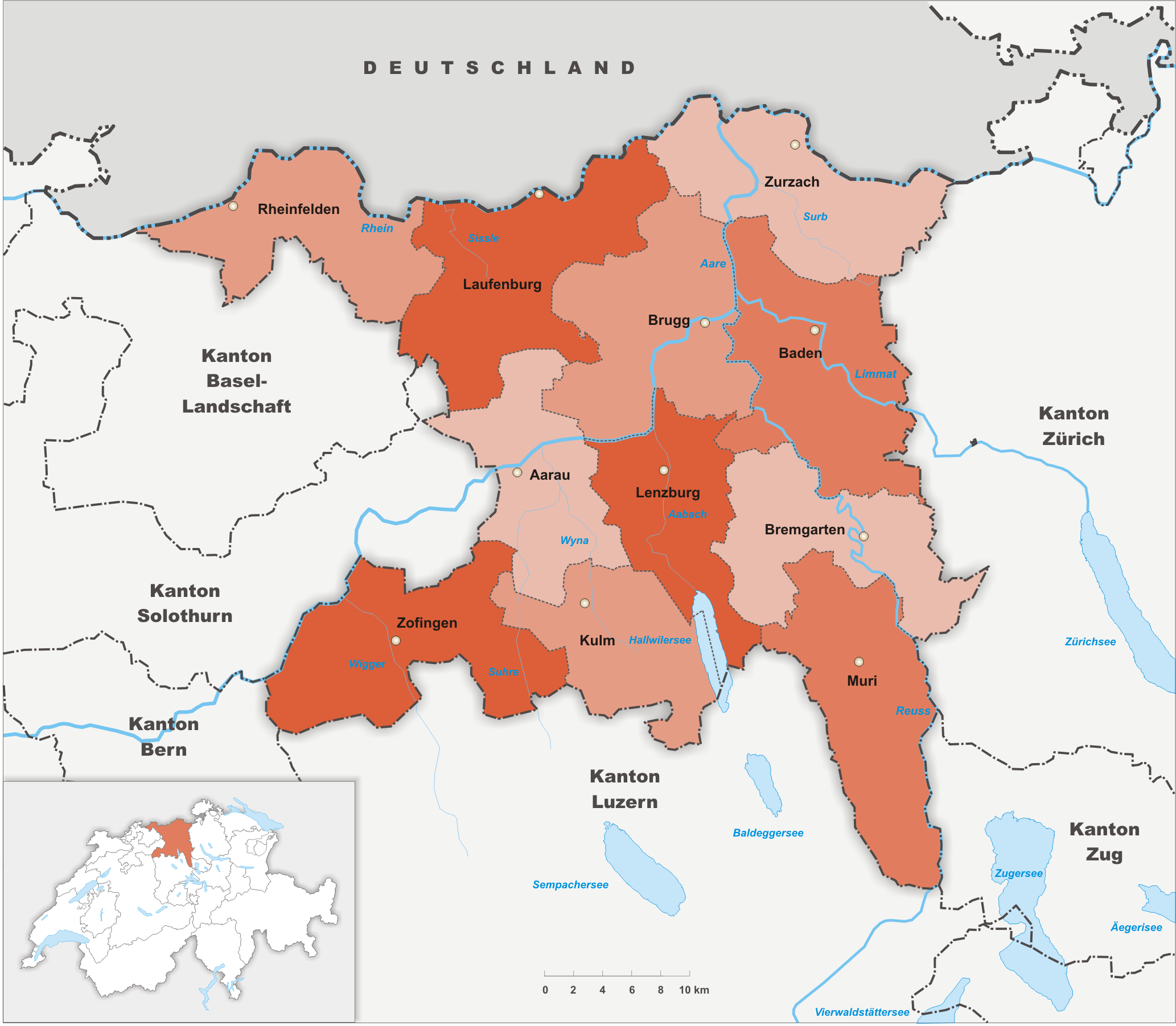
Bezirke des Kantons Aargau bis 2009
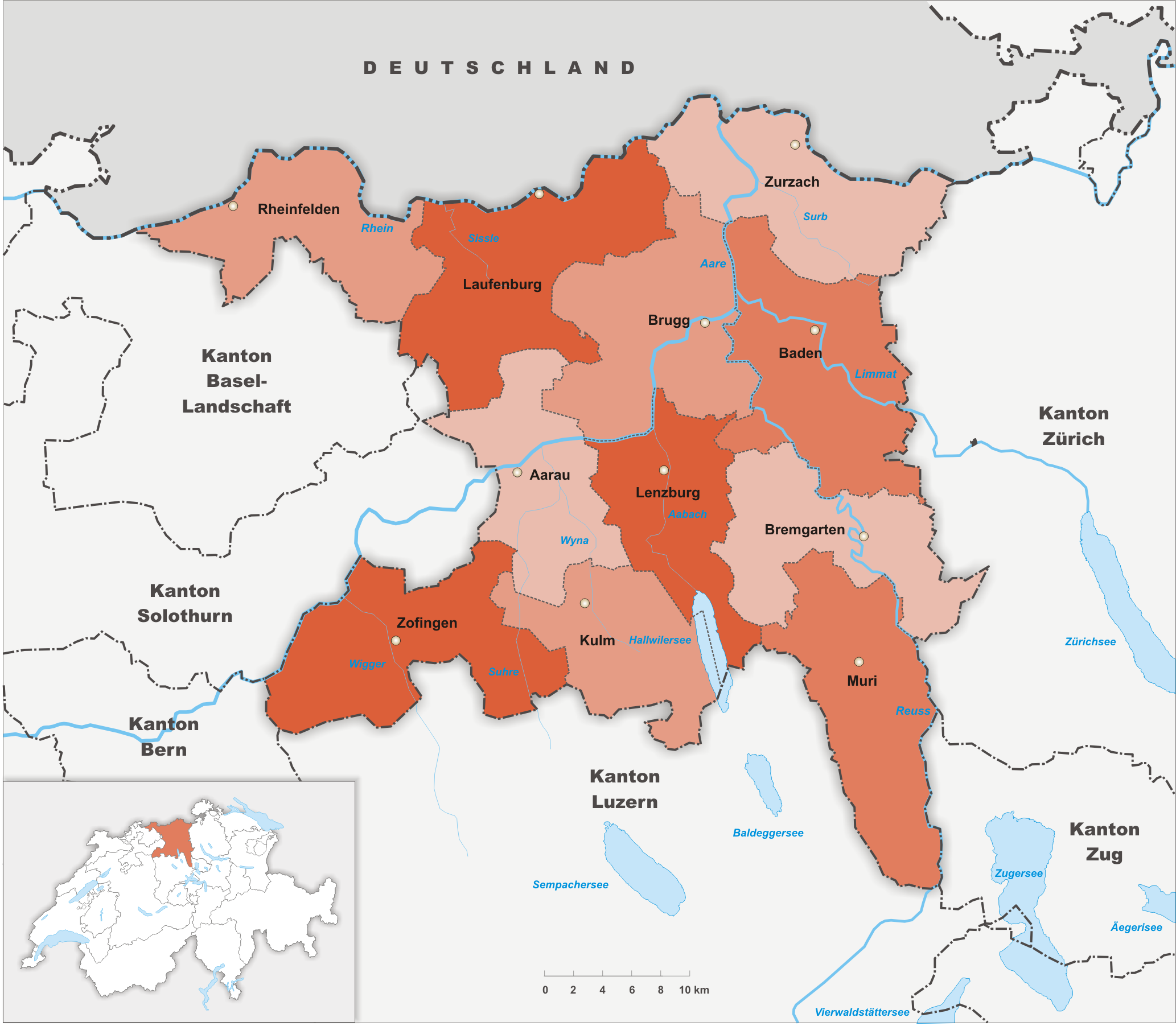
Bezirke des Kantons Aargau bis 2021

- Durch die Fusion der Gemeinden Hottwil, Etzgen, Mettau, Oberhofen (AG) und Wil (AG) per 1. Januar 2010 wechselt die Fläche der ehemaligen Gemeinde Hottwil (4,16 km²) vom Bezirk Brugg zum Bezirk Laufenburg.
- Durch die Fusion der Gemeinden Bözen, Effingen, Elfingen und Hornussen (AG) per 1. Januar 2022 wechselt die Fläche der ehemaligen Gemeinde Bözen, Effingen und Elfingen vom Bezirk Brugg zum Bezirk Laufenburg.

### Kanton Thurgau
Seit dem 1. Januar 2011 ist der Kanton Thurgau nur noch in fünf Bezirke unterteilt:
| Bezirk      | Einwohner (31. Dezember 2023) | Fläche in km² | Hauptort    | Anzahl Gemeinden |
| ----------- | ----------------------------- | ------------- | ----------- | ---------------- |
| Arbon       | 60'993                        | 89,07         | Arbon       | 12               |
| Frauenfeld  | 72'549                        | 279,63        | Frauenfeld  | 23               |
| Kreuzlingen | 52'190                        | 129,17        | Kreuzlingen | 14               |
| Münchwilen  | 50'099                        | 138,19        | Münchwilen  | 13               |
| Weinfelden  | 59'389                        | 227,08        | Weinfelden  | 18               |
| Total (5)   | 295'220                       | 994,33        | Frauenfeld  | 80               |

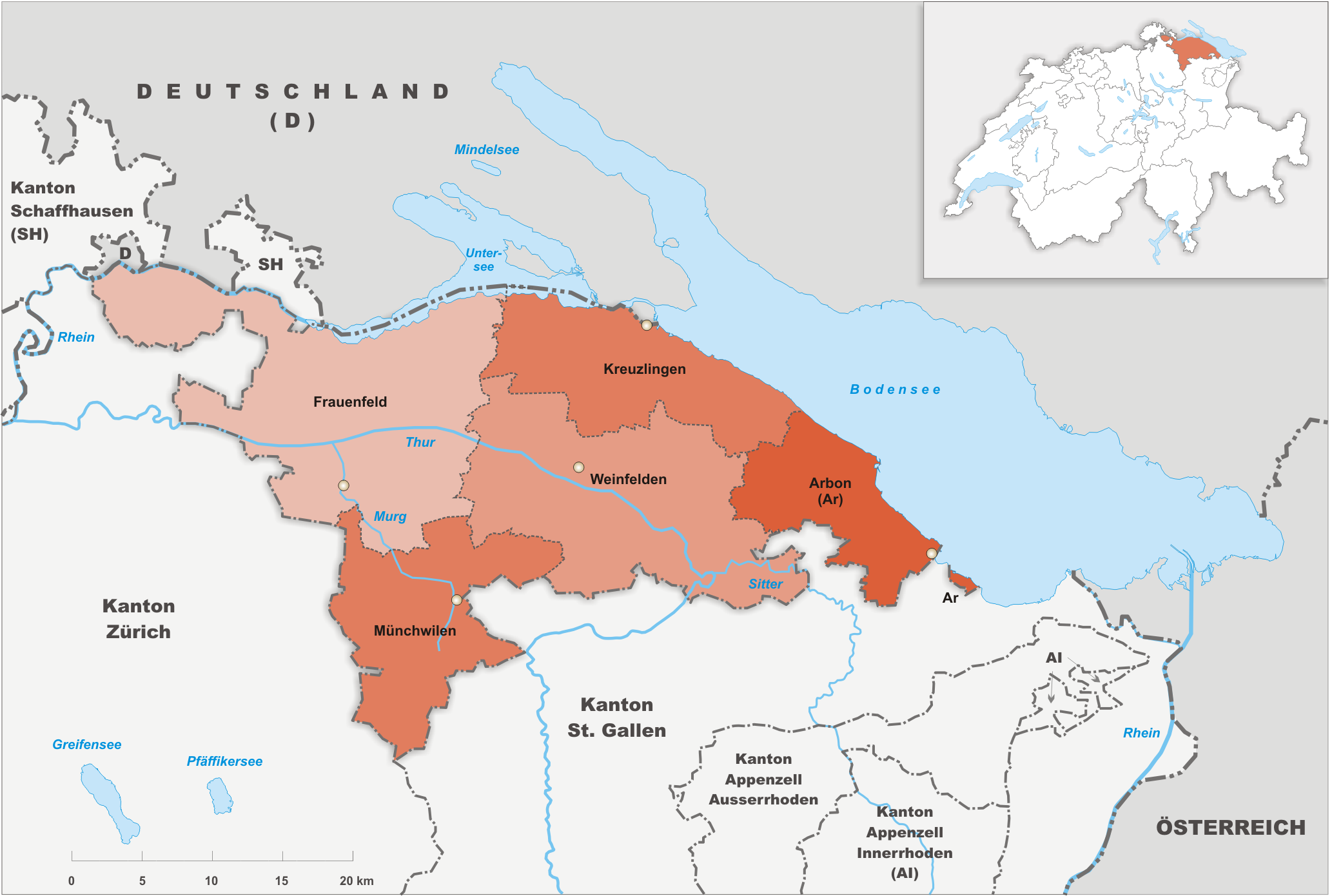
Bezirke des Kantons Thurgau ab 2011

Die Landfläche des Kantons Thurgau beträgt 863,11 km², der Seeflächenanteil am Bodensee 128,66 km². Somit beträgt die Gesamtfläche des Kantons Thurgau 991,77 km².
Der Kanton Thurgau war bis zum 31. Dezember 2010 in acht Bezirke eingeteilt:

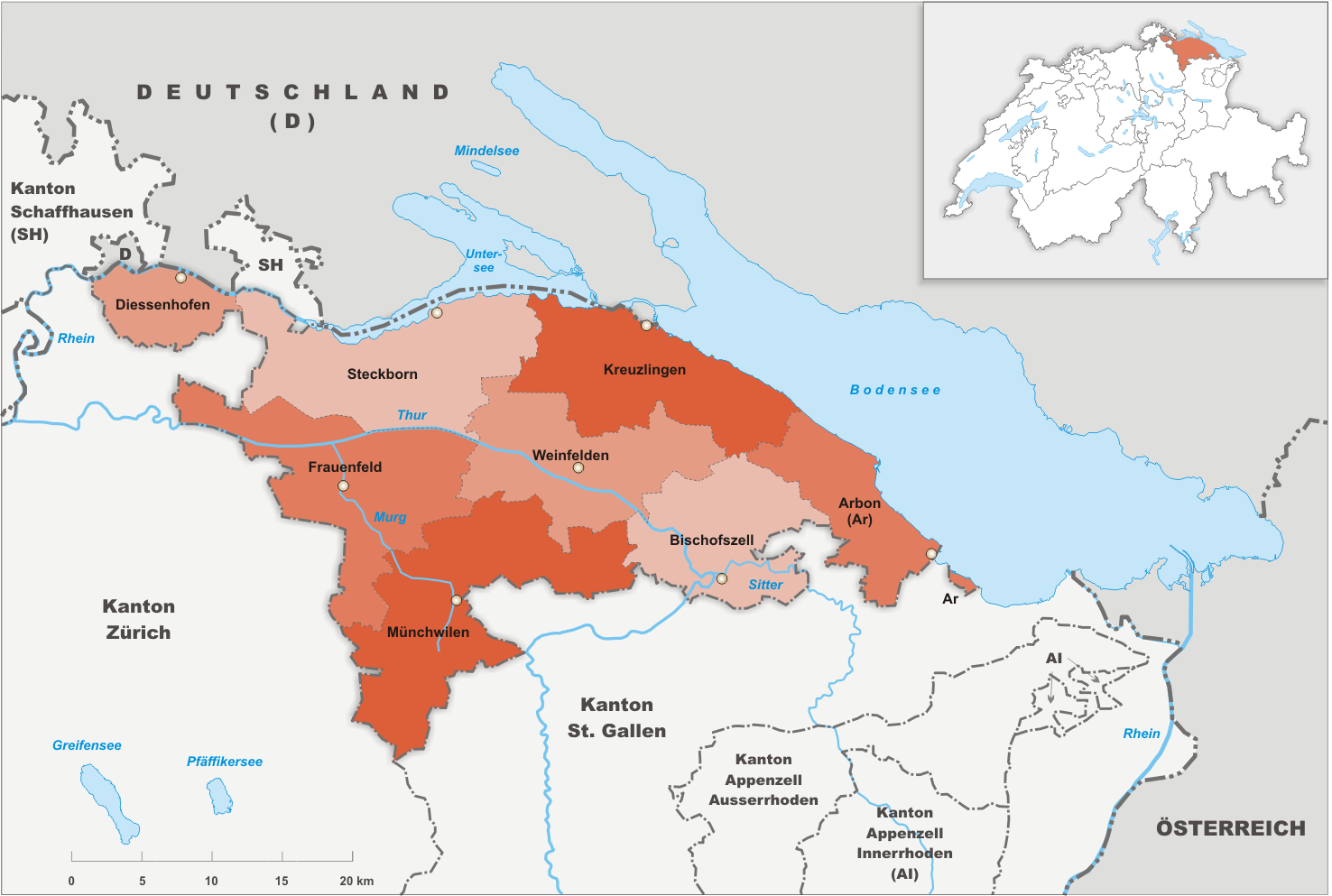
Bezirke des Kantons Thurgau bis 2010

| Bezirk       | Einwohner (31. Dezember 2010) | Fläche in km² | Hauptort     | Anzahl Gemeinden |
| ------------ | ----------------------------- | ------------- | ------------ | ---------------- |
| Arbon        | 39'177                        | 69,85         | Arbon        | 11               |
| Bischofszell | 31'773                        | 92,73         | Bischofszell | 8                |
| Diessenhofen | 6'621                         | 41,25         | Diessenhofen | 3                |
| Frauenfeld   | 45'737                        | 133,12        | Frauenfeld   | 11               |
| Kreuzlingen  | 39'947                        | 106,75        | Kreuzlingen  | 12               |
| Münchwilen   | 37'599                        | 157,11        | Münchwilen   | 15               |
| Steckborn    | 18'215                        | 138,15        | Steckborn    | 12               |
| Weinfelden   | 25'736                        | 123,95        | Weinfelden   | 8                |
| Total (8)    | 244'805                       | 863,11        | Frauenfeld   | 80               |

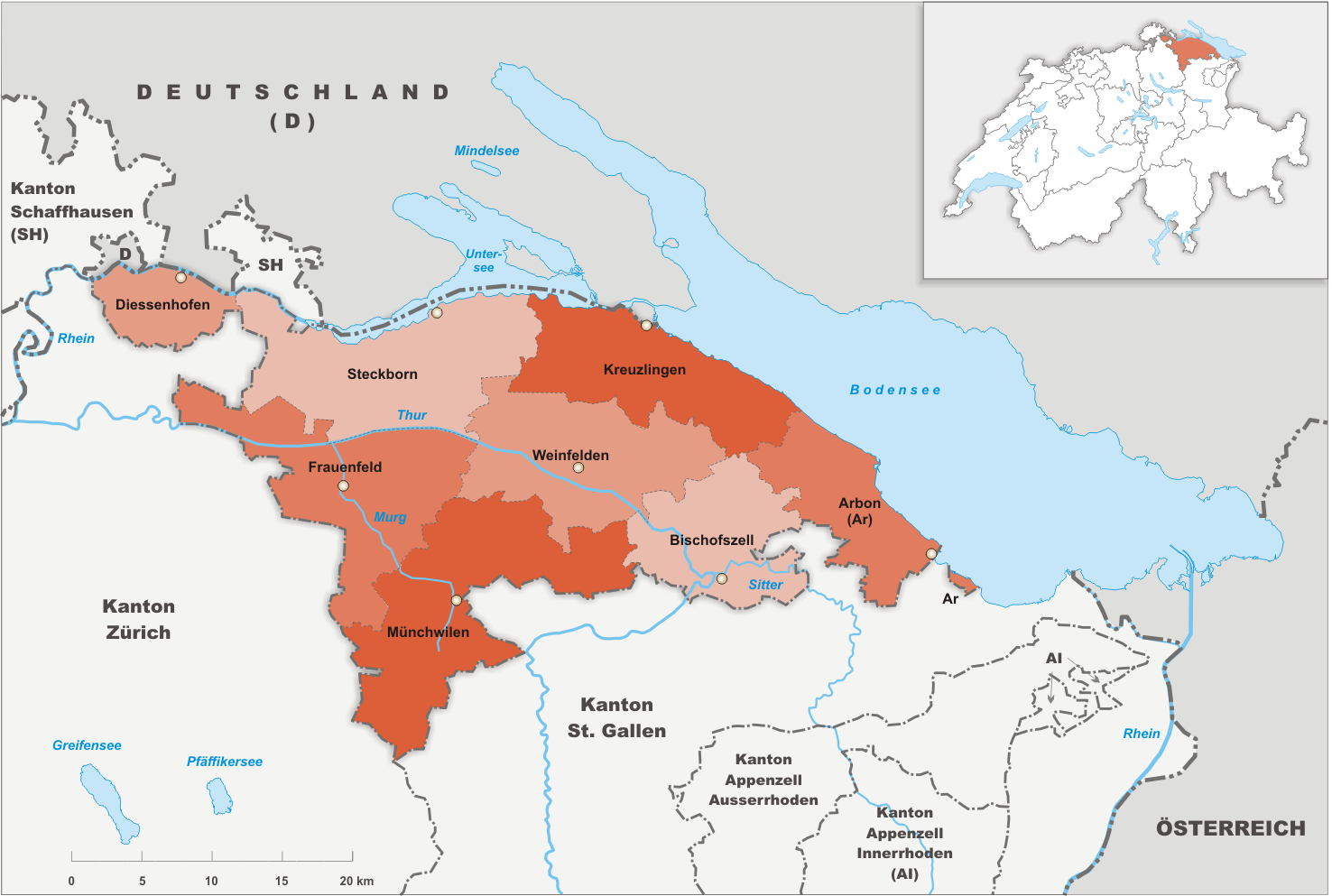
Bezirke des Kantons Thurgau bis 31. Dezember 1924
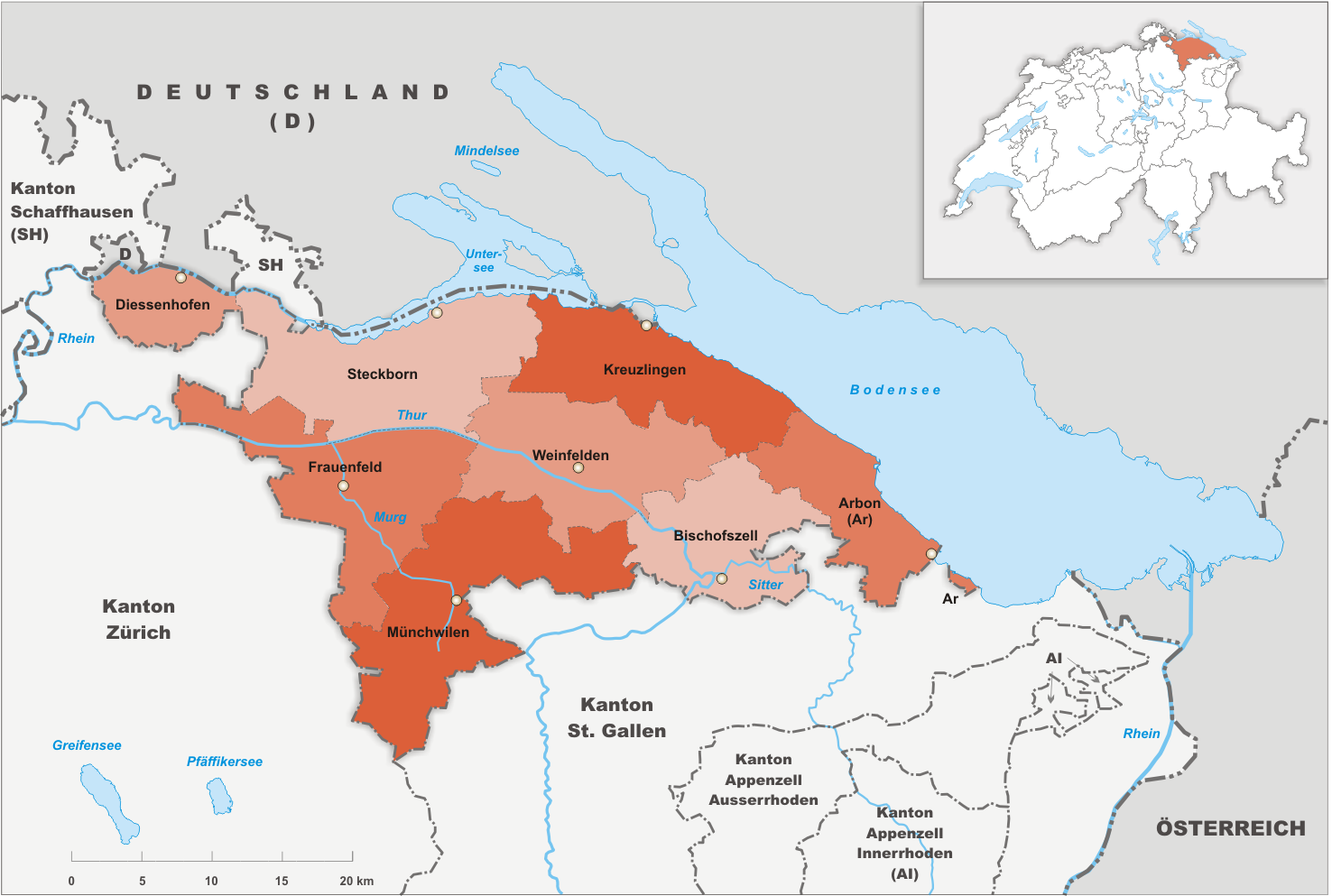
Bezirke des Kantons Thurgau bis 31. Dezember 1935
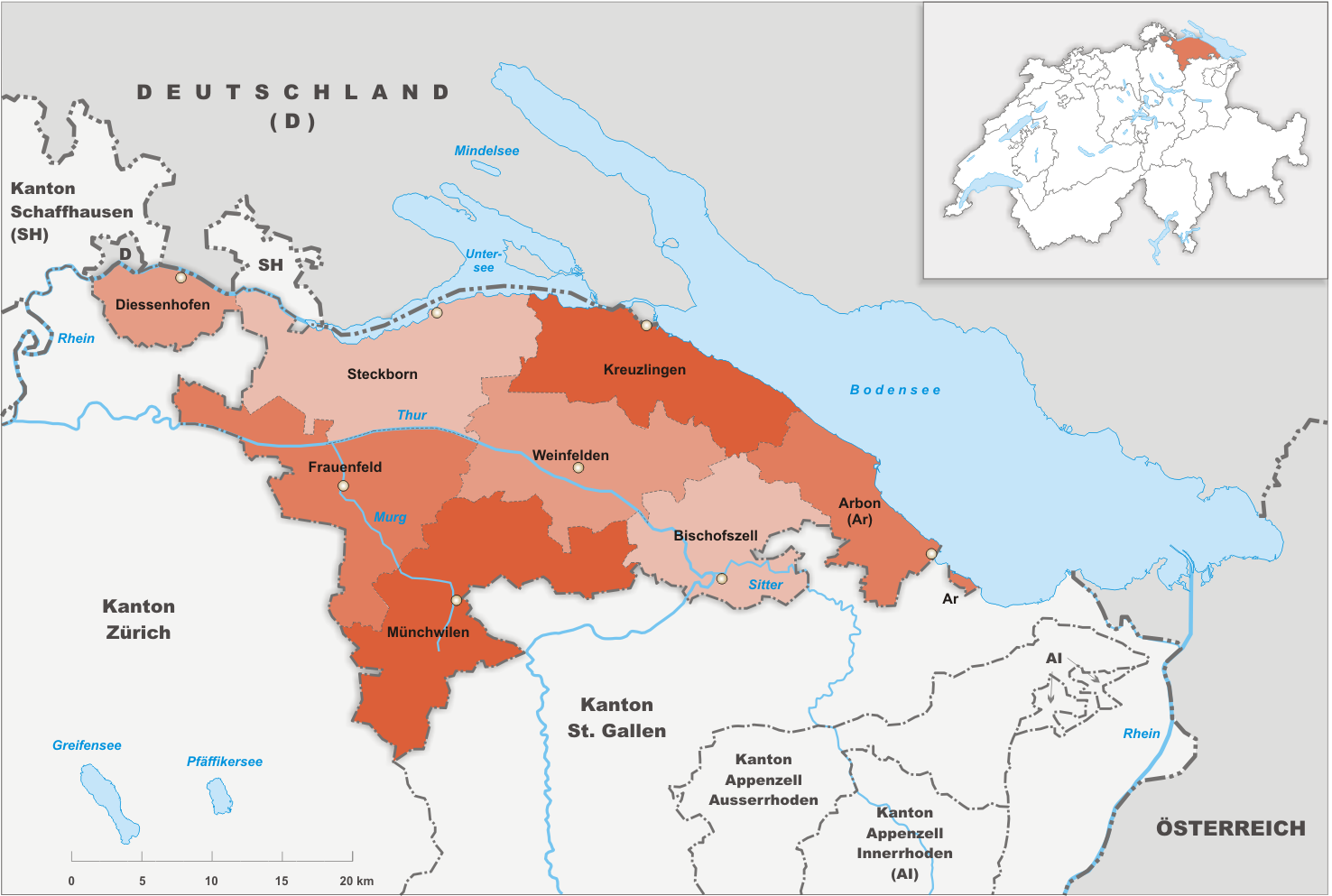
Bezirke des Kantons Thurgau bis 31. Dezember 1994
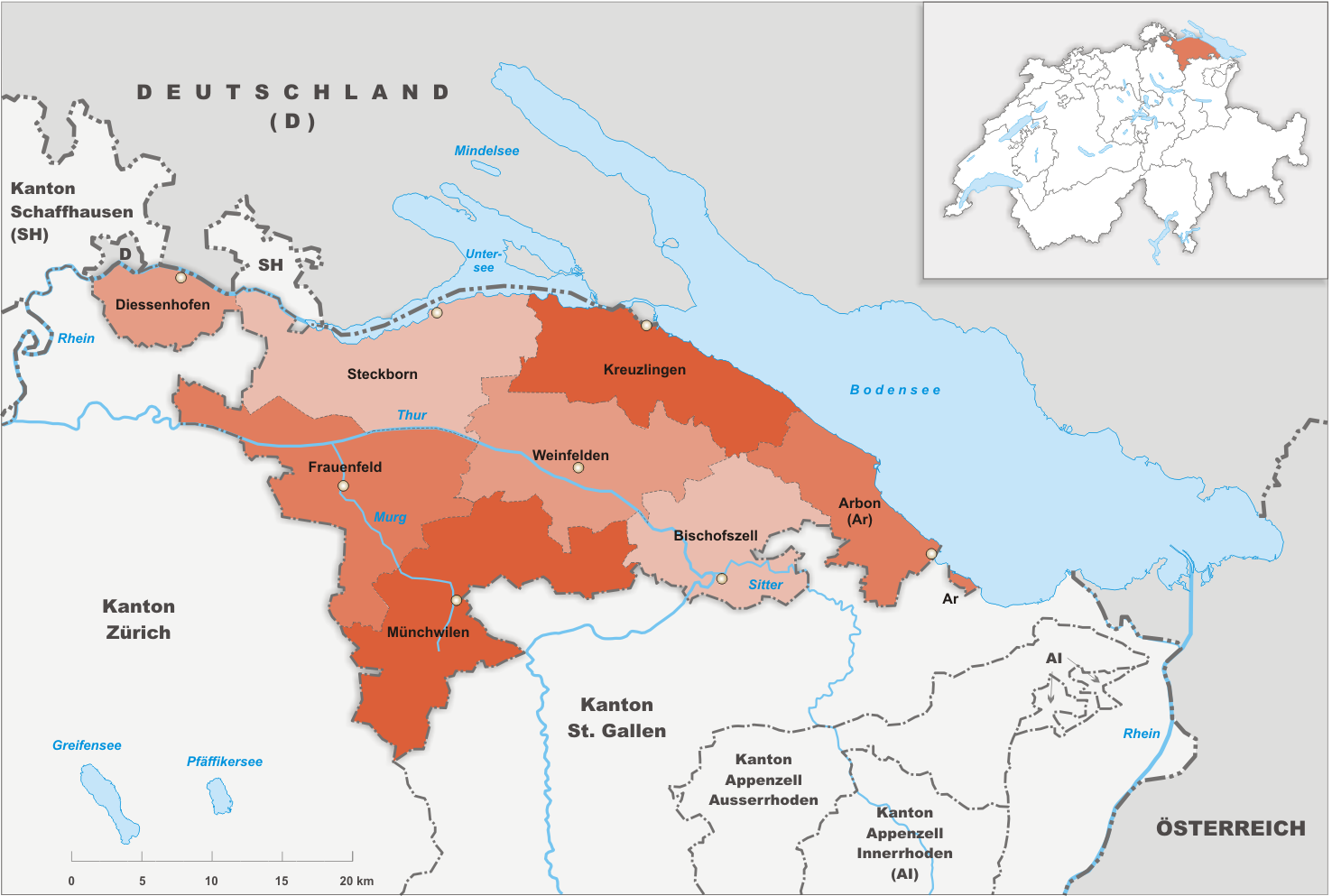
Bezirke des Kantons Thurgau bis 31. Dezember 1995

- 31. Dezember 1924: Durch die Fusion der Gemeinde Hemmerswil mit Amriswil wechselt die Fläche von Hemmerswil vom Bezirk Arbon zum Bezirk Bischofszell.
- 31. Dezember 1935: Durch den Landabtausch der Ortschaft Niederaach von der Gemeinde Hefenhofen zur Gemeinde Oberaach wechselt die Fläche von Niederaach vom Bezirk Arbon zum Bezirk Bischofszell.
- 31. Dezember 1994: Durch die Fusion der Gemeinde Weiningen mit der Gemeinde Warth, wechselt die Fläche von Weiningen vom Bezirk Steckborn zum Bezirk Frauenfeld.
- 31. Dezember 1994: Durch die Fusion der Gemeinde Wetzikon mit der Gemeinde Thundorf, wechselt die Fläche von Wetzikon vom Bezirk Münchwilen zum Bezirk Frauenfeld.
- 31. Dezember 1995: Durch die Fusion der Ortschaften Heiterschen und Jakobstal von der Gemeinde Wittenwil zur Gemeinde Wängi wechselt die Fläche von diesen beiden Ortschaften vom Bezirk Frauenfeld zum Bezirk Münchwilen.
- 31. Dezember 1995: Durch die Fusion der Gemeinden Dotnacht und Hugelshofen zur Gemeinde Kemmental wechselt die Fläche von diesen beiden Gemeinden vom Bezirk Weinfelden zum Bezirk Kreuzlingen.
- 31. Dezember 1995: Durch die Fusion der Gemeinden Donzhausen und Hessenreuti zur Gemeinde Sulgen wechselt die Fläche von diesen beiden Gemeinden vom Bezirk Weinfelden zum Bezirk Bischofzell.

### Kanton Tessin
Der Kanton Tessin (Repubblica e Cantone Ticino) ist in acht Bezirke (distretti) eingeteilt, diese wiederum in 38 Kreise (circoli; heute nur noch Friedensrichtersprengel):

Stand: 6. April 2025
| Bezirk / Distretto | Einwohner (31. Dezember 2023) | Fläche in km² | Hauptort   | Anzahl Gemeinden | Kreise |
| ------------------ | ----------------------------- | ------------- | ---------- | ---------------- | --- |
| Bellinzona         | 57'616                        | 226,33        | Bellinzona | 6                | Arbedo-Castione, Bellinzona, Sant’Antonino                                                                         |
| Blenio             | 5595                          | 360,58        | Acquarossa | 3                | Acquarossa, Malvaglia, Olivone                                                                                     |
| Leventina          | 8680                          | 479,53        | Faido      | 8                | Giornico, Faido, Quinto, Airolo                                                                                    |
| Locarno            | 64'597                        | 550,78        | Locarno    | 19               | Gambarogno, Isole, Locarno, Melezza, Kreis Navegna, Onsernone, Verzasca                                            |
| Lugano             | 154'448                       | 307,95        | Lugano     | 43               | Agno, Breno, Capriasca, Ceresio, Lugano Nord, Lugano Ost, Lugano West, Magliasina, Paradiso, Sessa, Taverne, Vezia |
| Mendrisio          | 50'352                        | 100,76        | Mendrisio  | 11               | Balerna, Caneggio, Mendrisio, Riva San Vitale, Stabio                                                              |
| Riviera            | 10'398                        | 145,62        | Riviera    | 2                | Riviera |
| Vallemaggia        | 6034                          | 569,39        | Cevio      | 8                | Lavizzara, Maggia, Rovana                                                                                          |
| Total (8)          | 357'720                       | 2812,16       | Bellinzona | 100              | (38) |

Die Landfläche im Kanton Tessin beträgt 2741,03 km², der Seeflächenanteil beträgt 71,17 km² (Lago di Lugano/Luganersee 29,80 km², Lago Maggiore/Langensee 41,37 km²). Die Gesamtfläche des Kantons Tessin beträgt somit 2'812,20 km².

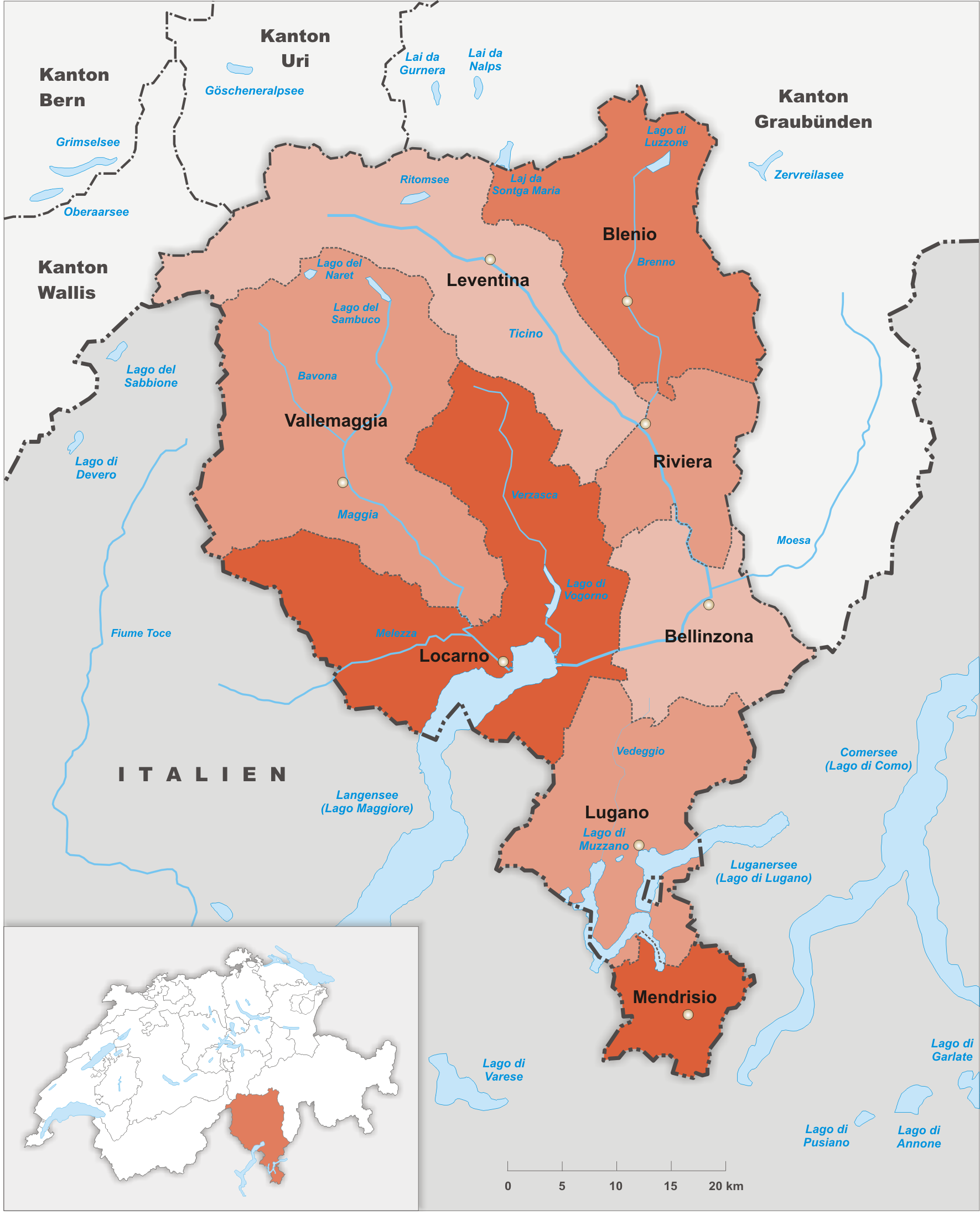
Bezirke des Kantons Tessin bis 11.2010
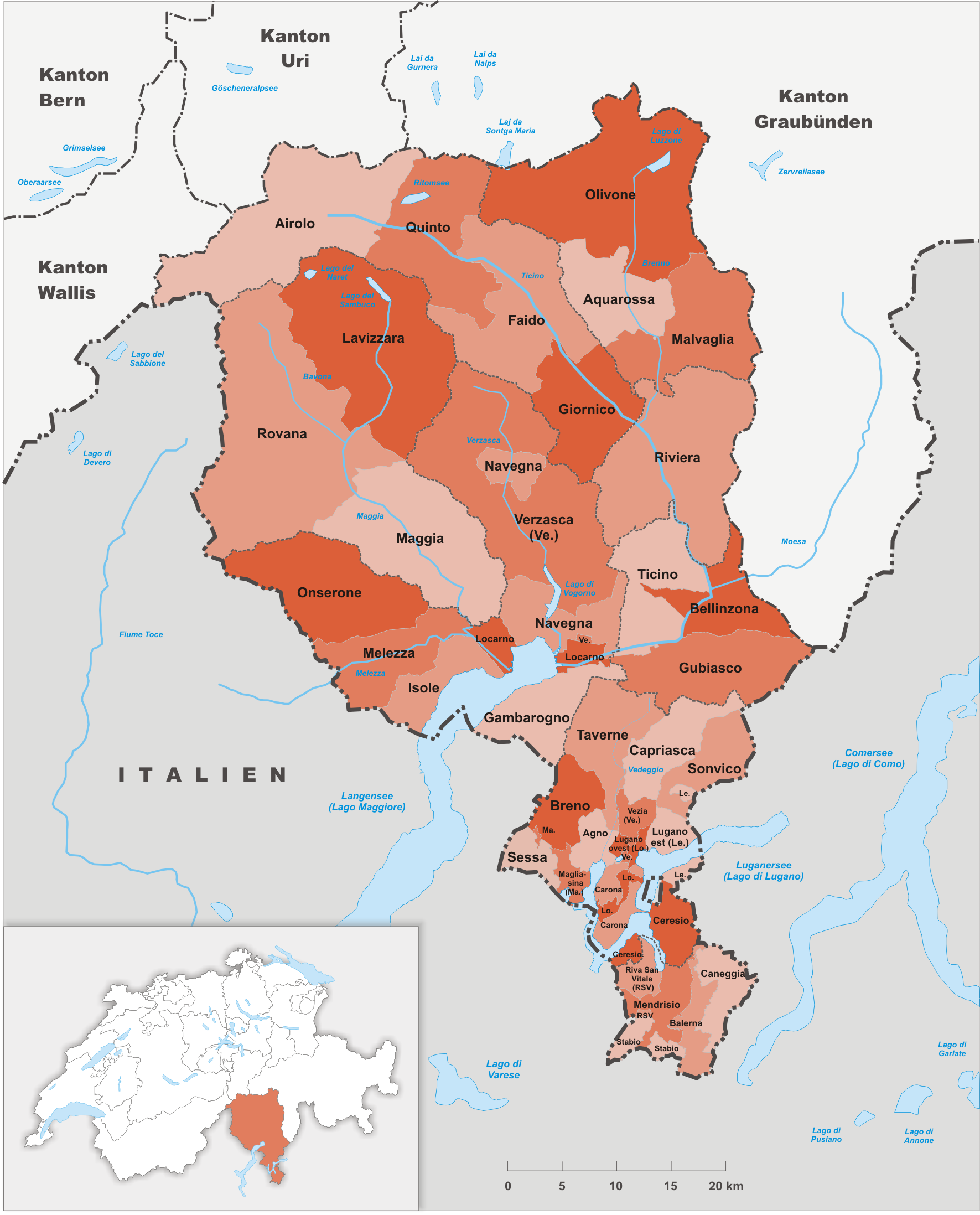
Kreise des Kantons Tessin bis 04.2013
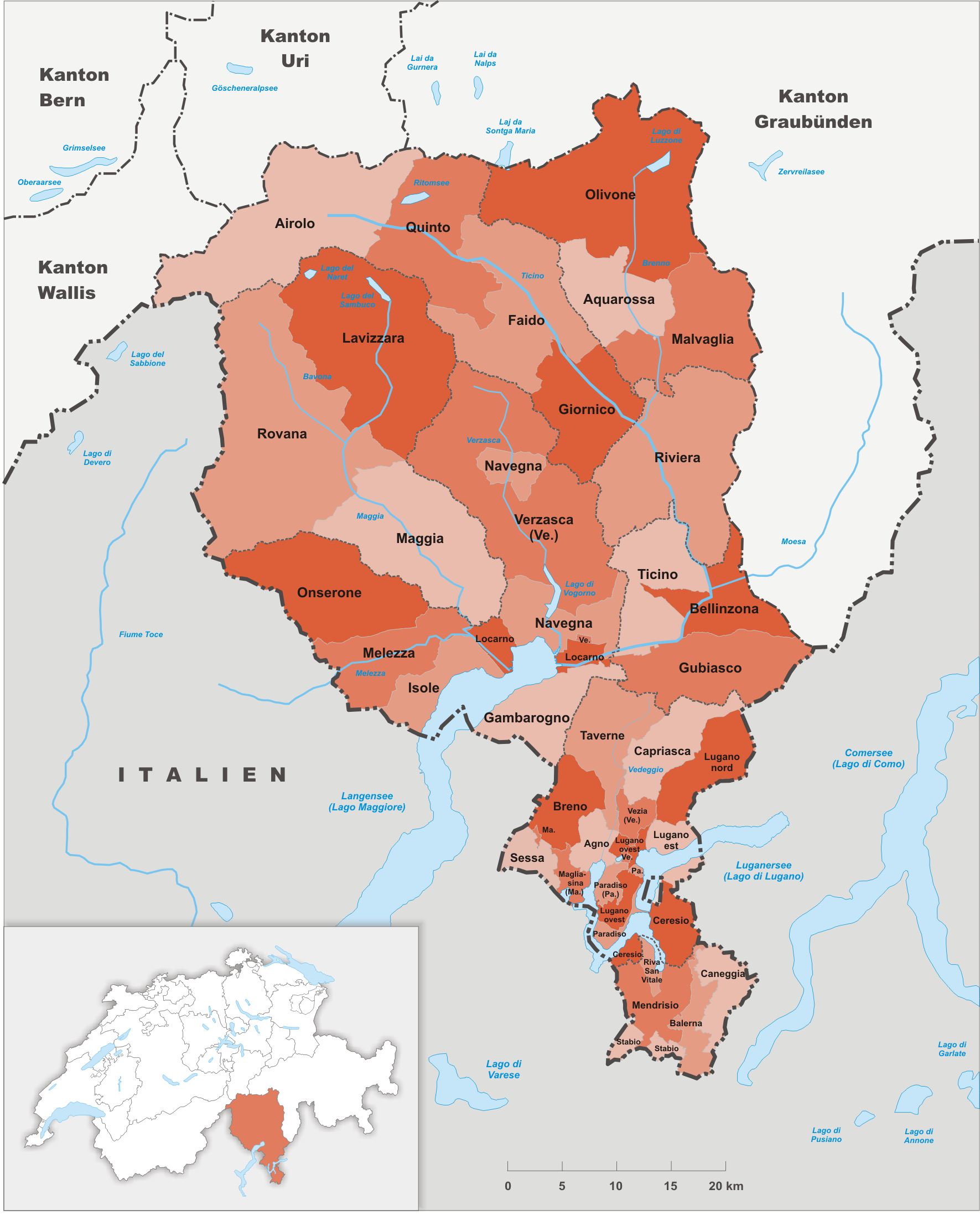
Kreise des Kantons Tessin bis 04.2016
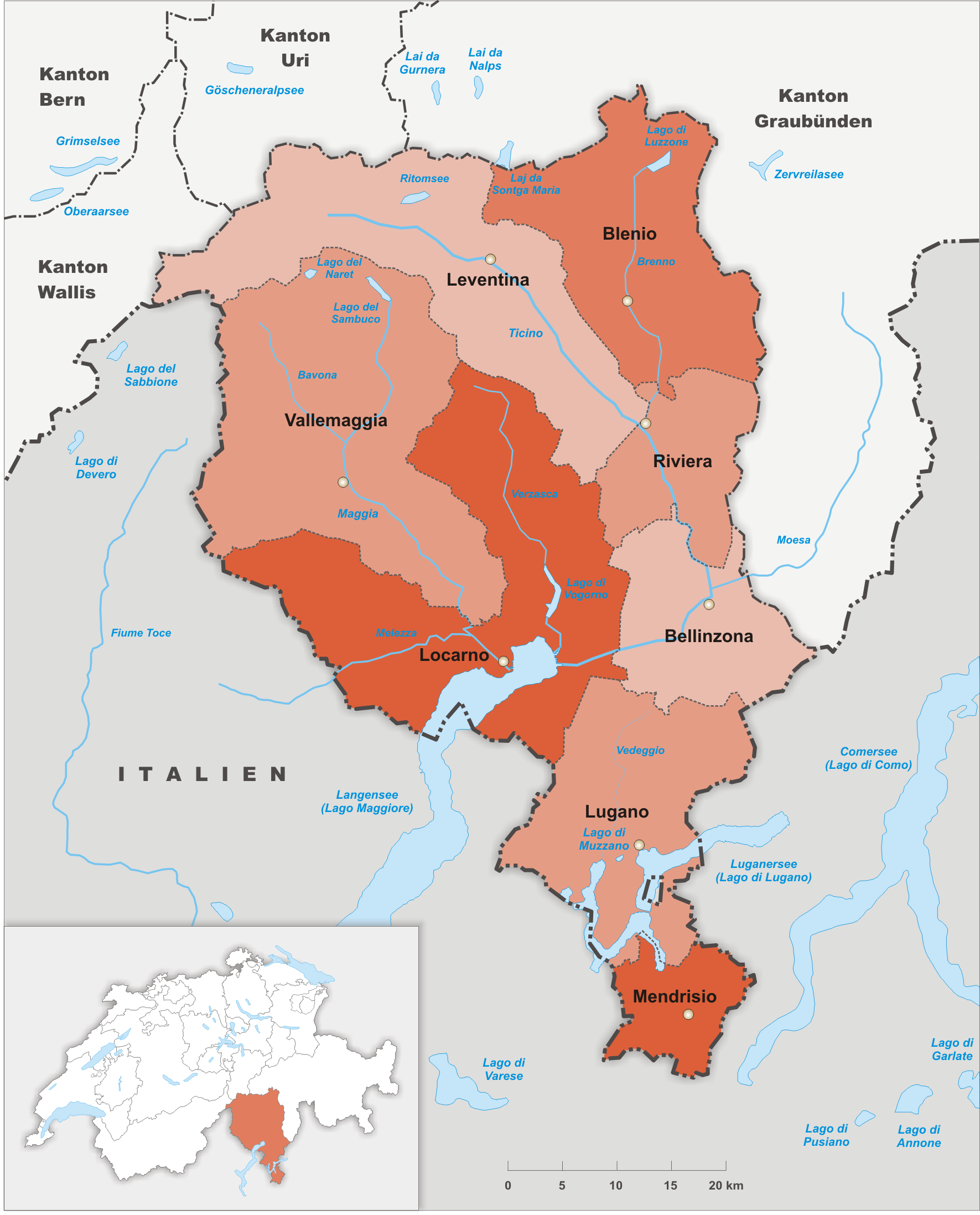
Bezirke des Kantons Tessin bis 04.2017
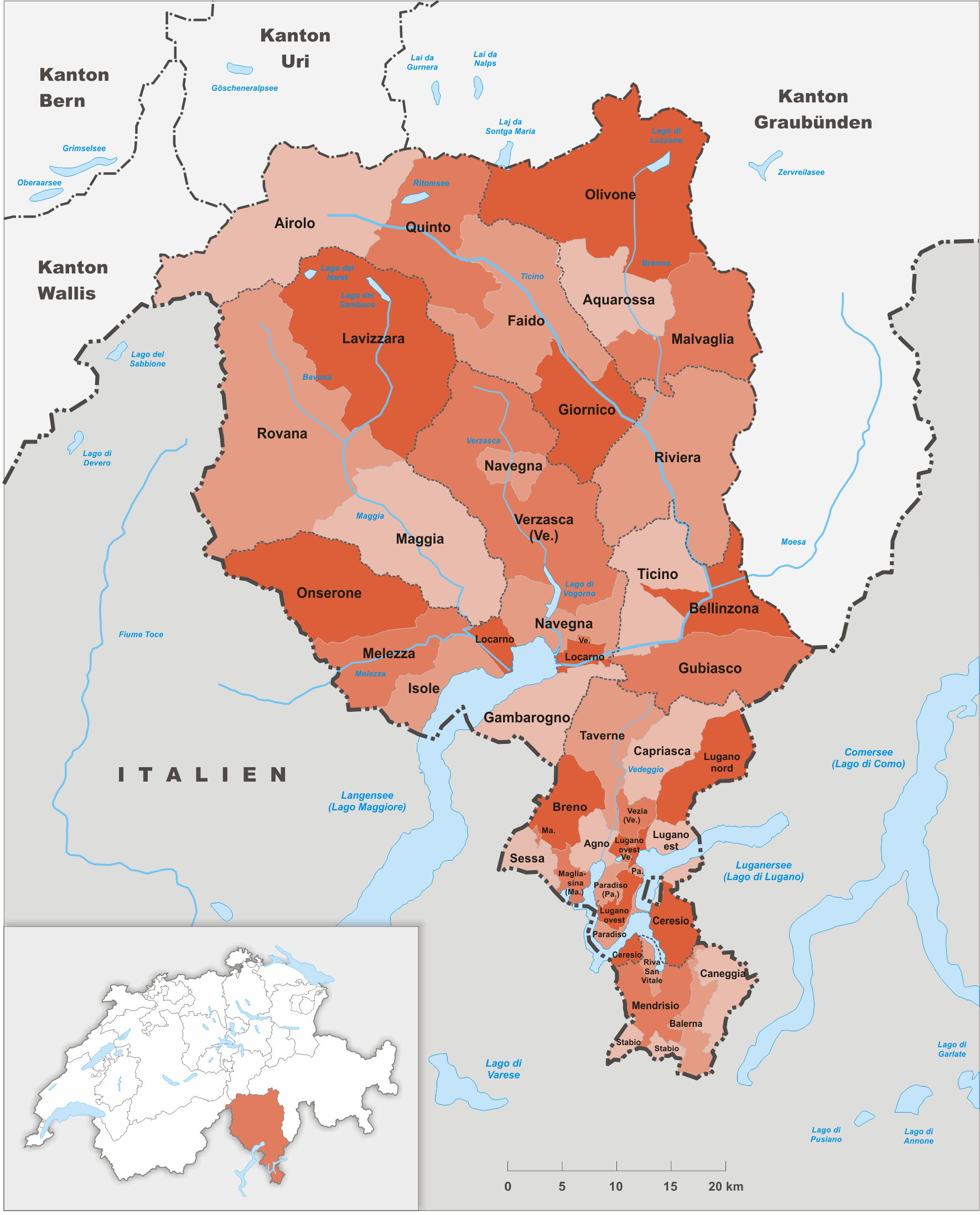
Kreise des Kantons Tessin bis 04.2017
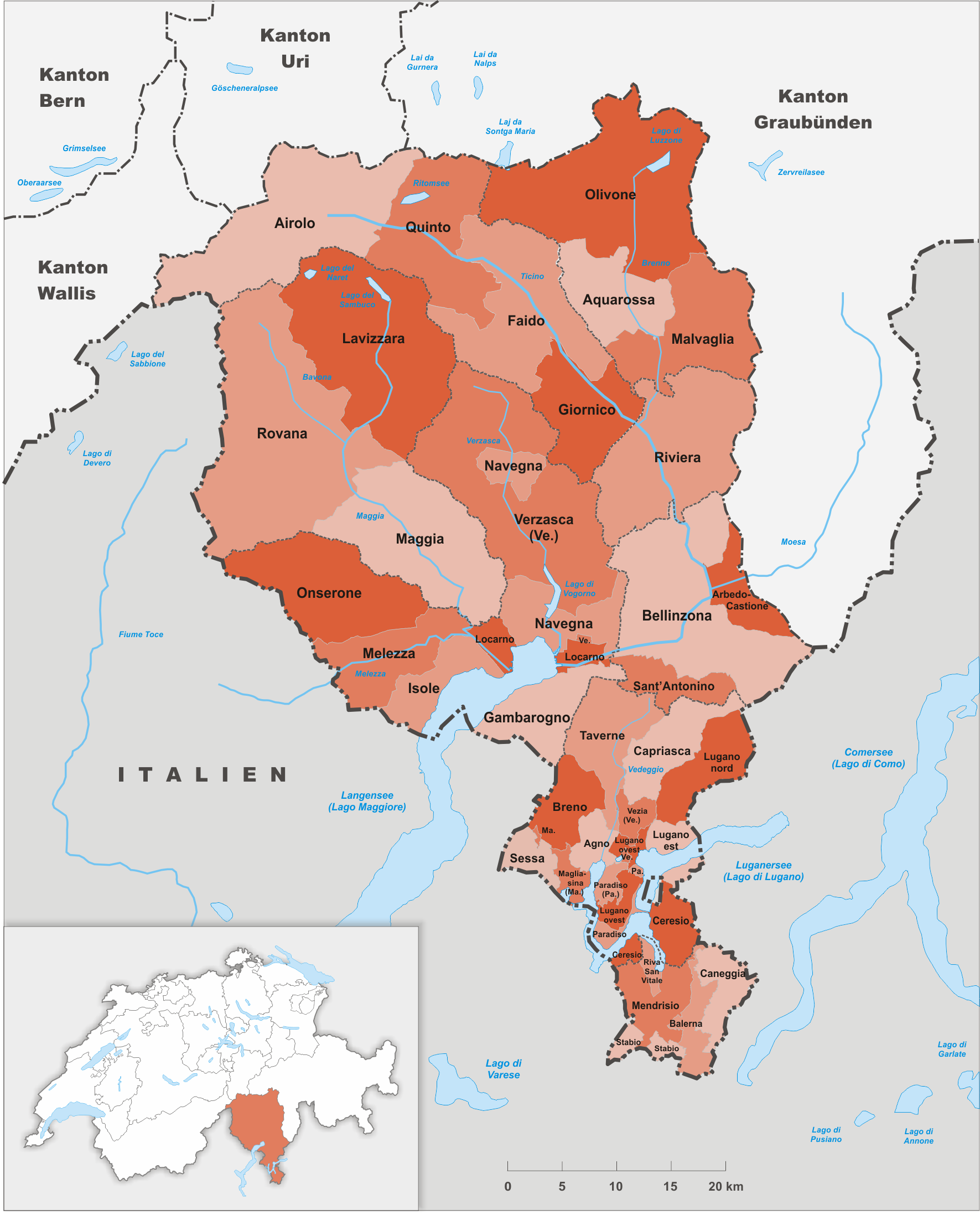
Kreise des Kantons Tessin bis 10.2020
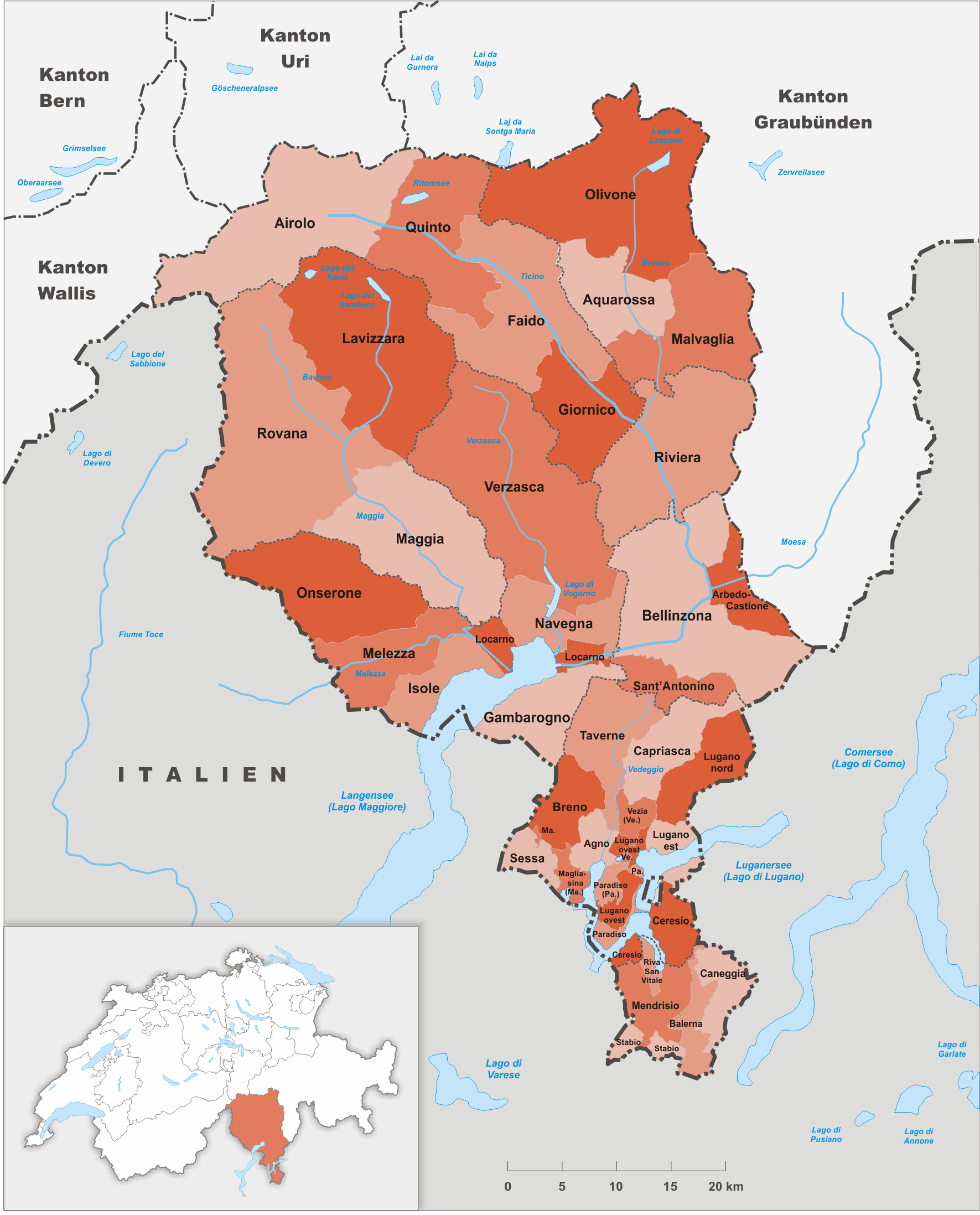
Kreise des Kantons Tessin bis 04.2021
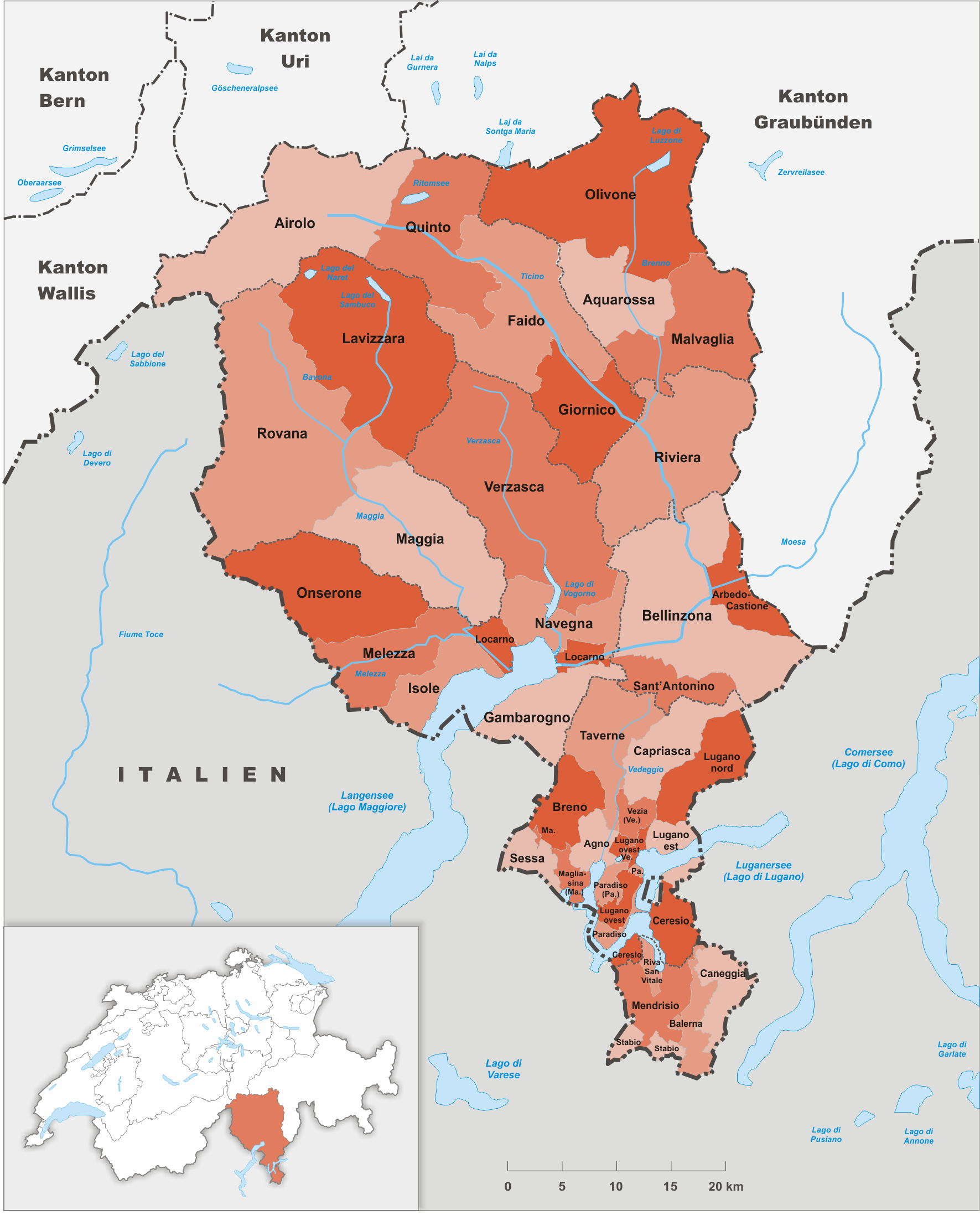
Kreise des Kantons Tessin bis 04.2025

- Durch die Fusion der Gemeinden Bironico, Camignolo, Medeglia, Rivera und Sigirino per 21. November 2010 wechselt die Fläche der ehemaligen Gemeinde Medeglia (6,27 km²) vom Bezirk Bellinzona zum Bezirk Lugano.
- Durch die Fusion der Gemeinde Carona mit Lugano am 14. April 2013 wurde der Kreis Carona in Paradiso umbenannt.
- Durch die Fusion der Gemeinden Bogno, Cadro, Certara, Cimadera, Sonvico und Valcolla mit Lugano am 14. April 2013 wurde der Kreis Sonvico aufgehoben.
- Durch die Fusion der Gemeinden Camorino, Claro, Giubiasco, Gnosca, Gorduno, Gudo, Moleno, Monte Carasso, Pianezzo, Preonzo, Sant’Antonio und Sementina mit Bellinzona per 2. April 2017 wechselt die Fläche der ehemaligen Gemeinde Claro (21,22 km²) vom Bezirk Riviera zum Bezirk Bellinzona.
- Durch die Fusion der Gemeinden Camorino, Claro, Giubiasco, Gnosca, Gorduno, Gudo, Moleno, Monte Carasso, Pianezzo, Preonzo, Sant’Antonio und Sementina mit Bellinzona per 2. April 2017 wurden die beiden Kreise Giubiasco und Ticino aufgelöst. Neu wurden die Kreise Arbedo-Castione und Sant’Antonino gebildet.
- Durch die Fusion der Gemeinden Brione (Verzasca), Corippo, Frasco, Sonogno und Vogorno, dem Gebiet “Lavertezzo Valle” der Gemeinde Lavertezzo und dem Gebiet “Gerra Valle” der Gemeinde Cugnasco-Gerra per 18. Oktober 2020 wechselte die Fläche des Gebietes Gerra Valle vom Kreis Navegna zum Kreis Verzasca. Das nicht fusionierte Gebiet der Gemeinde Lavertezzo wechselte gleichzeitig vom Kreis Verzasca zum Kreis Navegna.
- Durch die Fusion der Gemeinden Croglio, Monteggio, Ponte Tresa und Sessa per 18. April 2021 wechselte die Fläche der Gemeinde Ponte Tresa vom Kreis Magliasina zum Kreis Sessa.
- Durch die Fusion der Gemeinden Astano, Bedigliora, Curio, Miglieglia und Novaggio per 6. April 2025 wechselte die Fläche der Gemeinde Astano und Bedigliora vom Kreis Sessa zum Kreis Breno.
- Durch die Fusion der Gemeinden Astano, Bedigliora, Curio, Miglieglia und Novaggio per 6. April 2025 wechselte die Fläche der Gemeinde Curio vom Kreis Magliasina zum Kreis Breno.

Quelle: Decreto esecutivo concernente le Circoscrizioni dei Comuni, Circoli e Distretti del 25 giugno 1803

### Kanton Waadt
Mit Wirkung auf den 1. September 2006 ist das «Loi sur le découpage territorial (LDecTer) du 30 mai 2006» (Gesetz über die räumliche Gliederung vom 30. Mai 2006) in Kraft getreten. Sie gilt 2007 erstmals für die Wahlen in den Grand Conseil. Ab diesem Zeitpunkt gibt es im Kanton Waadt nur noch 10 Bezirke (französisch districts), die Ebene der Kreise wird ersatzlos aufgehoben.
Gliederung seit 1. September 2006
Stand: 1. Juli 2021
| Bezirk                | Einwohner (31. Dezember 2023) | Fläche in km² | Hauptort          | Anzahl Gemeinden |
| --------------------- | ----------------------------- | ------------- | ----------------- | ---------------- |
| Aigle                 | 49'221                        | 434,99        | Aigle             | 15               |
| Broye-Vully           | 47'068                        | 259,45        | Payerne           | 31               |
| Gros-de-Vaud          | 48'086                        | 232,20        | Echallens         | 36               |
| Jura-Nord vaudois     | 95'924                        | 701,13        | Yverdon-les-Bains | 73               |
| Lausanne              | 173'676                       | 65,14         | Lausanne          | 6                |
| Lavaux-Oron           | 65'125                        | 140,00        | Bourg-en-Lavaux   | 16               |
| Morges                | 88'378                        | 373,10        | Morges            | 56               |
| Nyon                  | 107'084                       | 307,38        | Nyon              | 47               |
| Ouest lausannois      | 82'535                        | 26,34         | Renens            | 8                |
| Riviera-Pays-d'Enhaut | 88'773                        | 282,92        | Vevey             | 12               |
| Total (10)            | 845'870                       | 3212,02       | Lausanne          | 300              |

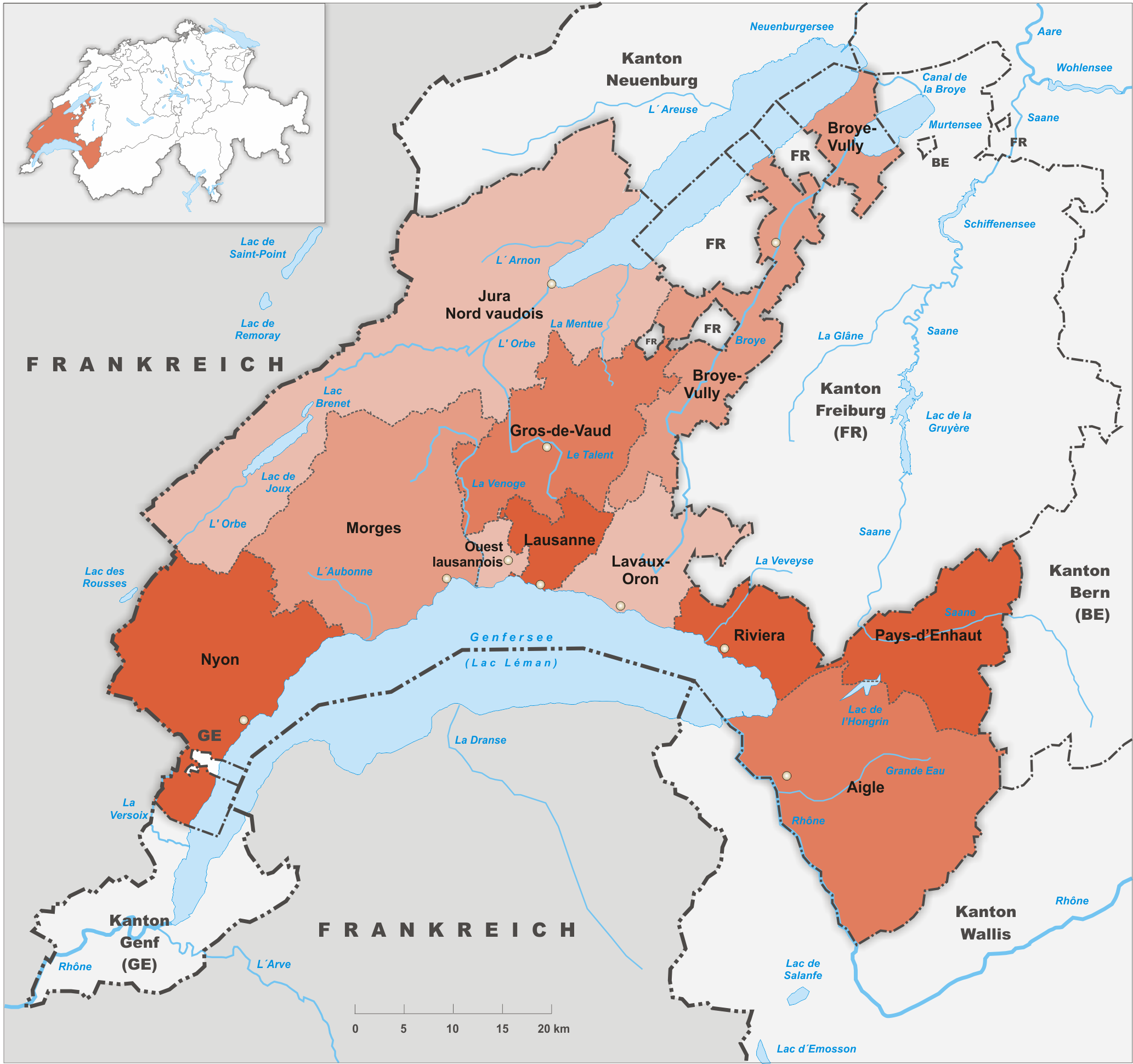
Bezirke des Kantons Waadt ab Juli 2016

Die Landfläche des Kantons beträgt 2821,09 km². Der Seeflächenanteil im Kanton Waadt beträgt 390,93 km² (Lac de Joux 8,79 km², Anteile: Genfersee/Lac Léman 297,83 km², Neuenburgersee/Lac de Neuchâtel 75,99 km² und Murtensee/Lac de Morat 8,32 km²). Somit beträgt die Gesamtfläche des Kantons Waadt 3212,01 km².

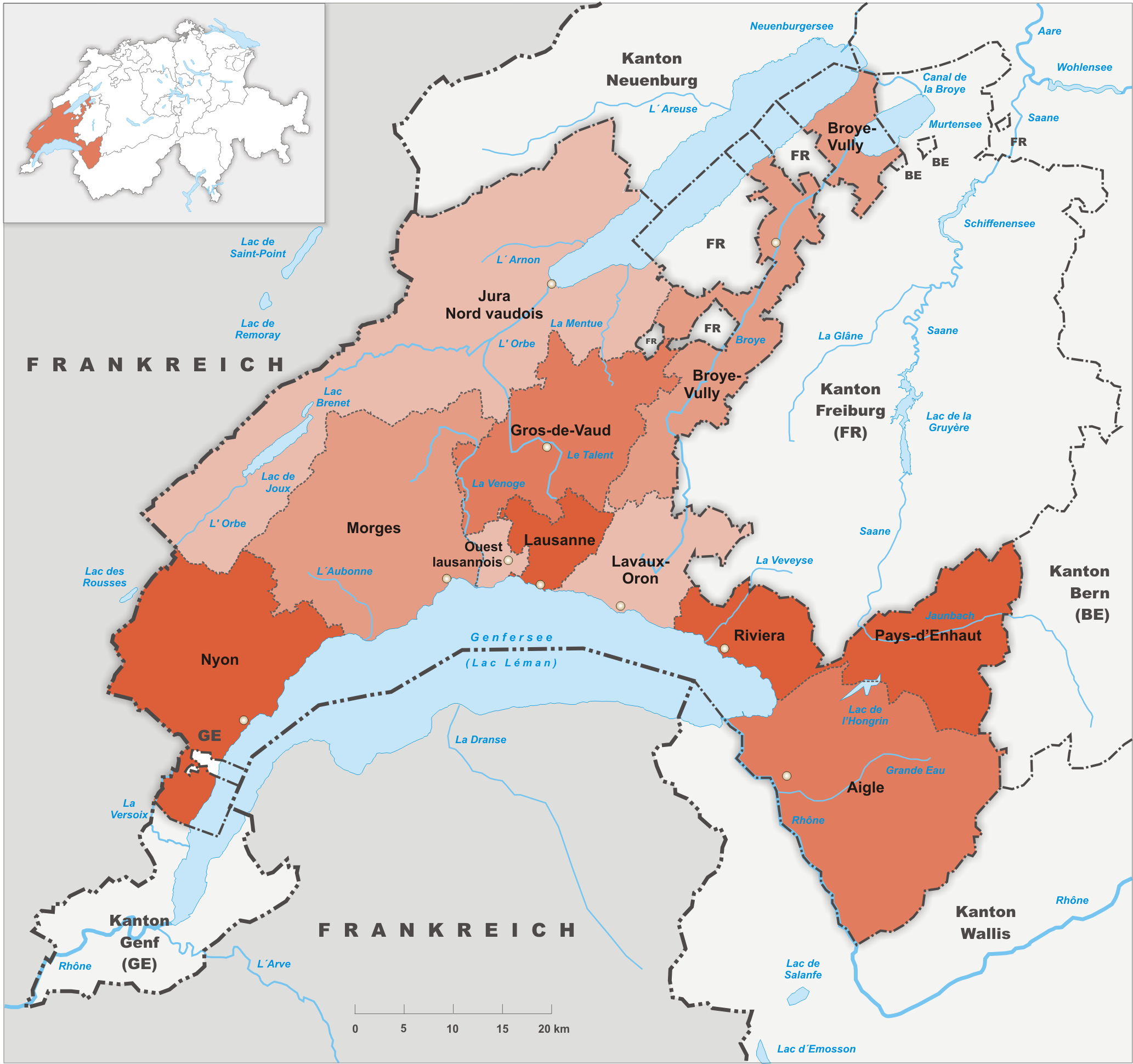
Bezirke des Kantons Waadt bis 2012
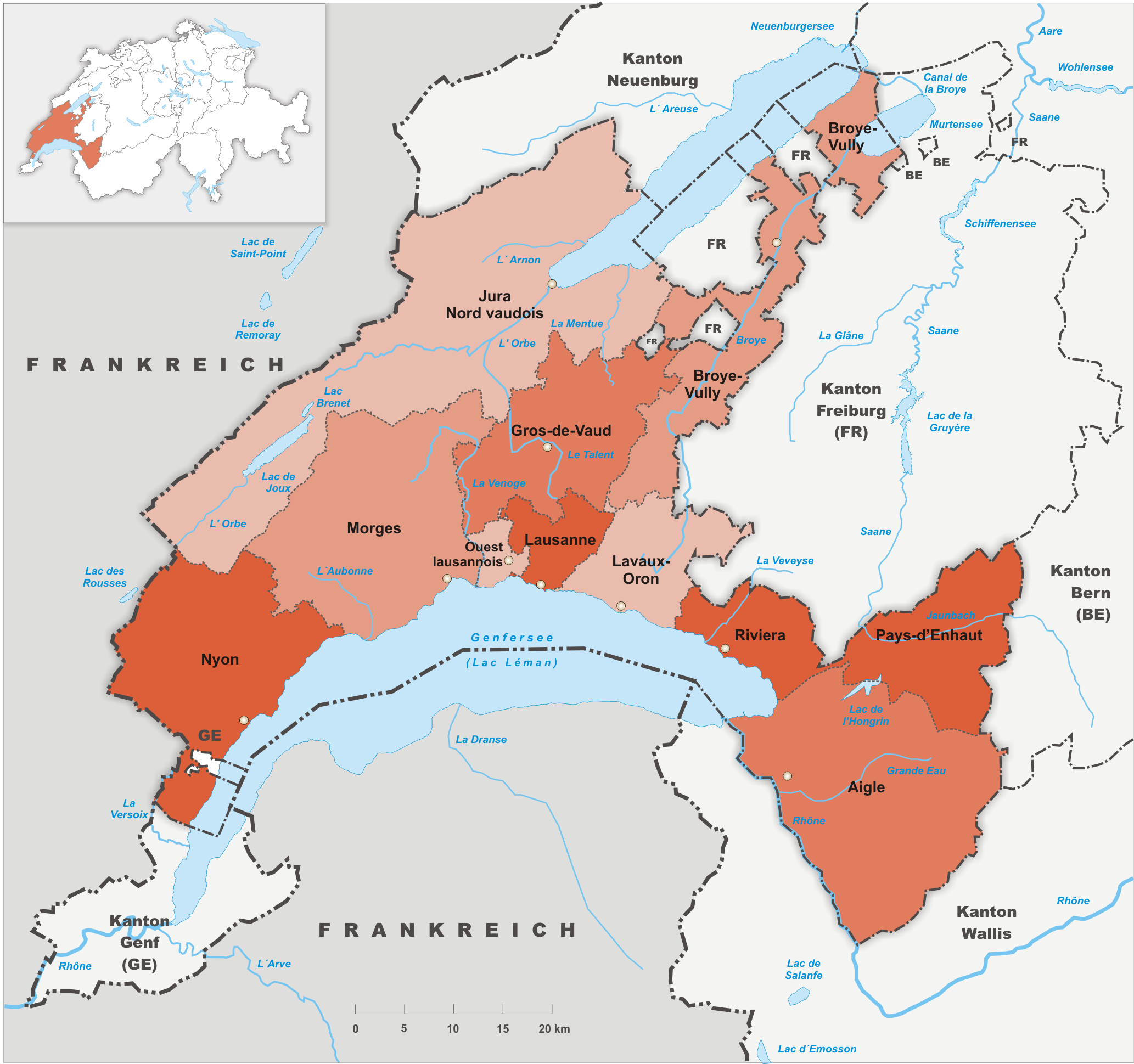
Bezirke des Kantons Waadt bis 2016

- Durch die Fusion der Gemeinde Chanéaz mit anderen Gemeinden zur Gemeinde Montanaire per 31. Dezember 2012 wechselt die Fläche der ehemaligen Gemeinde Chanéaz vom Bezirk Jura-Nord vaudois zum Bezirk Gros-de-Vaud.
- Durch die Fusion der Gemeinde Carrouge mit anderen Gemeinden zur Gemeinde Jorat-Mézières per 30. Juni 2016 wechselt die Fläche der ehemaligen Gemeinde Carrouge vom Bezirk Broye-Vully zum Bezirk Lavaux-Oron.

Gliederung 1803–2006
Von 1803 bis 2006 war der Kanton Waadt in 19 Bezirke eingeteilt. Die Bezirke waren weiter in total 60 Kreise (französisch cercles) unterteilt:

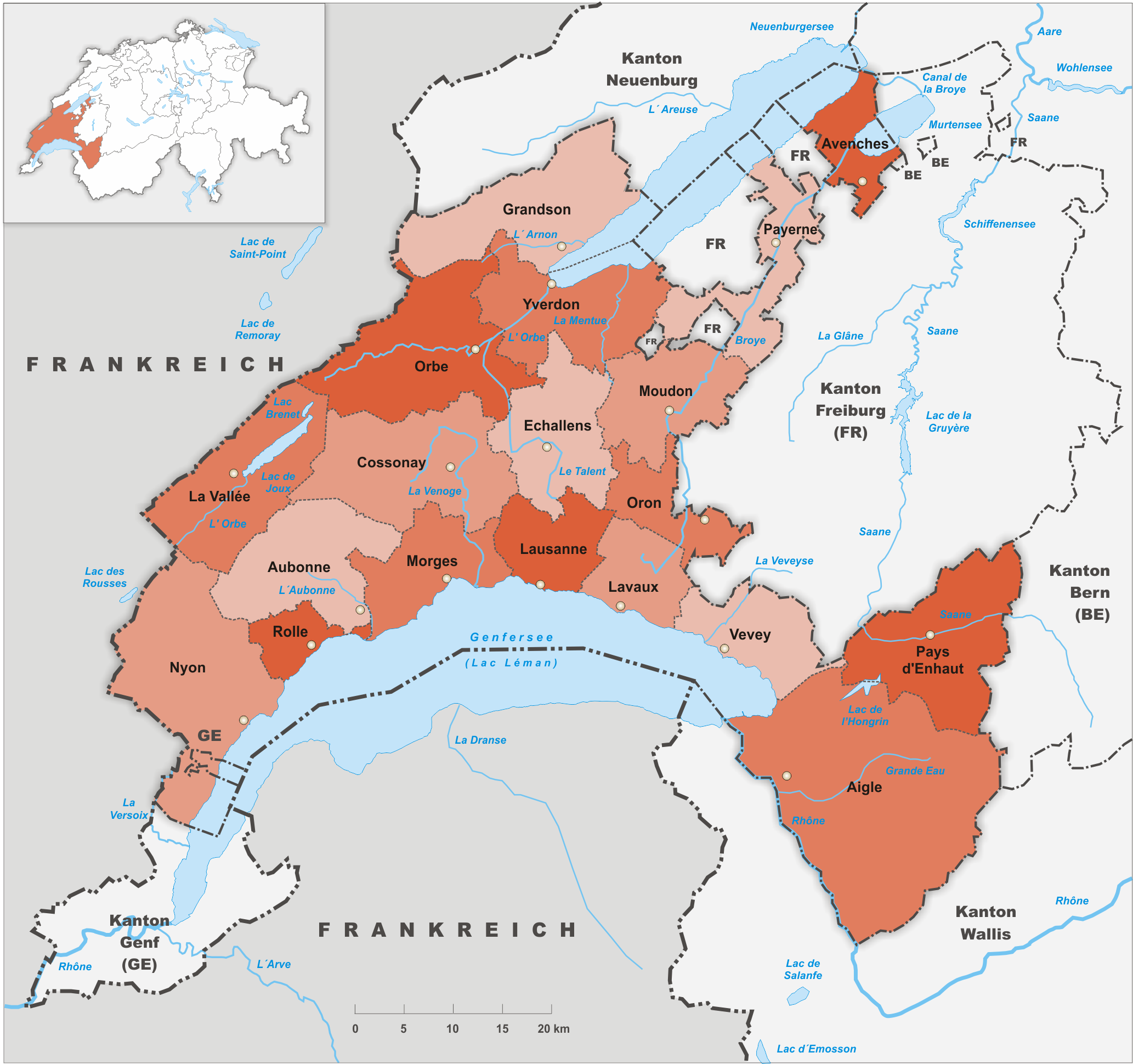
Bezirke des Kantons Waadt bis 2007

| Bezirk        | Einwohner (31. Dez. 2005) | Fläche in km² | Hauptort          | Anzahl Gemeinden | Kreise                                            |
| ------------- | ------------------------- | ------------- | ----------------- | ---------------- | ------------------------------------------------- |
| Aigle         | 36'217                    | 434,99        | Aigle             | 15               | Bex, Ollon, Les Ormonts, Aigle, Villeneuve        |
| Aubonne       | 11'882                    | 153,33        | Aubonne           | 17               | Ballens, Aubonne, Gimel                           |
| Avenches      | 6601                      | 59,91         | Avenches          | 11               | Avenches, Cudrefin                                |
| Cossonay      | 21'720                    | 198,37        | Cossonay          | 32               | La Sarraz, Cossonay, L’Isle, Sullens              |
| Echallens     | 21'763                    | 136,67        | Echallens         | 29               | Vuarrens, Bottens, Echallens                      |
| Grandson      | 12'658                    | 175,97        | Grandson          | 20               | Grandson, Concise, Sainte-Croix                   |
| Lausanne      | 194'012                   | 84,75         | Lausanne          | 12               | Lausanne, Pully, Romanel                          |
| La Vallée     | 6171                      | 163,61        | Le Sentier        | 3                | Le Chenit, Le Pont                                |
| Lavaux        | 23'842                    | 78,84         | Cully             | 12               | Cully, Lutry, Saint-Saphorin                      |
| Morges        | 70'823                    | 108,15        | Morges            | 34               | Morges, Ecublens, Colombier, Villars-sous-Yens    |
| Moudon        | 12'475                    | 119,60        | Moudon            | 32               | Saint-Cierges, Moudon, Lucens                     |
| Nyon          | 64'612                    | 232,05        | Nyon              | 32               | Begnins, Gingins, Coppet, Nyon                    |
| Orbe          | 19'979                    | 209,88        | Orbe              | 25               | Romainmôtier-Envy, Vallorbe, Orbe, Baulmes        |
| Oron          | 10'767                    | 76,01         | Oron-la-Ville     | 22               | Oron, Mézières                                    |
| Payerne       | 14'719                    | 106,76        | Payerne           | 18               | Granges-près-Marnand, Payerne, Grandcour          |
| Pays-d’Enhaut | 4493                      | 185,66        | Château-d’Oex     | 3                | Château-d’Œx, Rougemont                           |
| Rolle         | 12'288                    | 44,16         | Rolle             | 13               | Gilly, Rolle                                      |
| Vevey         | 69'854                    | 97,39         | Vevey             | 10               | Montreux, La Tour-de-Peilz, Vevey, Corsier        |
| Yverdon       | 35'915                    | 156,49        | Yverdon-les-Bains | 38               | Molondin, Belmont-sur-Yverdon, Yverdon, Champvent |
| Total (19)    | 650'791                   | 2821,08       | Lausanne          | 378              | (60)                                              |

Stand: Ende 2006

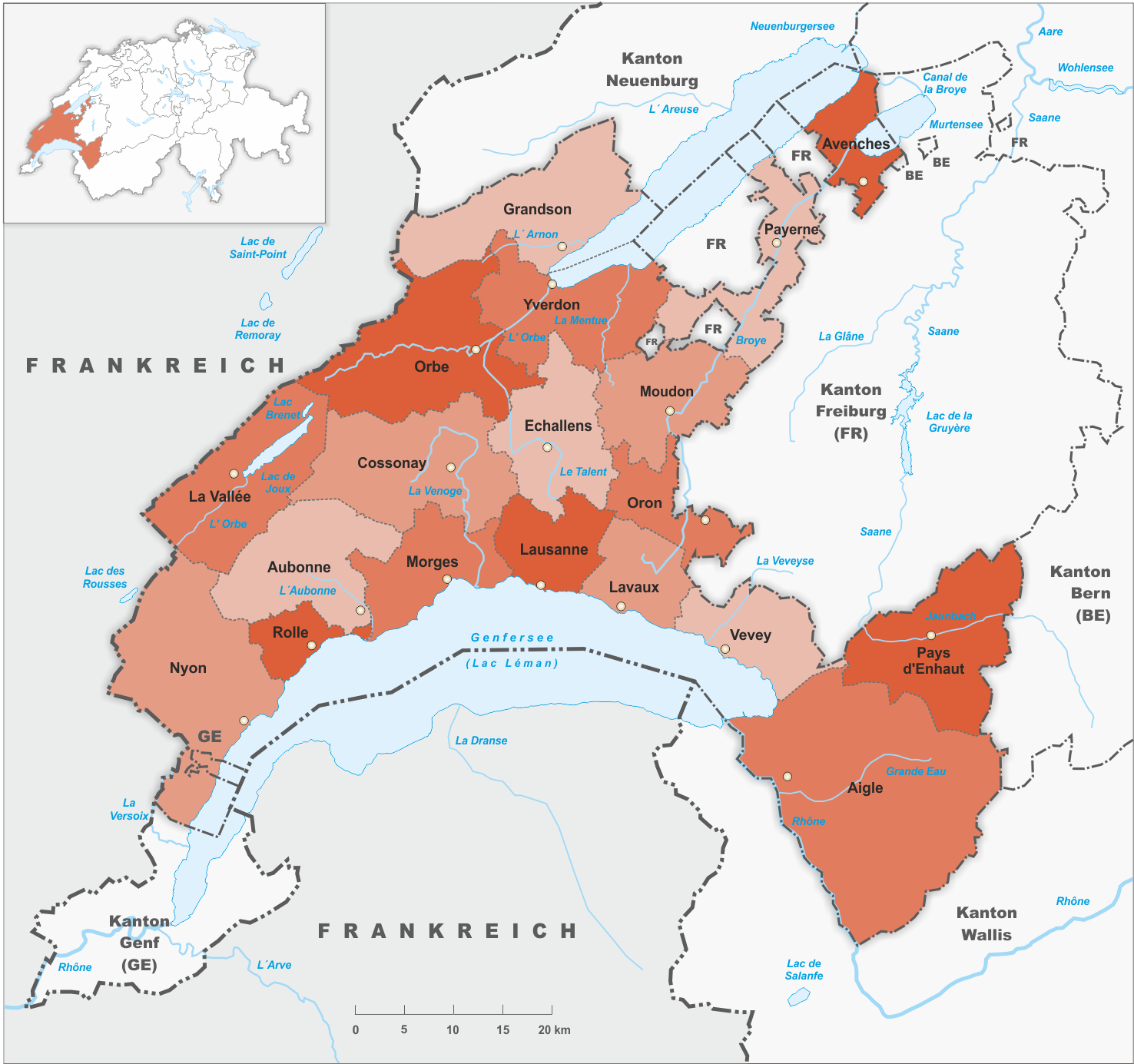
Bezirke des Kantons Waadt bis 31. Dezember 1959

- 1. Januar 1960: Die Gemeinde Bercher wechselt vom Bezirk Moudon zum Bezirk Echallens.

Quelle: Loi du 14 juin 1803 sur la division du canton en districts

### Kanton Wallis
Der Kanton Wallis ist in 13 Bezirke eingeteilt, wobei der Bezirk Raron seit 1987 aus zwei Halbbezirken besteht. Jedem Walliser Bezirk stehen ein Präfekt und ein Vizepräfekt vor. Stand: 1. Januar 2017.

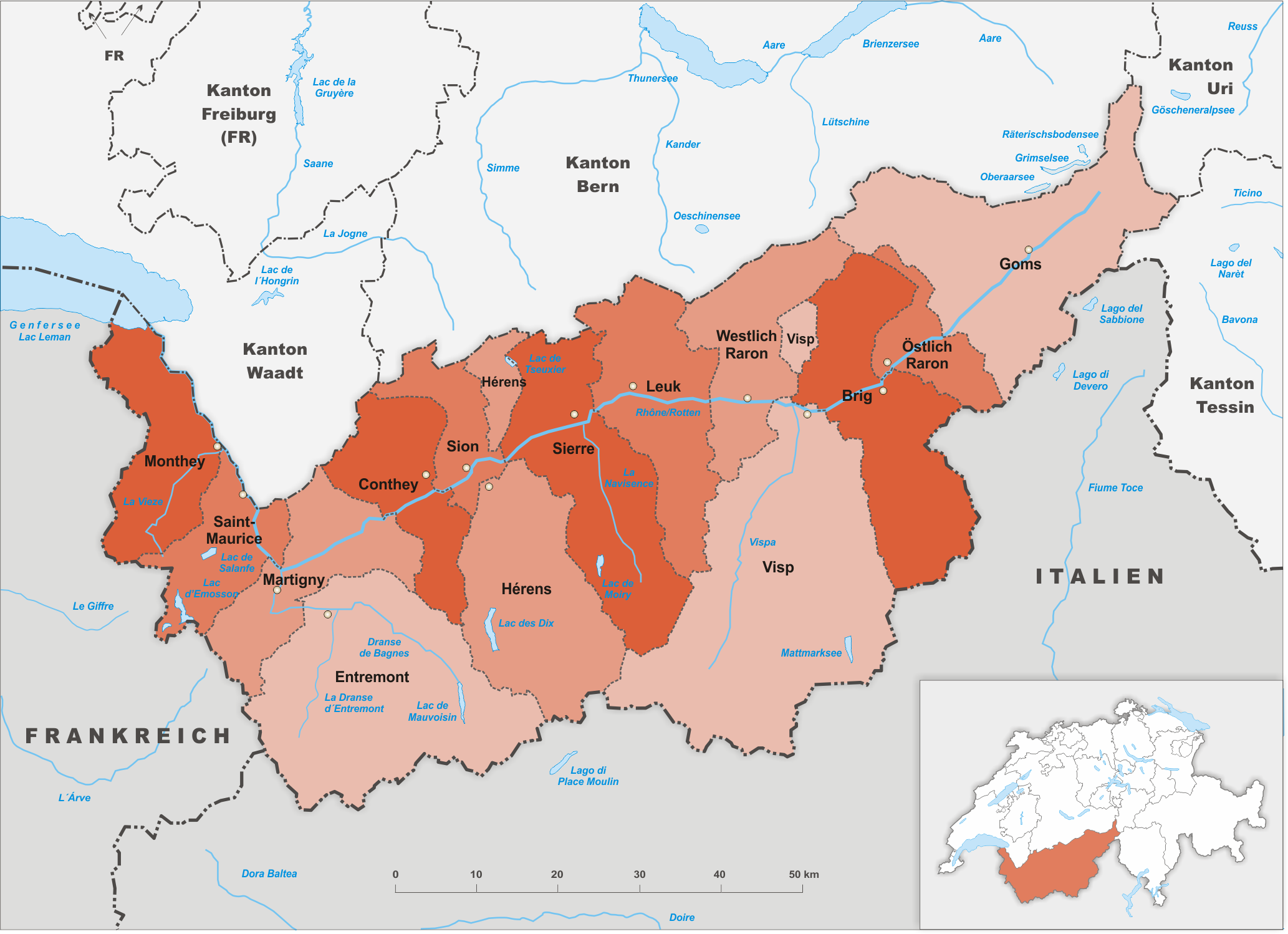
Bezirke des Kantons Wallis

| Bezirk                       | übersetzt                       | Einwohner (31. Dezember 2023) | Fläche in km² | Hauptort              | Anzahl Gemeinden |
| ---------------------------- | ------------------------------- | ----------------------------- | ------------- | --------------------- | ---------------- |
| Brig                         | frz. Brigue                     | 28'713                        | 434,20        | Brig-Glis             | 7                |
| Conthey                      | dt. Gundis                      | 30'873                        | 234,20        | Conthey               | 5                |
| Entremont                    |                                 | 16'169                        | 632,97        | Sembrancher           | 5                |
| Goms                         | frz. Conches                    | 4426                          | 589,20        | Münster-Geschinen     | 8                |
| Hérens                       | dt. Ering                       | 11'455                        | 466,19        | Vex                   | 6                |
| Leuk                         | frz. Loèche                     | 13'317                        | 335,26        | Leuk                  | 12               |
| Martigny                     | dt. Martinach                   | 52'410                        | 263,37        | Martigny              | 10               |
| Monthey                      |                                 | 50'414                        | 256,78        | Monthey               | 9                |
| Westlich Raron Östlich Raron | frz. Rarogne (zwei Halbbezirke) | 11'443                        | 398,34        | Raron und Mörel-Filet | 11 6             |
| Saint-Maurice                |                                 | 14'708                        | 190,59        | Saint-Maurice         | 9                |
| Siders                       | frz. Sierre                     | 51'445                        | 418,39        | Siders                | 10               |
| Sitten                       | frz. Sion                       | 50'795                        | 130,59        | Sitten                | 5                |
| Visp                         | frz. Viège                      | 29'676                        | 863,96        | Visp                  | 19               |
| Total (13)                   |                                 | 365'844                       | 5224,64       | Sitten                | 122              |

Die Landfläche des Kantons Wallis umfasst 5'214,00 km², der Seeflächenanteil beträgt 10,60 km² (Genfersee/Lac Léman). Somit beträgt die Gesamtfläche 5'224,60 km².

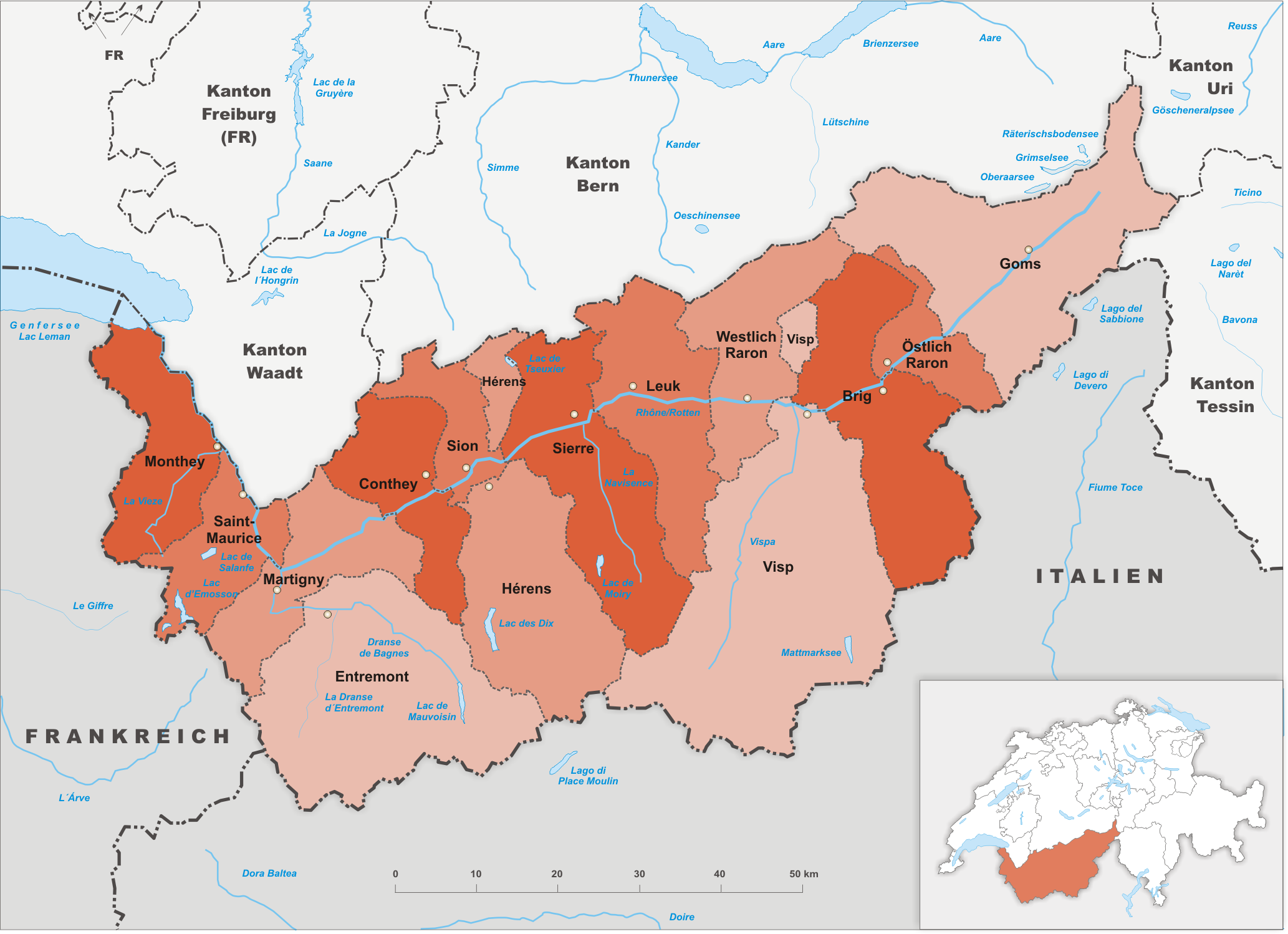
Bezirke des Kantons Wallis bis 31. Dezember 2016

- 1. Januar 2017: Durch die Fusion der Gemeinde Les Agettes mit Sitten wechselt die Gemeindefläche von Les Agettes vom Bezirk Hérens zum Bezirk Sitten.

### Kanton Neuenburg
Der Kanton Neuenburg war bis am 31. Dezember 2017 in sechs Bezirke (französisch Districts) aufgeteilt, die zu vier geographischen Regionen gehörten. Ab 1. Januar 2018 bilden letztere neu jeweils eine Wahlregion, die zu einem einzigen Wahlkreis zusammengefasst sind, und dienen im Weiteren statistischen Zwecken. Administrative Aufgaben kommen ihnen nicht zu (Stand: 1. Januar 2018).
| Bezirk bis 31. Dezember 2017 | Einwohner (31. Dezember 2017) | Fläche in km² | Hauptort                       | Anzahl Gemeinden | Region ab 1. Januar 2018 |
| ---------------------------- | ----------------------------- | ------------- | ------------------------------ | ---------------- | ------------------------ |
| Boudry                       | 40'701                        | 105,46        | Boudry                         | 7                | Littoral                 |
| La Chaux-de-Fonds            | 39'796                        | 92,99         | La Chaux-de-Fonds              | 3                | Montagnes                |
| Le Locle                     | 14'414                        | 143,74        | Le Locle                       | 6                | Montagnes                |
| Neuenburg (frz. Neuchâtel)   | 53'744                        | 80,02         | Neuenburg                      | 6                | Littoral                 |
| Val-de-Ruz                   | 17'411                        | 128,07        | Cernier (Gde. Val-de-Ruz)      | 2                | Val-de-Ruz               |
| Val-de-Travers               | 11'898                        | 166,44        | Fleurier (Gde. Val-de-Travers) | 3                | Val-de-Travers           |
| Total (6)                    | 177'964                       | 716,72        | Neuenburg                      | 27               | (4)                      |

Die Landfläche des Kantons Neuenburg umfasst 716,72 km², der Seeflächenanteil beträgt 85,44 km² (Neuenburgersee/Lac de Neuchâtel 84,91 km², Bielersee 0,53 km²). Somit beträgt die Gesamtfläche 802,16 km².

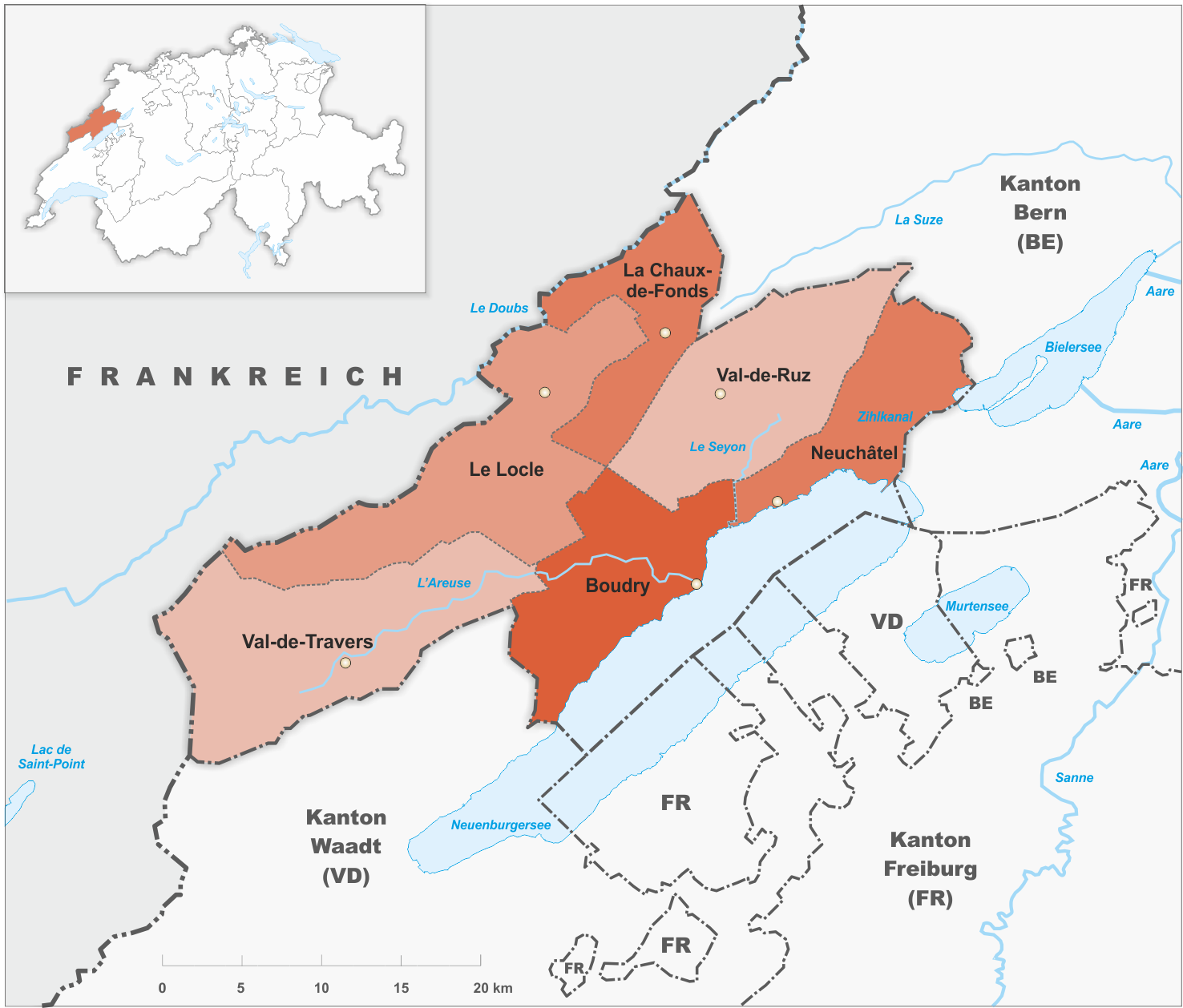
Bezirke des Kantons Neuenburg bis 31. Dezember 1850

- 31. Dezember 1850: Durch die Ausgliederung der Gemeinde Les Eplatures von Le Locle wechselt die Fläche von Les Eplatures vom Bezirk Le Locle zum Bezirk La Chaux-de-Fonds.

### Kanton Genf
Der Kanton Genf ist nicht in Bezirke unterteilt. Die Landfläche des Kantons Genf umfasst 245,82 km², der Seeflächenanteil beträgt 36,67 km² (Genfersee/Lac Léman). Somit beträgt die Gesamtfläche 282,49 km².
Siehe: Gemeinden des Kantons Genf

### Kanton Jura
Der Kanton Jura ist in drei Bezirke eingeteilt:

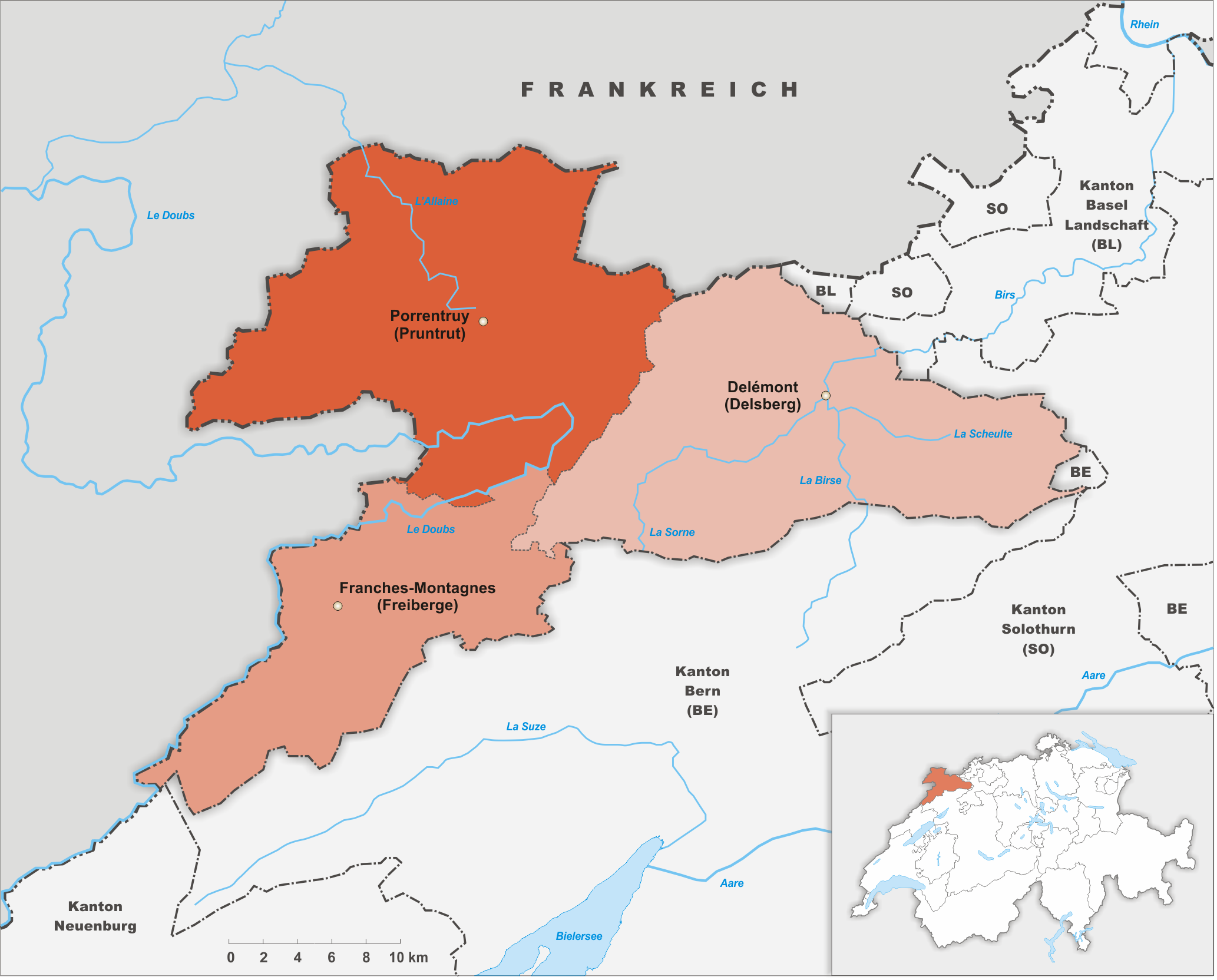
Bezirke des Kantons Jura

Stand: 1. Januar 2024
| Bezirk                              | Einwohner (31. Dezember 2023) | Fläche in km² | Hauptort     | Anzahl Gemeinden |
| ----------------------------------- | ----------------------------- | ------------- | ------------ | ---------------- |
| Delsberg (frz. Delémont)            | 39'660                        | 303,18        | Delsberg     | 19               |
| Freiberge (frz. Franches-Montagnes) | 10'531                        | 200,24        | Saignelégier | 12               |
| Pruntrut (frz. Porrentruy)          | 24'357                        | 335,09        | Pruntrut     | 19               |
| Total (3)                           | 74'548                        | 838,51        | Delsberg     | (50)             |

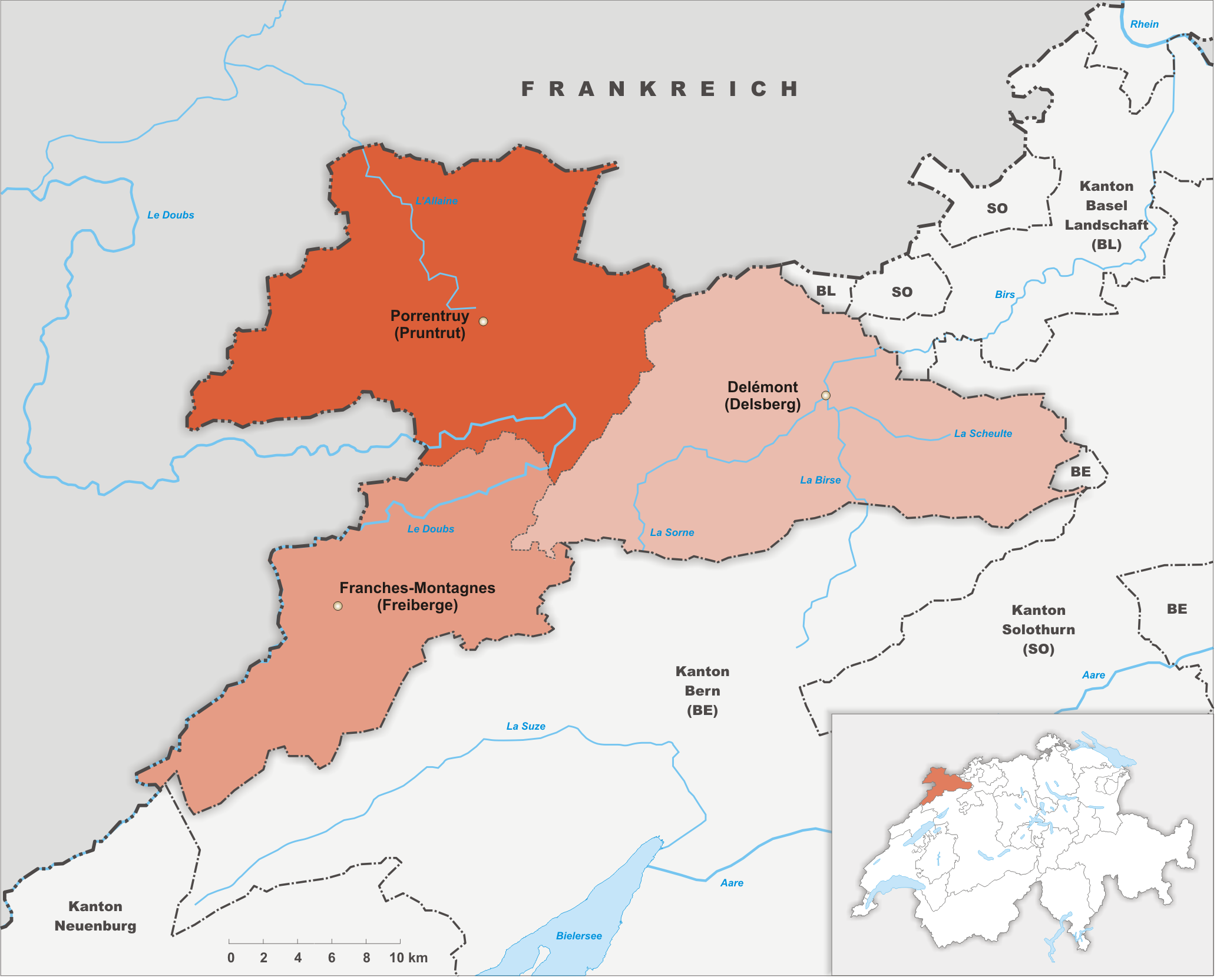
Bezirke des Kantons Jura bis 2008

- Durch die Fusion am 1. Januar 2009 der Gemeinden Epauvillers, Epiquerez, Montenol, Montmelon, Ocourt, Saint-Ursanne und Seleute zur Gemeinde Clos du Doubs wurde die Fläche der ehemaligen Gemeinden Epauvillers und Epiquerez dem Bezirk Pruntrut zugewiesen.